# Proche-Orient ancien
L'expression Proche-Orient ancien désigne un ensemble de cultures et de civilisations qui se sont épanouies du Néolithique jusqu'à la fin de l'Antiquité dans un espace comprenant, dans son acception la plus restreinte, le Levant à l'ouest, la Mésopotamie et l'Iran occidental à l'est, et l'Anatolie au nord. On peut également trouver les termes Orient ancien ou Asie du Sud-Ouest ancienne.
Cet espace, qui est parfois élargi à l'ensemble du Moyen-Orient, incluant ainsi la péninsule Arabique, l'Iran et le Caucase, regroupe des peuples qui, en dépit de leur hétérogénéité, ont partagé un processus historique similaire, avec la « néolithisation », l'émergence des premières cités, des premières écritures, et ont eu des croyances présentant une certaine proximité. L'intégration ou non de l’Égypte antique à cet ensemble ne fait pas consensus, en fonction des considérations scientifiques ou des habitudes des chercheurs.

## Contours et définitions

### Terminologie
L'expression « Proche-Orient ancien » est spécifique à l'histoire ancienne, puisqu'elle désigne une région qui est plus communément désignée comme le « Moyen-Orient » dans la terminologie contemporaine, qui a plus ou moins les mêmes contours géographiques. Il s'agit dans les deux cas de termes hérités du XIXe siècle et du début du XXe siècle du monde occidental, reprenant le concept géographique et culturel d'« Orient » (orientalisme), dans le contexte des impérialismes et de la colonisation européennes, donc une vision euro-centrée du monde et de son histoire. Pour contrebalancer cela, certains préfèrent parler d'« Asie du sud-ouest » ou d'« Asie occidentale », employant ainsi des termes qui charrient un héritage politique moins lourd à assumer. A. Gunter voit même dans la dénomination de Proche-Orient ancien « plus une convention obsolète, bien qu'utile, qu'un concept dynamique gouvernant de manière productive les manières dont les chercheurs définissent maintenant leurs domaines d'expertise », tout en indiquant qu'elle reste largement employée, acceptée et comprise, et opératoire en tant que domaine de la recherche.

### Domaines d'études

Localisation des principaux sites ayant livré des tablettes cunéiformes (en particulier ceux en capitales) et de sites périphériques où des textes en cunéiforme ont été mis au jour.

Les études proche-orientales remontent à la première moitié du XIXe siècle, quand des savants européens posent les premiers jalons du déchiffrement des écritures cunéiformes, processus achevé en 1857, alors qu'à la même époque les premiers chantiers de fouilles dans le nord de la Mésopotamie sont ouverts par des diplomates français et anglais, et que leurs découvertes viennent enrichir les grands musées de leurs métropoles. C'est dans le contexte de rivalités entre les puissances européennes dans l'Empire ottoman et en Perse, et de curiosité pour le passé des régions « orientales » que le processus se poursuit, dans les universités européennes, puis américaines, et sur les chantiers de fouilles au Moyen-Orient, en élargissant progressivement le nombre de régions fouillées, aboutissant à la redécouverte progressive des différentes civilisations du Proche-Orient ancien (Assyriens, Babyloniens, Sumériens, Élamites, Hittites, etc.),, dont les langues sont progressivement déchiffrées. Les différents domaines de la recherche sur les civilisations du Proche-Orient ancien commencent à se structurer à cette période et dans la première moitié du XXe siècle, notamment au moment où la France et la Grande-Bretagne exercent leur mandat sur une grande portion du Moyen-Orient, confortant les liens entre le colonialisme et ces travaux,.
L'héritage occidentalo-centré reste prégnant dans les études sur le Proche-Orient ancien (ce qui vaut également pour l’Égypte antique), qui le présentent traditionnellement comme une partie de l'« Occident », et renvoie à deux aspects importants qui ont pesé dans la mise en place de ces études et restent encore plus ou moins présents :
- la vision, partiellement vraie, de l'histoire ancienne du Proche-Orient comme celle du « berceau de la civilisation », préparant l'émergence des civilisations européennes, et marginalisant par là la continuité avec les civilisations qui leur ont succédé au Moyen-Orient[10] ;
- l'angle religieux, qui a donné lieu à l'habitude d'étudier l'histoire du Proche-Orient ancien dans le but d'éclairer l'histoire biblique, et donc en partant du contenu des textes bibliques, que ce soit d'ailleurs dans le but de confirmer ou d'infirmer leur historicité[11].

Les approches critiques, sur la vision linéaire de l'histoire, sur l'orientalisme, comme sur l'importance accordée à la Bible, ont néanmoins relativisé ces tendances, et cherché à procéder à une « normalisation » de leur champ d'études, étudié pour lui-même et sous divers angles (social, économique, idéologique, etc.). Elles ont été aidées en cela par la découverte d'une quantité considérable de documentations, qu'il s'agisse des dizaines de milliers de tablettes cunéiformes exhumées de la Turquie jusqu'à l'Iran, ou des découvertes différents sites archéologiques révélant de nouvelles cultures et civilisations insoupçonnées, depuis la fin du Paléolithique jusqu'à la fin de l'Antiquité, aussi par la décolonisation et l'émergence d'une recherche scientifique autonome au Moyen-Orient, même si les universités occidentales restent les plus actives,. 
Les spécialités sur l'étude du Proche-Orient ancien peuvent d'une manière générale être divisées en deux au regard de l'organisation de la recherche universitaire :
- les spécialités liées à l'archéologie, et aussi à l'histoire de l'art, qui couvrent toutes les périodes et civilisations du Proche-Orient ancien, donc aussi bien des périodes préhistoriques qu'historiques[15],[16] ;
- les spécialités liées à l'histoire et la philologie, donc avant tout l'étude des textes, regroupées dès le début des études sur le Proche-Orient ancien sous le terme assyriologie, parce que l'Assyrie a été la première civilisation à être redécouverte, les découvertes d'autres civilisations ayant donné naissance à d'autres spécialités (sumérologie, hittitologie, etc.) ; leur spécificité repose sur le fait que leur documentation est majoritairement rédigée dans des écritures cunéiformes, et issue de fouilles archéologiques, pour des périodes « historiques » (celles de civilisations qui pratiquent l'écriture)[17],[18],[19].

### Contours géographiques et culturels
La définition du cadre géographique recouvert par l'expression « Proche-Orient ancien » reste floue et fluctue selon les auteurs et les périodes étudiées. Cet ensemble comprend au moins la Mésopotamie, la Syrie et le Levant (avec Chypre), au moins une grande partie de l'Anatolie, du Caucase méridional et du plateau Iranien. Dans les acceptions les plus larges, et selon la période historique, l’Égypte, la Péninsule arabique, le Caucase méridional et une partie de l'Asie centrale y sont incluses. De fait, le Proche-Orient ancien des historiens se définit avant tout suivant des critères culturels, selon les mots de G. Bunnens, comme « la culture suméro‐akkadienne et son réseau d'interactions avec les cultures voisines », donc comme la Mésopotamie et les régions les plus marquées par son influence, suivant une vision centre/périphérie. Les approches actuelles sont plus pondérées mais le facteur culturel reste prépondérant, la question étant donc plus de savoir quelles civilisations sont incluses en fonction de leurs caractéristiques culturelles, que de savoir quelles régions géographiques en font partie en raison de leur localisation, les limites étant amenées à varier selon les époques et le profil des civilisations étudiées. Dans cette optique a aussi émergé la notion de « culture cunéiforme », c'est-à-dire de cultures ayant partagé la pratique de l'écriture cunéiforme et les éléments culturels mésopotamiens qu'elle a transporté avec elle, créant ainsi des liens et traits communs entre elles. Plus largement, cet ensemble de civilisations peut être vu comme marqué par l'héritage de la révolution urbaine du IVe millénaire av. J.-C., centrée sur la Mésopotamie. Mais même si les études se focalisent plus sur cette région, sa trajectoire historique ne peut être comprise sans la prise en considération de ses voisines et des interactions qui ont liées leurs destinées. Selon le résumé qu'en a donné D. Schwemer : « Malgré leur diversité régionale et leurs transformations historiques, les anciennes civilisations de l’Irak, de l’Iran, de la Syrie, de la Turquie modernes et de certains de leurs voisins étaient liées par une longue histoire de commerce et d’échanges qui remonte loin dans les périodes préhistoriques. Elles partageaient les mêmes grandes étapes de développement technologique, idéologique, social et politique ; plus important encore, l’adoption de l’écriture cunéiforme babylonienne dans toute la région et, avec elle, l’émergence de cultures écrites interconnectées, dont le canon était fortement façonné par les traditions babyloniennes, ont contribué encore plus à une forme de cohésion culturelle du Proche-Orient ancien. »

### Contours chronologiques
Le cadre chronologique est fluctuant. En utilisant la documentation archéologique, on remonte couramment jusqu'aux débuts du Néolithique, et même un peu avant, au début du processus de néolithisation durant l'Épipaléolithique, parfois jusqu'à 15 000 av. J.-C. voire 20 000 av. J.-C., souvent vers 10 000 av. J.-C., parce que cette phase peut être vue comme le point de départ des développements culturels caractéristiques du Proche-Orient ancien. Les régions voisines se « néolithisent » progressivement par la suite. Pour la documentation écrite, les études sont possibles à partir de la fin du IVe millénaire, aussi certains travaux d'historiens préfèrent se limiter à faire commencer le Proche-Orient ancien à ce moment-là, qui est aussi celui d'une autre période fondamentale, celle de la « révolution urbaine » (et du début de l'écriture), et aussi pour alléger leur propos.
La fin du Proche-Orient ancien est couramment marquée par le début de l'Empire achéménide en 539 av. J.-C., ou la fin de celui-ci, qui est aussi le début de la période hellénistique en 331 av. J.-C. Du point de vue du travail de l'historien, c'est à cette période que la documentation classique, plus précisément celle en langue grecque ancienne, tend à devenir plus importante que la documentation cunéiforme pour reconstituer les événements. Cela renvoie aussi à une vision ancienne et linéaire de l'histoire qui envisage une sorte de « passage de flambeau » entre les civilisations du Proche-Orient ancien et celle de Grèce antique, qui devient le nouveau phare de la civilisation autour de 500 av. J.-C. Mais les continuités dans les traditions du Proche-Orient entre la première et la seconde moitié du Ier millénaire av. J.-C. sont désormais mises en avant, ce qui incite à repousser les bornes chronologiques plus loin dans le temps, en incluant les périodes hellénistique et parthe, donc jusqu'au début de notre ère. Certains vont plus loin dans le temps, notamment pour le monde iranien, en incluant l'Empire sassanide et en fixant la limite à la conquête islamique, ce qui revient à faire coïncider les civilisations du Proche-Orient ancien à la notion large de civilisations « pré-islamiques ».

## Évolution historique

### La néolithisation du Proche-Orient

Localisation des principaux ensembles géographiques du Néolithique du Proche-Orient (v. 10000-5500 av. J.-C.).

|                                    | Avant J.-C. Cal. | Avant le présent Cal. |
| Natoufien ancien                   | 12780-11180      | 14730-13130           |
| Natoufien récent                   | 11180-10040      | 13130-11990           |
| Néolithique précéramique A         | 10040-8940       | 11990-10890           |
| Néolithique précéramique B ancien  | 8940-8460        | 10890-10410           |
| Néolithique précéramique B moyen   | 8460-7560        | 10410-9510            |
| Néolithique précéramique B récent  | 7560-6940        | 9510-8890             |
| Néolithique précéramique B final/C | 6940-6400        | 8890-8350             |
| Néolithique tardif                 | 6400-5480        | 8350-7430             |

La spécificité historique du Proche-Orient se manifeste en premier lieu par le fait qu'il s'agit de la première partie du Monde qui expérimente le passage de sociétés paléolithiques à des sociétés néolithiques, phénomène qui a pu être dénommé « révolution néolithique » ou plus modestement « néolithisation ». Ce changement est un processus long et cumulatif qui survient durant la période correspondant au passage de la dernière ère glaciaire à l'Holocène, qui voit sur le long terme un processus de réchauffement du climat, en gros sur la période située entre 12500 et 8000 av. J.-C., ou au plus large dès les alentours de 20000 av. J.-C., qui commence durant la phase appelée Épipaléolithique, vue comme une transition entre le Paléolithique et le Néolithique. Il est d'abord caractérisé par deux phénomènes qui changent radicalement le mode de vie des groupes humains : la sédentarisation et la domestication des plantes et des animaux, le passage d'une économie de chasseurs-cueilleurs (ou collecteurs) à une économie d'agriculteurs-éleveurs. À la différence d'autres régions du monde, à ce stade la technique de la céramique n'est pas encore maîtrisée au Proche-Orient (on parle donc souvent de Néolithique « précéramique »).
Le processus de néolithisation proche-oriental se déroule en grande partie au Levant (avec également des régions du Zagros occidental et de l'Anatolie orientale, et aussi Chypre), où la chronologie reconnaît trois phases principales :
- le Natoufien, v. 12500-10000 av. J.-C., période récente de l'Épipaléolithique, qui voit les débuts de la sédentarisation, avec la constitution de villages de chasseurs-cueilleurs au sud du Levant, puis au nord durant la période finale ;
- le Néolithique précéramique A (ou PPNA), v. 10000-9000 av. J.-C., qui voit la consolidation de la sédentarisation avec la constitution de nombreux villages au Levant et dans les régions voisines, les débuts de l'agriculture et de l'élevage, l'apparition de structures monumentales à finalité rituelle ;
- le Néolithique précéramique B (ou PPNB), v. 9000-6400 av. J.-C., qui marque la constitution définitive du mode de vie néolithique, les sociétés villageoises et agricoles s'étendant progressivement sur tout le Moyen-Orient, avec divers progrès techniques, conduisant en particulier à l'apparition de la céramique qui marque la fin de la période[29].

Localisation des sites du Natoufien et associés (v. 12500-10000 av. J.-C.).
Localisation des principaux sites du Néolithique précéramique A (v. 10000-9000 av. J.-C.).
Localisation des principaux sites du Néolithique précéramique B (v. 9000-6400 av. J.-C.).
Carte de localisation des principaux sites du Néolithique acéramique de Mésopotamie et du Zagros occidental et central.

#### La sédentarisation
Le premier phénomène se décèle dans le sud du Levant, durant la période appelée Natoufien ancien, dernière phase de l'Épipaléolithique, qui s'étale d'environ 12500 à 11500 av. J.-C. Elle voit l'apparition des premiers villages qui semblent occupés en permanence, constitués de petites constructions arrondies (Mallaha, Hayonim, Wadi Hammeh 27). Les groupes humains restent cependant très marqués par la mobilité, puisqu'ils occupent aussi des campements temporaires, qui servent de haltes de chasse ou de cueillette. Et durant la seconde partie de la période, le Natoufien récent, d'environ 11500 à 10000 av. J.-C., la sédentarité recule considérablement dans le sud du Levant, alors qu'elle s'implante plus au nord dans la région du Moyen-Euphrate (Mureybet, Abu Hureyra). La sédentarité triomphe durant l'époque suivante, le Néolithique précéramique A (ou PPNA, v. 10000-9000 av. J.-C.), qui voit la consolidation des sociétés villageoises au Levant (Jéricho, Mureybet, Jerf el Ahmar, etc.) et son expansion vers les régions voisines, notamment en Anatolie du sud-est (Çayönü, Hallan Çemi, Körtik Tepe) et Haute Mésopotamie (Nemrik, Qermez Dere, M'lefaat). La phase suivante, le Néolithique précéramique B (ou PPNB, v. 9000-7000/6400 av. J.-C.), pérennise le phénomène malgré des reculs et voit apparaître des sites de taille importante (Ain Ghazal et Basta en Jordanie, Abu Hureyra et Haloula en Syrie). Apparaissent alors des constructions d'un nouveau type, non domestiques, qui semblent être des bâtiments communautaires, ayant dû avoir des finalités rituelles ; parfois ce sont des sites entiers qui semblent avoir une vocation rituelle, le cas le plus célèbre étant le site de Göbekli Tepe, en Anatolie du sud-est.

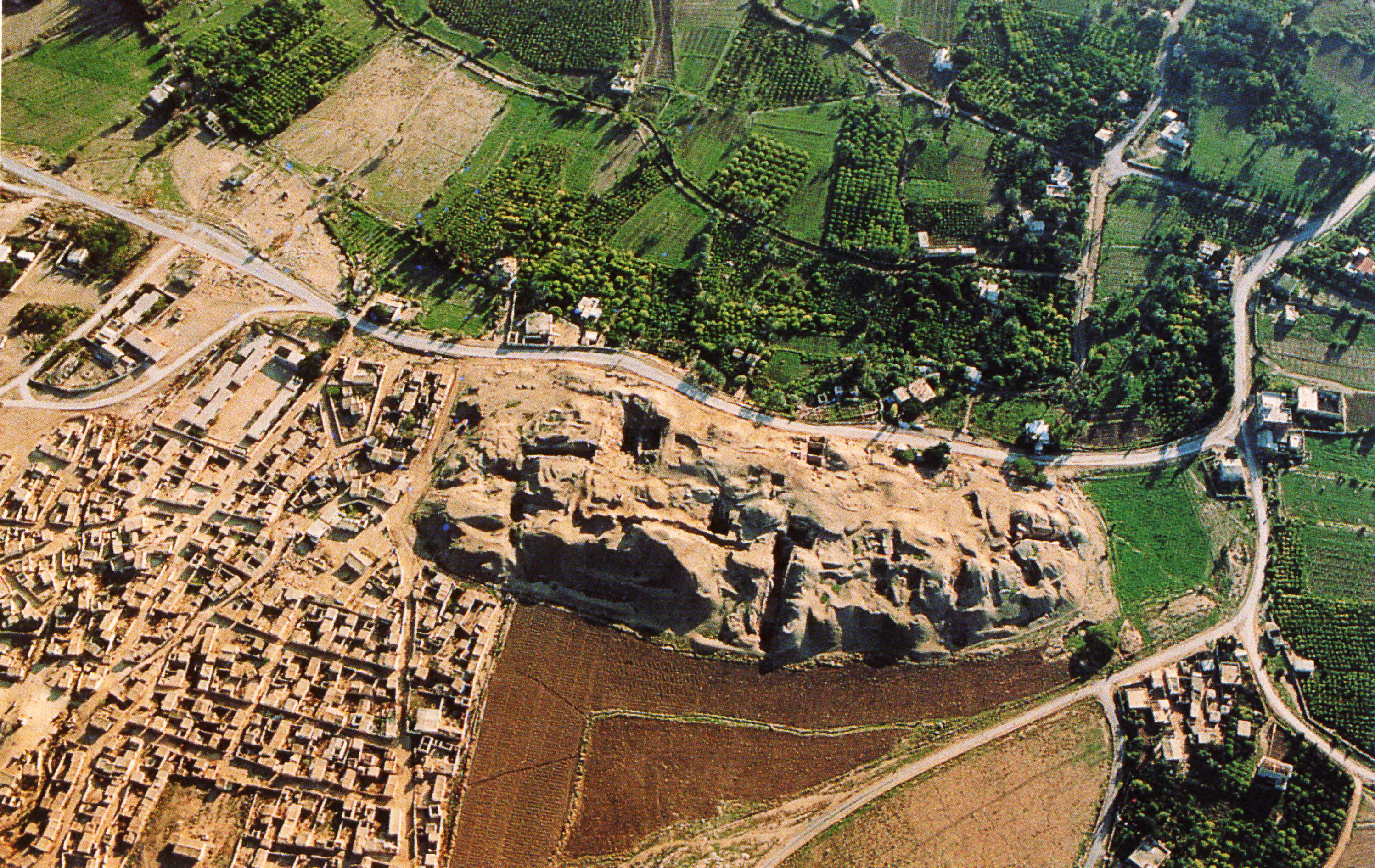
Vue aérienne de Tell es-Sultan, le site archéologique de Jéricho (Palestine).
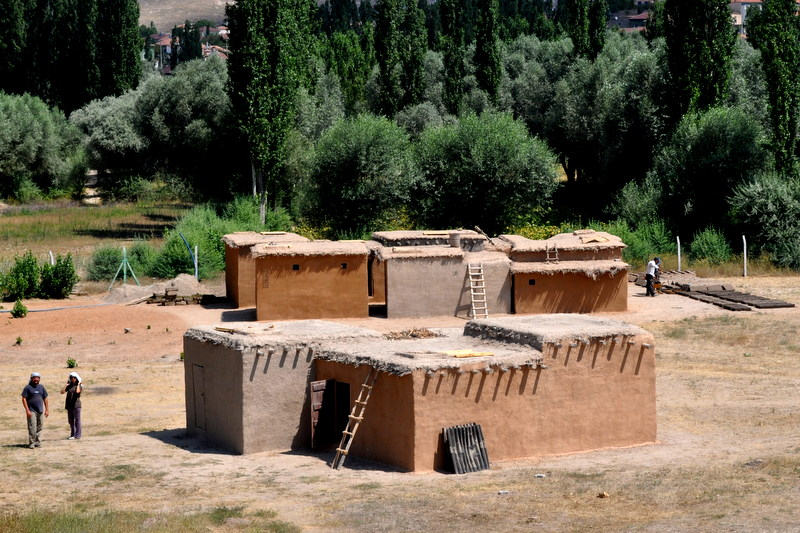
Reconstitutions de maisons néolithiques d'Aşıklı Höyük (Turquie).
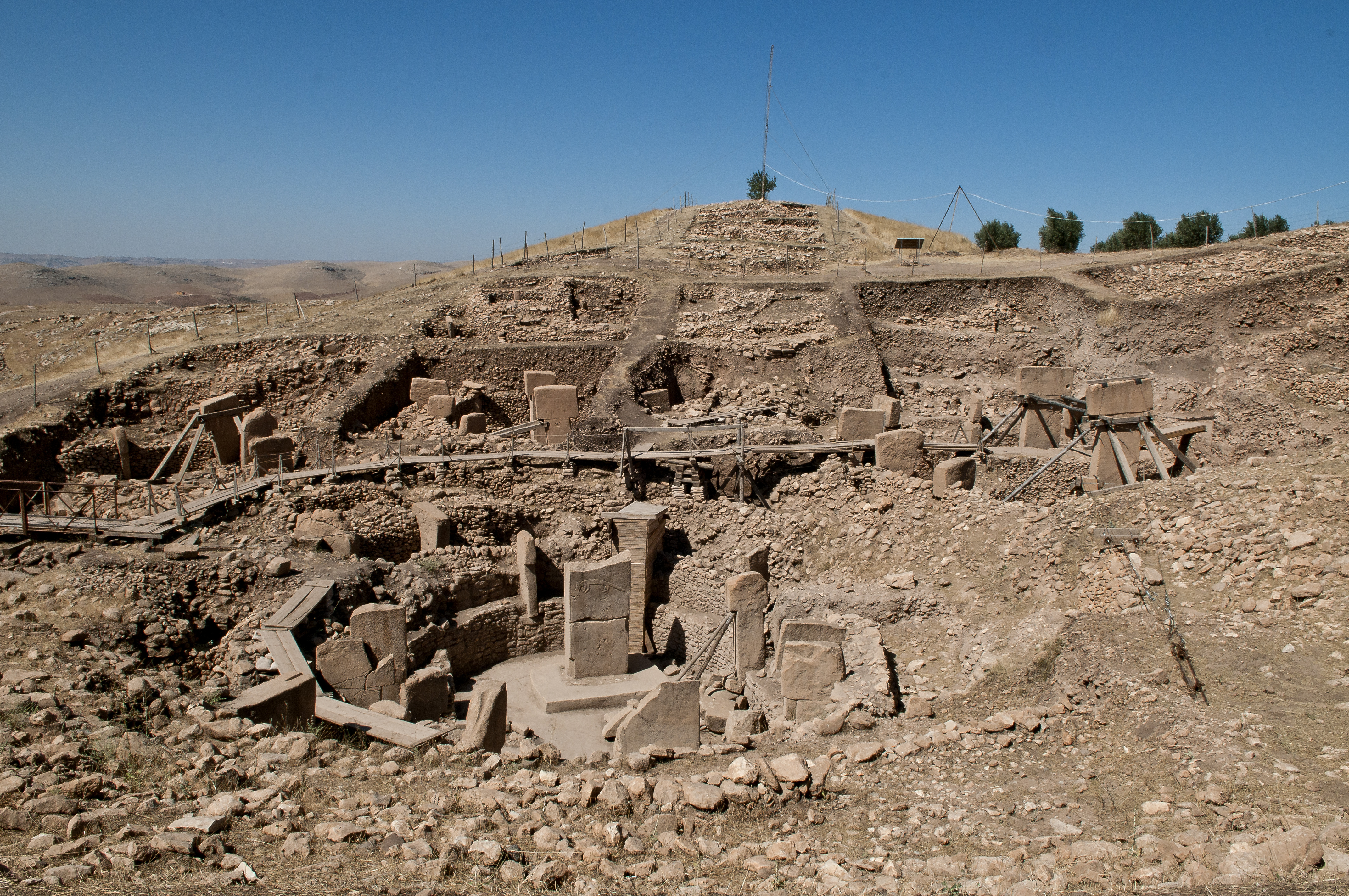
Le site de Göbekli Tepe (Turquie).

#### Les domestications

Localisation des foyers identifiés pour les domestications des céréales au Proche-Orient : agriculture pré-domestique (italique) et domestications morphologiques (droit).

Le second phénomène se produit au Proche-Orient après le premier (ce qui n'est pas forcément le cas des autres régions au monde), même s'il est admis que les groupes humains de la fin du Paléolithique avaient probablement une connaissance au moins sommaire du processus de culture des plantes et ont pu tenter de contrôler des groupes d'animaux (des « pré-domestications »), en plus d'avoir déjà domestiqué le chien. La domestication concerne un nombre limité d'espèces : du côté des plantes, ce sont des céréales, l'orge, le blé amidonnier et l'engrain, des légumineuses, les lentilles, les fèves, les vesces, les pois et les pois chiches, ainsi que le lin ; du côté des animaux, ce sont quatre espèces d'ongulés, à savoir le mouton, la chèvre, le porc et la vache. Le processus se produit d'environ 9500 à 8500 av. J.-C., durant le Néolithique précéramique A et la première partie du Néolithique précéramique B. Il se produit surtout dans le « noyau levantin » situé autour de l'Euphrate en Syrie et en Anatolie du sud-est (Jerf el Ahmar, Tell 'Abr 3, Mureybet, Çayönü, etc.), avec d'autres foyers identifiés au sud du Levant (Zahrat adh-Dhra' 2, Gilgal, Netiv Hagdud) et jusque dans le Zagros central (Chogha Golan, Ganj Dareh).

#### Un ensemble de changements
Le processus de néolithisation ne se limite pas seulement à la sédentarisation et aux domestications, puisqu'un ensemble de changements accompagnent des évolutions, bouleversant l'organisation des sociétés humaines. Ainsi, selon A. Goring-Morris et A. Belfer-Cohen :

« Le concept de néolithisation impliqua beaucoup plus que la domestication des plantes et des animaux, car les processus de néolithisation impliquaient également la « domestication » du feu (développements pyrotechnologiques conduisant finalement à la production de poterie) et de l'eau (gestion sous la forme de puits et d'irrigation). De plus, et d’une importance capitale, la « domestication » sociale avec de nouveaux moyens de façonner l'identité et l'interaction de la communauté, dont l'essence même a changé ; ceux-ci vont de la constitution de liens par la parenté, des réseaux d'échange, de la spécialisation artisanale, des festins, etc., jusqu'à la rivalité, aux frontières politiques et à la violence conflictuelle intra- et intercommunautaire. En fin de compte, la « révolution néolithique », au Proche-Orient au moins, a été un processus de long terme, progressif et non dirigé, marqué par des événements de seuil, dont l'issue n'était nullement certaine. »

Le phénomène n'est en effet pas linéaire, et a connu divers coups d'arrêt, qui se repèrent notamment par les abandons de sites sédentaires, et plusieurs « crises » plus ou moins localisées. Mais sur le long terme le mode de vie néolithique s'impose dans les régions qui le mettent en place, et il se répand progressivement vers l'Anatolie, la Mésopotamie et le plateau Iranien, et au-delà des limites du Moyen-Orient, puisque les espèces domestiquées au Proche-Orient se diffusent vers l’Égypte, l'Europe, l'Asie centrale, le sous-continent indien, avec une bonne partie des autres innovations du Néolithique proche-oriental. 
Les causes de la néolithisation sont discutées. Le changement climatique, avec le réchauffement progressif du climat, semble avoir joué un rôle non négligeable en modifiant le milieu écologique des groupes humains et les incitant à diverses adaptations dans leur économie et leur mode de vie. La démographie est également un facteur souvent invoqué : les sociétés ont pu croître numériquement en bénéficiant du meilleur climat et d'un environnement plus favorable à leur subsistance, et adapté à cette croissance leurs pratiques d'acquisition et de conservation (stockage) de nourriture, jusqu'à développer l'agriculture et l'élevage. Mais ces changements ne suffisent pas à tout expliquer : il faut probablement considérer que les sociétés de la fin du Paléolithique avaient atteint un stade technique et culturel qui les a conduits à changer progressivement leur mode de vie. Plusieurs travaux ont insisté sur le changement mental et symbolique qui se produit à cette période et crée en fin de compte un nouveau rapport entre les humains et la nature, qu'il soit vu comme une cause ou une conséquence des changements. Les analyses sur ce point se portent notamment sur l'étude des bâtiments et sites rituels, des figurines humaines et animales ou des dépôts de crânes humains surmodelés qui sont vus comme les indices de l'existence d'un « culte des crânes ». Les évolutions sociales sont également questionnées, notamment la croissance démographique qui accompagne le processus, et l'éventuelle affirmation des inégalités et d'organisations politiques plus « complexes », quoiqu'elle semble peu prononcée. En fin de compte, le processus s'inscrit sur une longue période et implique « le climat, la démographie, des décisions économiques rationnelles, des réponses biologiques des plantes et des animaux aux interventions humaines, des opportunités et des tensions sociales, aussi bien qu'une reformulation de la place de l'humanité dans l'univers à travers le rituel et la religion » (M. Zeder et B. Smith).

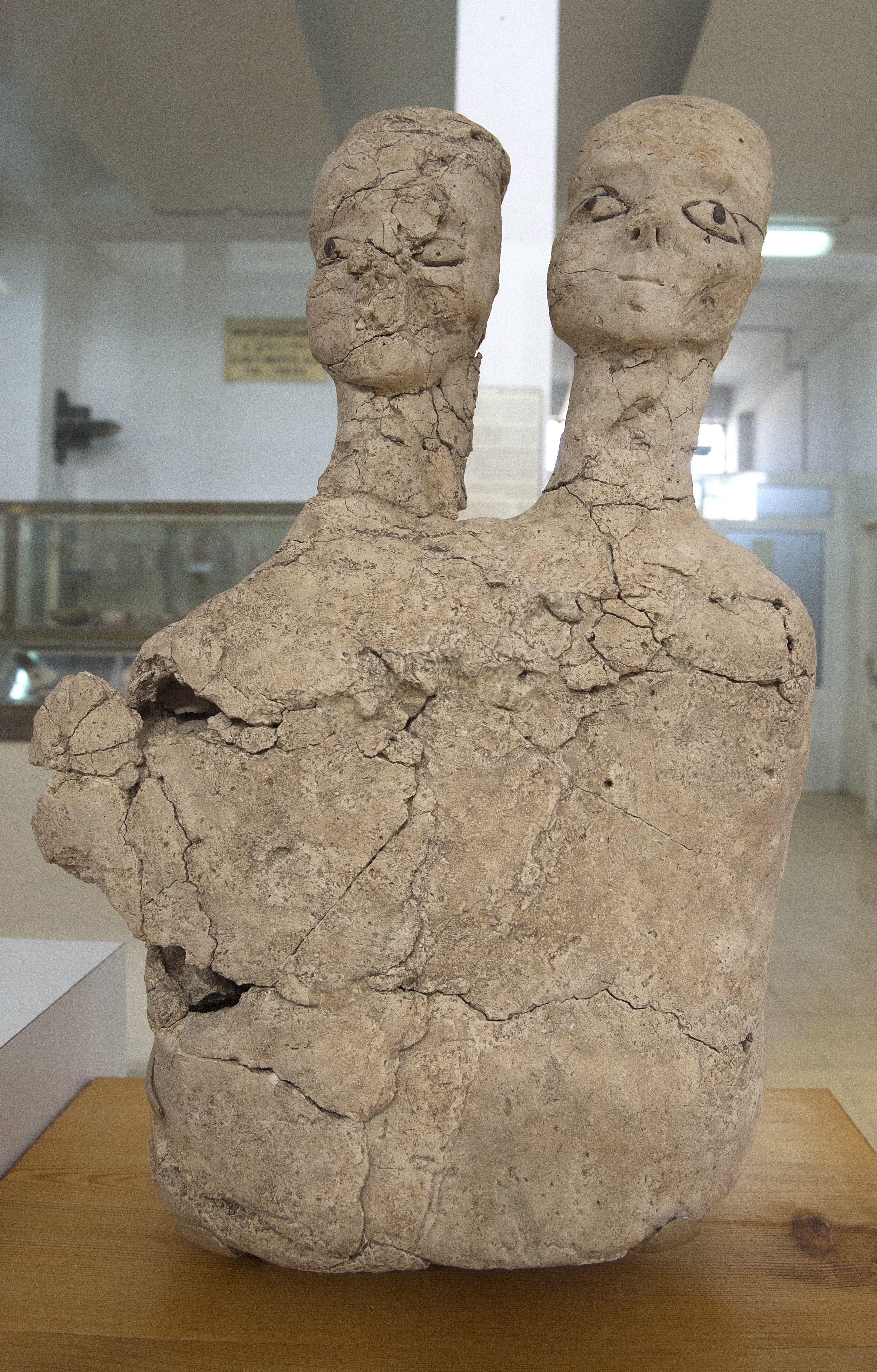
Statues en plâtre de deux humains, Ain Ghazal. Musée archéologique de Jordanie.
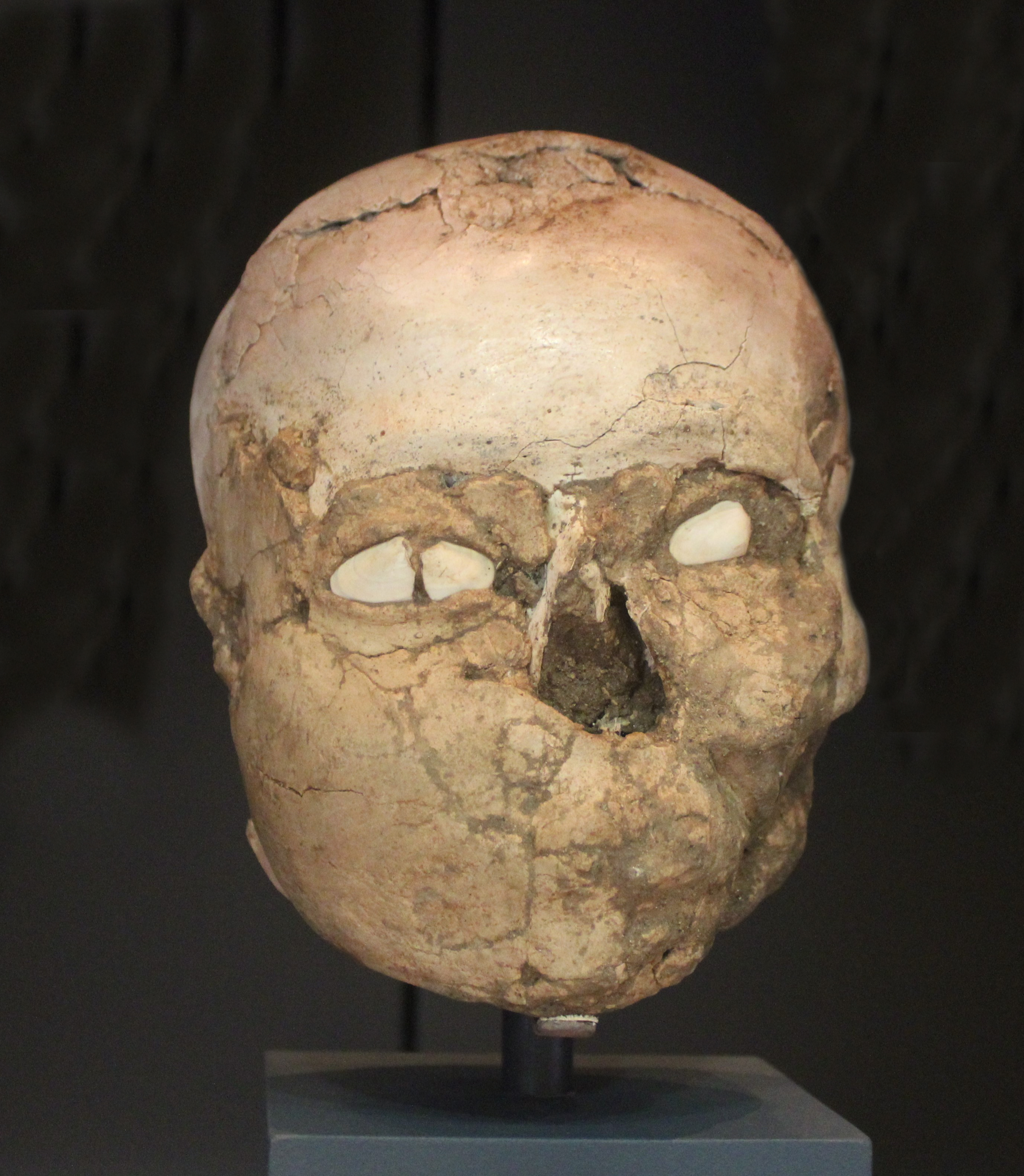
Crâne surmodelé provenant de Jéricho. British Museum.

### Le Néolithique tardif et le Chalcolithique
Dans la recherche moderne, les millénaires séparant la « révolution néolithique » de la « révolution urbaine » sont traditionnellement organisés autour des évolutions techniques, en premier lieu les évolutions des arts du feu qui conduisent à l'apparition de la céramique puis de la métallurgie :
- les premières céramiques apparaissent sur les sites proche-orientaux autour de 7000 av. J.-C. (mais plus tard au Levant sud, vers 6400), et se développent différentes traditions régionales, avec des poteries à décor incisé ou peint, qui fournissent la base de la caractérisation des « cultures » de cette période par les archéologues (en lieu et  place des industries lithiques qui servent de référence pour les périodes antérieures)[35] ;
- la métallurgie du cuivre apparaît au plus tard vers 5000 av. J.-C. en Anatolie du sud-est et en Iran[36].

Ces deux grandes inventions fournissent les découpages chronologiques généraux de la période, bien que ceux-ci aient tendance à se distancier des changements techniques (d'autant plus que l'apparition d'une nouvelle technique ne signifie pas qu'elle se diffuse rapidement et ait un impact immédiat sur les sociétés), pour privilégier les tendances sociales et culturelles plus larges : le Néolithique céramique, ou Néolithique tardif, qui couvre en gros le VIIe millénaire av. J.-C. et le VIe millénaire av. J.-C. (avec des variations parfois significatives selon les régions), puis l'âge du cuivre, ou Chalcolithique, qui débute entre 5500 et 4500 selon les régions. 
De fait les variations régionales sont plus importantes pour ces périodes que pour les phases de la néolithisation, et il est impossible de regrouper les cultures du Moyen-Orient dans un même ensemble : les archéologues ont mis en évidence l'existence de différentes cultures, disposant d'un degré d'individualité fort et caractérisées par leurs éléments matériels, et nommées à partir du premier site sur lequel ils ont été identifiés. Elles posent les bases des civilisations du Proche-Orient ancien. Sur le long terme, cette période voit en particulier la Mésopotamie se développer continuellement.

#### Les premières cultures à céramique

Localisation des principaux sites du Néolithique tardif.

La fin du PPNB (autour de 7000 av. J.-C.) est marquée en plusieurs endroits par des phénomènes de recul de l'habitat, parfois interprétés comme des « effondrements », phénomène qui reste mal compris tant dans ses modalités que ses causes. Apparaissent en tout cas en plusieurs endroits les premiers exemples de céramiques produits sur des sites du Moyen-Orient, qui permettent des regroupements culturels, au moins vagues : en Mésopotamie du Nord, le « Proto-Hassuna » ou « Hassuna archaïque », ou encore « Umm Dabaghiyah » (v. 7000-6500 av. J.-C.), Dark Faced Burnished Ware (ou DFBW) et « Proto-Halaf » en Syrie. 
Plusieurs ensembles culturels se forment dans la foulée. En Haute Mésopotamie émerge la culture de Hassuna (v. 6500-6000 av. J.-C.), avec des maisons qui gagnent en volume, l'apparition de greniers collectifs. Dans sa partie orientale lui succède la période de Samarra (v. 6200-5700 av. J.-C.), qui gagne aussi la Mésopotamie centrale, et se caractérise par sa céramique peinte de grande qualité, ses bâtiments à plan tripartite (site de Tell es-Sawwan), les premières traces de canaux d'irrigation (Chogha Mish),. 

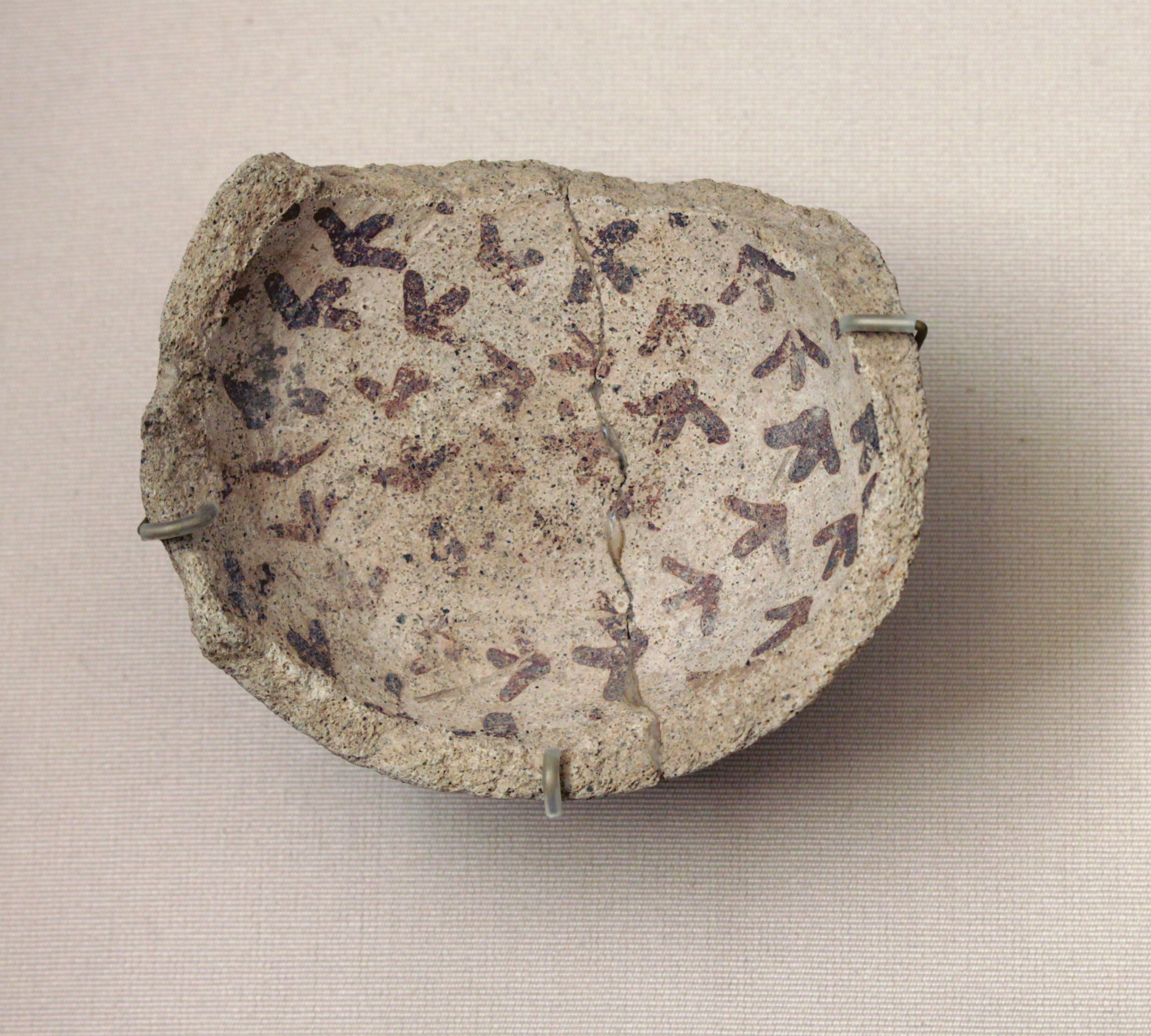
Fragment de poterie à décor peint. Tell Hassuna, 6500 av. J.-C. - 6000 av. J.-C. Musée du Louvre.
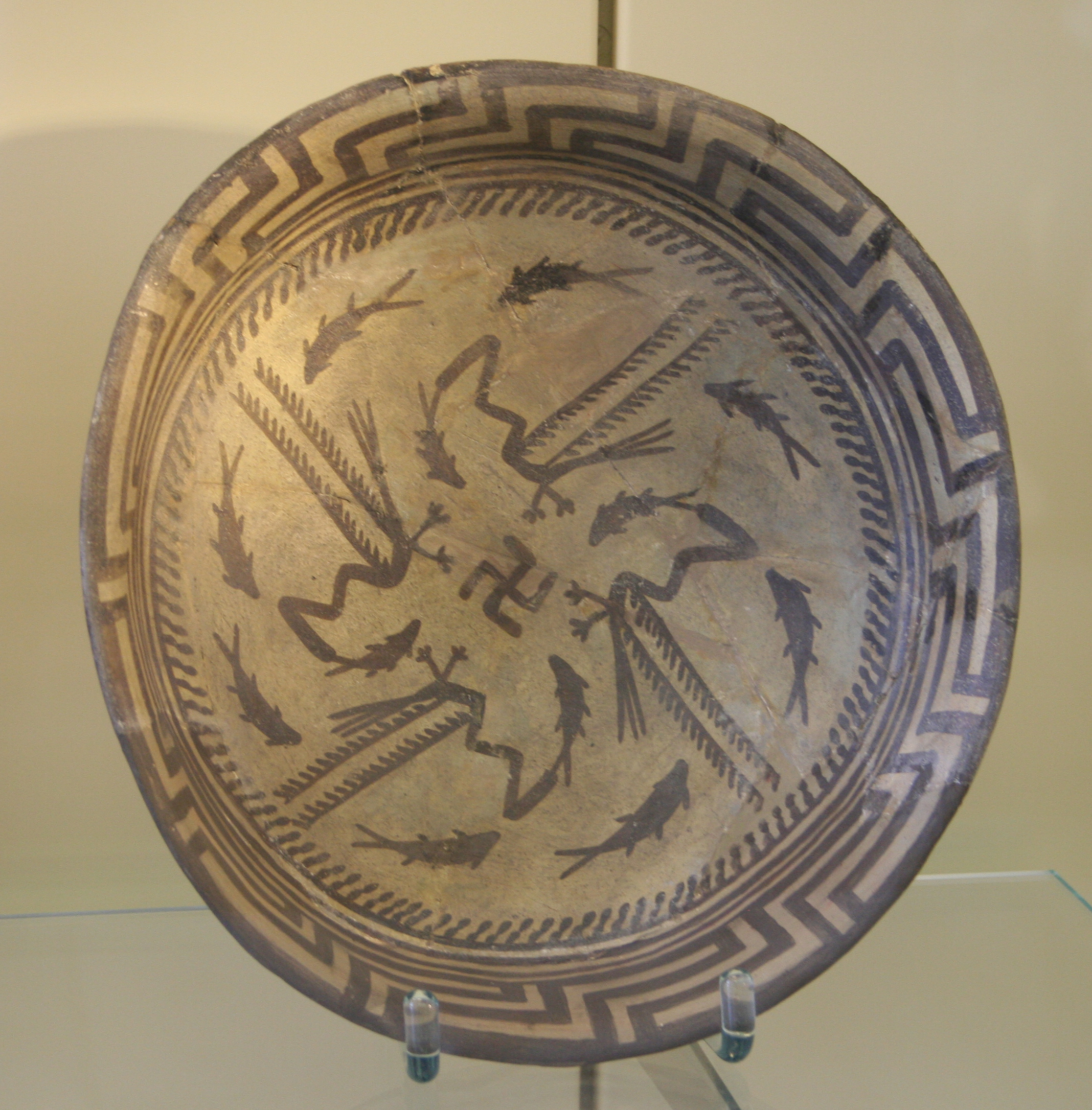
Plat peint de la période de Samarra. Pergamonmuseum à Berlin.
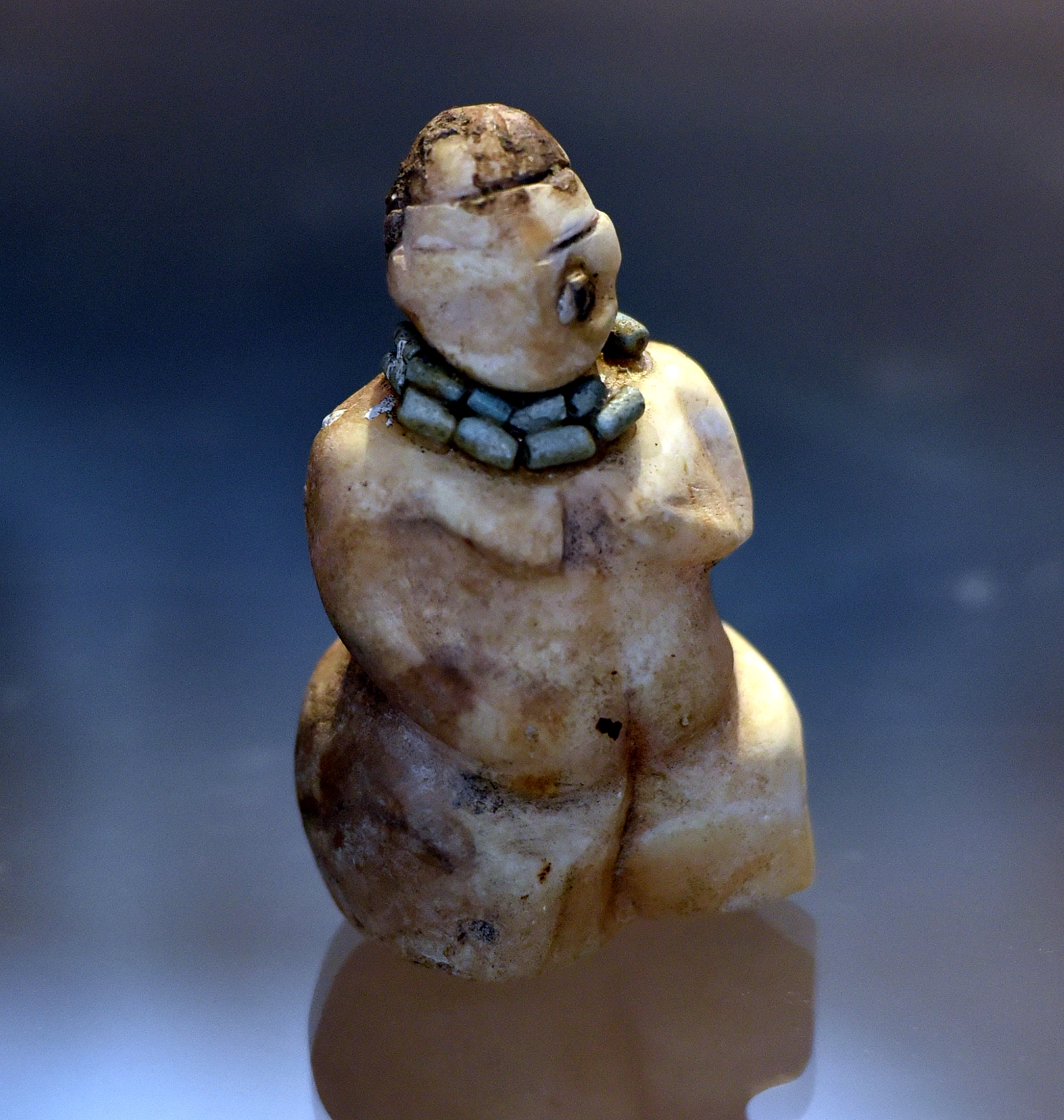
Statuette féminine de Tell es-Sawwan, période de Samarra. Musée national d'Irak.

La Syrie et la partie occidentale de la Haute Mésopotamie, ainsi que le sud-est anatolien, sont marqués par la culture de Halaf (v. 6200-5200 av. J.-C.), comprenant des sites de taille modeste, qui comprennent des bâtiments arrondis (tholoi), une céramique peinte, l'usage des sceaux, une organisation collective sans doute plus poussée que par le passé, même si les hiérarchies sociales semblent peu prononcées,. 

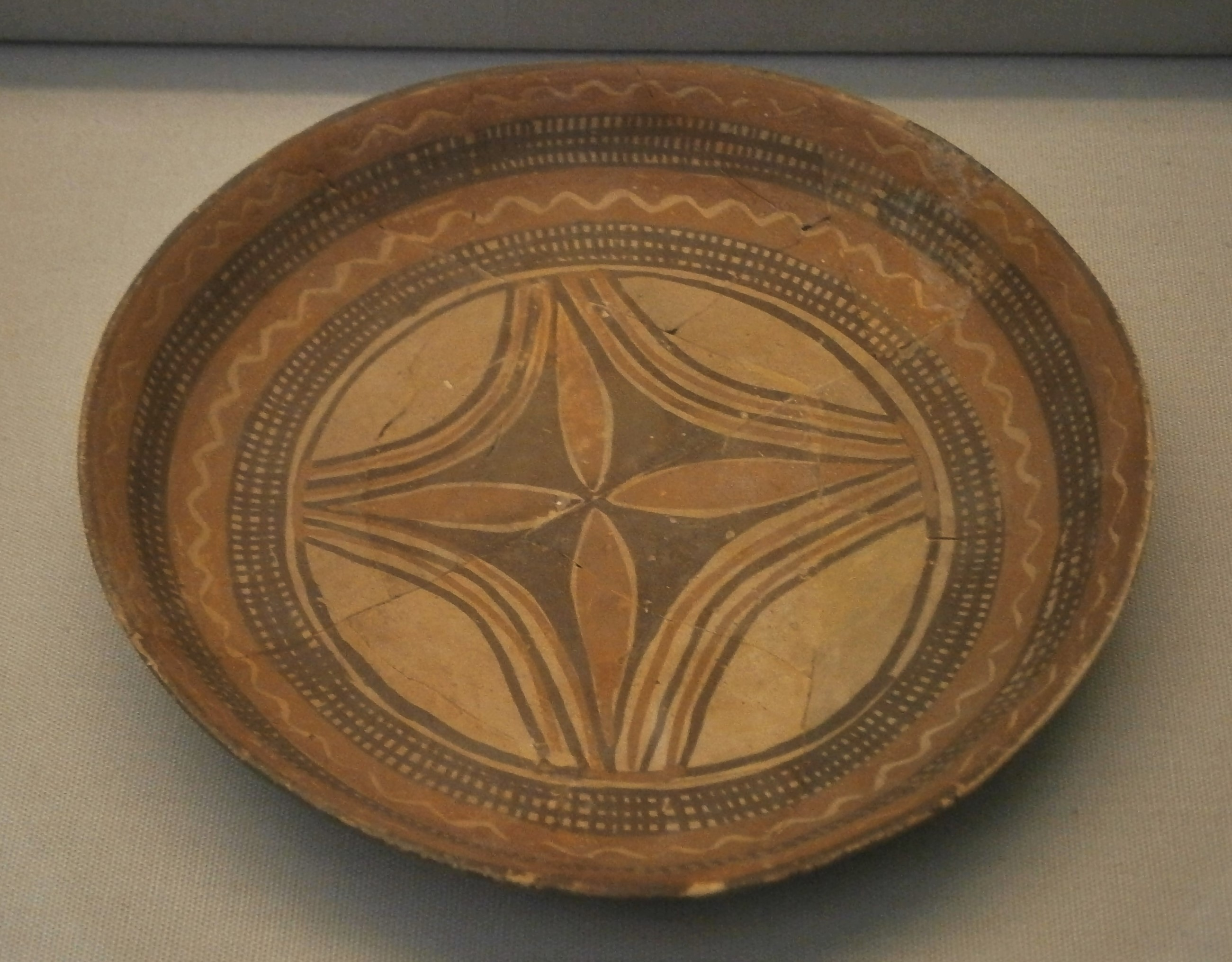
Plat à décor peint, Halaf récent (v. 5600-5200 av. J.-C.), Tell Arpachiyah. British Museum.
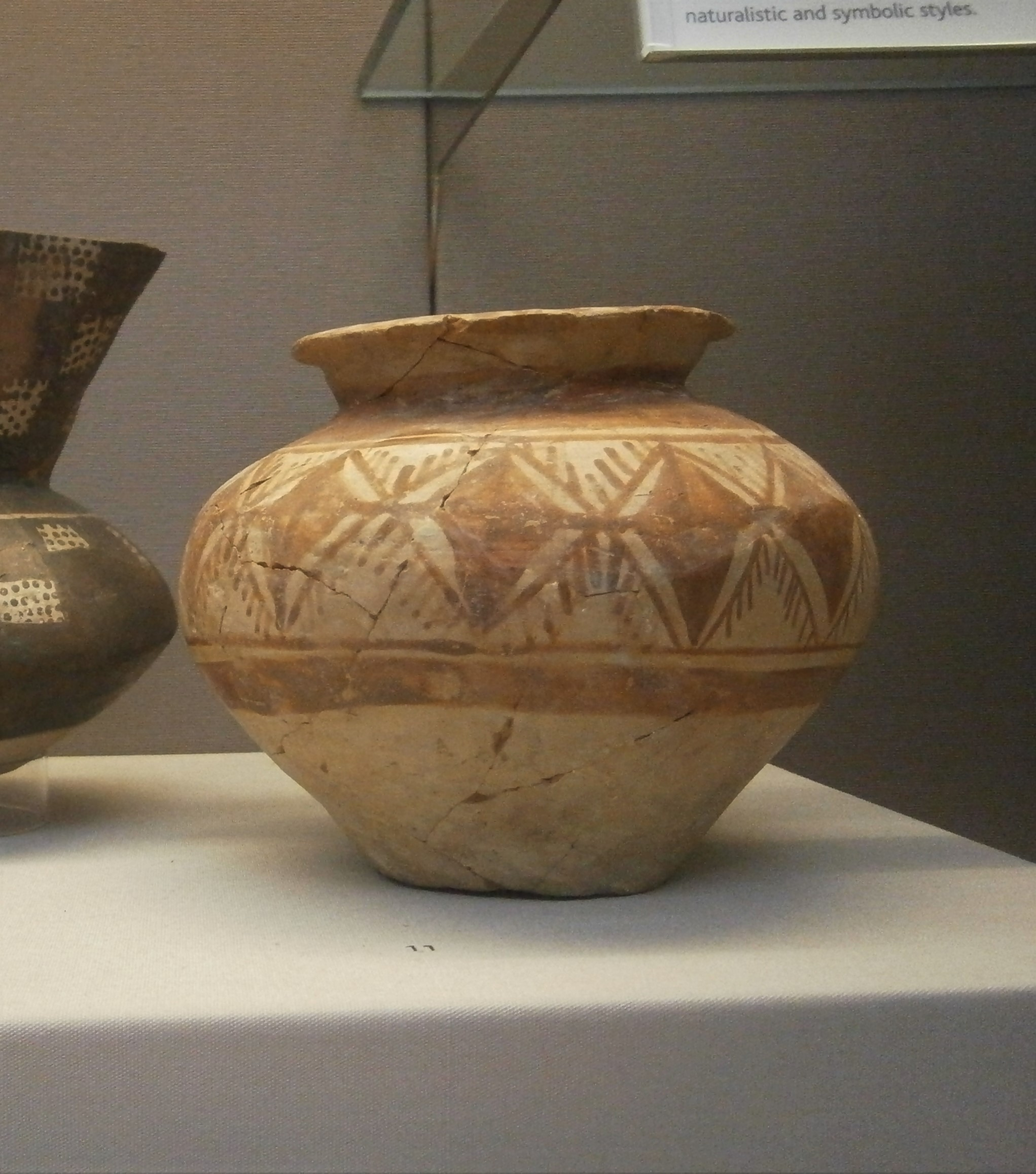
Jarre à décor peint, Halaf récent (v. 5600-5200 av. J.-C.), Chagar Bazar. British Museum.
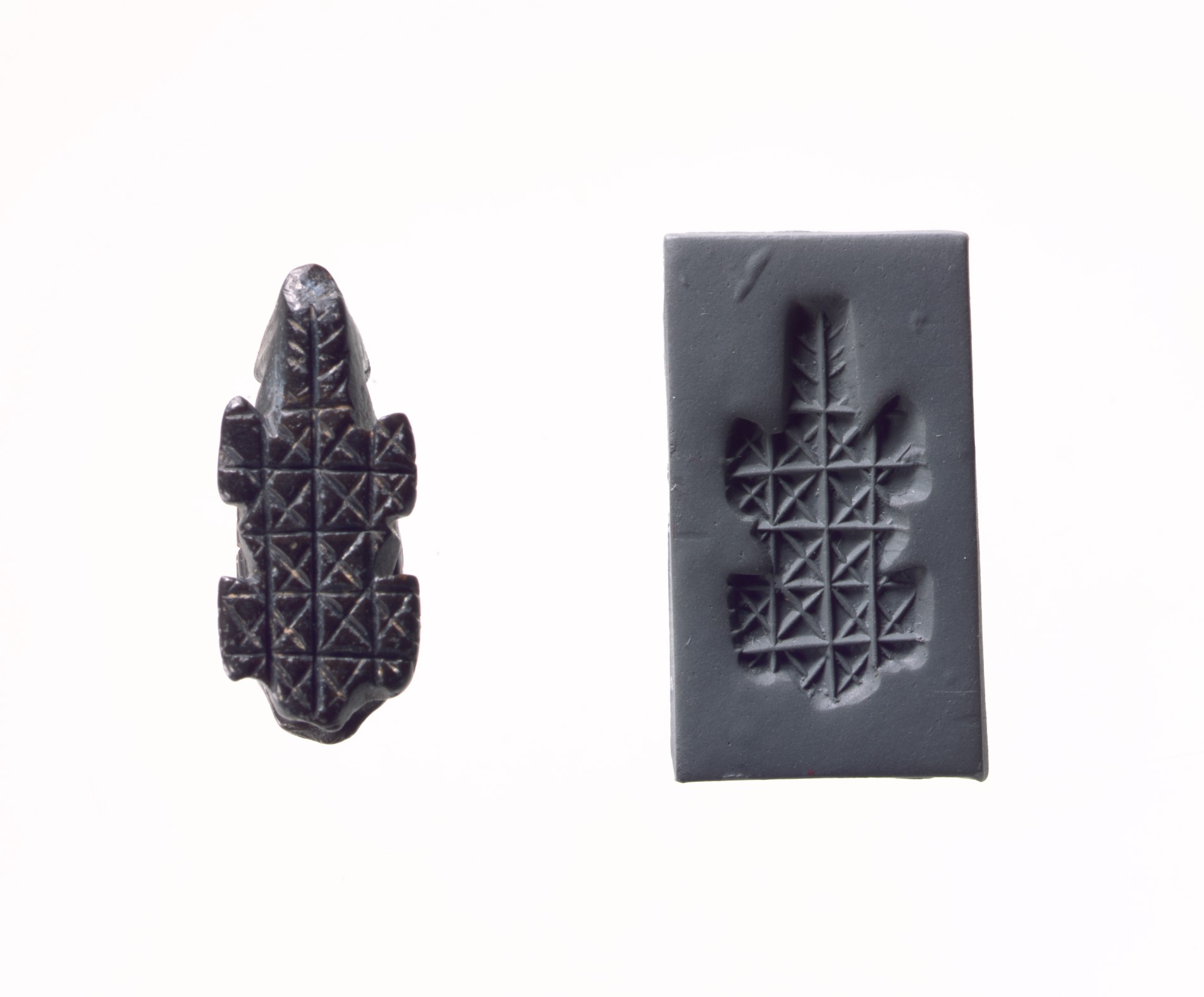
Sceau et son impression moderne avec motif géométrique de la période de Halaf. Syrie du Nord, v. 5600 av. J.-C. - 5000 av. J.-C.). Metropolitan Museum of Art.

Le plateau iranien voit la diffusion du mode de vie néolithique se prolonger durant cette période, alors que les régions du Zagros adoptent l'usage de la céramique (Jarmo, Ganj Dareh), qui se diffuse rapidement vers l'est. Le néolithique à céramique gagne l'Asie centrale (culture de Djeitun).
L'Anatolie centrale connaît un développement important à la même époque, dont la manifestation la plus spectaculaire est le vaste site de Çatal Höyük, où des nombreuses résidences remarquablement conservées ont été fouillées. Elles ont notamment fourni d'importants éléments sur la vie culturelle et religieuse de l'époque. Le Néolithique céramique voit plus généralement le triomphe du mode de vie néolithique en Anatolie, par sa diffusion vers de nouvelles régions, notamment vers l'ouest par lequel il va gagner le continent européen.

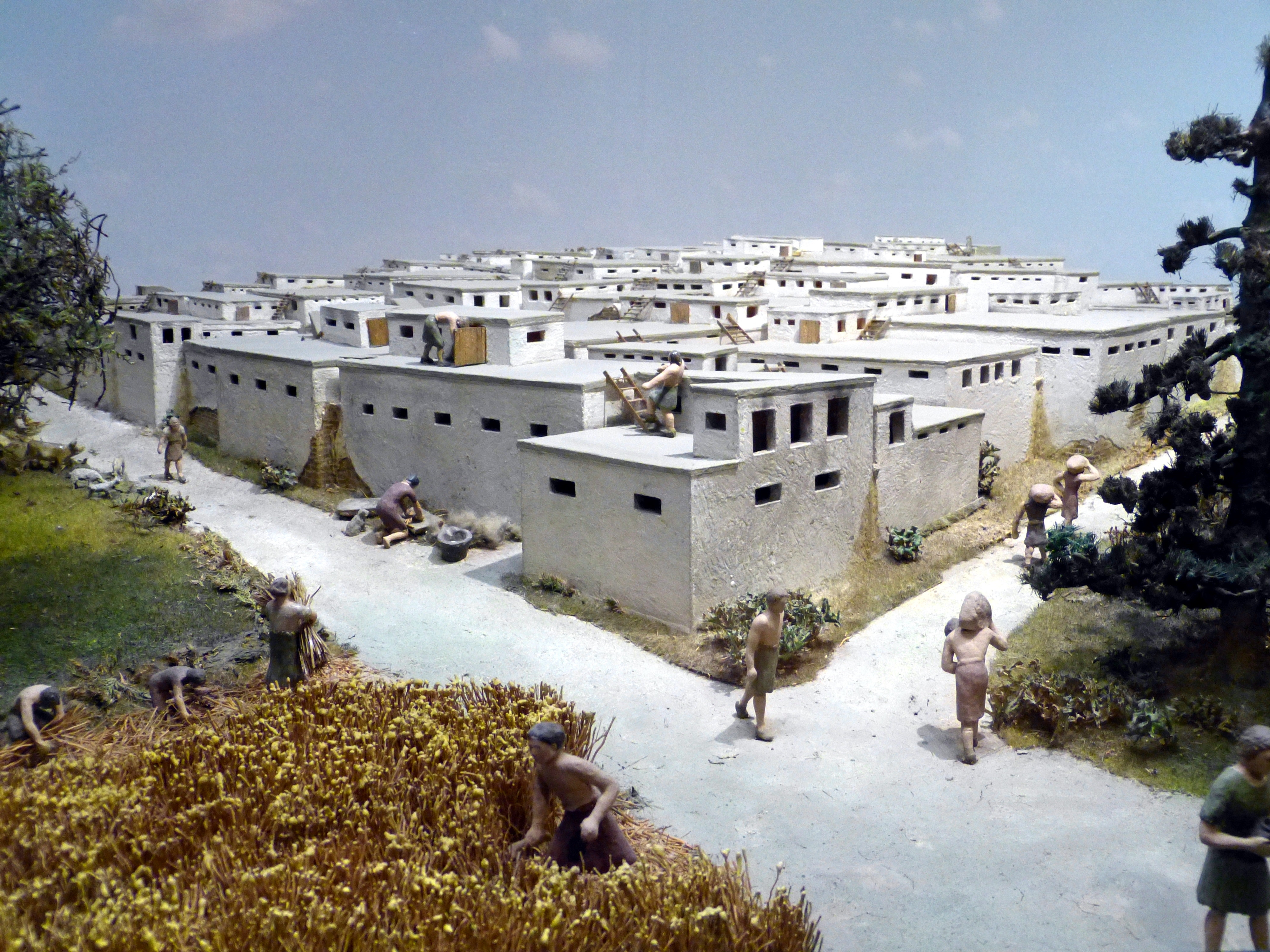
Maquette du site de Çatal Höyük, Musée de Préhistoire de Thuringe.
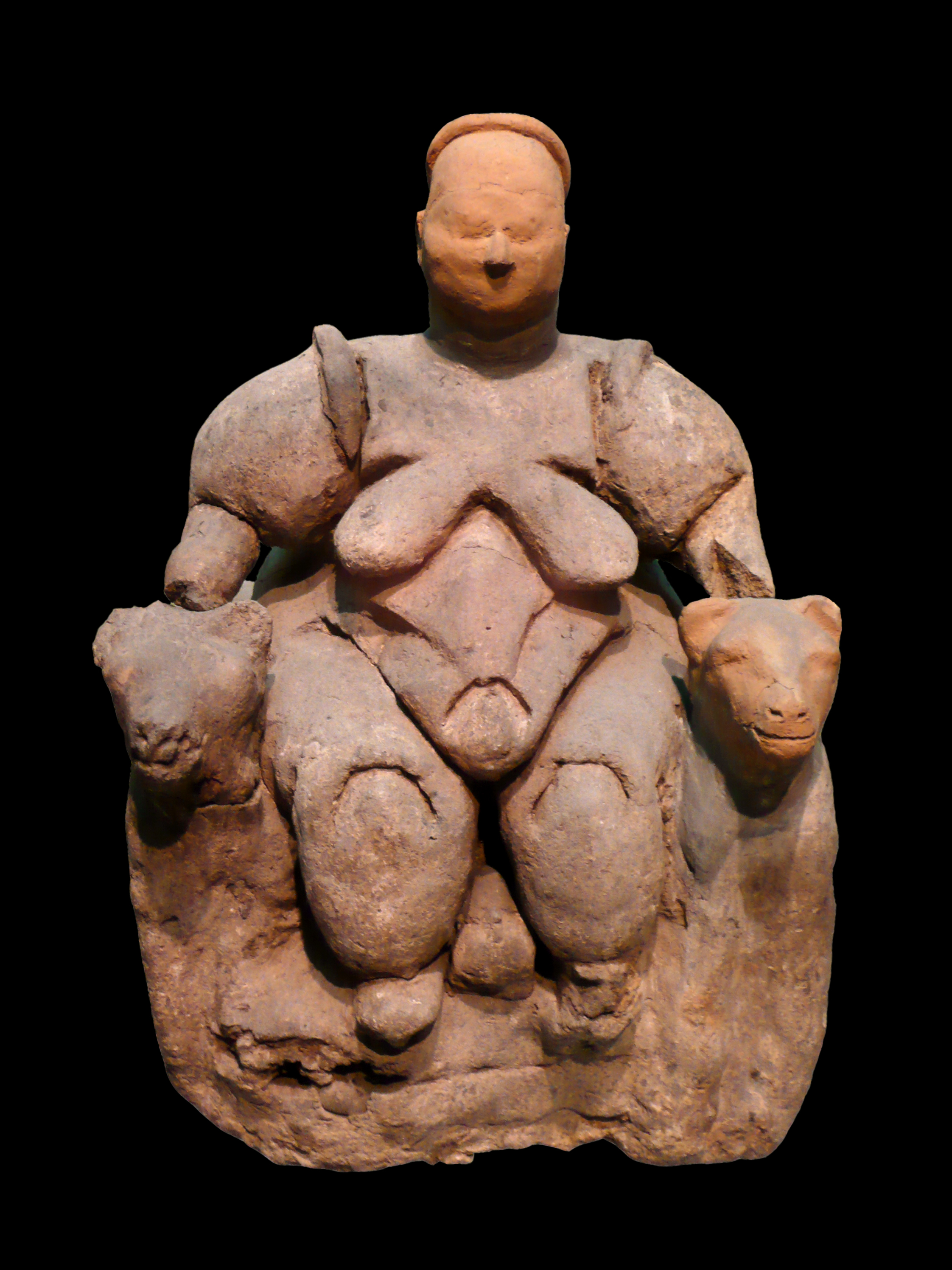
La « Dame aux fauves », Çatal Höyük.
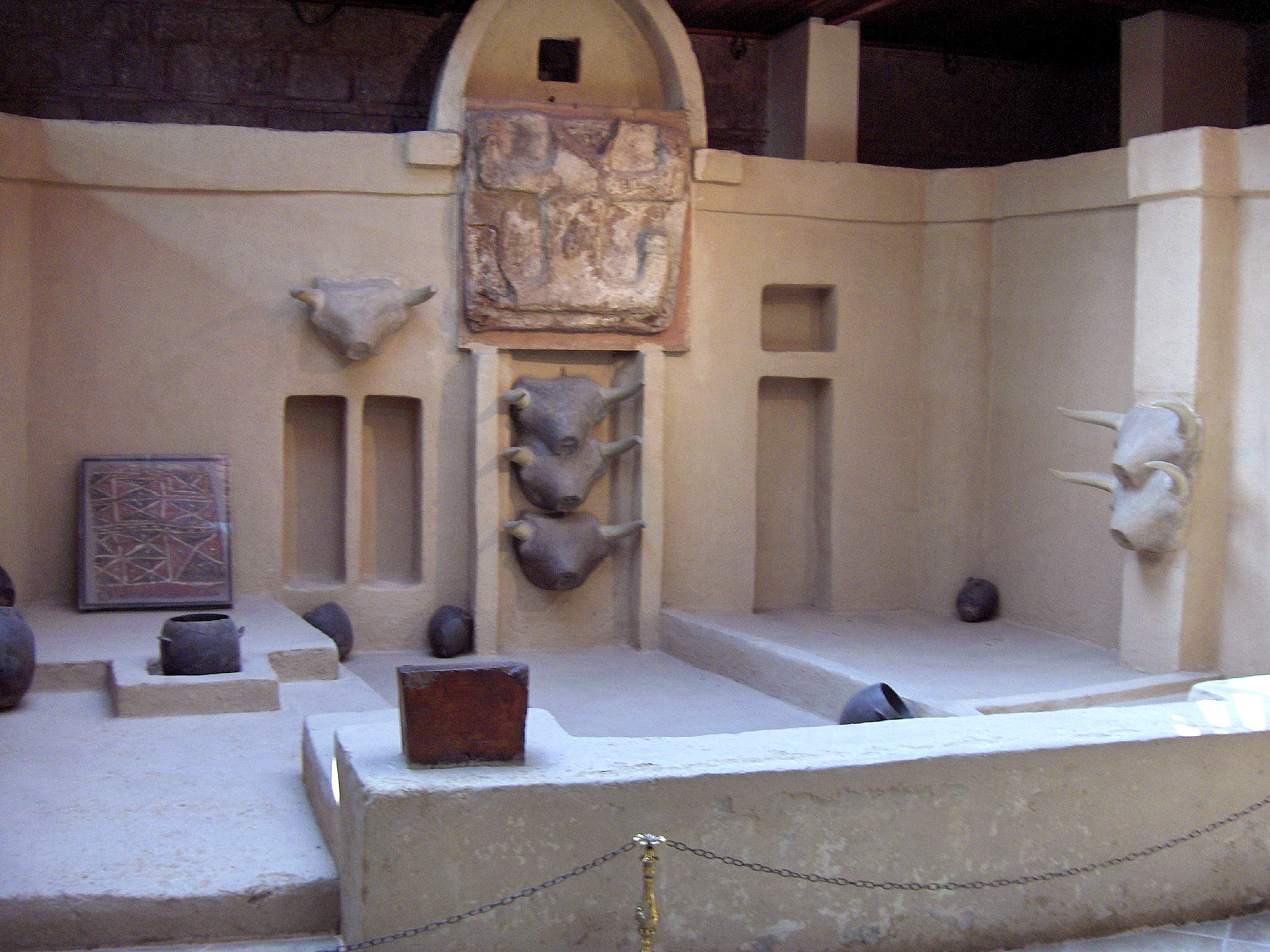
Reconstitution du « sanctuaire » du niveau VI de Çatal Höyük, Musée des civilisations anatoliennes.

En Mésopotamie méridionale, les plus anciennes implantations identifiées remontent au début de la période d'Obeïd, dans les derniers siècles du VIIe millénaire av. J.-C. (Tell el-Oueili). Après 6000 le site majeur d'Eridu se développe. L'architecture montre la continuité avec la culture de Samarra,.
Le Levant méridional reste non céramique pendant la période qui va de 7000 à 6400 av. J.-C. qui y est définie comme un Néolithique précéramique C. Ensuite se développent des cultures à céramique, en particulier le Yarmoukien (v. 6400-5800 av. J.-C.), dont le site-type est Sha'ar Hagolan, qui a livré de grandes résidences, et de nombreuses figurines féminines en argile. 
Chypre est également acéramique durant la phase de Khirokitia, avant de connaître une phase d'abandon généralisé vers 5500 av. J.-C., qui dure environ un millénaire.

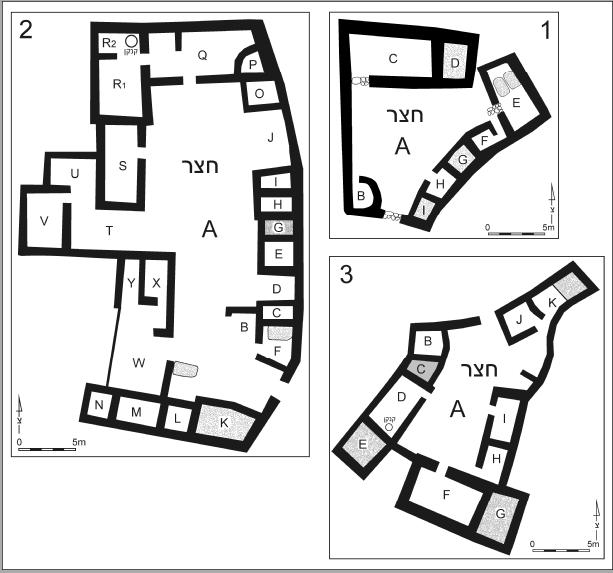
Plan de maisons à cour de Sha'ar Hagolan.
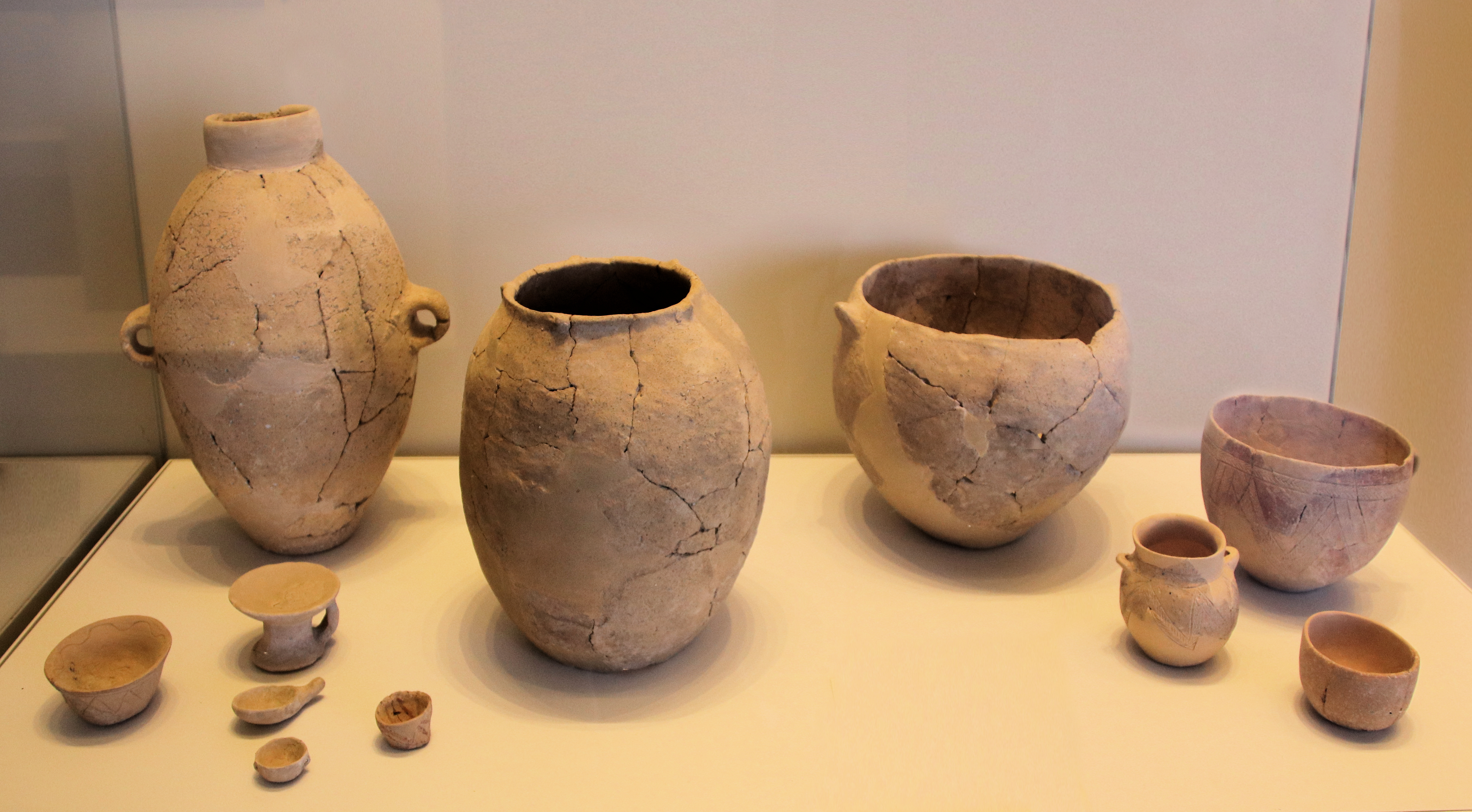
Céramiques sans décor du Yarmoukien.
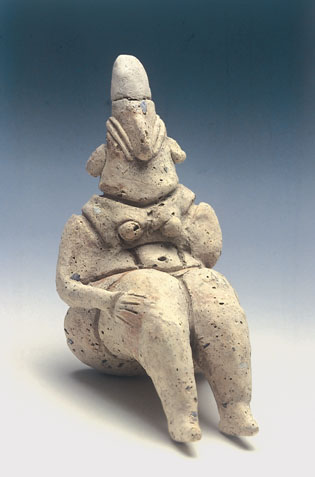
Figurine féminine en terre cuite de Sha'ar Hagolan.
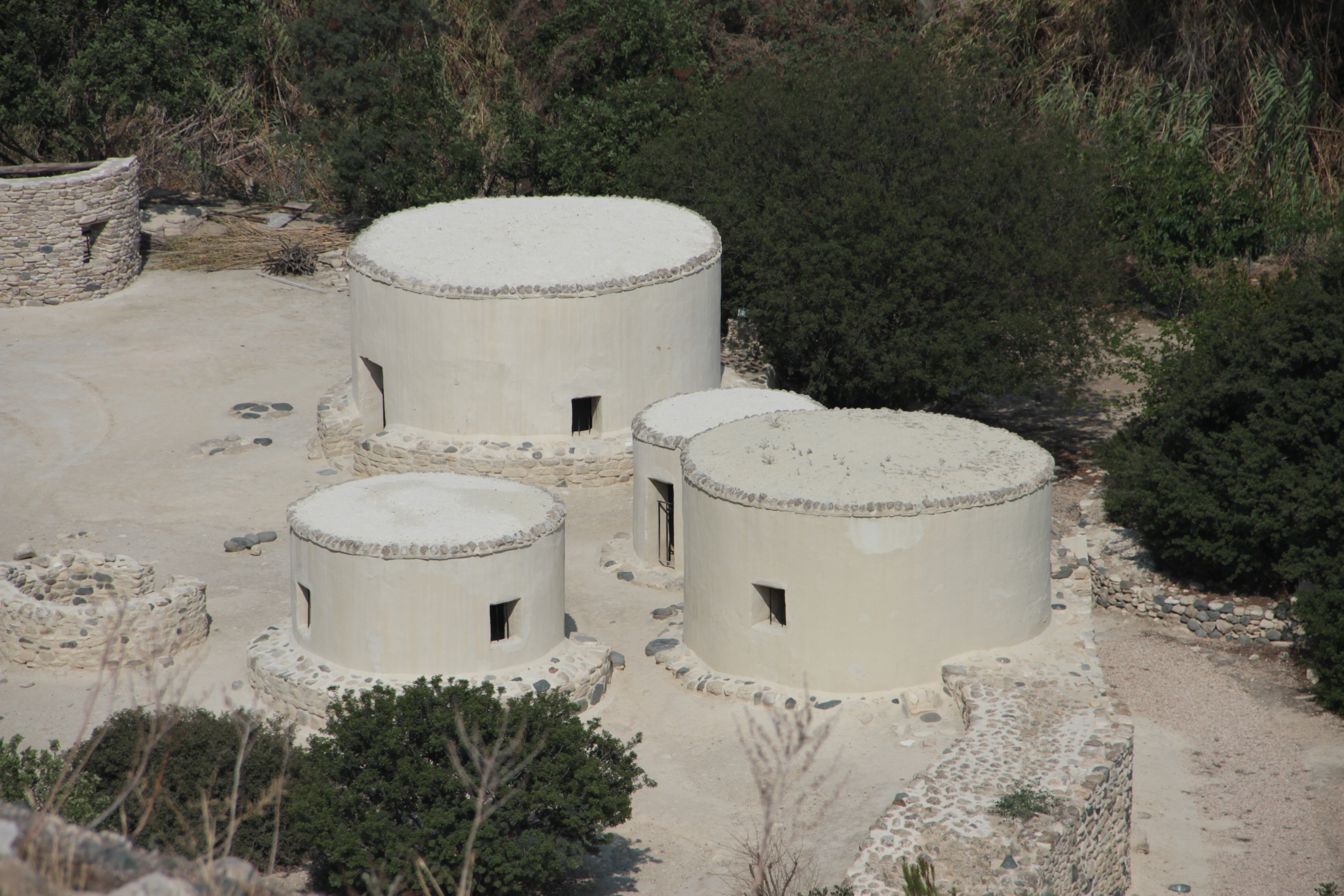
Reconstitutions modernes de maisons circulaires à Khirokitia (Chypre).

#### Les cultures du Chalcolithique ancien et moyen
Durant la seconde moitié du VIe millénaire av. J.-C. la culture d'Obeid connaît une diffusion sans précédent, en direction de nord/nord-ouest, remplaçant progressivement le faciès culturel de type Halaf jusque dans le Levant nord. Elle s'étend aussi en direction du golfe Persique. On retrouve aussi son influence sur les sites des cultures qui se développent dans les régions occidentales du plateau Iranien (lac d'Ourmia, Zagros central, Susiane, Fars). Mais des particularismes régionaux forts subsistent, témoignant d'une acculturation partielle. Dans son foyer de Mésopotamie méridionale, cette culture se caractérise par sa céramique à pâte beige ou verdâtre et décor peint en noir ou brun foncé, son architecture tripartite, qui commence à prendre des aspects monumentaux à Eridu, et ses statuettes de personnes à l'allure reptilienne (« ophidiennes »). En Mésopotamie du Nord se développe le site de Tepe Gawra, avec également une architecture monumentale. Cette période pose donc les bases des sociétés urbaines qui lui succèdent,,,.

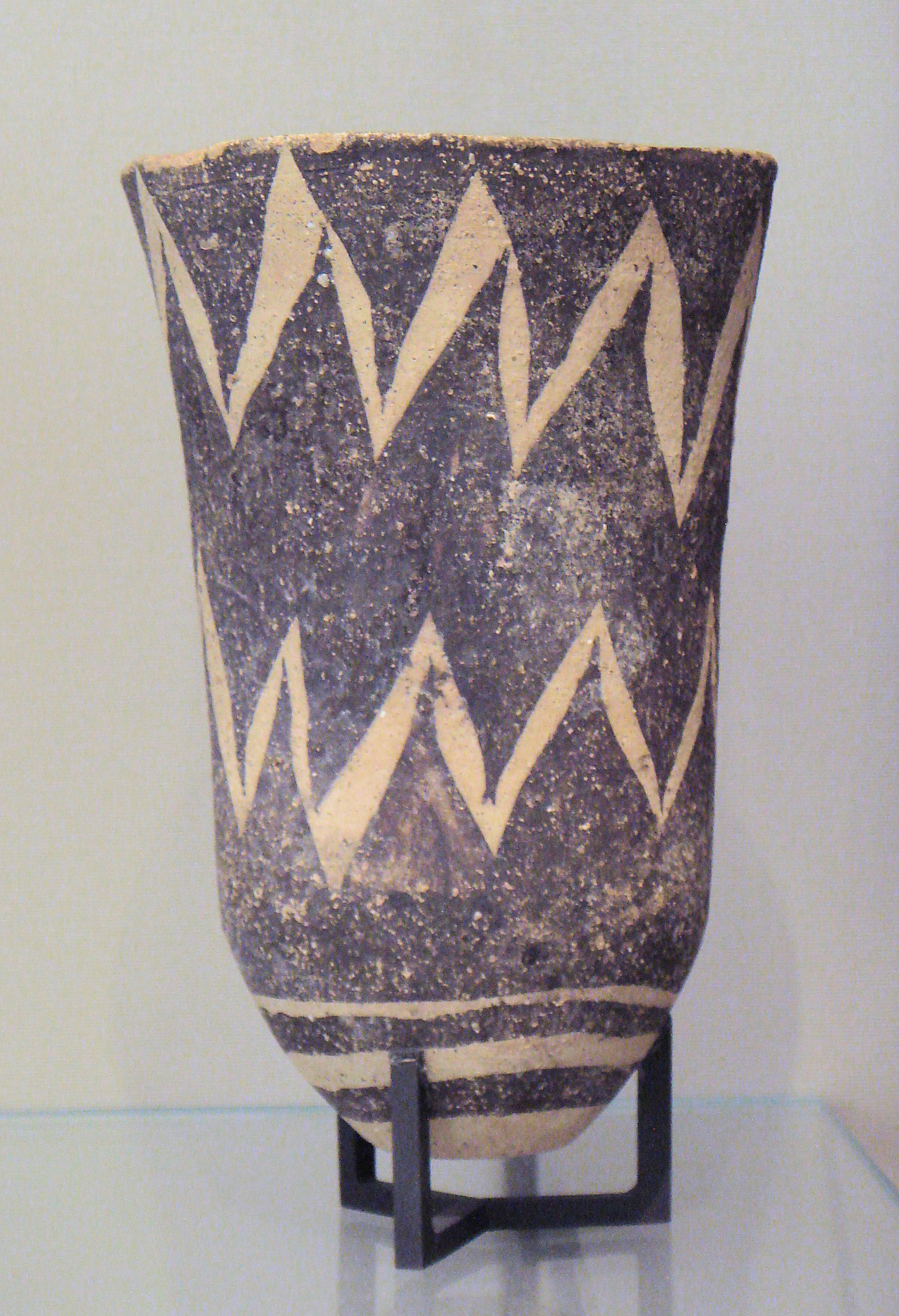
Vase peint de la période d'Obeid 3, v. 5300-4700 av. J.-C. Tello, musée du Louvre.
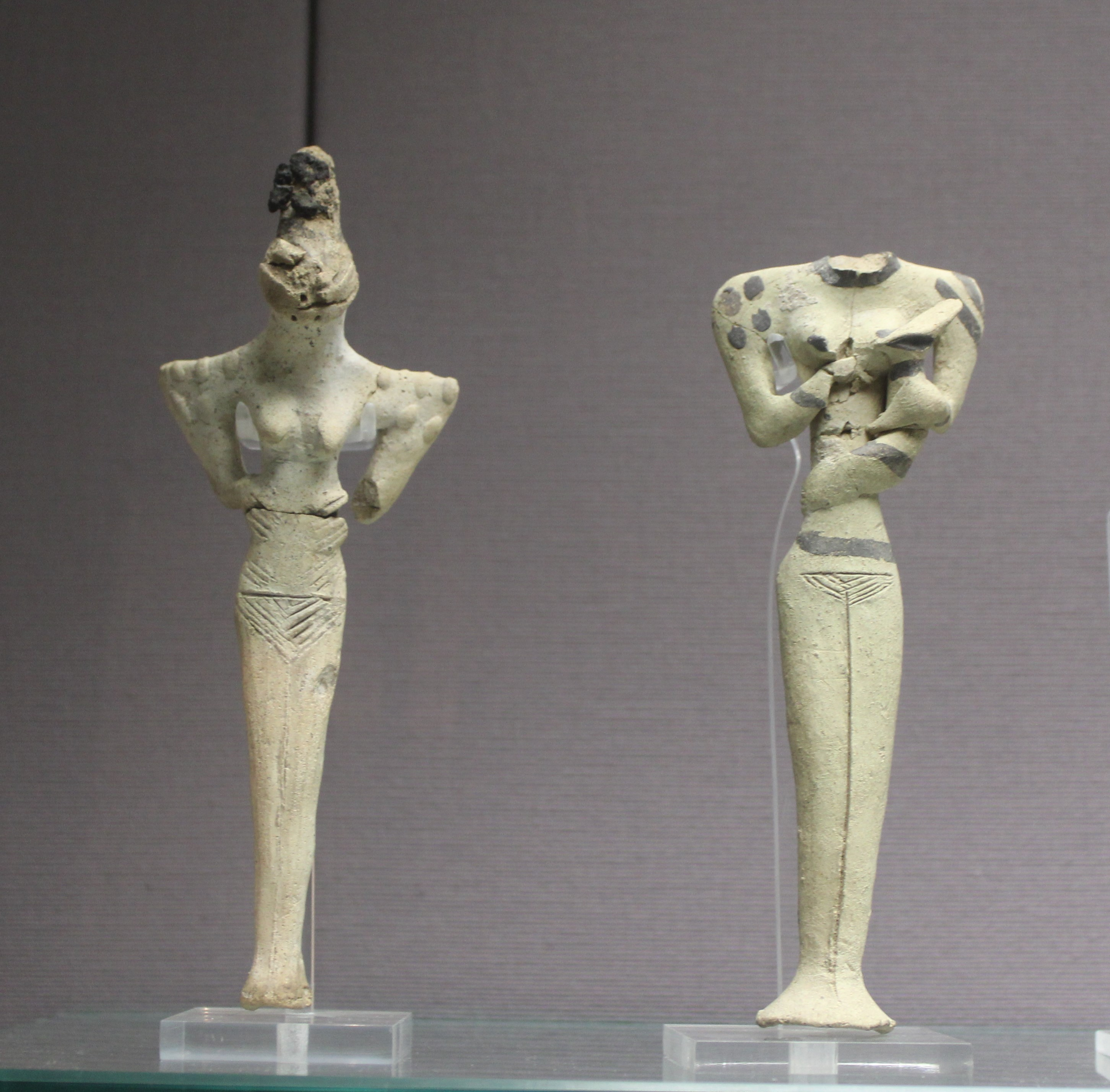
Figurines « ophidiennes » en terre cuite, Ur. British Museum.
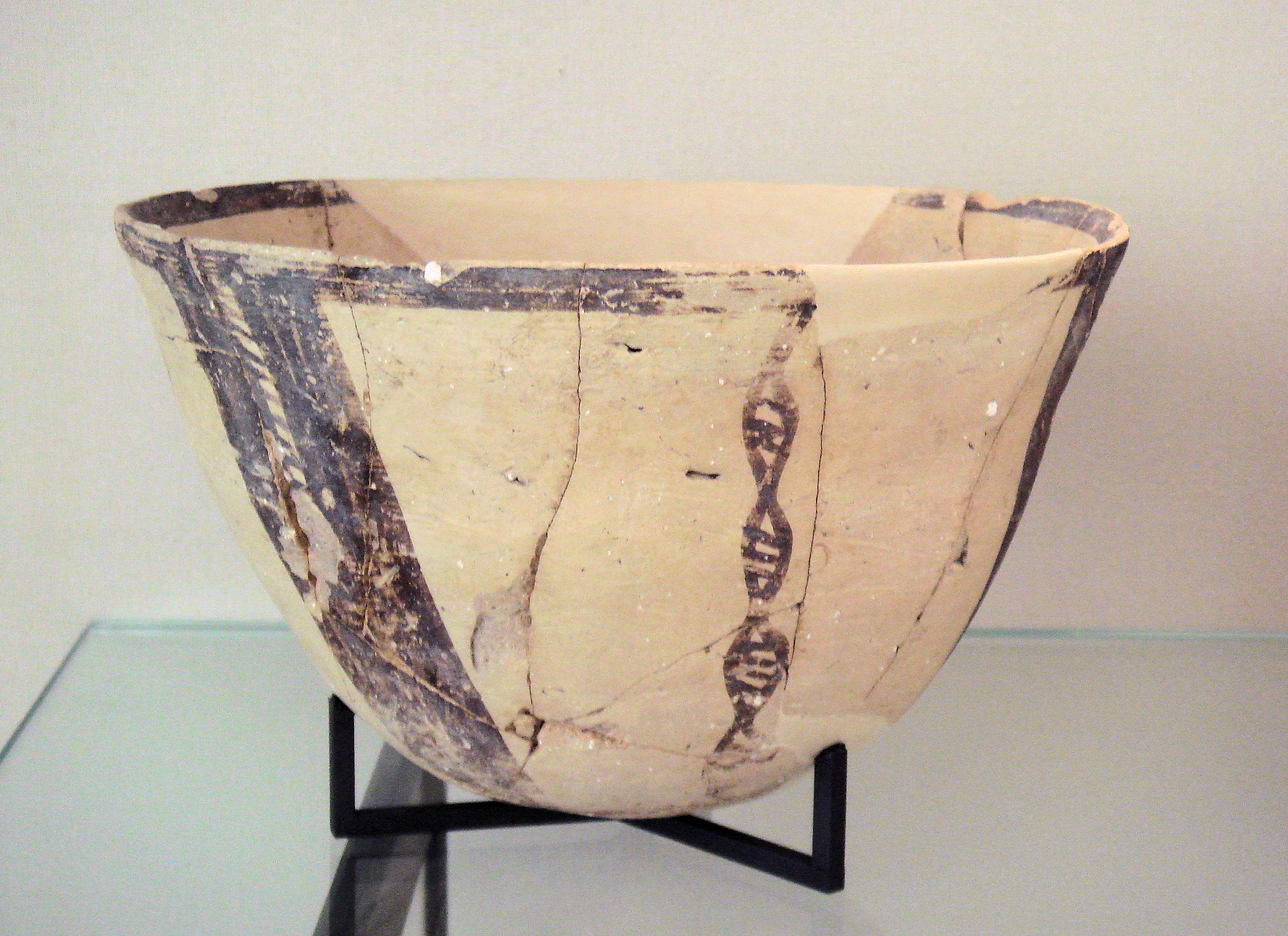
Poterie de l'époque d'Obeïd du Nord, 5100 av. J.-C. - 4500 av. J.-C., Tepe Gawra. Musée du Louvre.

Au Levant méridional, plusieurs cultures plus ou moins bien circonscrites se succèdent après les débuts du Néolithique céramique, comme la culture de Wadi Rabbah (v. 5800 ou 5500-5300 av. J.-C.), qui ne connaît pas encore la métallurgie. La situation du début du VIe millénaire av. J.-C. est encore moins précise. Tel Tsaf, occupé d'environ 5200 à 4600 av. J.-C., présente des résidences à cour et installations de stockage, et des liens avec le monde obeidien.
Le sud-est anatolien est quant à lui marqué par l'influence syro-mésopotamienne (Halaf puis Obeid), avec peut-être une présence directe obeidienne, avec des sites témoignant du développement de l'administration et de la métallurgie (Değirmentepe). Le reste du plateau anatolien est étranger aux influences orientales, plus tourné vers l'ouest (Égée, Balkans) et moins « complexe » du point de vue social et culturel. Ses régions développent plusieurs cultures propres définies par leurs céramiques (sites de Can Hasan, Gelveri).

#### Le Chalcolithique récent: les sociétés «proto-urbaines»
Après 4500 av. J.-C. s'amorcent un ensemble de changements qui voient l'avènement de sociétés « proto-urbaines », marquant la transition entre la Préhistoire et l'Histoire. Cette phase, qui a été qualifiée de « Chalcolithique récent », s'étend au plus large de 4600 à 3200/3000 av. J.-C., englobant donc la période finale de la culture d'Obeid et la culture d'Uruk (qui couvre en gros le IVe millénaire av. J.-C.).
Le milieu du Ve millénaire av. J.-C. voit le recul de l'influence obeidienne au Moyen-Orient et une nouvelle affirmation des cultures régionales. Un ensemble vaste paraît pouvoir être distingué au nord, couvrant la Syrie, la Haute-Mésopotamie, le Zagros occidental et la région du lac d'Ourmia. On y retrouve des « bols de Coba » produits en série qui semblent liés à la redistribution de rations, donc à l'émergence d'entités politiques mieux organisées. De vastes sites se développent en Haute-Mésopotamie au tournant du IVe millénaire av. J.-C., de taille encore réduite mais organisés en quartiers et servant de centres régionaux : Tepe Gawra, Tell Brak, Tell Hamoukar, Tell Feres, Ninive. Dans le sud-ouest iranien se développe une culture dynamique en Susiane, avec une céramique peinte de grande qualité ; le site de Suse est fondé vers la fin du Ve millénaire av. J.-C. et comprend d'emblée une architecture monumentale. La situation de la Mésopotamie méridionale, où se développent les dernières phases de l'Obeid, est floue en raison du nombre très limité de fouilles, mais il semble bien que c'est là qu'émergent dans la première moitié du IVe millénaire av. J.-C. les plus vastes agglomérations (Eridu, Uruk), qui peuvent être vues comme les premières villes. La culture d'Uruk qui se constitue alors présente un profil homogène, et commence à se diffuser vers le nord dès au moins le milieu du millénaire. Les outils de gestion (sceaux, jetons) se développent, témoignage de l'émergence progressive des structures politiques proto-étatiques,.

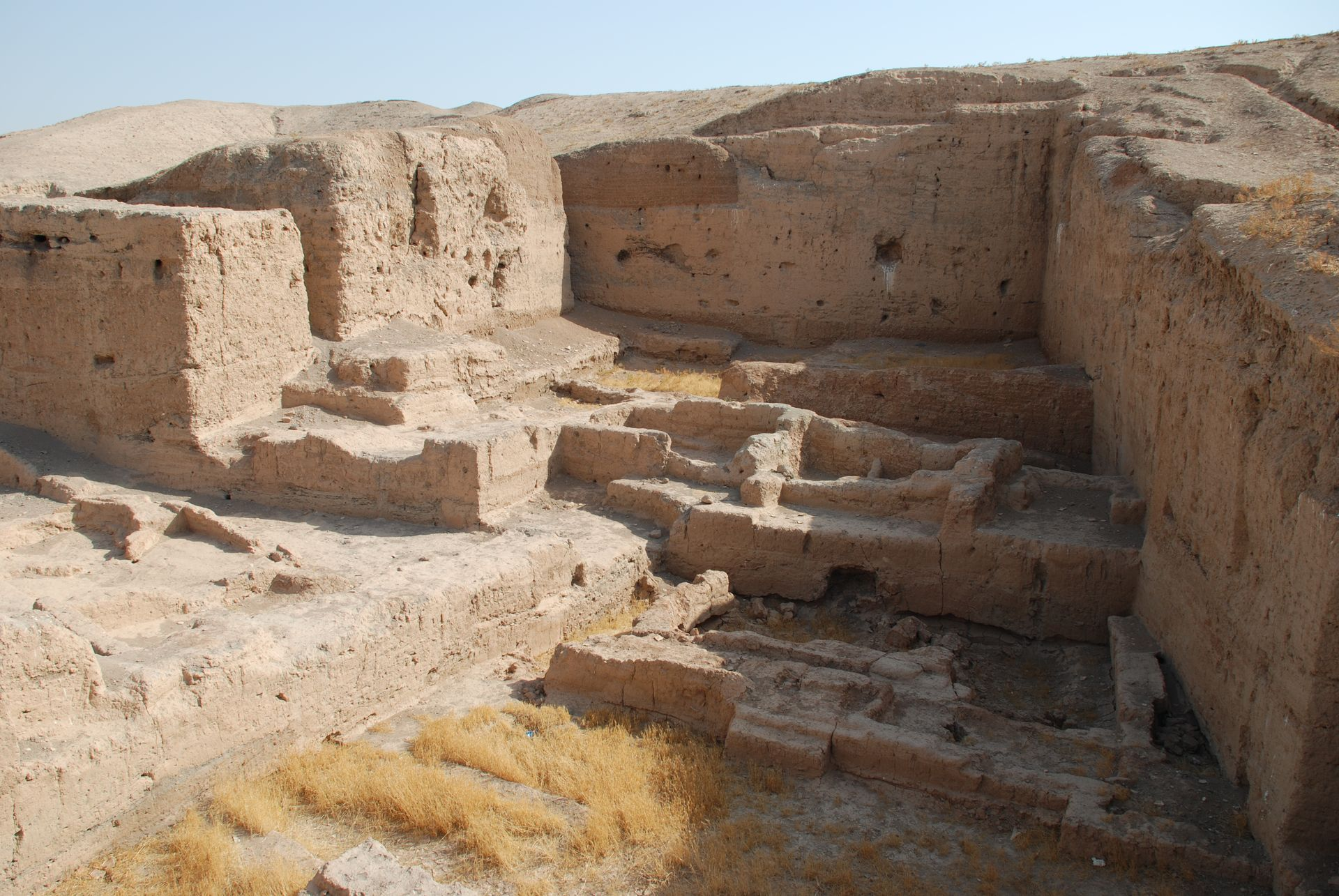
Zone de fouilles de bâtiments du Chalcolithique tardif (zone TW) sur le site de Tell Brak.
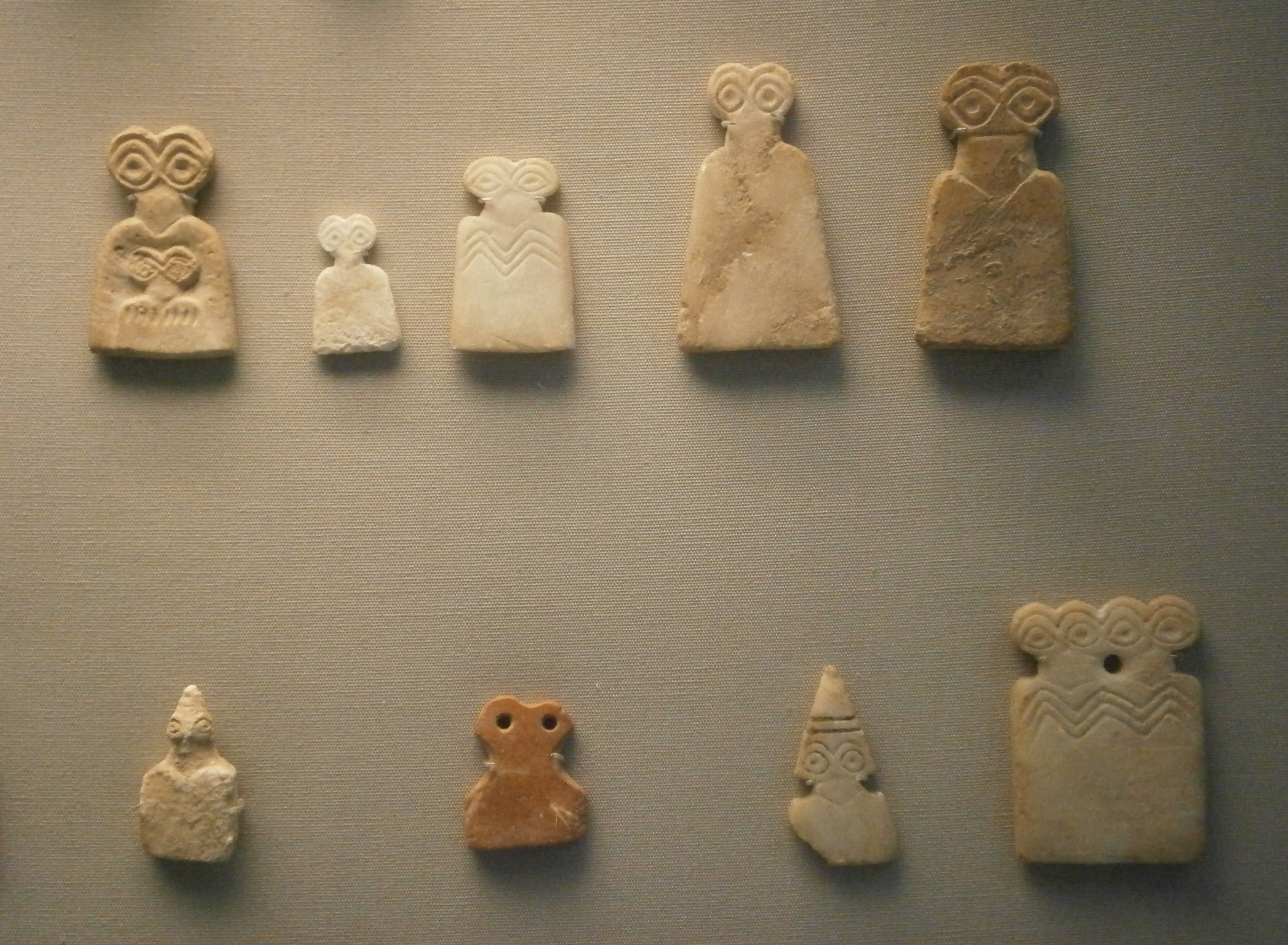
« Idoles aux yeux » provenant de Tell Brak, milieu du IVe millénaire av. J.-C. British Museum.
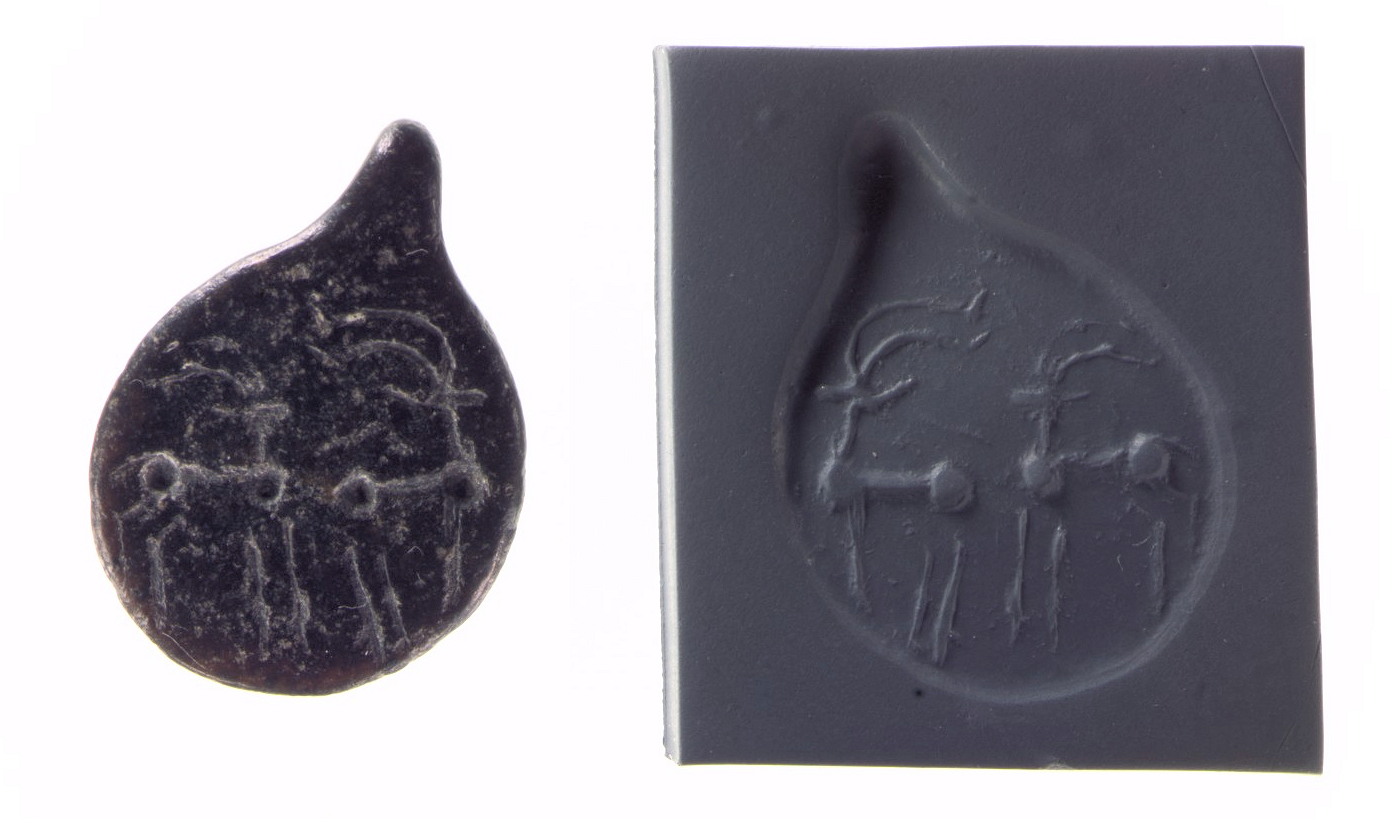
Sceau-pendentif avec impression moderne, Haute Mésopotamie, v. 4500-3500 av. J.-C. Metropolitan Museum of Art.
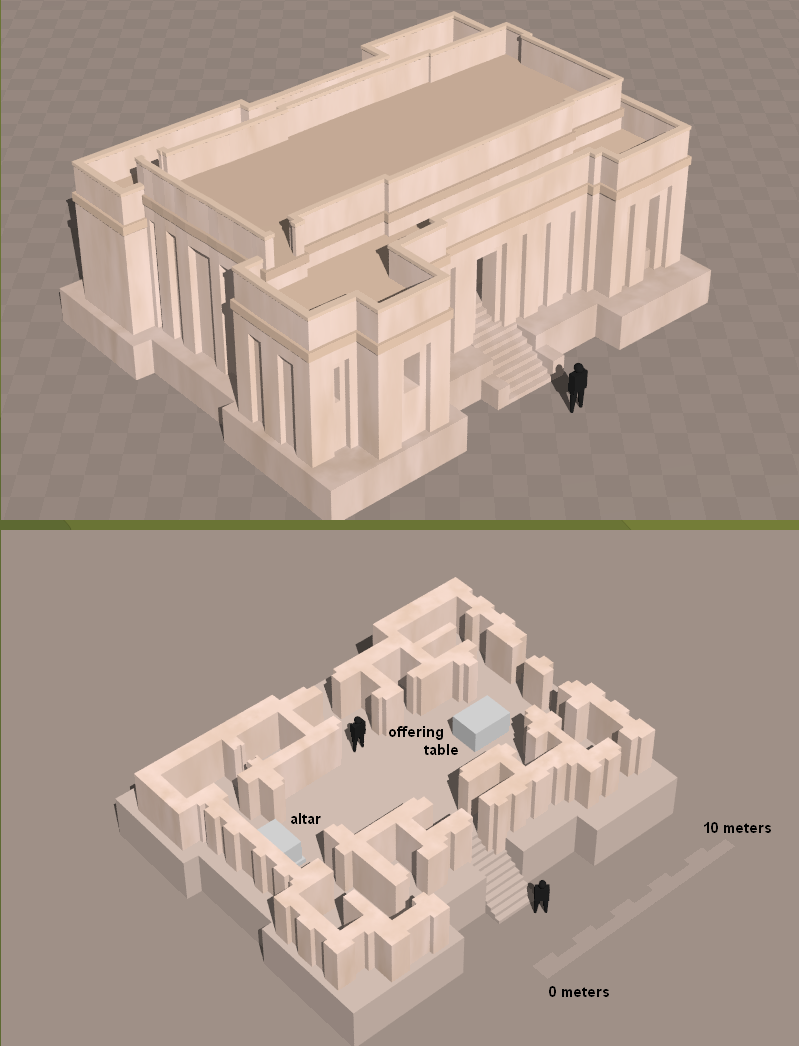
Reconstitution du temple du niveau VII d'Eridu, fin du Ve millénaire av. J.-C., édifice monumental à plan tripartite.
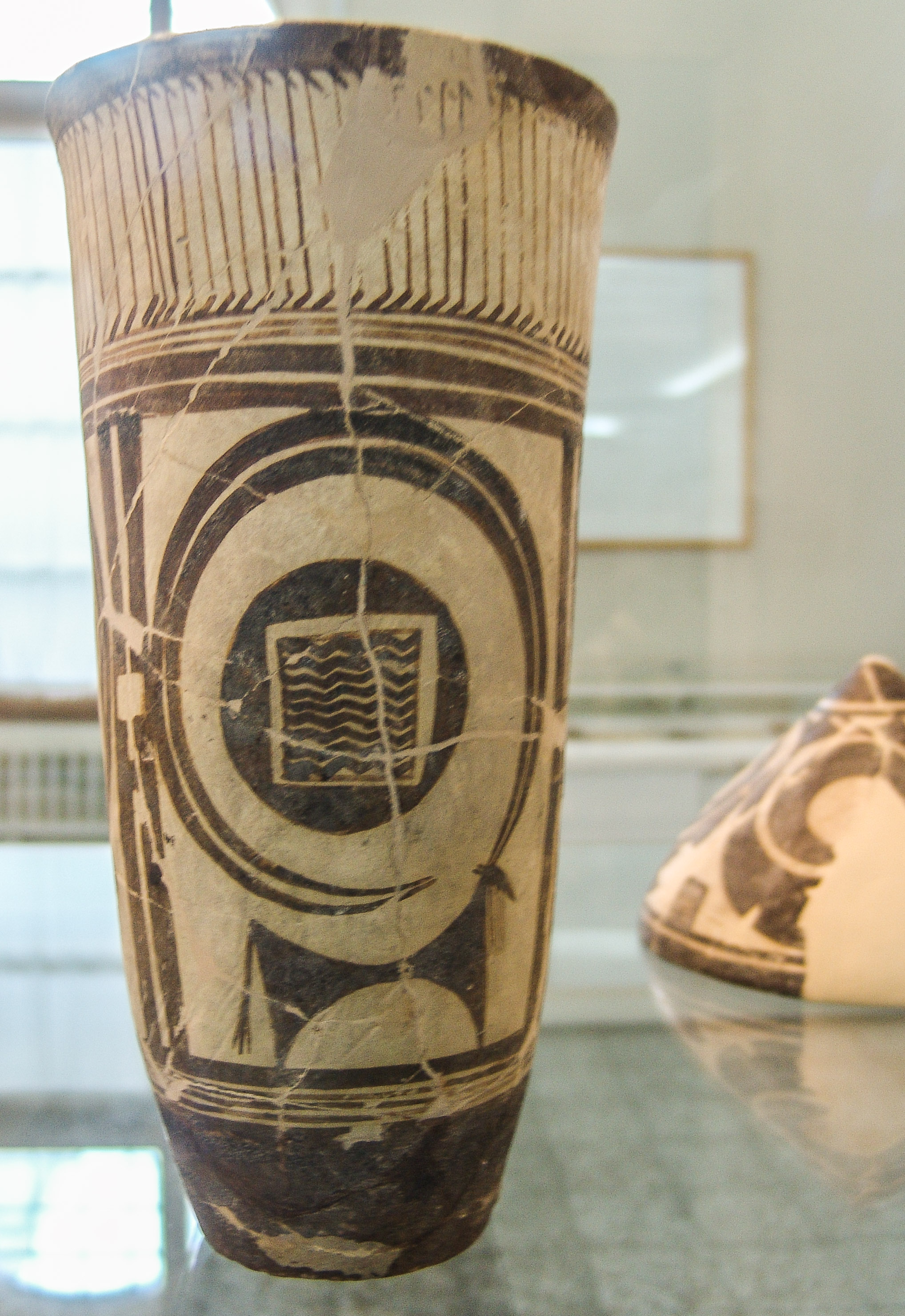
Boisseau décoré d'une frise d'échassiers et de panneaux au bouquetin, Suse. Musée national d'Iran.

Au Levant sud, la principale culture du Chalcolithique récent est le Ghassoulien (v. 4500-3600 av. J.-C.), qui voit en particulier le développement de la métallurgie et de l'horticulture (domestication de l'olivier), et un art original sur différents supports. Le site de Nahal Mishmar a livré de nombreux objets en cuivre de facture remarquable, et un complexe rituel a été dégagé à Ein Gedi.

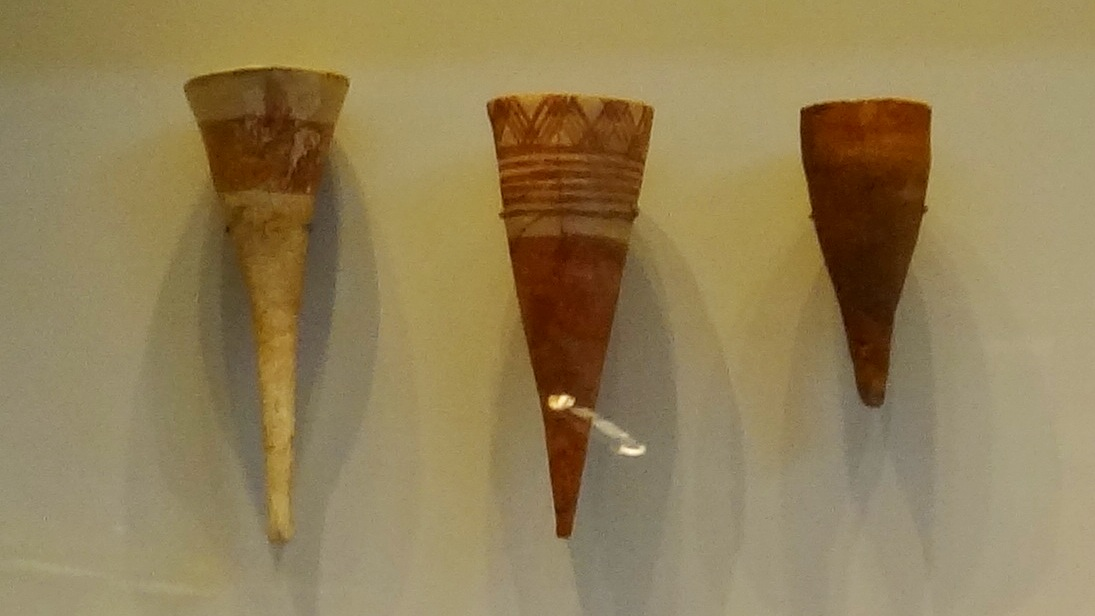
Vases à profil en "V", Ghassoulien.
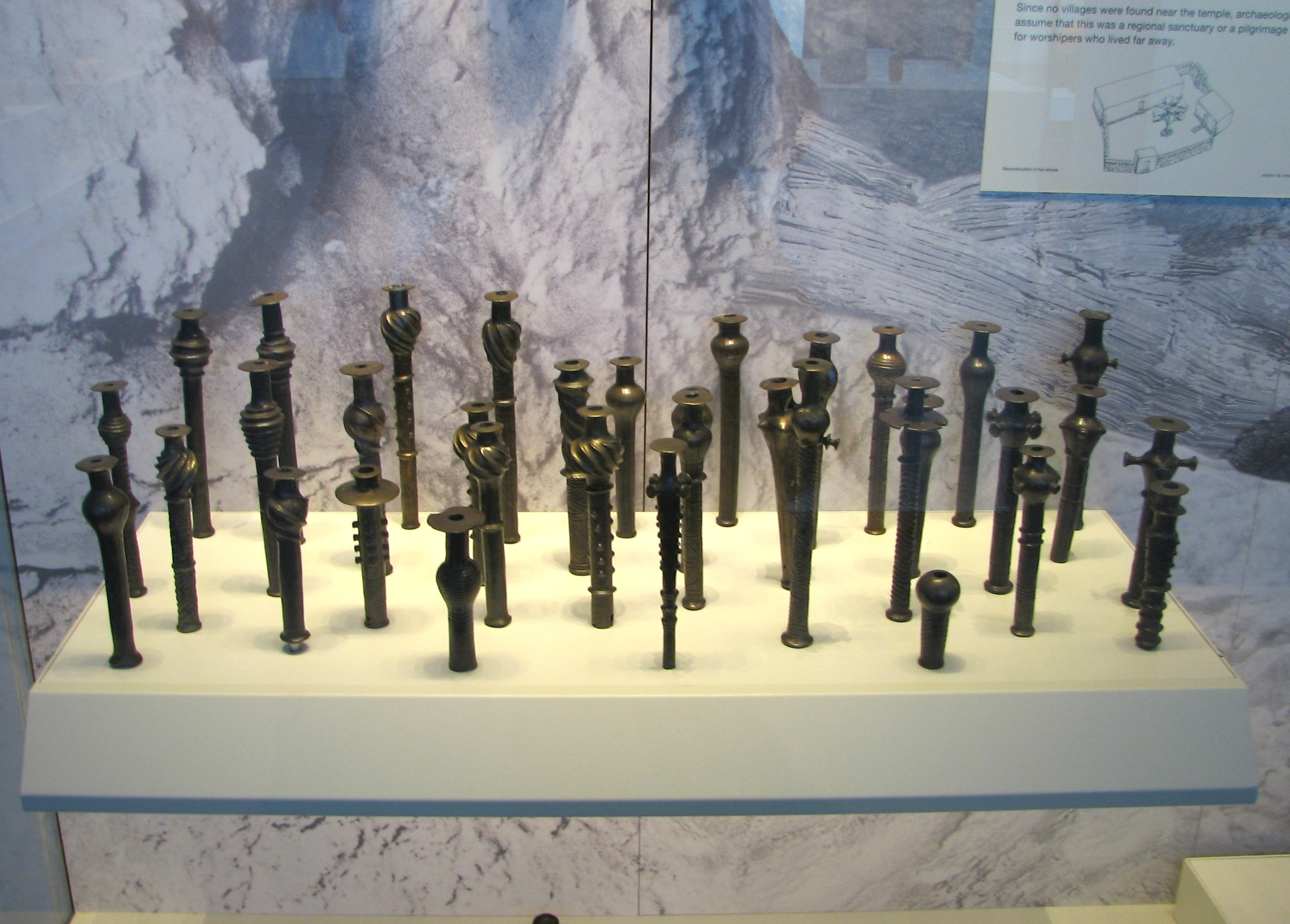
Objets en cuivre provenant du trésor de Nahal Mishmar.
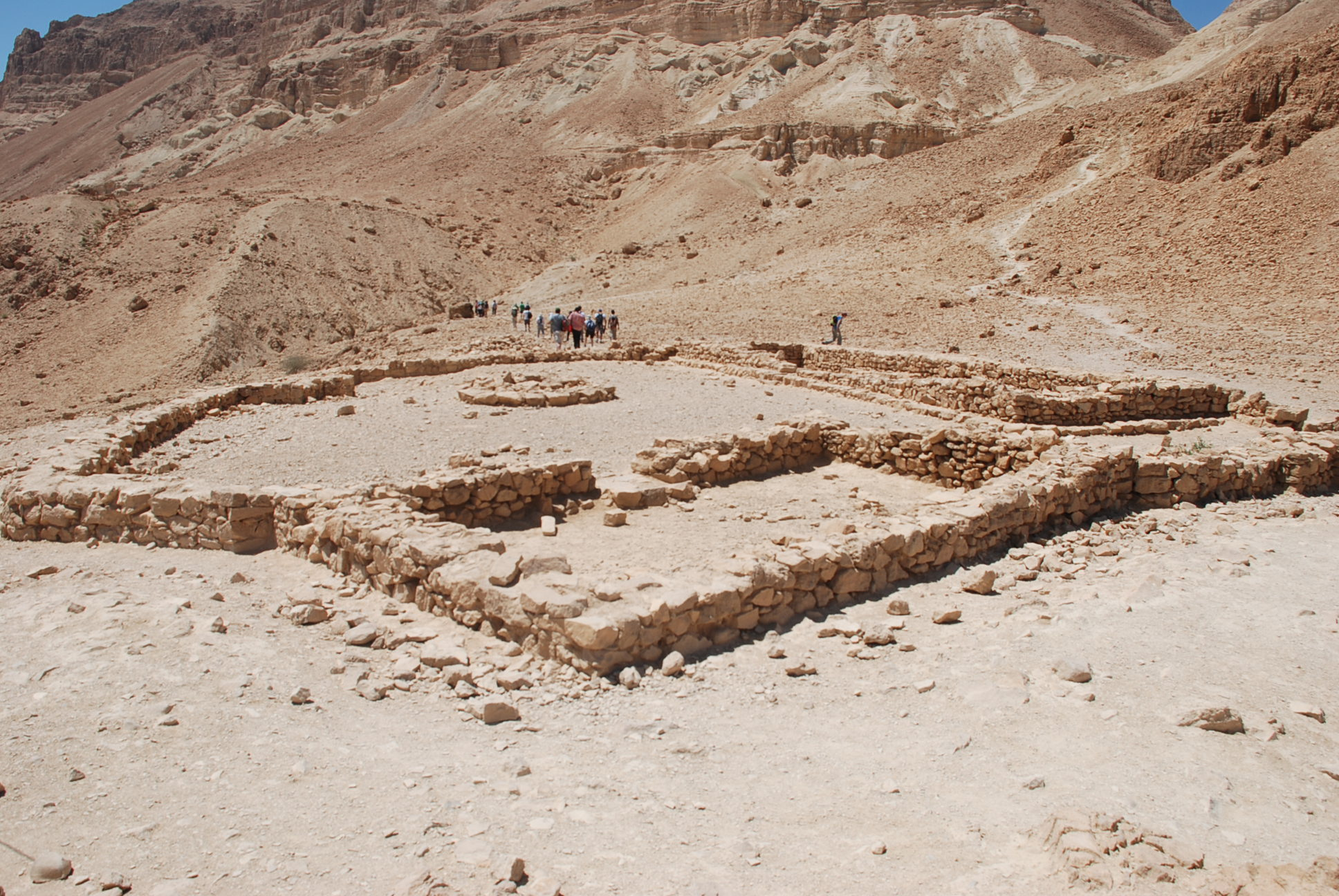
Ruines de l'édifice rituel d'Ein Gedi.

Le sud-est anatolien reste dans la mouvance syro-mésopotamienne, sous influence obeidienne puis urukéenne, avec l'émergence d'entités politiques plus complexes, une métallurgie remarquable, mais sans proto-urbanisation (Arslantepe, Tepecik, Tülintepe). Le reste du plateau anatolien, après avoir connu une phase de reflux de l'habitat durant le Chalcolithique moyen, voit un nouvel essor de l'habitat, en particulier dans les zones basses (premier essor de Beycesultan, d'Alişar) et un développement marqué de la métallurgie.
Chypre connaît un renouveau culturel dans le courant du Ve millénaire av. J.-C. avec la culture de Sothira, qui correspond à un stade de Néolithique céramique, mais reste mal connue. Le Chalcolithique se développe sur l'île à partir de 4000, dans la mouvance du Chalcolithique récent continental. Cette phase est mieux connue, grâce à plusieurs sites villageois (Erimi-Bamboula, Lemba-Lakkous, Kissonerga-Mylouthkia).

### Les premiers États: Sumer et ses voisins
Le IVe millénaire av. J.-C. voit plusieurs régions du Proche-Orient ancien, en particulier en Mésopotamie et dans son voisinage direct, franchir un nouveau stade dans l'évolution vers la « complexité » politique et sociale, avec la mise en place de sociétés étatiques et urbaines, où la différenciation sociale, tant verticale qu'horizontale, est bien plus prononcée que par le passé. C'est un phénomène qui prend plusieurs aspects, économiques et culturels, dont l'invention de l'écriture. Selon M. Liverani : 

« Le début de la trajectoire historique est marqué par un phénomène d'une importance énorme, à l'heure actuelle supposé marquer le passage de la Préhistoire à l'Histoire au sens propre du terme. Le phénomène peut être désigné de différentes manières. Nous pouvons utiliser l’appellation de « révolution urbaine » si nous voulons souligner les formes de démographie et d’habitat, ou de « première urbanisation » si nous prenons en compte les cycles ultérieurs d’urbanisation. On peut parler de l'origine de l'État ou de l'État primitif, si l'on préfère en souligner les aspects politiques. On peut aussi mettre en exergue le début d'une stratification socio-économique marquée, et des métiers spécialisés, si l'on veut souligner le mode de production. Nous pouvons également utiliser le terme « origine de la complexité », si nous essayons de réunir tous les différents aspects sous un concept unificateur. L'origine de l'écriture a également été considérée comme marquant le début de l'histoire au sens propre du terme, à cause de l'idée dépassée qu'il n'y aurait pas d'histoire avant que des sources écrites ne soient disponibles. Mais maintenant qu'une telle idée est considérée comme simpliste ou fausse, nous pouvons toujours considérer l'écriture comme le point culminant le plus évident et symbolique de tout le processus. »

Ce phénomène est difficile à expliquer : il découle en partie des évolutions antérieures, mais suppose manifestement la prise en compte de facteurs spécifiques, notamment au regard de la soudaineté de plusieurs phénomènes (en particulier l'apparition des premières villes). Sont sans doute en jeu des éléments de nature économique, environnementale, aussi sociaux, comme la compétition entre élites et l'exploitation à son profit du reste de la population et des ressources. 
Puis le IIIe millénaire av. J.-C. voit la tendance se prolonger et les sociétés étatiques et urbaines se consolider peu à peu et gagner de nouvelles régions, mais de manière discontinue puisqu'il y a plusieurs coups d'arrêt voyant un reflux de la complexité. Mais celle-ci s'affirme jusqu'à l'apparition de premières expériences impériales, avec de grandes prétentions militaires et administratives. 

#### La période d'Uruk récent
La Mésopotamie entre dans l'ère historique, étatique et urbaine au IVe millénaire av. J.-C., durant la période d'Uruk. Celle-ci doit son nom à la ville la plus étendue de cette période, située dans le sud de la Mésopotamie, qui est également le lieu de découverte du plus grand ensemble de monuments et des premières tablettes écrites (essentiellement de nature administrative), datés d'environ 3350-3000 av. J.-C., la période d'Uruk récent et celle de Djemdet-Nasr qui sont décisives dans l'évolution de la Mésopotamie, et plus largement des sociétés du Proche-Orient ancien. Les siècles précédant cet essor sont très mal connus en Basse Mésopotamie. On sait en tout cas que des sites proto-urbains importants émergent au début du IVe millénaire av. J.-C. dans le nord de la Mésopotamie (Tell Brak), également en Iran du sud-ouest (Suse), où sont également attestés par la suite des documents précédant la mise au point définitive de l'écriture (jetons comptables, tablettes numériques, premiers pictogrammes) et plus largement tout un ensemble d'instruments administratifs (notamment les sceaux-cylindres, amenés à devenir une caractéristique de la culture matérielle du Proche-Orient ancien) témoignant de la complexification des organisations politiques. Il est clair que la « révolution urbaine » n'est pas cantonnée à la seule Basse Mésopotamie. Il n'empêche que c'est cette dernière qui exerce la plus grande influence culturelle durant cette période, appuyée sur une économie agricole très productive grâce à ses canaux d'irrigation dérivés de ses deux fleuves, le Tigre et l'Euphrate, qui sont également des voies navigables facilitent les échanges, donc des éléments très favorables au développement d'une civilisation urbaine. Les régions voisines reprennent divers aspects de la culture « urukéenne », et des comptoirs ou colonies venus de Basse Mésopotamie semblent se développer en Haute Mésopotamie,,,.

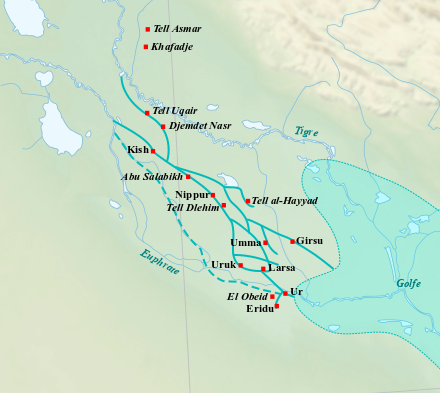
Localisation des sites principaux identifiés en Mésopotamie méridionale durant le IVe millénaire av. J.-C.
Les zones d'influence « urukéenne ».
Le groupe monumental du secteur de l'Eanna à Uruk, niveau IV, v. 3200 av. J.-C.
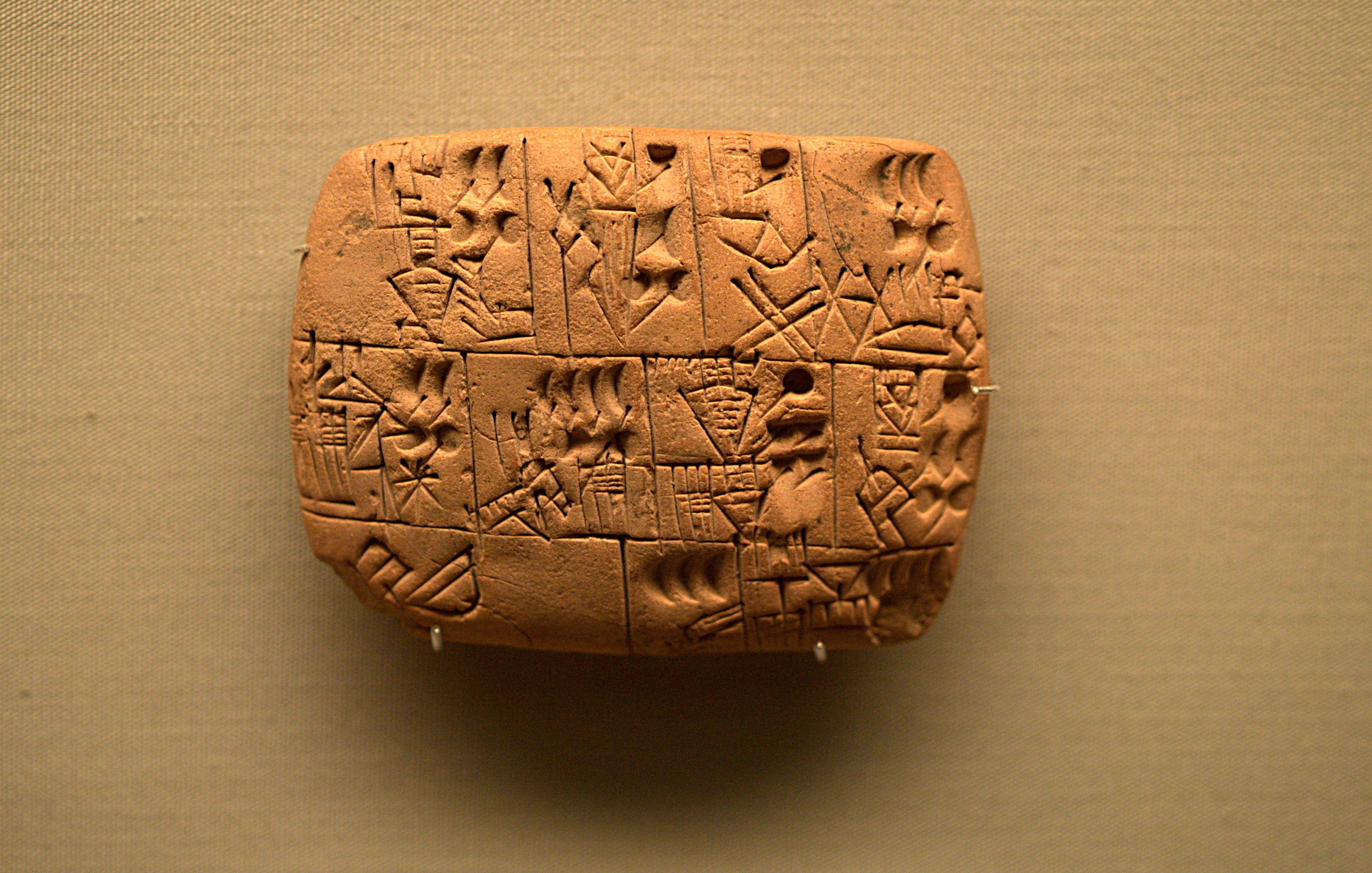
Tablette provenant d'Uruk, v. 3100-3000 av. J.-C., enregistrant des distributions de bière depuis les magasins d'une institution. British Museum.
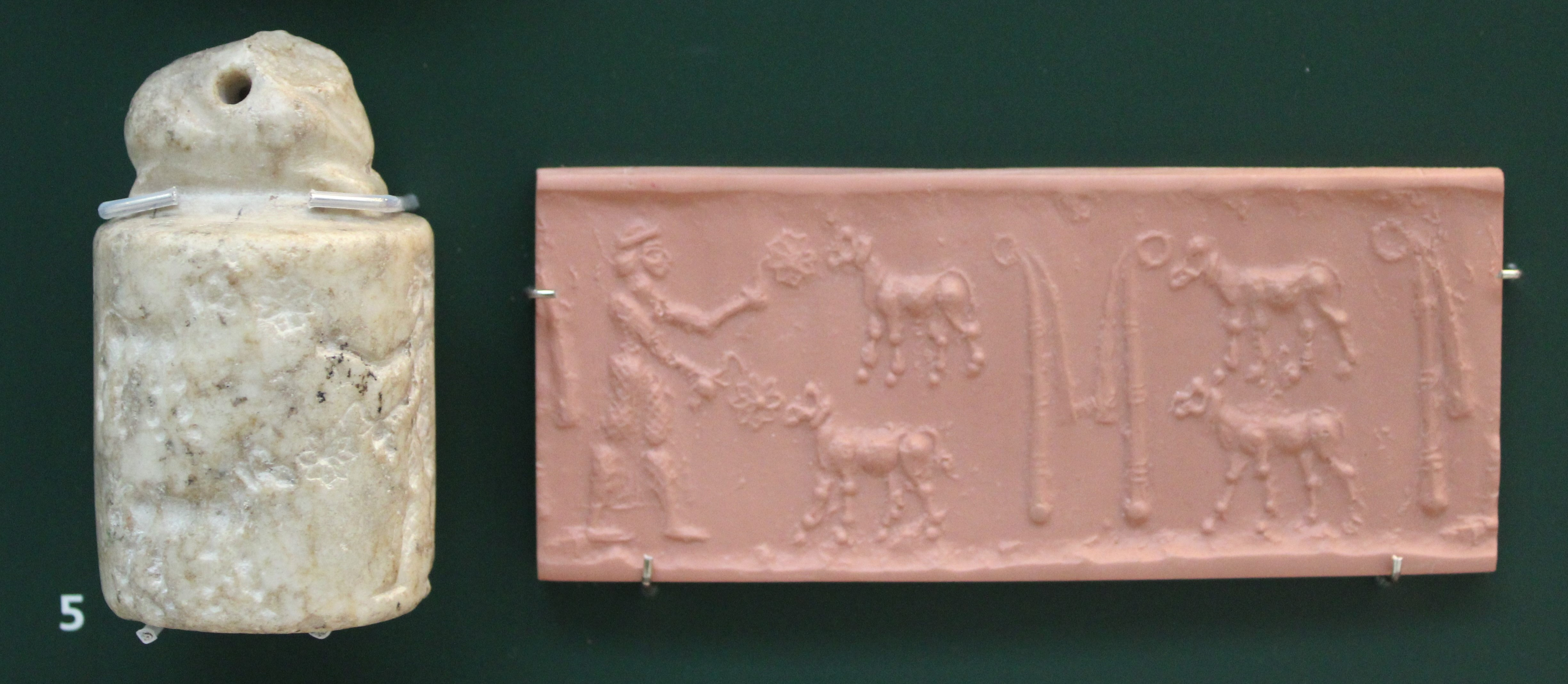
Sceau-cylindre et impression, représentant une figure d'autorité (surnommée « roi-prêtre ») en pasteur nourrissant des moutons. British Museum.
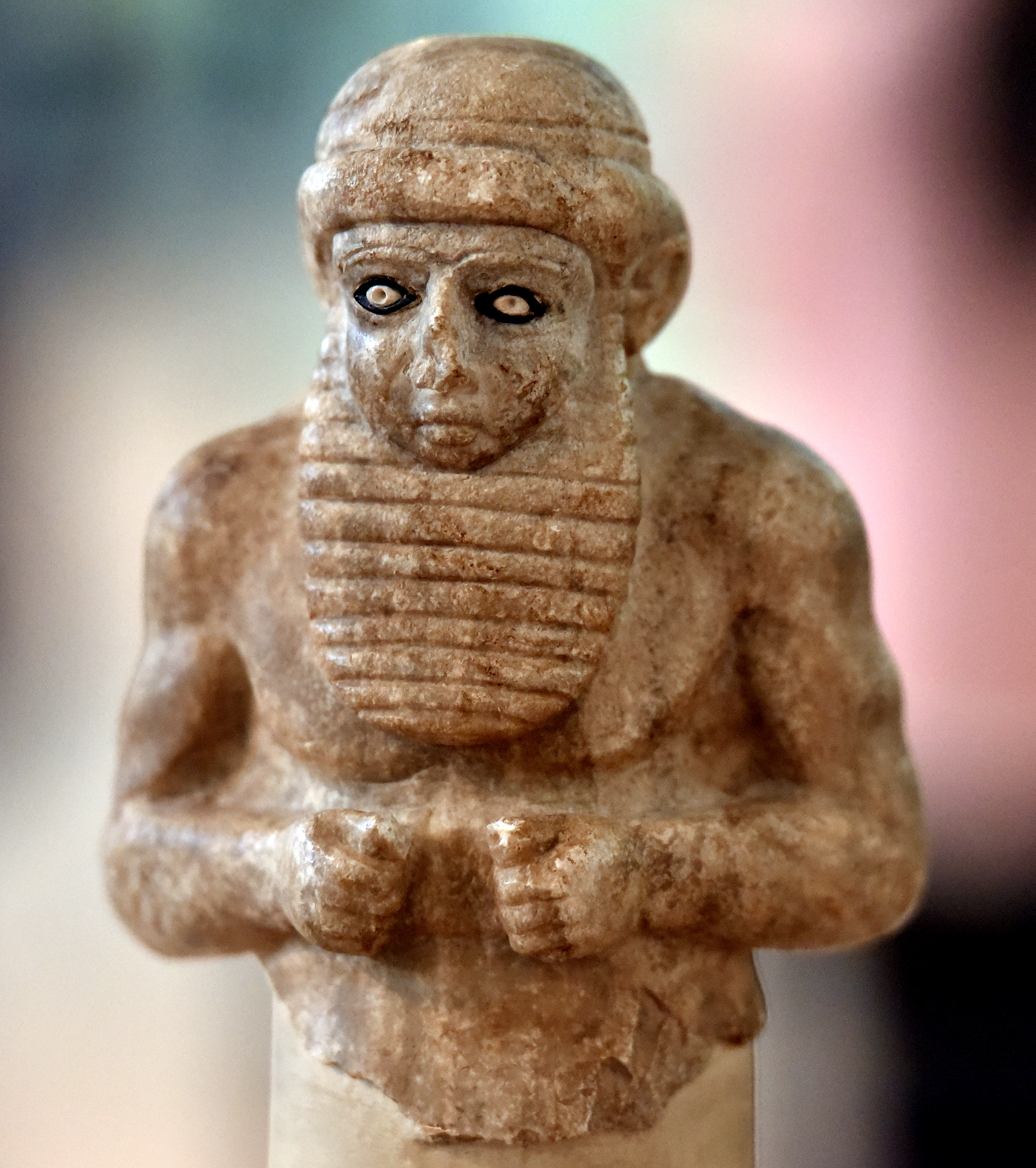
Statuette d'un « roi-prêtre », période de Djemdet-Nasr, v. 3000 av. J.-C. Musée national d'Irak.

#### L'époque des États archaïques

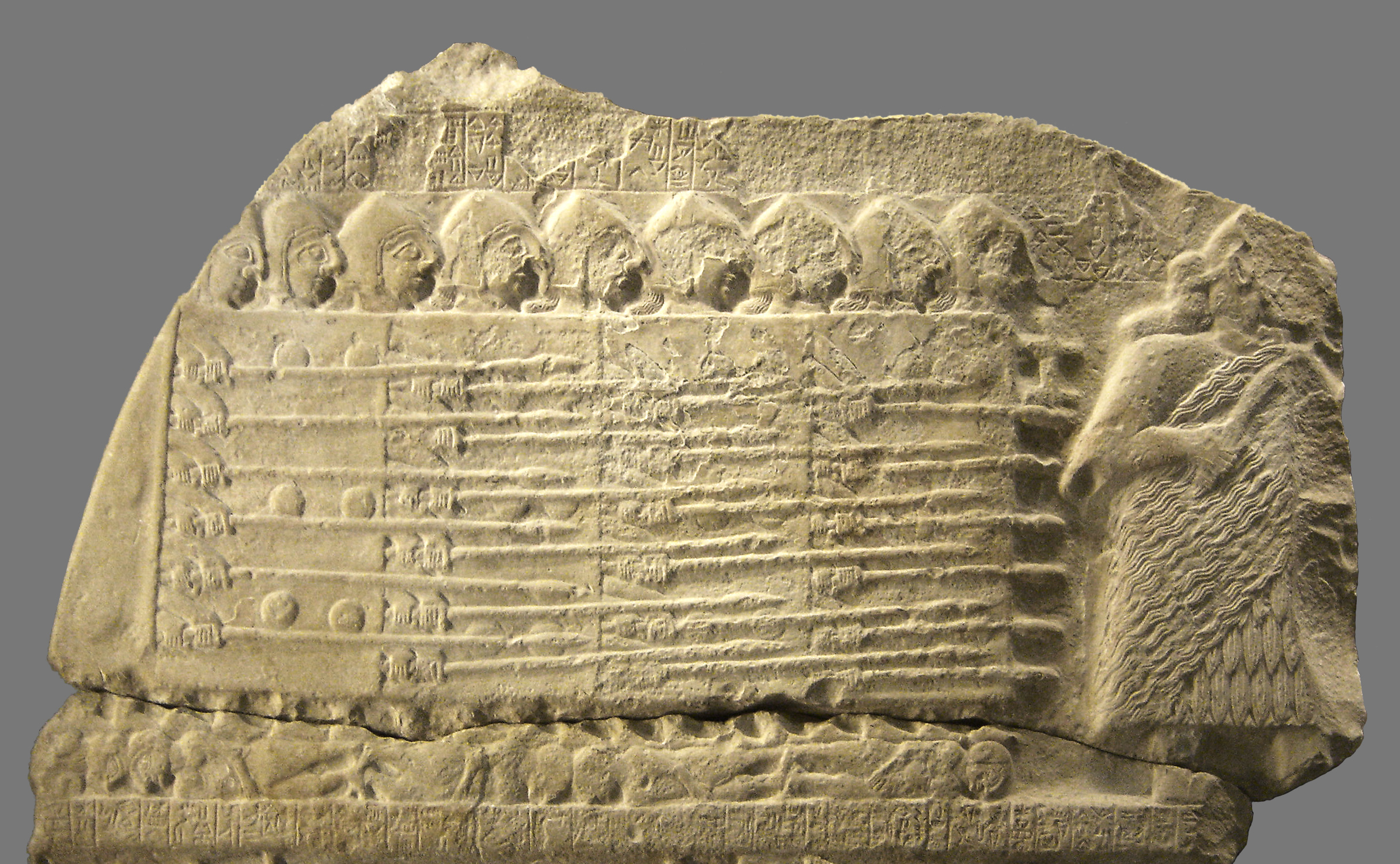
La « phalange » de l'armée de Lagash sur la Stèle des vautours. Vers 2450 av. J.-C., musée du Louvre.

En dépit du recul de l'influence sud mésopotamienne au tournant du IIIe millénaire av. J.-C., la civilisation urbaine continue de prospérer au IIIe millénaire av. J.-C. La partie sud de la Basse Mésopotamie (la période des dynasties archaïques), le pays de Sumer, est constitué de plusieurs royaumes, des cités-États, disposant d'institutions bien organisées (des palais et des temples), dirigées par une élite puissante et riche (comme en témoignent les tombes royales d'Ur du milieu du millénaire). L'usage de l'écriture se développe, pour des finalités administratives mais aussi des activités savantes (archives de Girsu, Shuruppak, Adab). Du point de vue ethnique, on distingue deux peuples principaux coexistant dans le Sud mésopotamien à cette période : les Sumériens, un peuple parlant le sumérien, une langue isolée, dominante dans la partie la plus méridionale de la Mésopotamie, et derrière qui on voit généralement les inventeurs de l'écriture mésopotamienne ; les « Akkadiens », terme qui recouvre en fait un ensemble de populations parlant des langues sémitiques, majoritaires dans la partie nord,. 
Encore plus au nord, les autres populations sont là aussi majoritairement de langue sémitique. Des royaumes pratiquant l'écriture mésopotamienne se développent en Syrie sous l'influence sumérienne, au moins à partir du milieu du millénaire : Mari, Ebla, Nagar, Urkesh) et les sociétés connaissent un processus de hiérarchisation sociale marquée (tombes de Tell Umm el-Marra). 

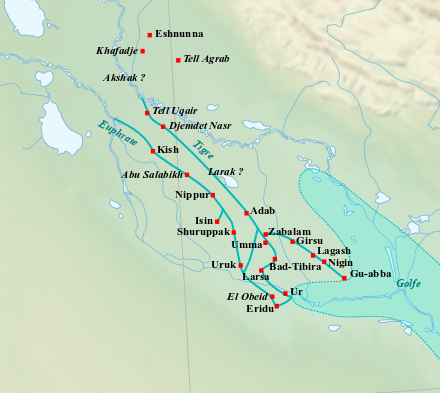
Les sites principaux de Basse Mésopotamie durant la période des dynasties archaïques.
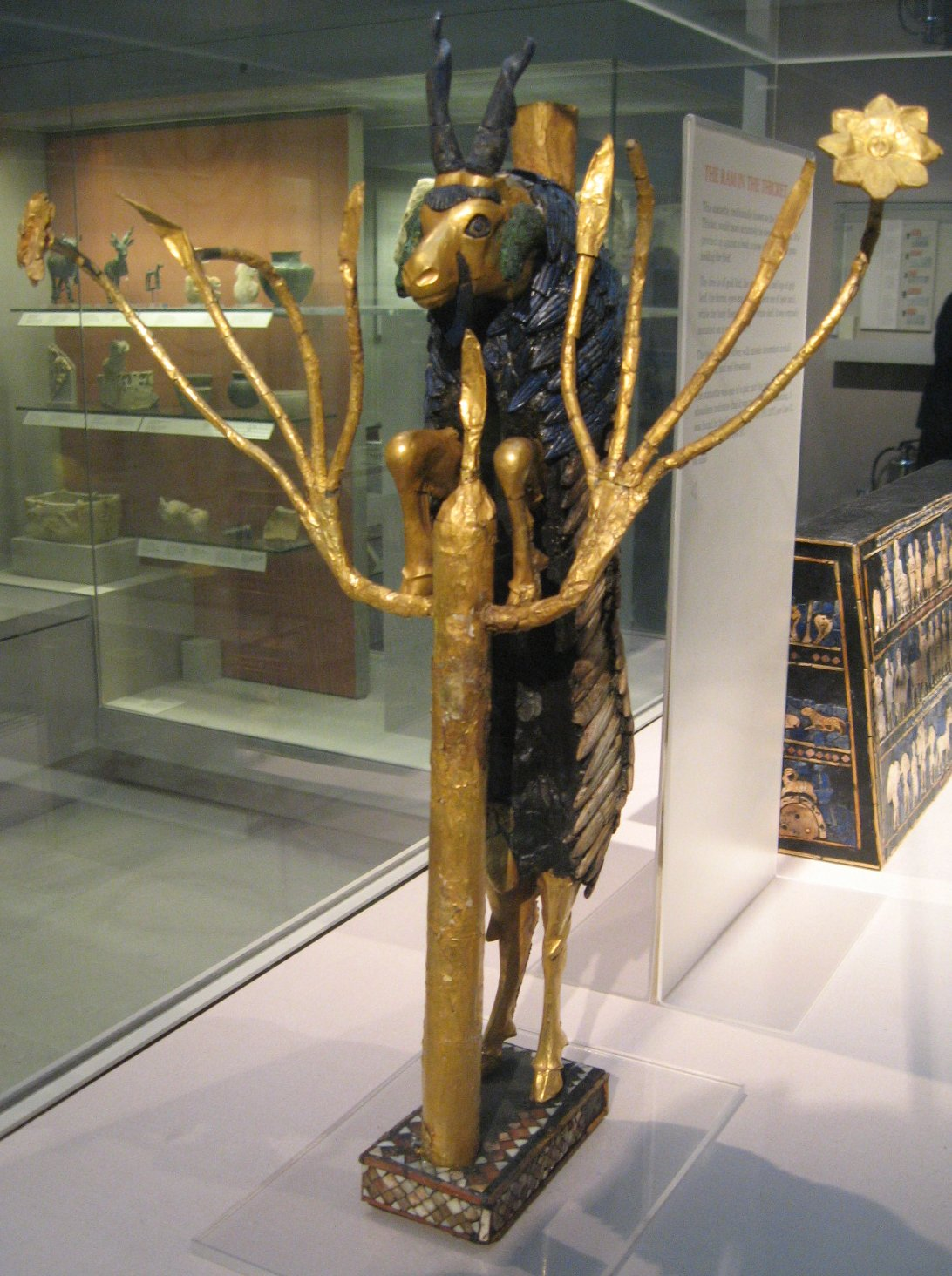
Statuette d'un bouquetin se nourrissant des feuilles d'un arbuste, tombes royales d'Ur, v. 2500 av. J.-C. British Museum.
Les sites principaux de la Syrie et de la Haute Mésopotamie de la seconde moitié du IIIe millénaire av. J.-C.
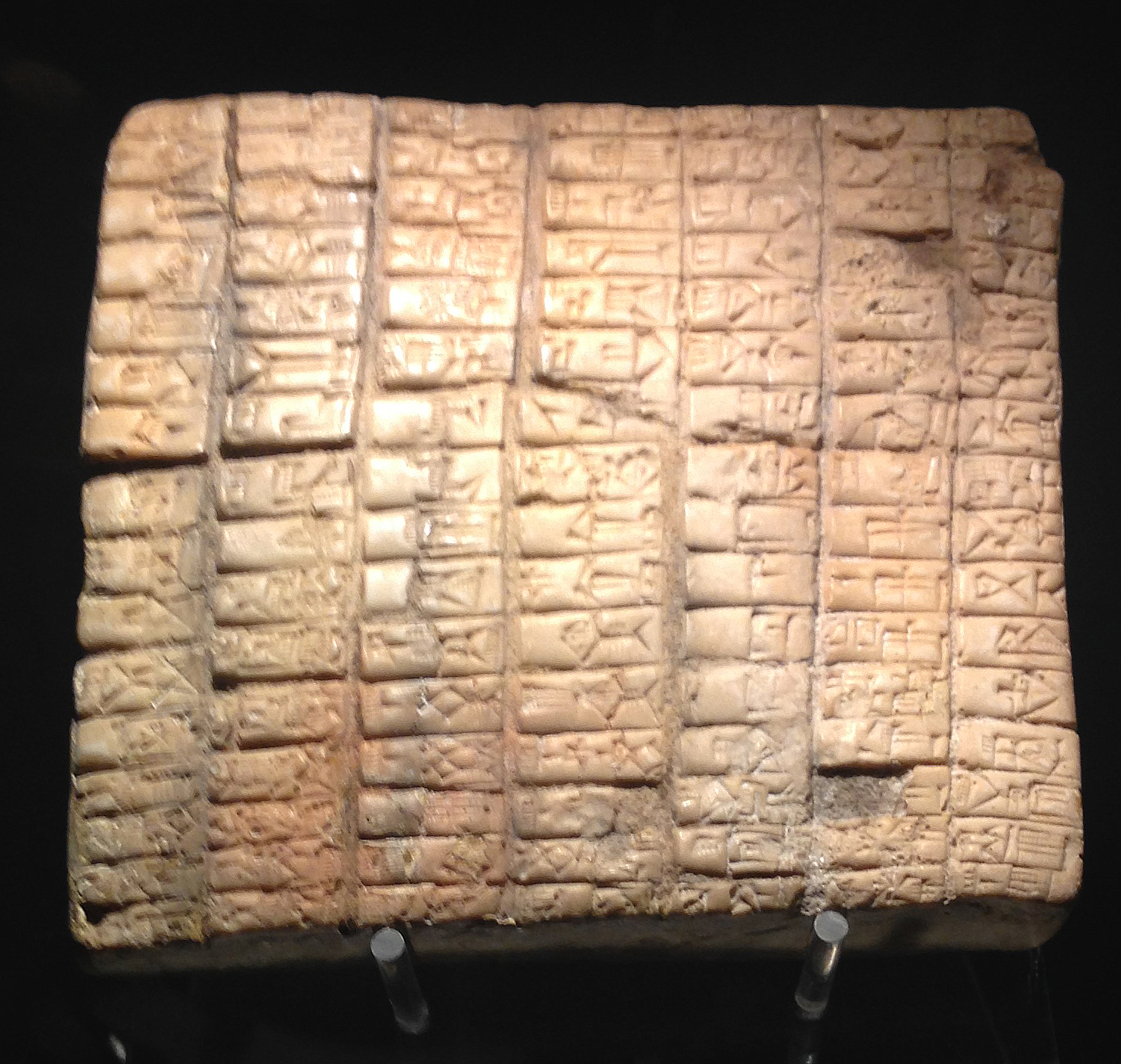
Tablette des archives d'Ebla (Syrie), XXIVe siècle av. J.-C. Musée national d'Art oriental, Rome.

Dans le sud-ouest iranien se développe la civilisation élamite, organisée autour de plusieurs entités politiques situées dans des régions hautes, et dont le principal centre urbain et culturel est la ville de Suse, située dans les régions basses au contact de la Mésopotamie. Après la fin de l'époque d'Uruk s'y développe une culture originale, dite « proto-élamite », qui développe sa propre écriture. Par la suite elle adopte le cunéiforme. Les entités élamites (notamment Awan) deviennent ensuite des partenaires et rivaux des royaumes mésopotamiens,.

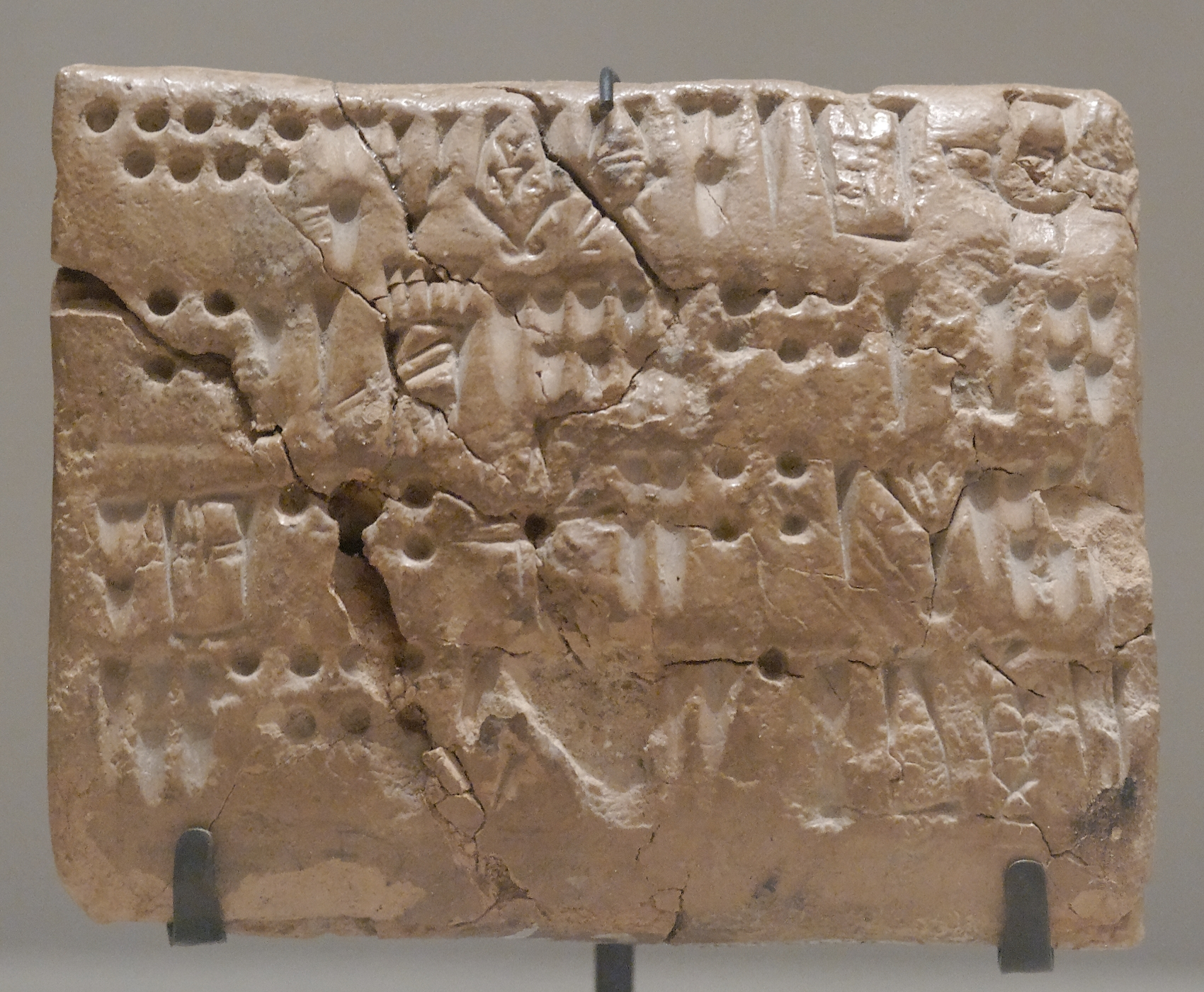
Tablette économique portant des signes numéraux et des signes d'écriture proto-élamite, Suse.
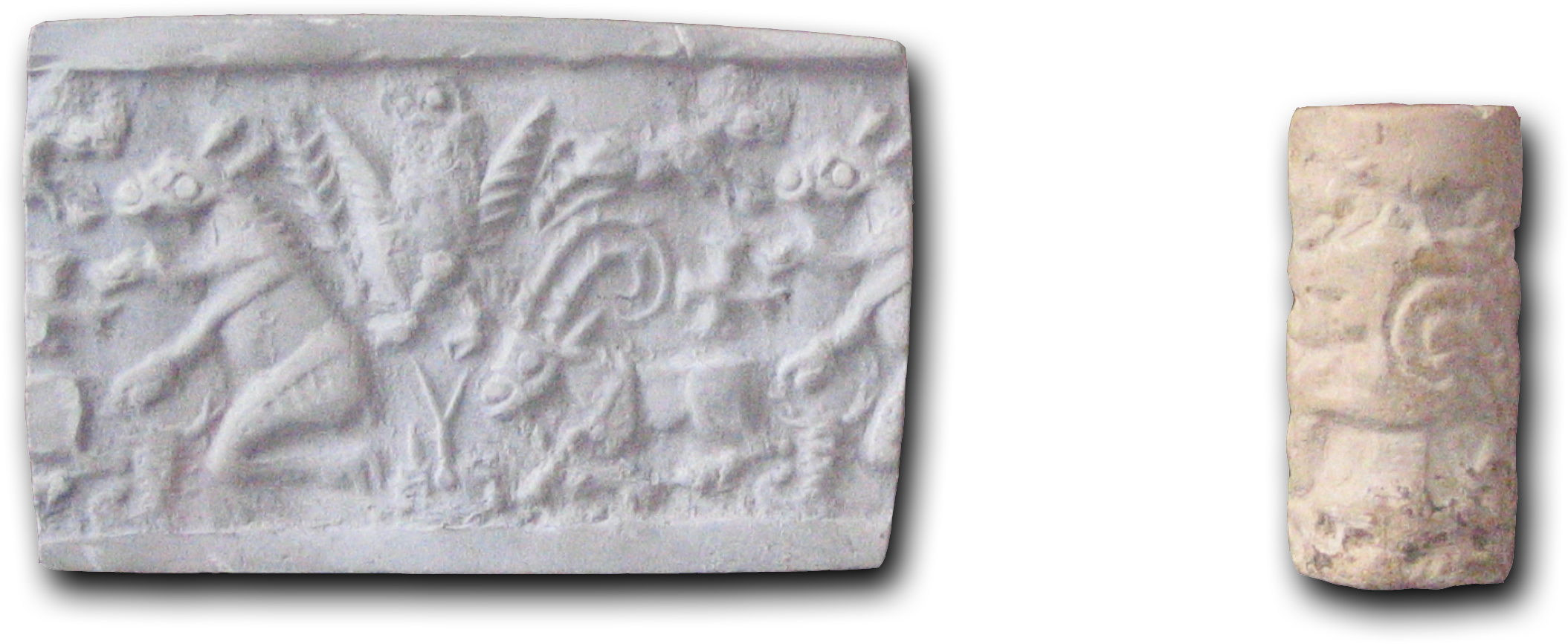
Sceau-cylindre de la période proto-élamite avec son impression sur argile, représentant des animaux.

#### Les premiers empires: Akkad et Ur
Cette époque s'achève par l'apparition de l'empire d'Akkad (v. 2340-2190 av. J.-C.), premier État qui parvient à unifier les cités de Mésopotamie, sous la direction de Sargon d'Akkad, une des grandes figures de l'histoire mésopotamienne. Cet empire domine aussi une partie de la Syrie et du plateau Iranien et connaît son apogée sous le règne de Naram-Sîn. Après la chute d'Akkad au début du XXe siècle av. J.-C., dont les artisans principaux seraient les Gutis, peuple venu des montagnes occidentales, il se passe quelques décennies pendant lesquelles émergent des dynasties locales, comme celle de Lagash dont le roi le plus important est Gudea, qui a laissé plusieurs statues en diorite le représentant, et celle d'Élam avec Puzur-Inshushinak, qui voit la mise au point d'une nouvelle écriture, l'élamite linéaire, employé pour des inscriptions royales pendant quelques siècles. Puis un nouvel empire émerge depuis la Mésopotamie, celui de la troisième dynastie d'Ur (v. 2112-2004 av. J.-C.). Il est couramment vu comme l'archétype de l’État mésopotamien centralisateur et bureaucratique, au moins dans ses intentions, dont le plus éloquent témoignage sont les dizaines de milliers de tablettes administratives qu'il a laissées derrière lui,.

Étendue approximative de l'empire d'Akkad à son apogée v. 2250 av. J.-C., et direction des campagnes militaires extérieures.
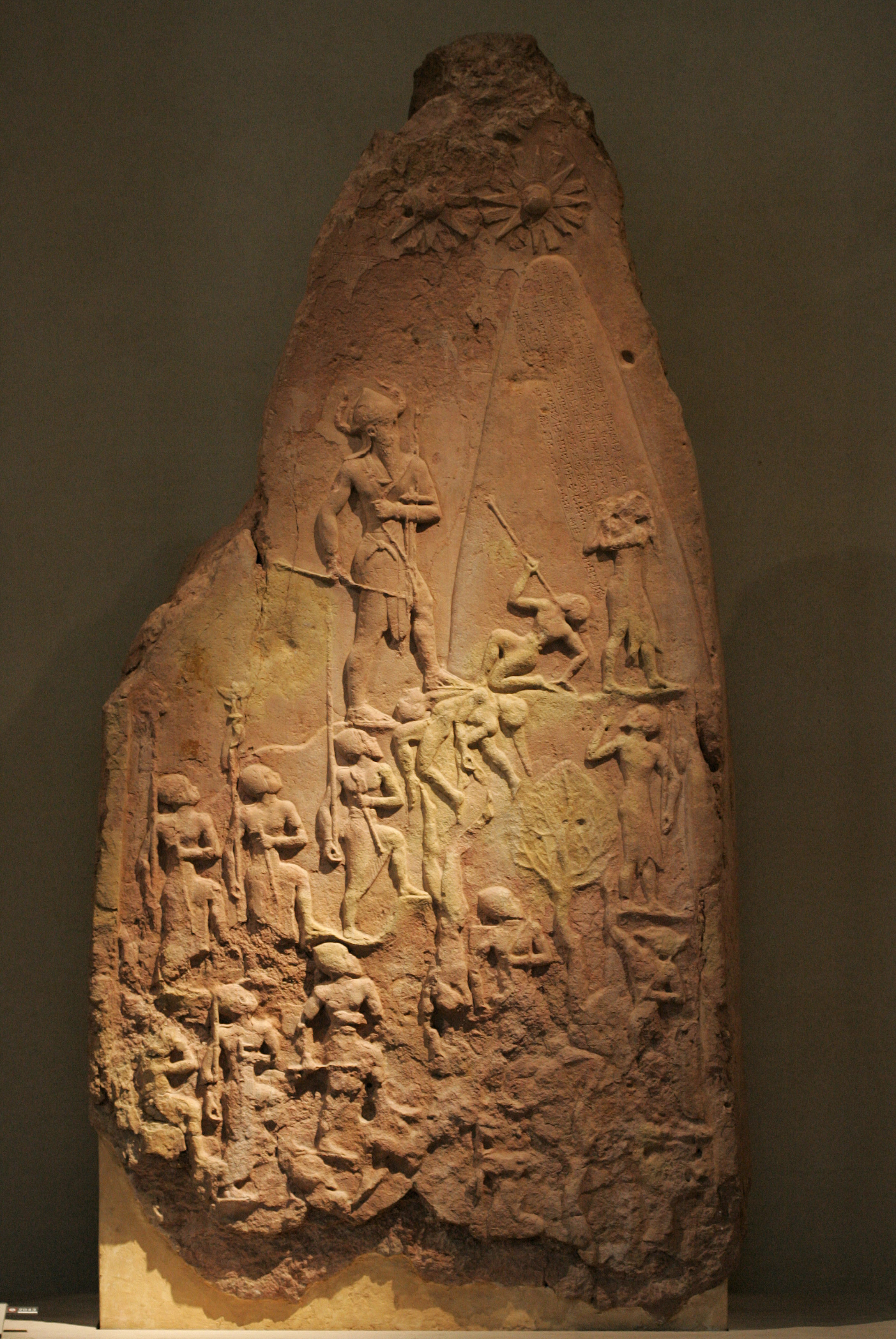
La Stèle de victoire du roi Naram-Sin d'Akkad, musée du Louvre.
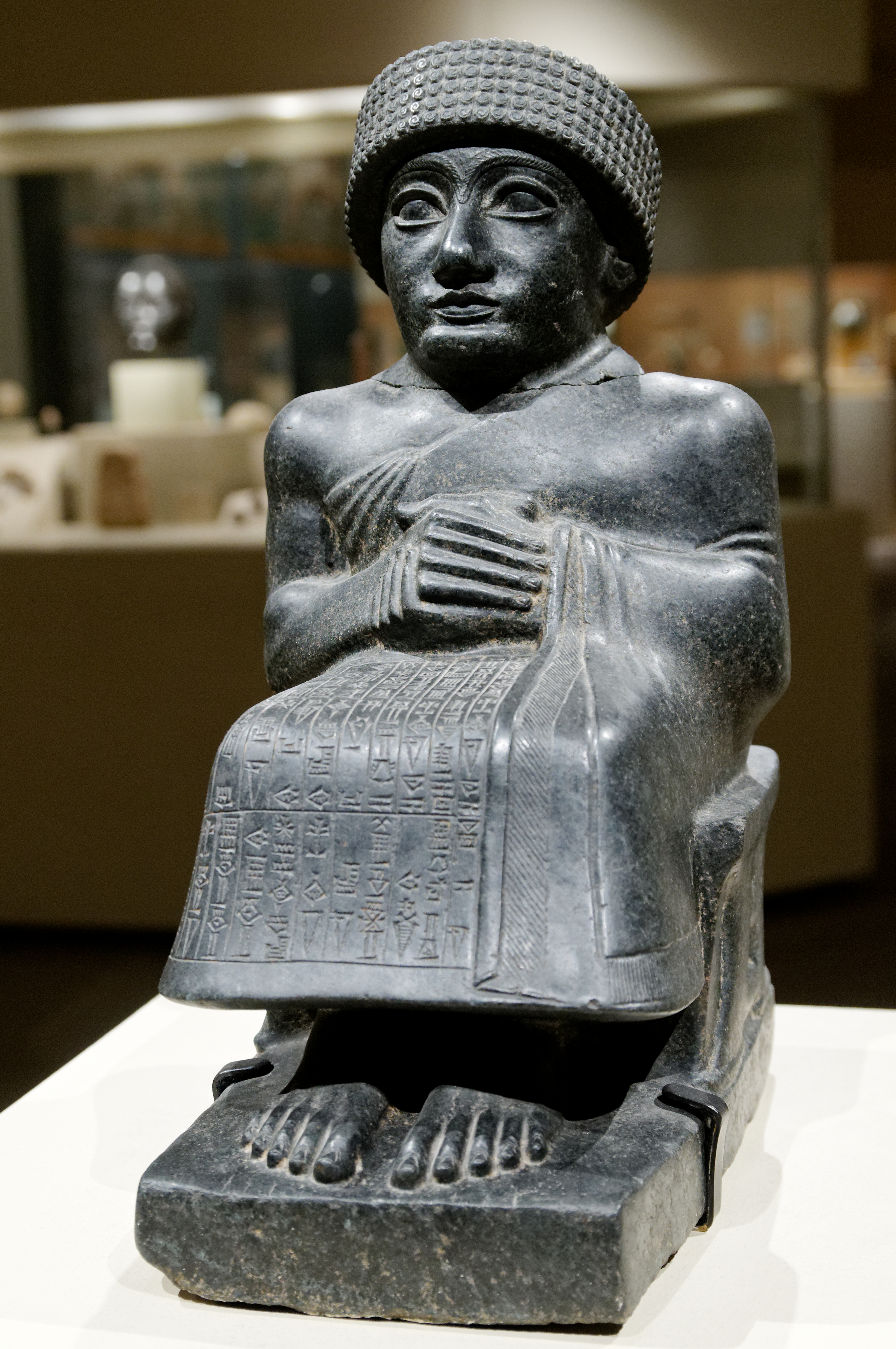
Statue du roi Gudea de Lagash, Metropolitan Museum of Art.
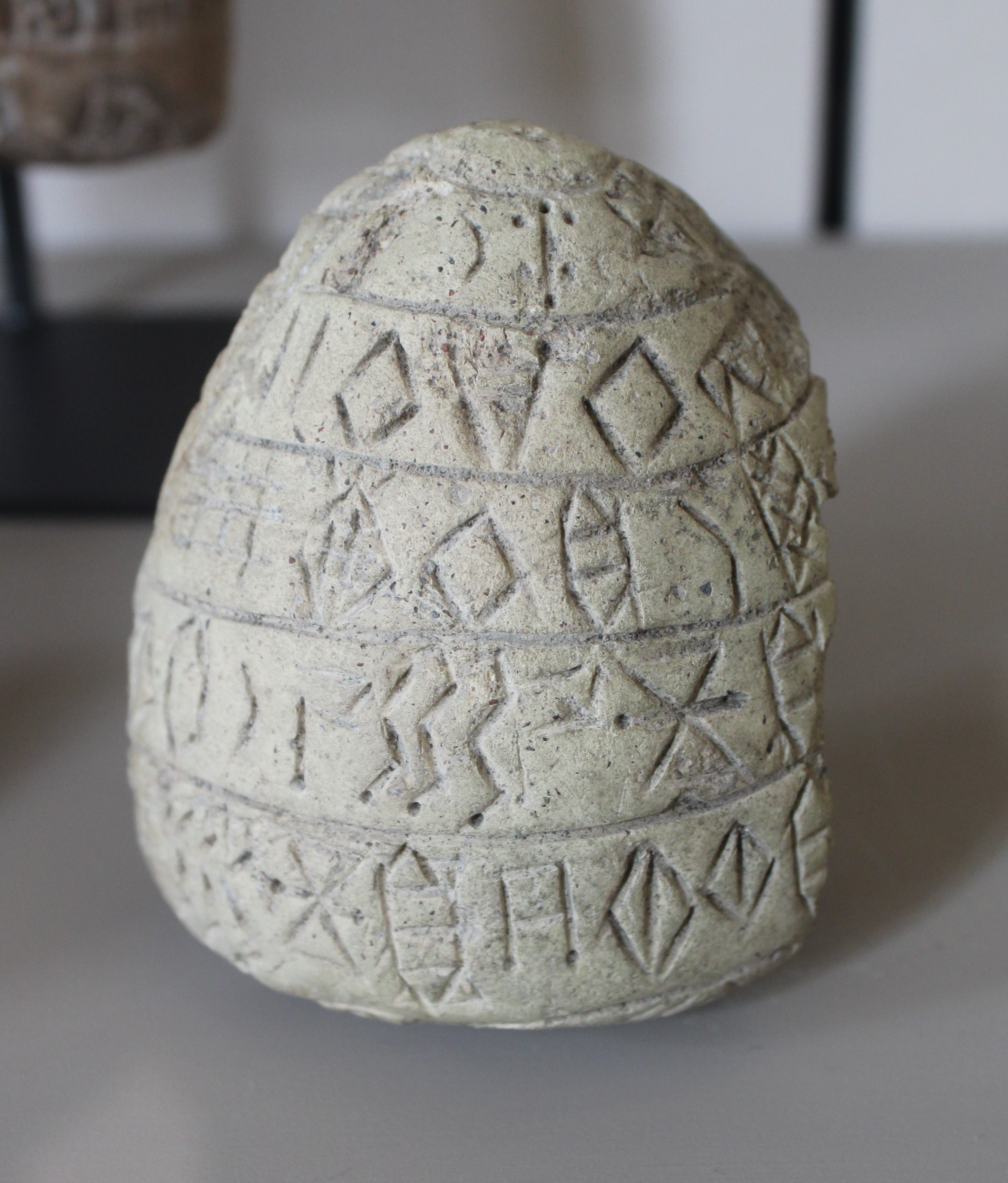
Cône portant une inscription en élamite linéaire. Musée du Louvre.
L'extension de l'empire de la troisième dynastie d'Ur sous le règne de Shulgi, et son organisation centre/périphérie.
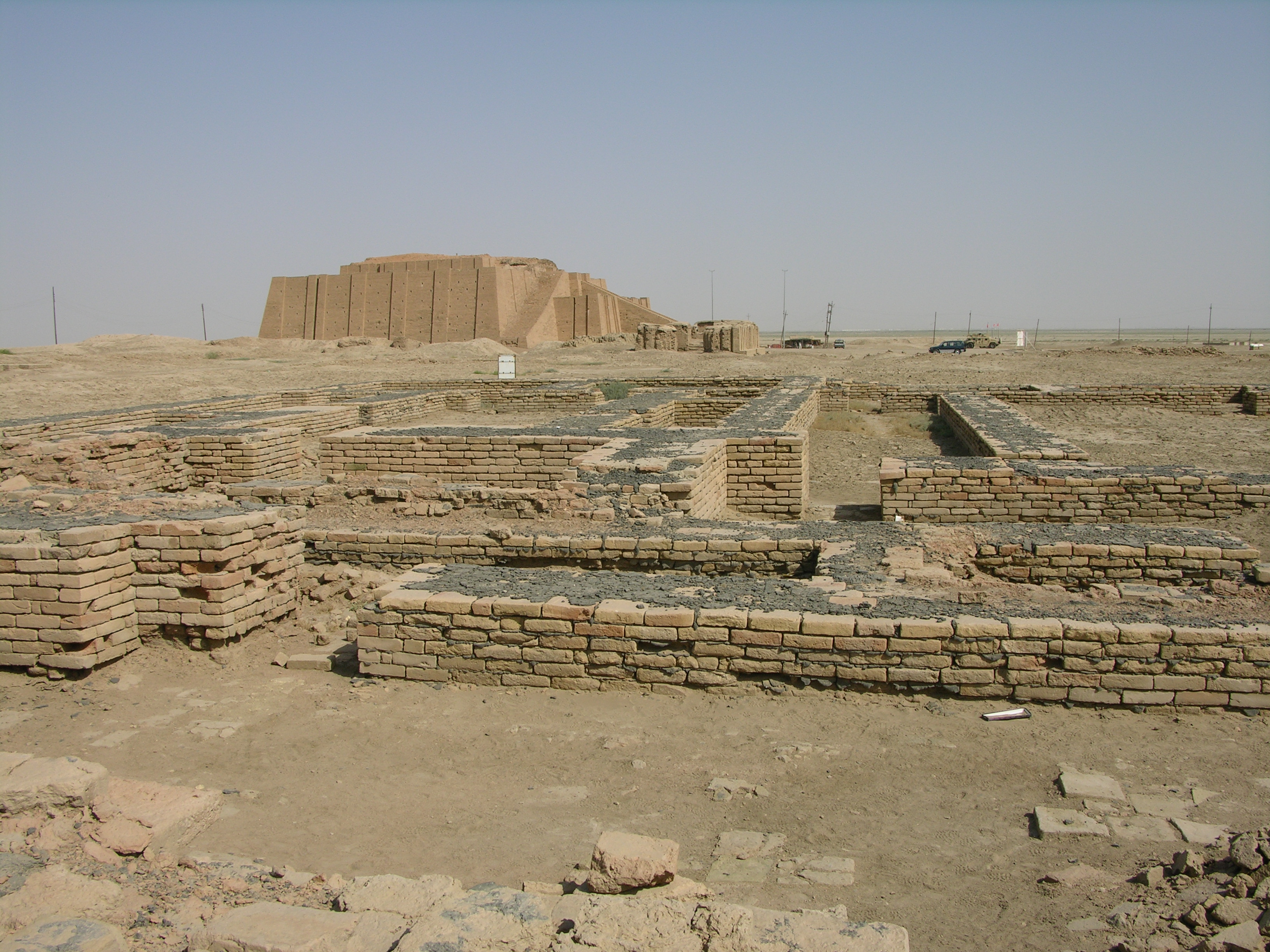
Ruines d'Ur (Mésopotamie), avec la ziggurat en arrière-plan.

#### Les autres régions: plateau Iranien, Golfe, Levant, Anatolie
Aux marges de cet ensemble l'archéologie a identifié plusieurs cultures urbaines ou proto-urbaines, qui ne pratiquent cependant pas ou alors très peu l'écriture et sont documentées épisodiquement par les civilisations pratiquant l'écriture. Le reste du plateau Iranien et les régions voisines voient le développement de plusieurs centres urbains : Jiroft dans le Kerman, Mundigak et Shahr-i Sokhteh dans le bassin de l'Helmand, Namazga-depe et Altyn-depe dans les contreforts du Kopet-Dag, puis plus loin les sites du complexe archéologique bactro-margien (ou civilisation de l'Oxus). Sur les rives du golfe Persique et de la mer d'Arabie se trouvent les pays de Dilmun (sur l'île de Bahrein) et de Magan (dans l'actuel Oman, où on extrait du cuivre), situés entre la Mésopotamie et la civilisation de l'Indus et échangent avec elles,. 
Au Levant sud l'urbanisation est en plein essor dans la première moitié du IIIe millénaire av. J.-C. (Yarmouth, Megiddo, Bet Yerah), les relations avec l’Égypte se développent. Puis l'habitat se rétracte fortement à la fin du millénaire.
Dans le plateau anatolien l'urbanisation se développe, même si un certain nombre de région semble reste à l'écart du phénomène. L'urbanisme prend dans un premier temps la forme de petits sites très fortifiés servant de résidence aux détenteurs du pouvoir et n'accueillant pas le reste de la population (Troie, Demircihöyük), de plus grands sites se développant par la suite, sur un modèle plus proche des exemples syriens et mésopotamiens (Beycesultan, Limantepe, Norşuntepe). L'essor des petites principautés se décèle aussi par les trésors d'Alacahöyük et de Troie,.

Localisation des principaux sites et régions de la partie orientale du Moyen-Orient dans la seconde partie du IIIe millénaire av. J.-C.
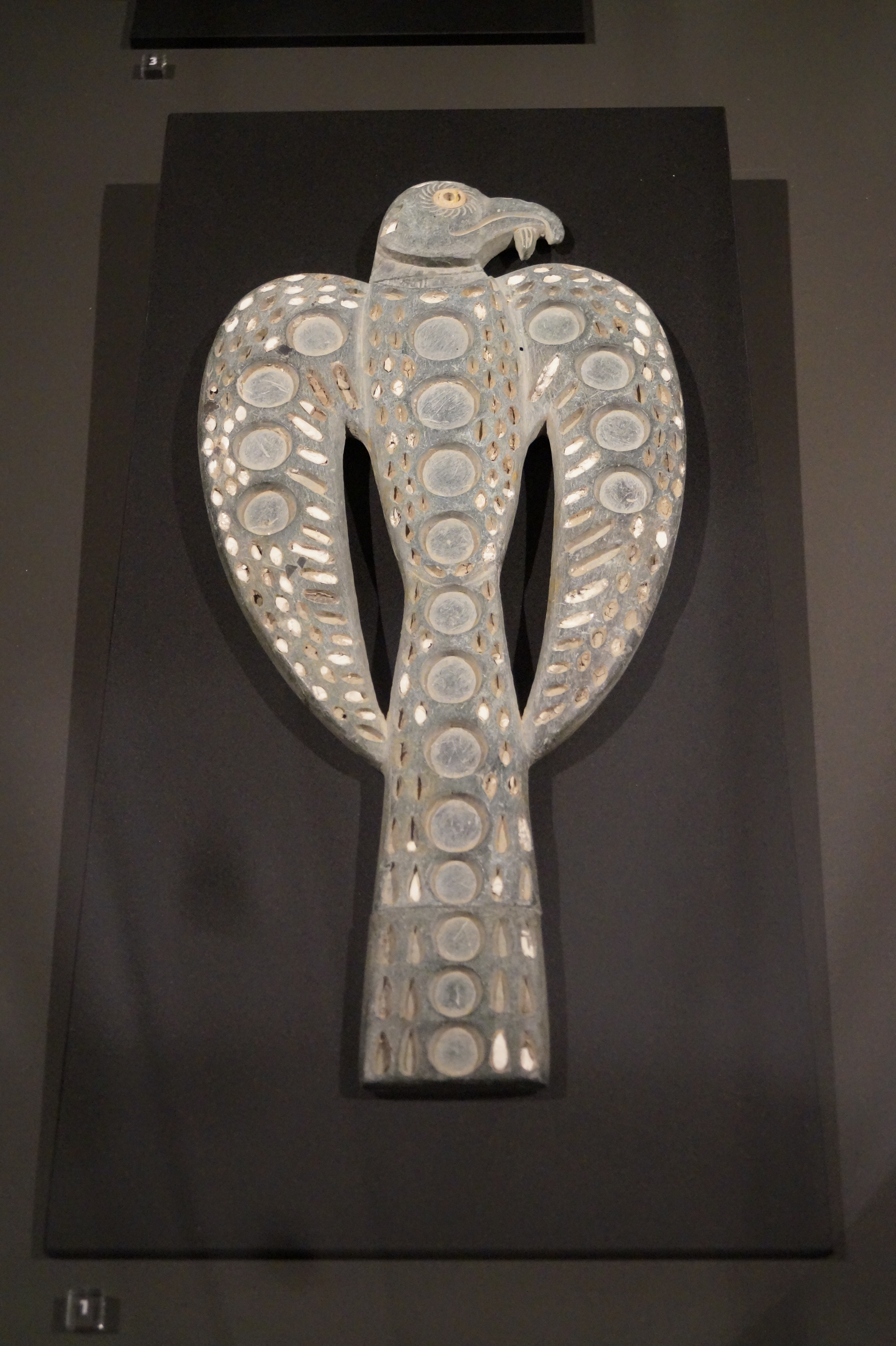
Rapace en chlorite, provenant de la région de Jiroft, v. 2900-2300 av. J.-C.
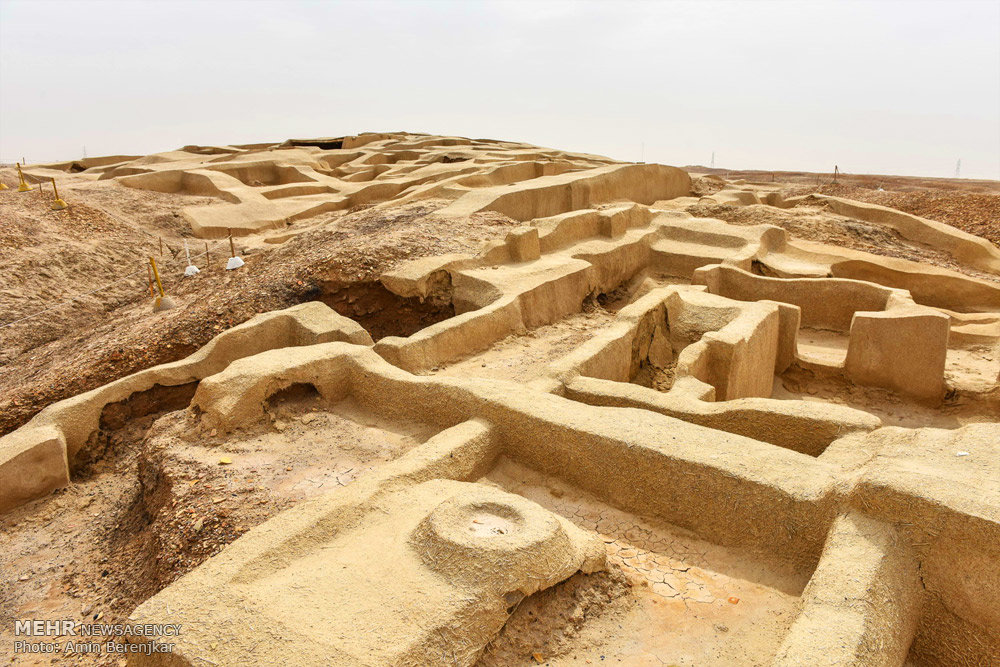
Ruines de Shahr-i Sokhteh (Iran), dans le bassin de l'Helmand.
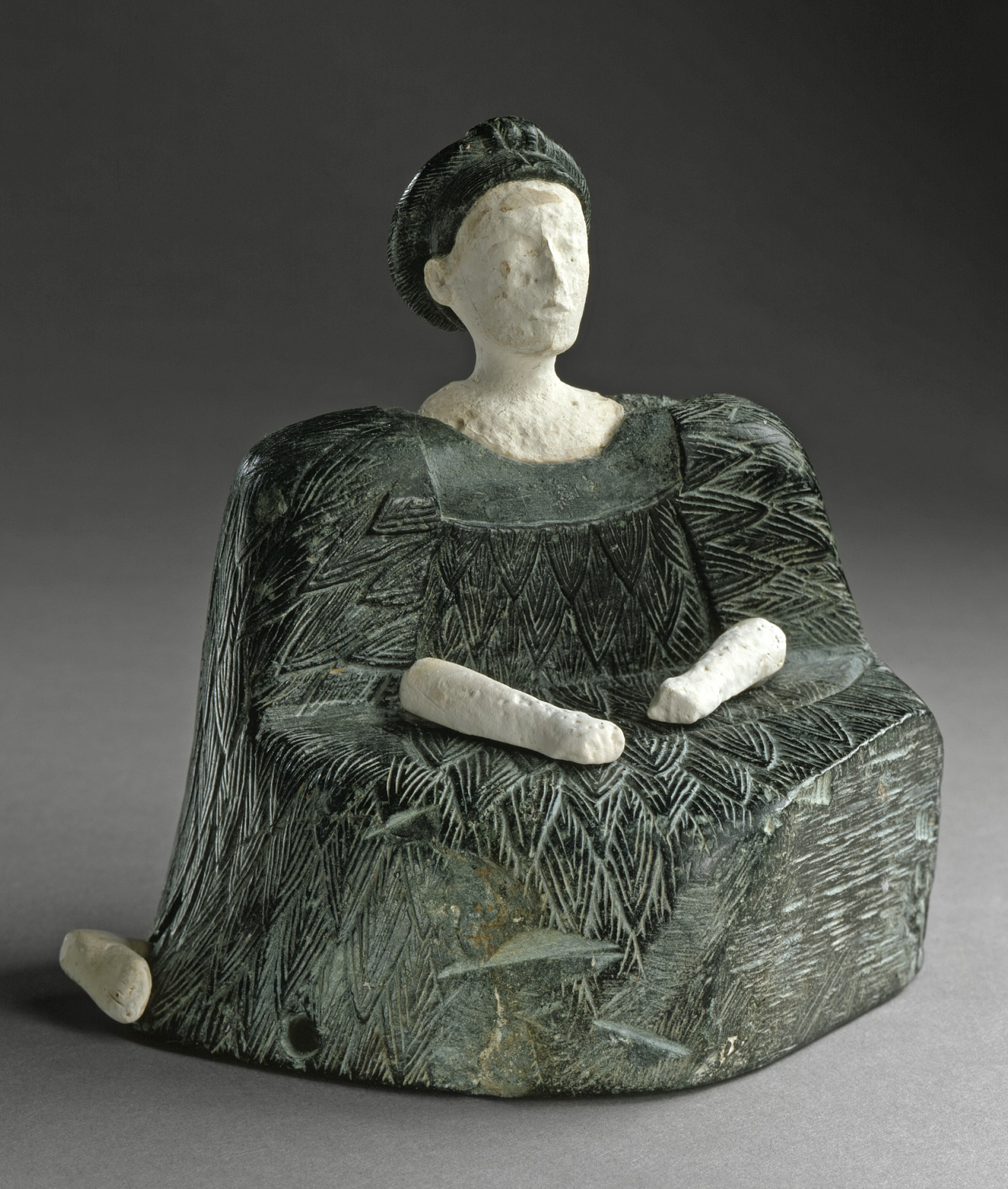
« Princesse de Bactriane », complexe archéologique bactro-margien, v. 2500-1500 av. J.-C.
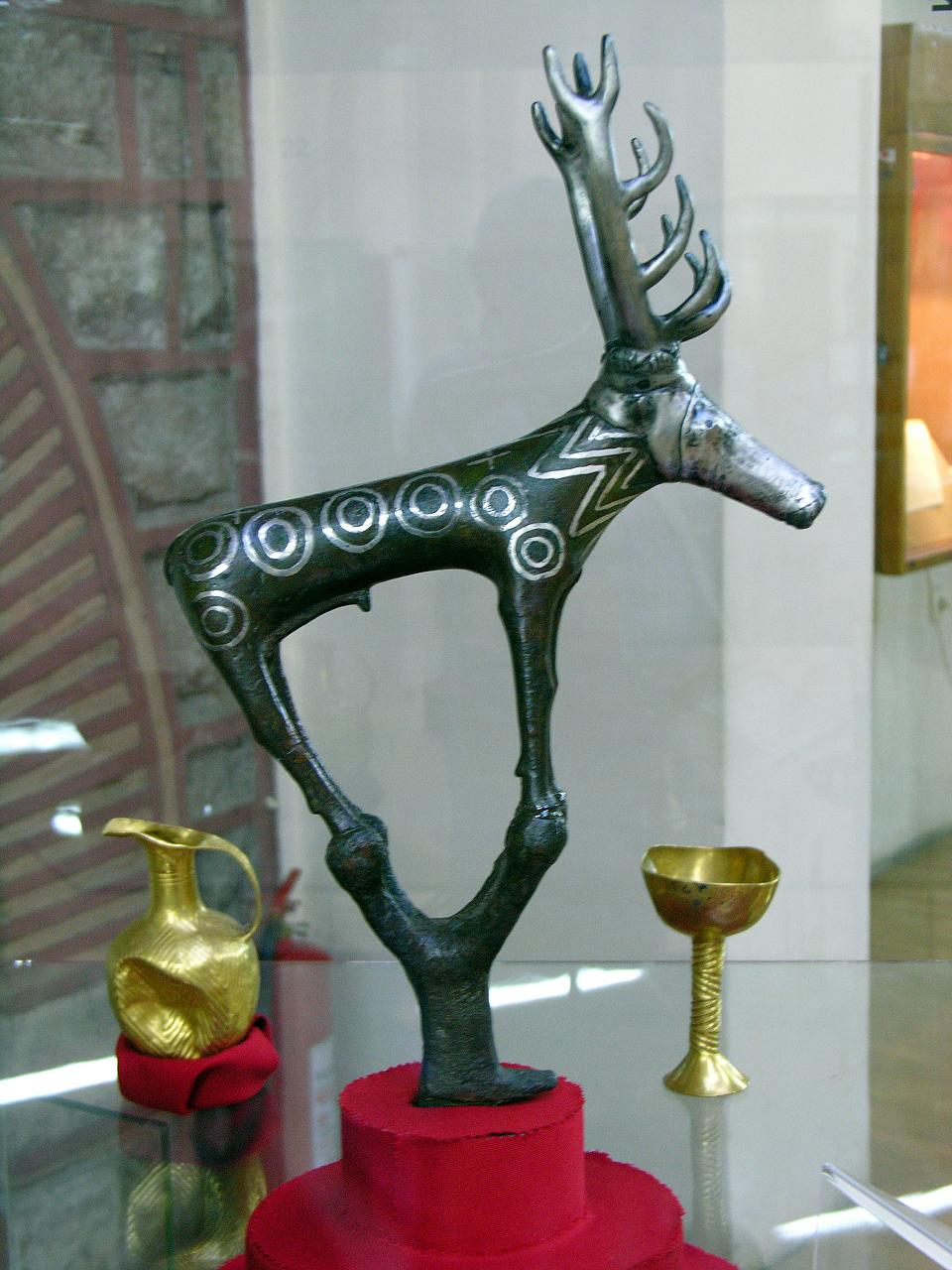
« Étendard » en forme de cervidé, Alacahöyük. Musée des civilisations anatoliennes d'Ankara.
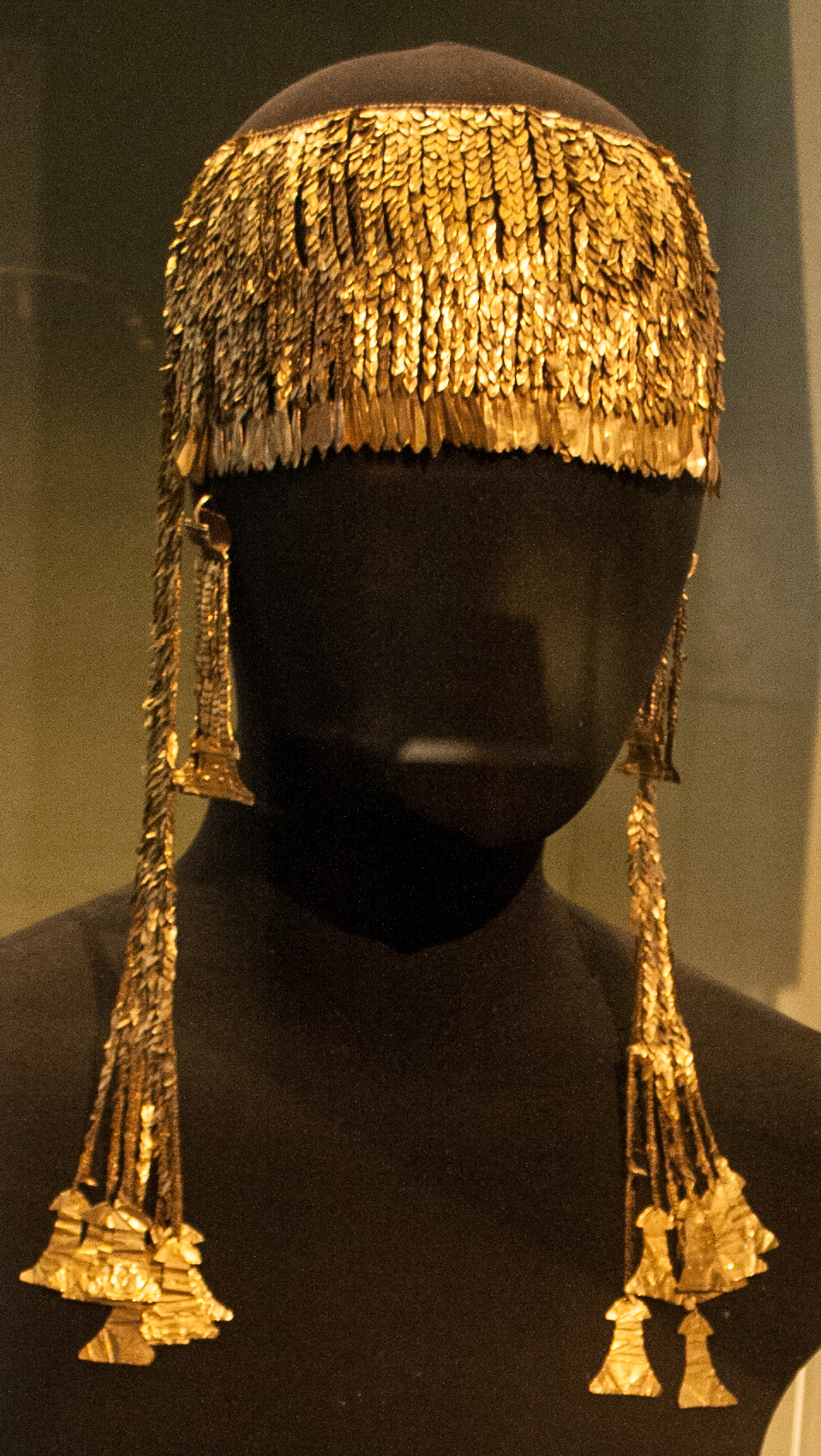
Diadème en or du « Trésor de Priam ». Troie, v. 2500-2300 av. J.-C. (Musée Pouchkine).

### L'âge du Bronze moyen
La première moitié du IIe millénaire av. J.-C. correspond dans la chronologie des âges des métaux à l'âge du bronze moyen (v. 2000-1600 av. J.-C.). Elle voit le développement d'États territoriaux dans plus de régions que précédemment, sans que des pôles culturels centraux ou des puissances politiques hégémoniques n'émergent à nouveau. Cela donne naissance à un monde multi-centré, intégrant d'anciennes périphéries (Anatolie, Syrie), qui ont désormais un niveau de développement technologique et socio-politique similaire à ceux de l’Égypte et de la Mésopotamie. Alors que la situation politique est très fragmentée au début du millénaire, progressivement se constituent des puissances régionales se partageant le concert politique dans une sorte d'équilibre des pouvoirs, situation qui prend sa forme définitive durant l'âge du Bronze récent. Par ailleurs, on voit une extension de l'espace couvert par les réseaux d'échanges vers l'ouest, avec l'intégration de la Crète, mais une rétractation à l'est où les routes commerciales du Golfe et du plateau Iranien sont moins actives à la fin de la période (ce qui semble lié à l'effondrement de la civilisation de l'Indus après 1900 av. J.-C.).

#### Les royaumes amorrites
Au Proche-Orient, le début du IIe millénaire av. J.-C. voit des chefs tribaux des Amorrites, peuple originaire de Syrie, s'installent à la tête de royaumes aussi bien en Syrie qu'en Mésopotamie, et y établissent des dynasties concurrentes, tout en formant un ensemble culturel cohérent (une koinè), reposant en bonne partie sur l'héritage syro-mésopotamien ancien mais aussi sur des pratiques originales (visibles notamment dans les relations diplomatiques). Les principaux royaumes de cette période (période paléo-babylonienne, période d'Isin-Larsa) sont Isin et Larsa dans le sud mésopotamien, Eshnunna dans les régions à l'est du Tigre, Mari sur l'Euphrate dont le palais royal a livré des milliers de tablettes, essentielles pour la connaissance de cette période, Yamkhad (Alep) et Qatna en Syrie intérieure. Plus au sud, Hazor entretient des relations avec les autres royaumes amorrites. Assur est à cette époque une cité peu puissante politiquement, mais ses marchands ont tissé un réseau commercial très lucratif pour acquérir l'argent des mines d'Anatolie, documenté par des milliers de tablettes mises au jour à Kültepe (période paléo-assyrienne). Un autre réseau commercial très actif est celui du golfe Persique, qui profite aux villes du sud mésopotamien (Ur, Larsa) avant de se rétracter. Autour de 1800 av. J.-C. un souverain amorrite nommé Samsi-Addu parvient à unifier toute la Haute Mésopotamie (les historiens désignent son État comme le « Royaume de Haute-Mésopotamie »). Mais à sa mort en 1775 son royaume s'effondre. Hammurabi de Babylone (1792-1750 av. J.-C.) parvient ensuite à dominer la majeure partie de la Mésopotamie. Il est certes surtout connu pour son Code, mais son œuvre politique et militaire n'est pas à négliger puisque c'est avec lui le royaume babylonien devient pour la première fois une des principales puissances du monde antique (première dynastie de Babylone). Ses successeurs parviennent à se maintenir au pouvoir tout en perdant peu à peu des territoires, jusqu'à la chute de Babylone sous les coups des Hittites en 1595 av. J.-C.,

Localisation des principales villes de la Mésopotamie des premiers siècles du IIe millénaire av. J.-C.
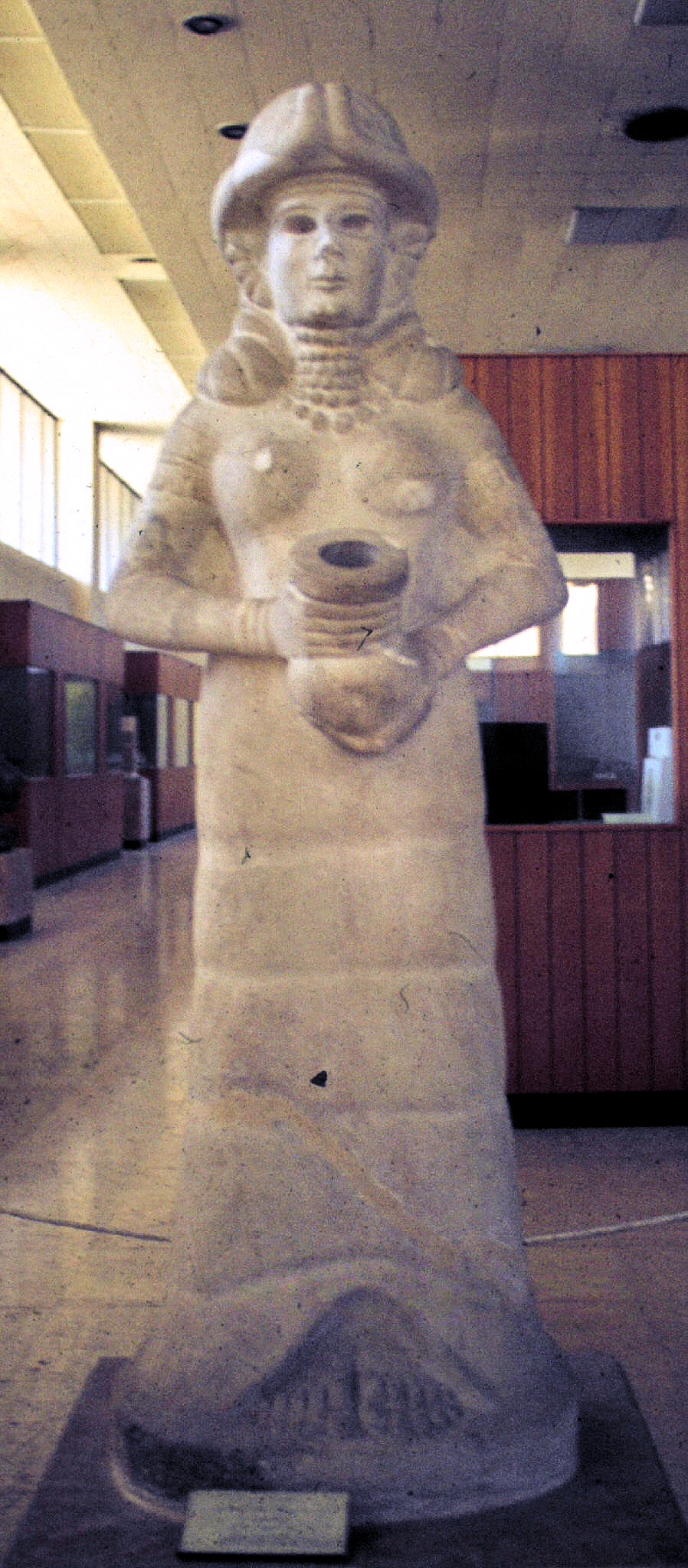
Déesse au vase jaillissant, Mari, début du IIe millénaire av. J.-C. Musée d'Alep.
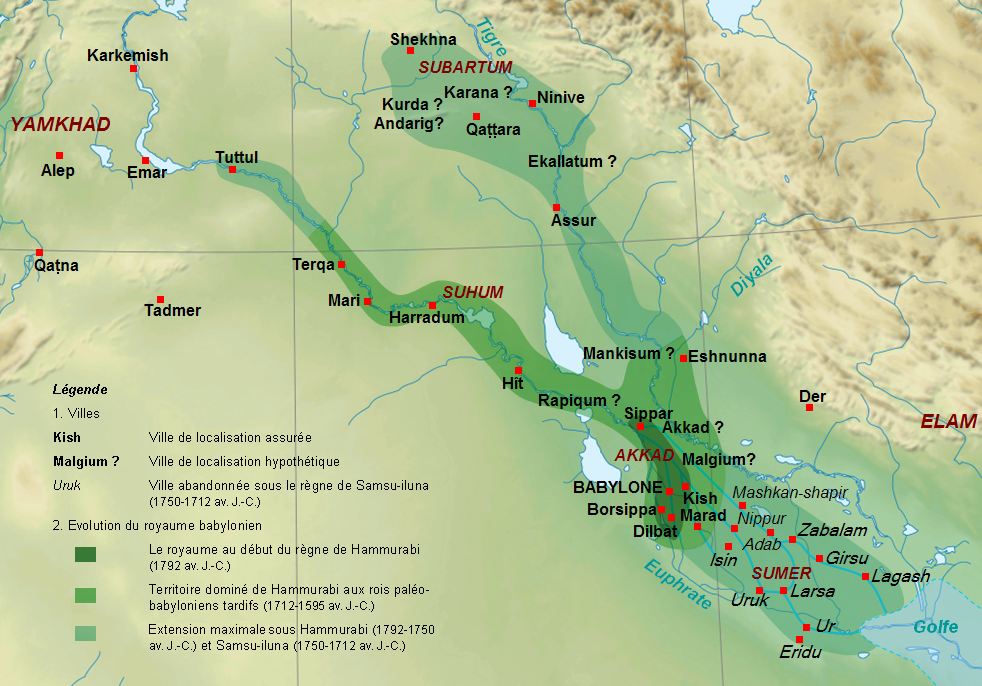
L'extension du royaume babylonien sous le règne de Hammurabi et de ses successeurs.
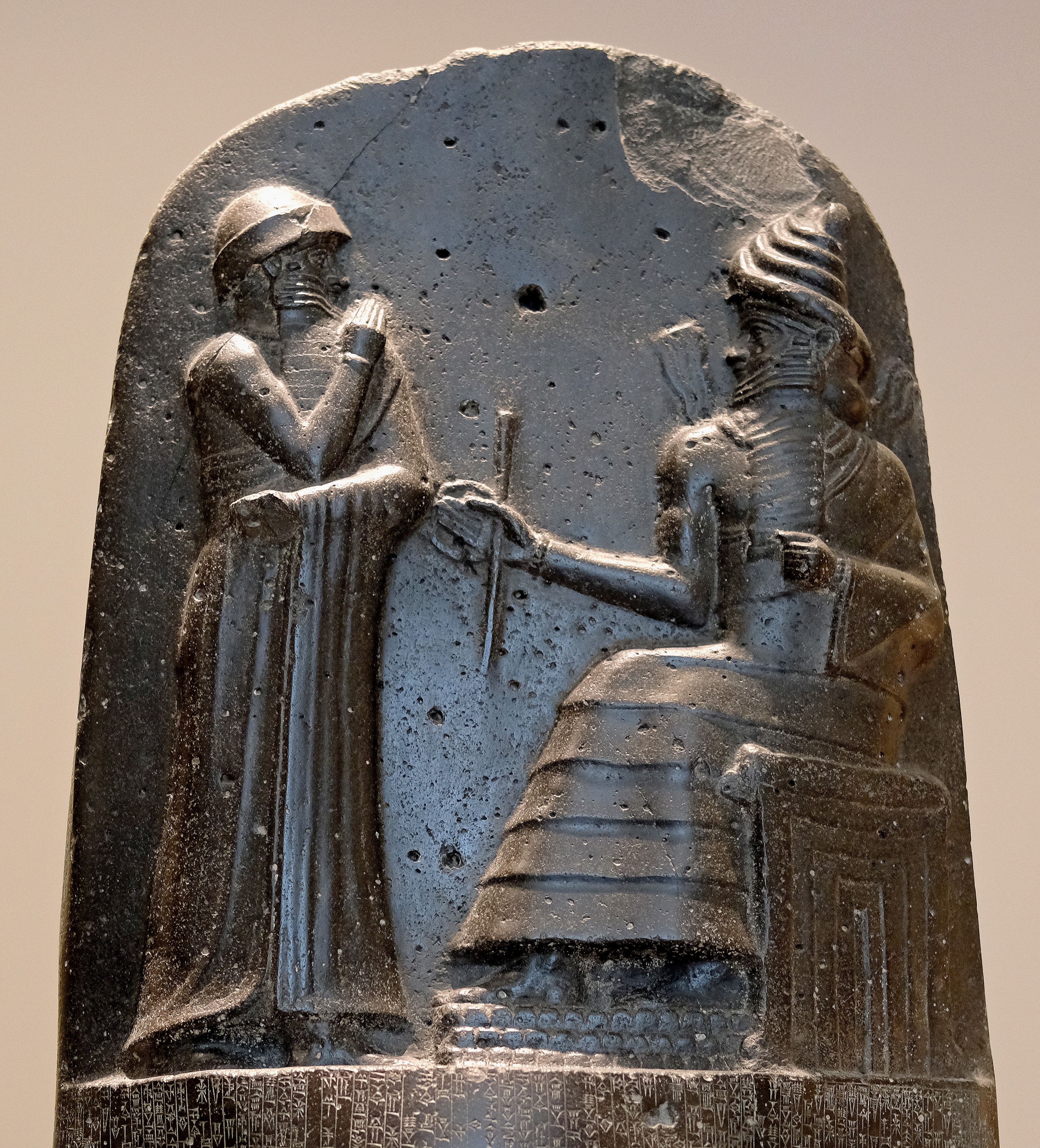
Le roi Hammurabi de Babylone (1792-1750 av. J.-C.) face au dieu Shamash, détail de la stèle du Code de Hammurabi. Musée du Louvre.
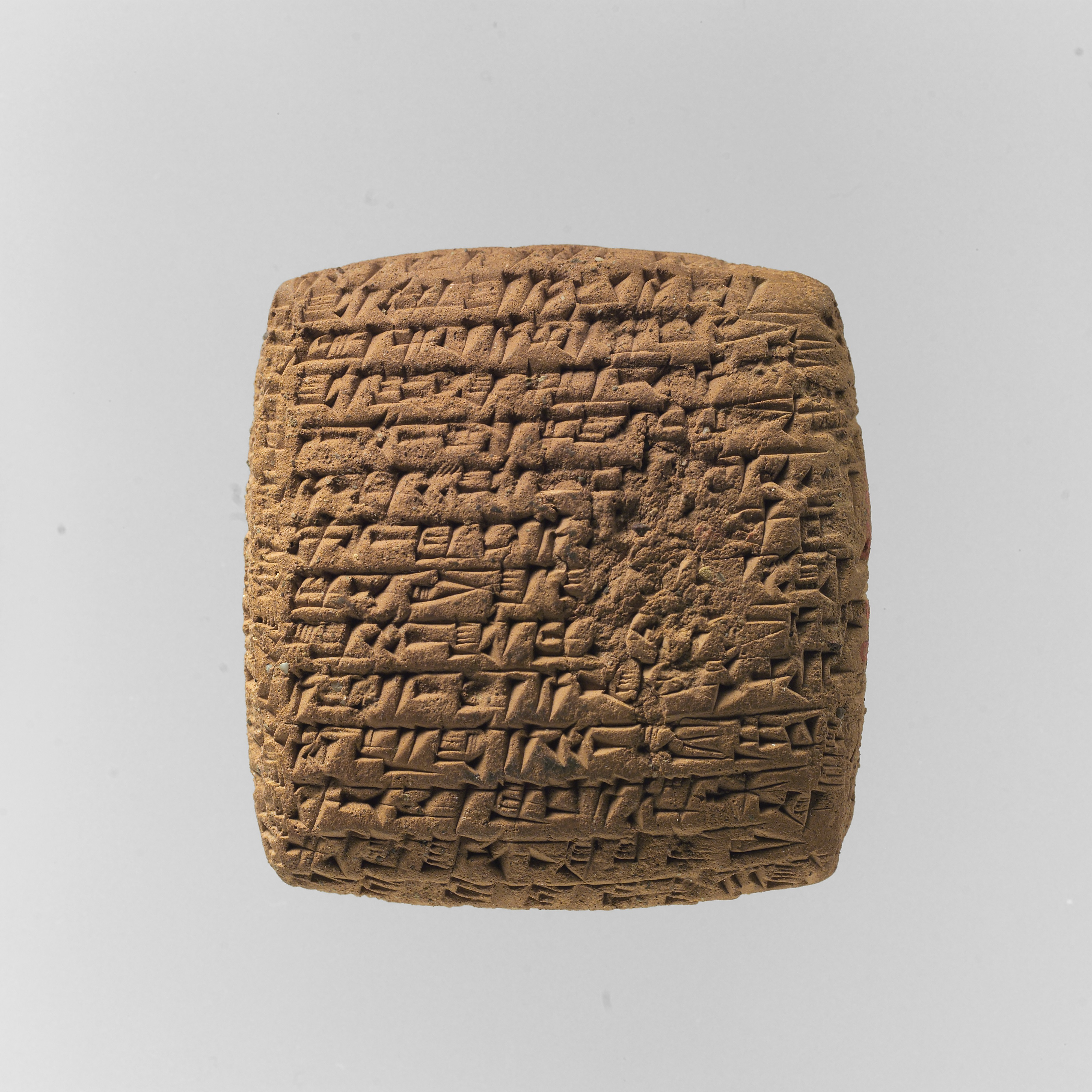
Lettre d'un marchand assyrien. Période paléo-assyrienne, XIXe siècle av. J.-C., Kültepe, Metropolitan Museum.

#### Hittites, Cananéens et Élamites
La prise de Babylone marque la montée en puissance d'un autre royaume amené à durer, fondé au cœur de l'Anatolie par les rois de la cité de Hattusa, désignés de nos jours comme les Hittites. Ils constituent à la fin du XVIIe siècle av. J.-C. un royaume en mesure de vaincre les deux grands royaumes amorrites, Alep et Babylone. Néanmoins des querelles dynastiques freinent son expansion,.
Plus au sud, le Levant central et méridional (Canaan) est peu documenté par les textes, mais on y décèle l'existence de petits royaumes comme celui de Byblos, qui prospère grâce au commerce avec l'Égypte. Les populations sémitiques du Levant ont alors des contacts réguliers avec la vallée du Nil, s'y rendent en nombre, et c'est probablement dans ce milieu que sont élaborés les premières formes d'alphabet, dérivées des hiéroglyphes (alphabet protosinaïtique).
À l'autre extrémité dans le plateau Iranien, l'Élam reste une puissance politique majeure, bénéficiant notamment des retombées économiques des routes de l'étain reliant les mines situées plus à l'est à la Mésopotamie. Ce sont les armées de ce royaume qui ont porté le coup de grâce à la troisième dynastie d'Ur au début de la période, et elles réalisent régulièrement des incursions en Babylonie durant les siècles suivants, sans parvenir à s'y imposer durablement. Quant aux civilisations du reste du plateau Iranien, elles prospèrent au début du IIe millénaire av. J.-C. puis s'enfoncent dans une crise après 1700 av. J.-C.

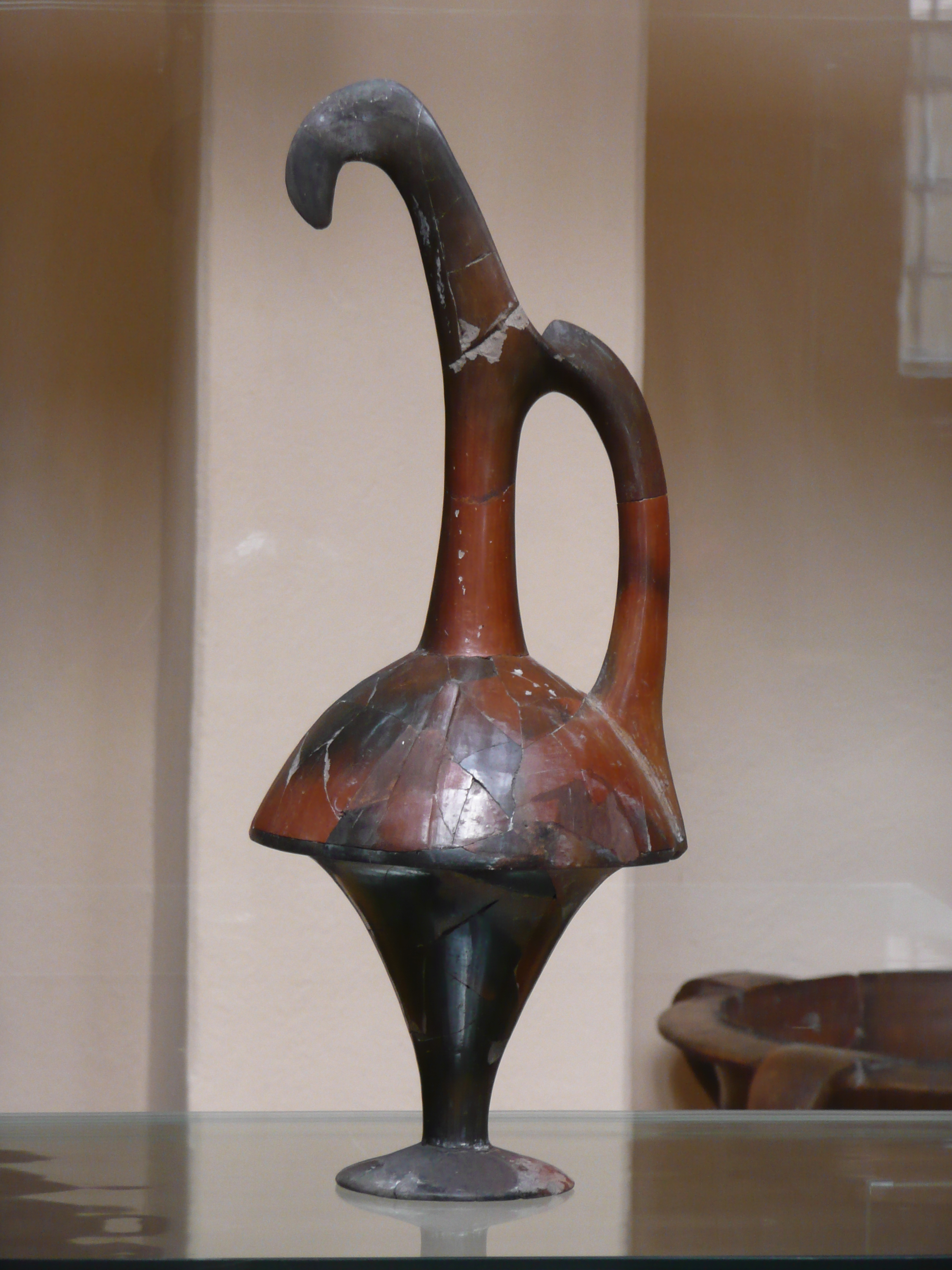
Vase de la période hittite ancienne, Musée des civilisations anatoliennes d'Ankara.
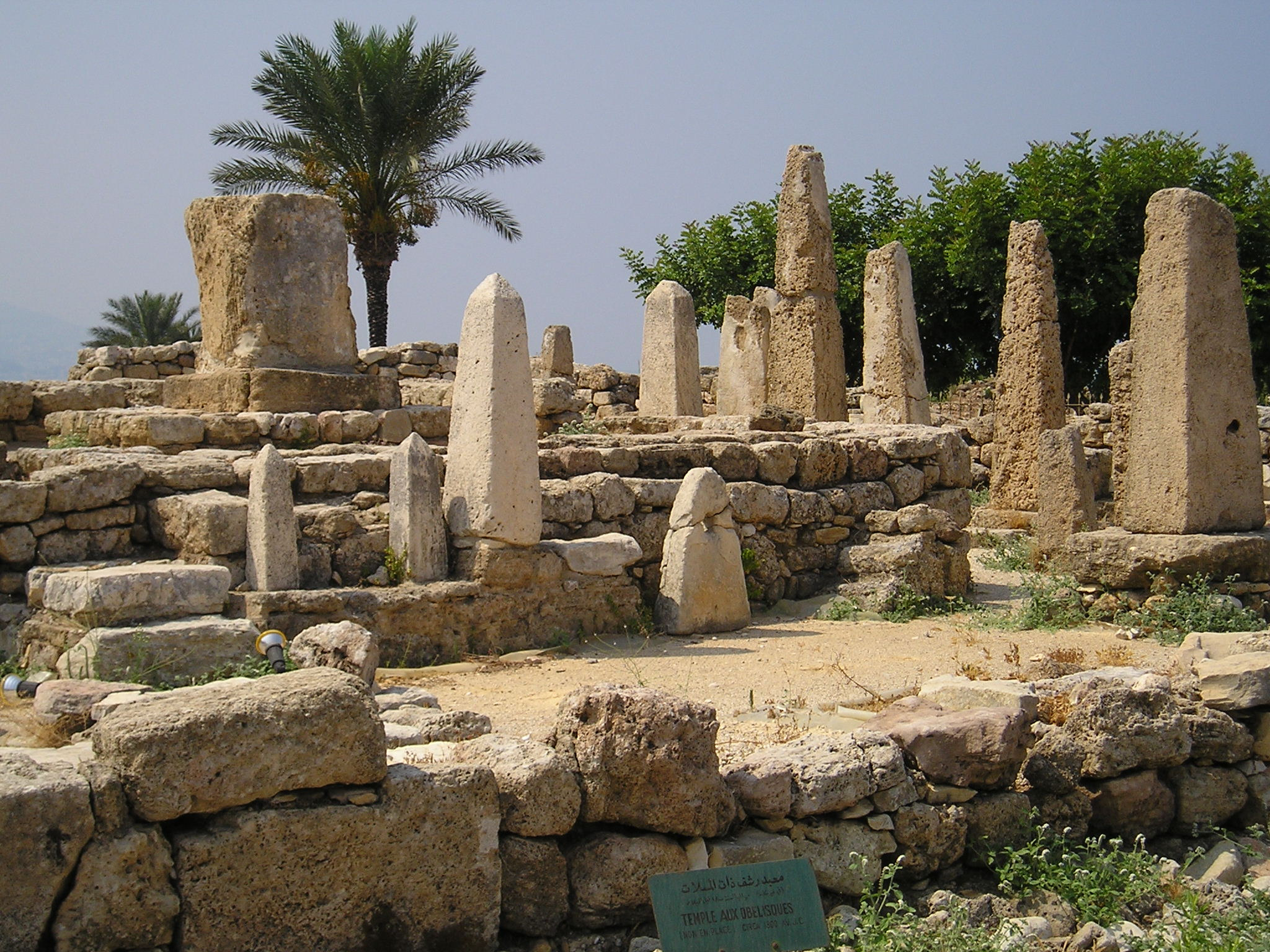
Le « temple aux obélisques » de Byblos (Liban), v. XVIe siècle av. J.-C.
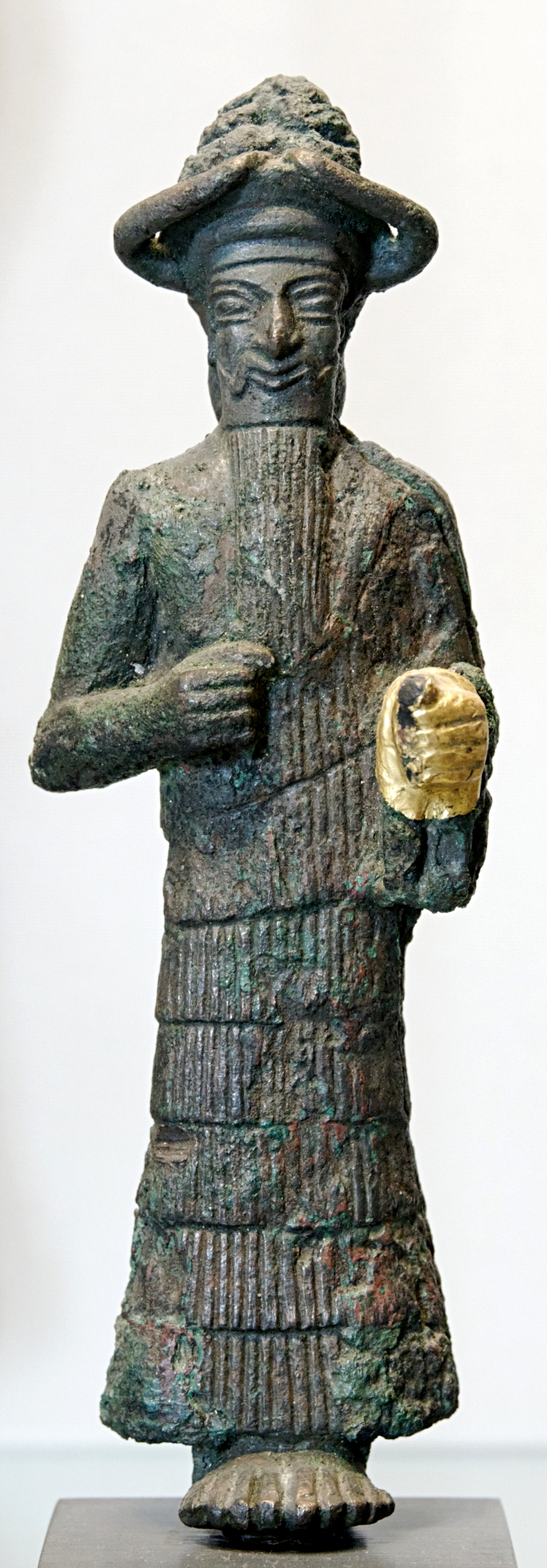
Statuette d'une divinité. Suse, début du IIe millénaire av. J.-C. musée du Louvre.

### L'âge du Bronze récent
La période qui va d'environ 1600 à 1200 av. J.-C. est couramment définie au Moyen-Orient comme un âge du bronze récent. Dans la continuité de la phase précédente avec laquelle elle présente de nombreux points communs, elle est caractérisée du point de vue géopolitique par la présence de royaumes de puissance équivalente dominant le concert politique international, l'Égypte entrant alors en contact direct avec les grands royaumes du Proche-Orient. La concentration politique a conduit à un système reposant sur une poignée de grandes puissances : l’Égypte, les Hittites, le Mittani puis l'Assyrie, Babylone et l'Élam. Apparaissent alors des « empires » constitués de nombreux royaumes vassaux soumis durablement par un des grands royaumes, qui se disputent en particulier la domination de la riche région de Syrie. Le monde connu de l'époque va de la mer Égée jusqu'à l'Iran, avec une plus grande intégration de la Méditerranée orientale.

#### Le Mittani
En Syrie et en Haute Mésopotamie, la puissance dominante au début de la période est le royaume du Mittani, dirigé par une élite hourrite depuis les cités de la région du Khabur (sa capitale, Wassukanni, n'a pas été identifiée). Fondé dans des conditions obscures au XVIe siècle av. J.-C., il domine les royaumes syriens (Alep, Ugarit, Alalakh, Qatna, etc.) et étend son influence jusqu'à l'est du Tigre (visible notamment à Nuzi, dans le royaume d'Arrapha). En Syrie, il doit défendre sa zone d'influence face aux incursions des Égyptiens et des Hittites,.

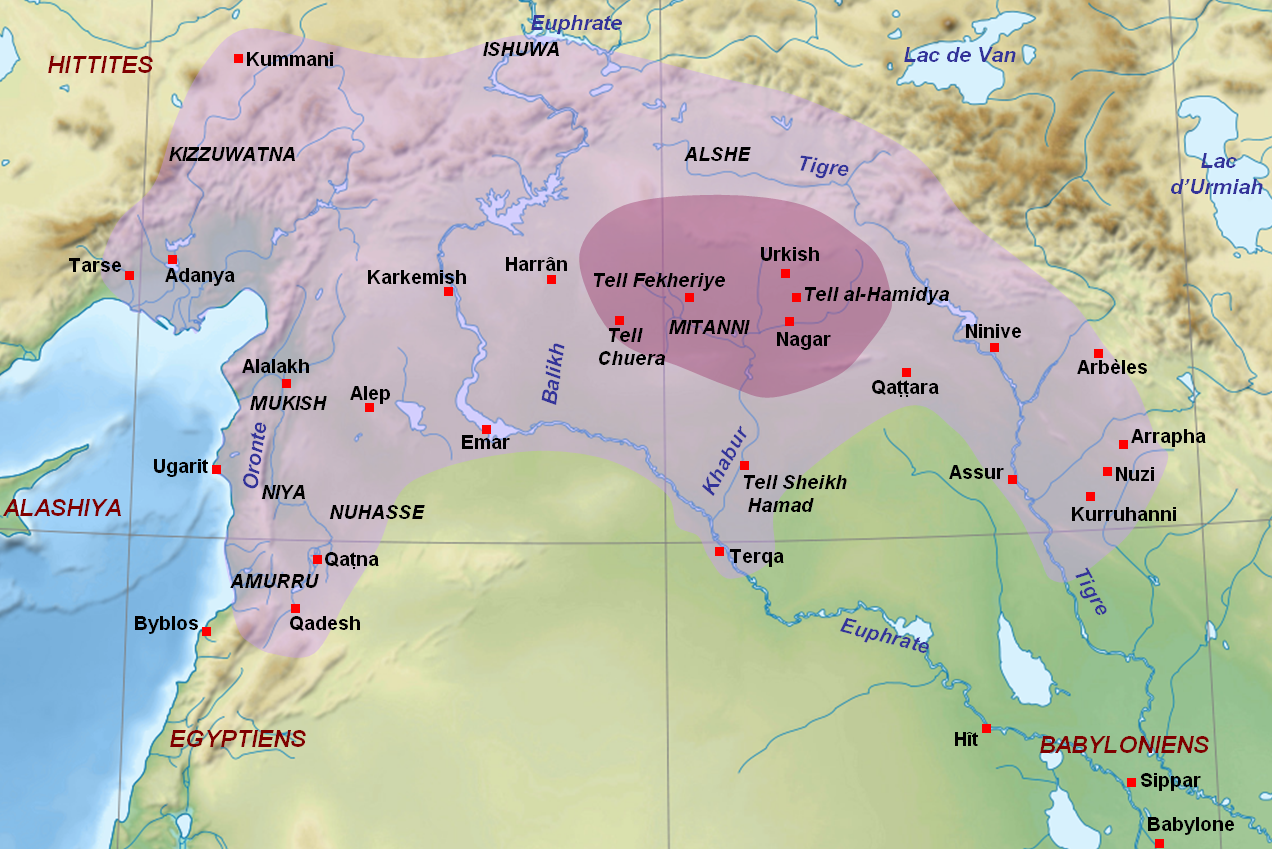
Le royaume du Mittani à son apogée au XVe siècle av. J.-C.
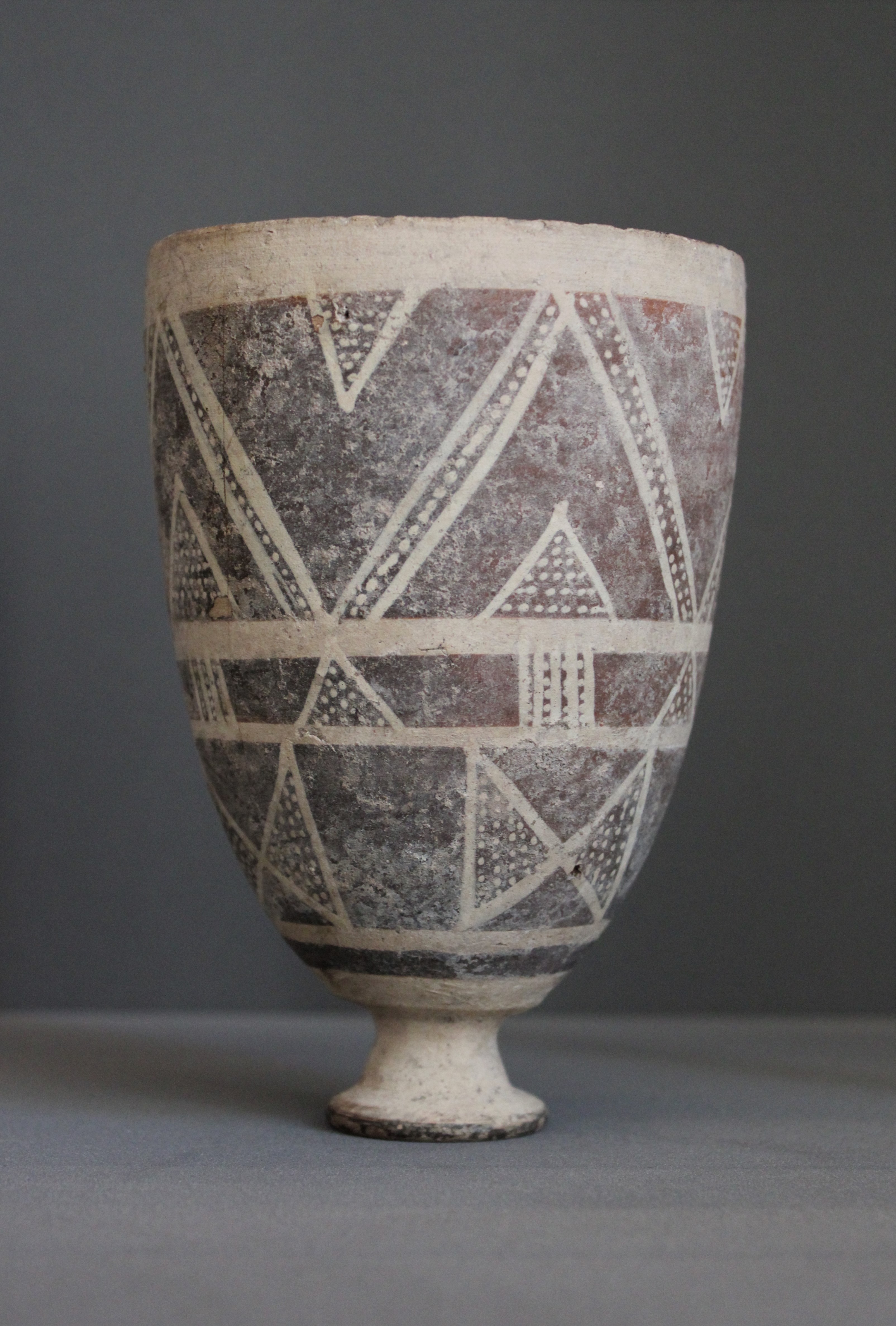
Gobelet peint, céramique de Nuzi, provenant de Tell Djigan (Irak). Musée du Louvre.
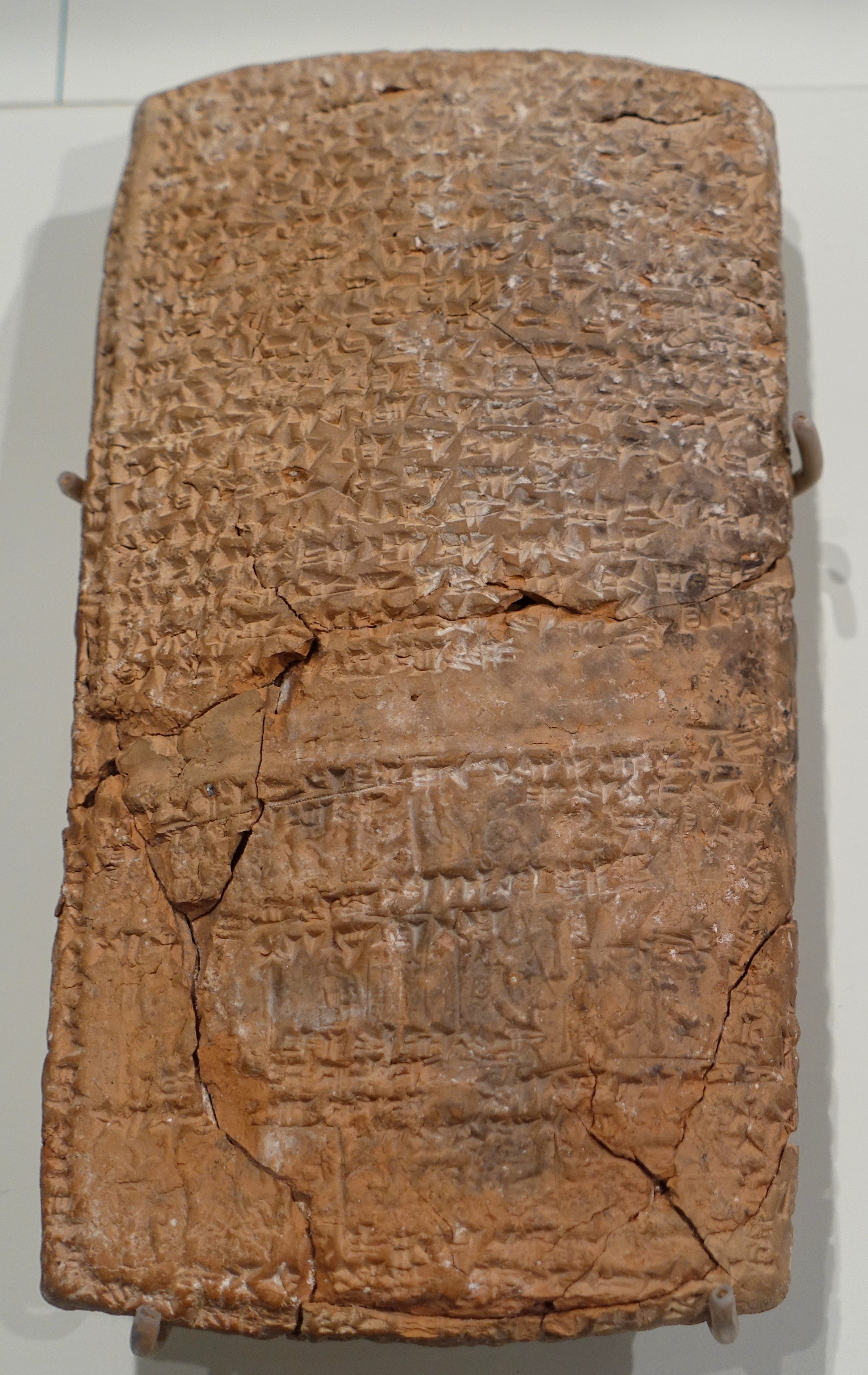
Tablette juridique de Nuzi. Musée de l'Oriental Institute de Chicago.

#### L'empire hittite
En Anatolie l'histoire du royaume hittite est marquée par différents soubresauts qui permettent à d'autres entités politiques de prendre de l'autonomie, en particulier l'Arzawa (de population louvite) en Asie mineure et le Kizzuwatna en Cilicie, qui balance entre Hittites et Mittani. Sur leur frontière nord ils font face à la menace permanente d'attaques des Gasgas, ensemble de tribus montagnardes qui ne sont jamais soumises durablement. Au XIVe siècle av. J.-C. le royaume hittite reprend de la puissance (période du « Nouvel Empire », v. 1400-1200 av. J.-C.). Sa capitale, Hattusa, est dominée par une citadelle imposante où se trouve le palais royal, et dispose de nombreux temples. Elle a livré une abondante documentation cunéiforme qui sert de base à la reconstitution de l'histoire hittite. Sur le plan militaire, le roi Suppiluliuma Ier (1344-1322 av. J.-C.) parvient à rétablir son autorité en Anatolie puis à enfoncer les lignes du Mittani en Syrie, avant de prendre sa capitale, ce qui porte un coup fatal à son statut de grande puissance. Ses successeurs consolident leur emprise sur la Syrie face aux Égyptiens (notamment lors de la bataille de Qadesh) et en Anatolie (destruction de l'Arzawa).

Localisation des régions et principales villes de l'Anatolie hittite.
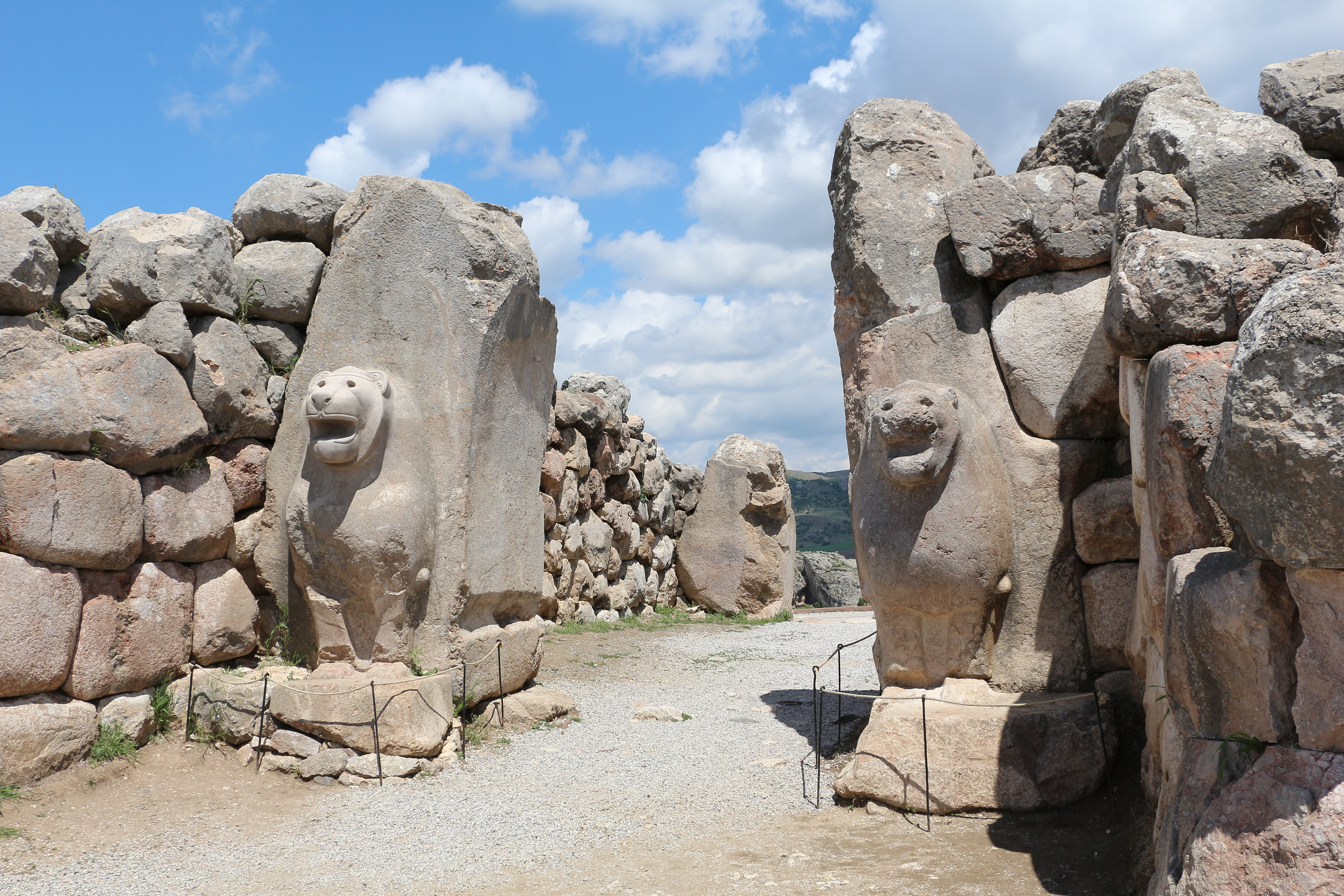
La « porte des lions » de Hattusa (Boğazkale), la capitale des Hittites.
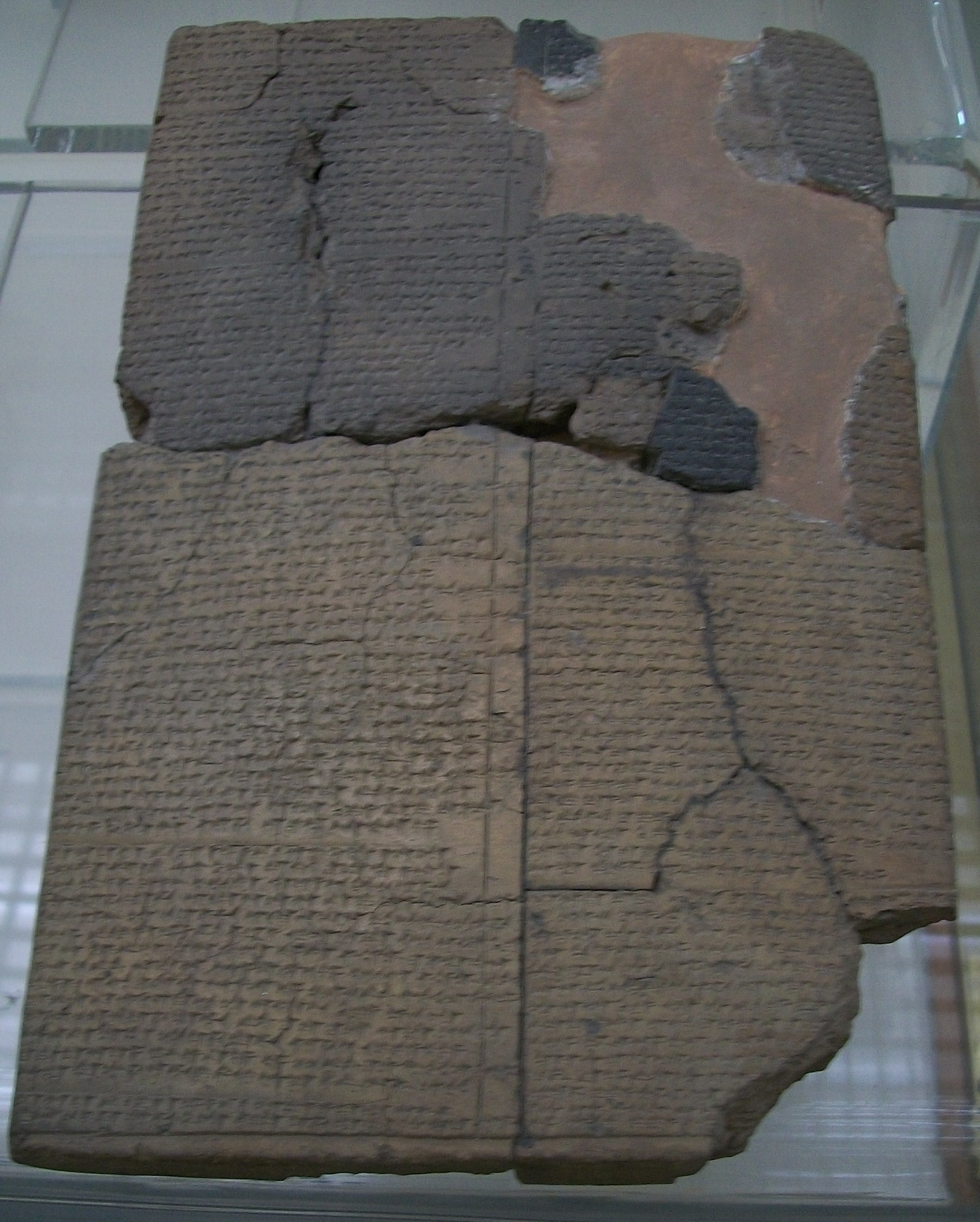
L'Apologie de Hattusili III, texte de la littérature officielle hittite. Musée archéologique d'Istanbul.

#### Les royaumes du Levant
Le Levant est constitué durant le Bronze récent d'un ensemble de petits royaumes organisés autour d'une capitale, dans laquelle est établi un souverain dirigeant depuis son palais, contrôlant un arrière-pays à dominante agricole plus ou moins étendu. Ils développent une vie culturelle et un artisanat dynamiques, empruntant souvent aux pays voisins (notamment l'Égypte). Ceux situés sur la façade maritime connaissent un essor important grâce au développement des échanges sur mer. Ugarit (Syrie) est le mieux connu : il a livré une documentation très abondante, est exemplaire du cosmopolitisme de ce temps, à la croisée des différentes cultures du Moyen-Orient. C'est aussi le premier endroit pour lequel l'usage courant d'une écriture alphabétique (cunéiforme) soit documenté. Les autres royaumes notables sont Byblos, Tyr, Sidon, l'Amurru, Qatna, Alalakh, Alep, Karkemish. Un autre site bien connu par les fouilles est Emar. Ces petits royaumes entrent dans la vassalité des grands royaumes : l'Égypte domine les parties méridionale et centrale du Levant (Canaan), jusqu'au Liban inclus, tandis que le Mittani puis les Hittites dominent la partie nord. Les affrontements pour le contrôle de ces contrées prospères sont récurrents, et c'est dans ce contexte que se produit la célèbre bataille de Qadesh (v. 1274), qui met aux prises Hittites et Égyptiens, connue par la célébration qu'en a laissée Ramsès II (qui y voit une victoire, sans doute de façon exagérée) sur les murs de plusieurs temples.

Les principales cités du Levant au début de l'époque des archives d'Amarna (milieu du XIVe siècle av. J.-C.).
Les principales cités de Syrie à l'époque de l'hégémonie hittite (XIIIe siècle av. J.-C.).
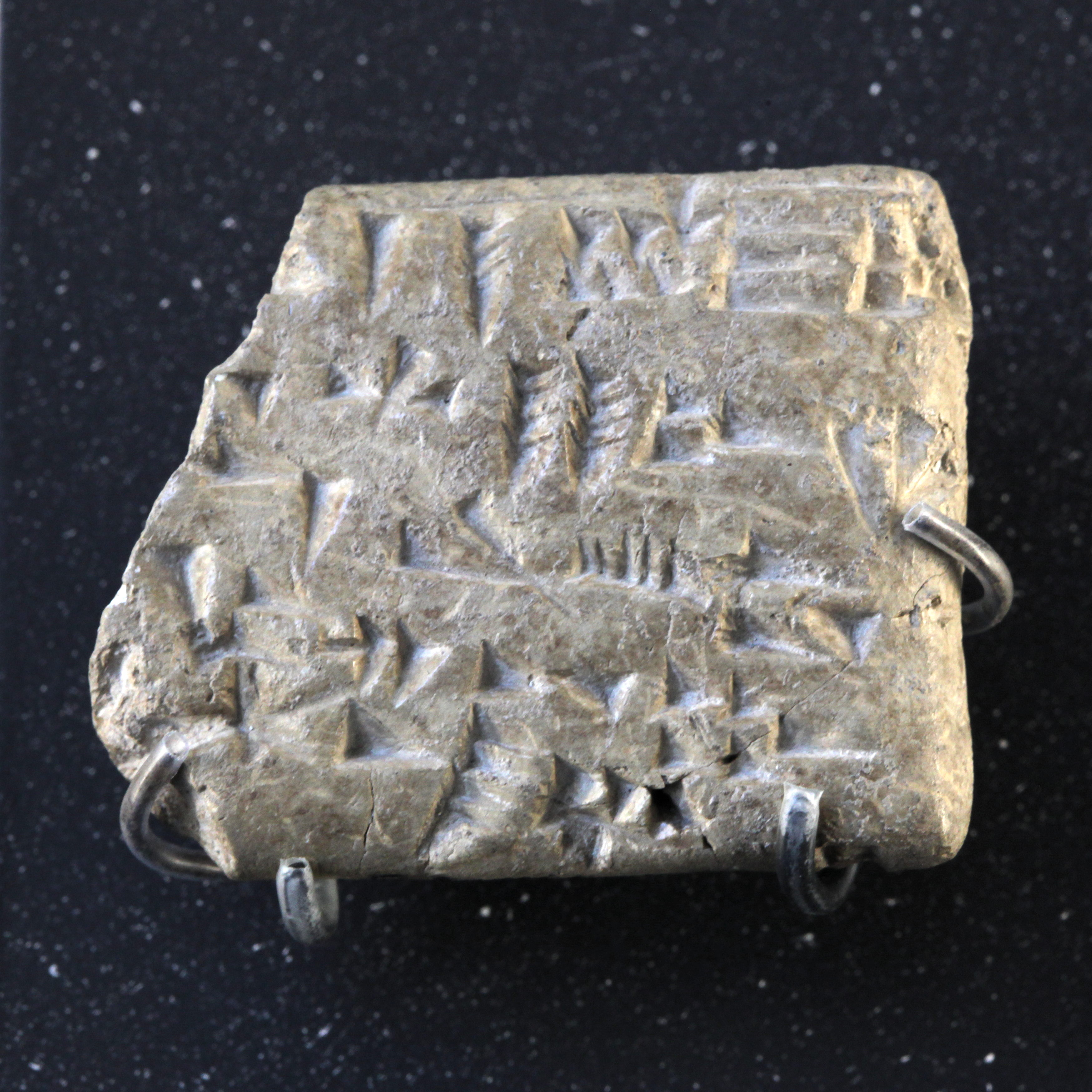
Tablette fragmentaire sur laquelle est inscrit un abécédaire en ougaritique. Musée du Louvre.
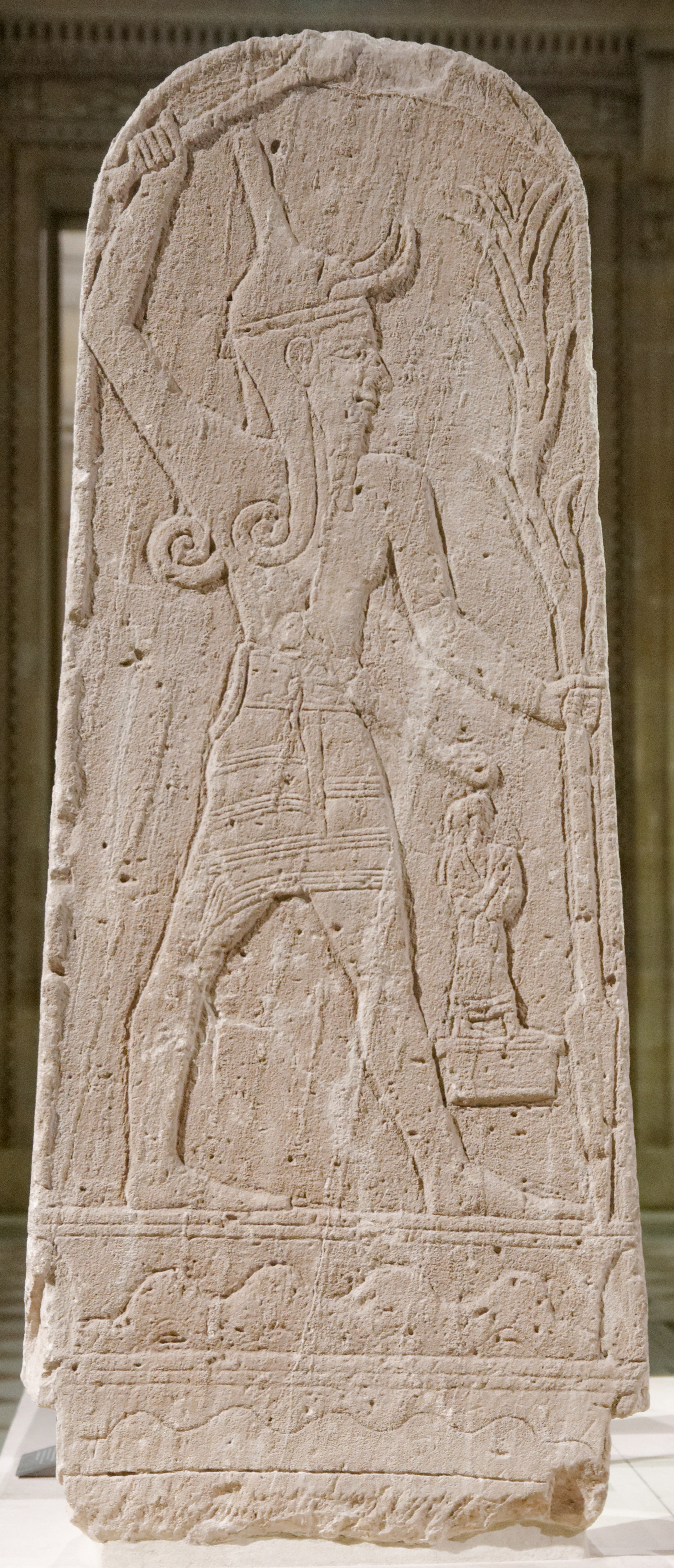
Stèle du dieu Baal brandissant le foudre, Ugarit, XVe – XIIIe siècles av. J.-C. Musée du Louvre.
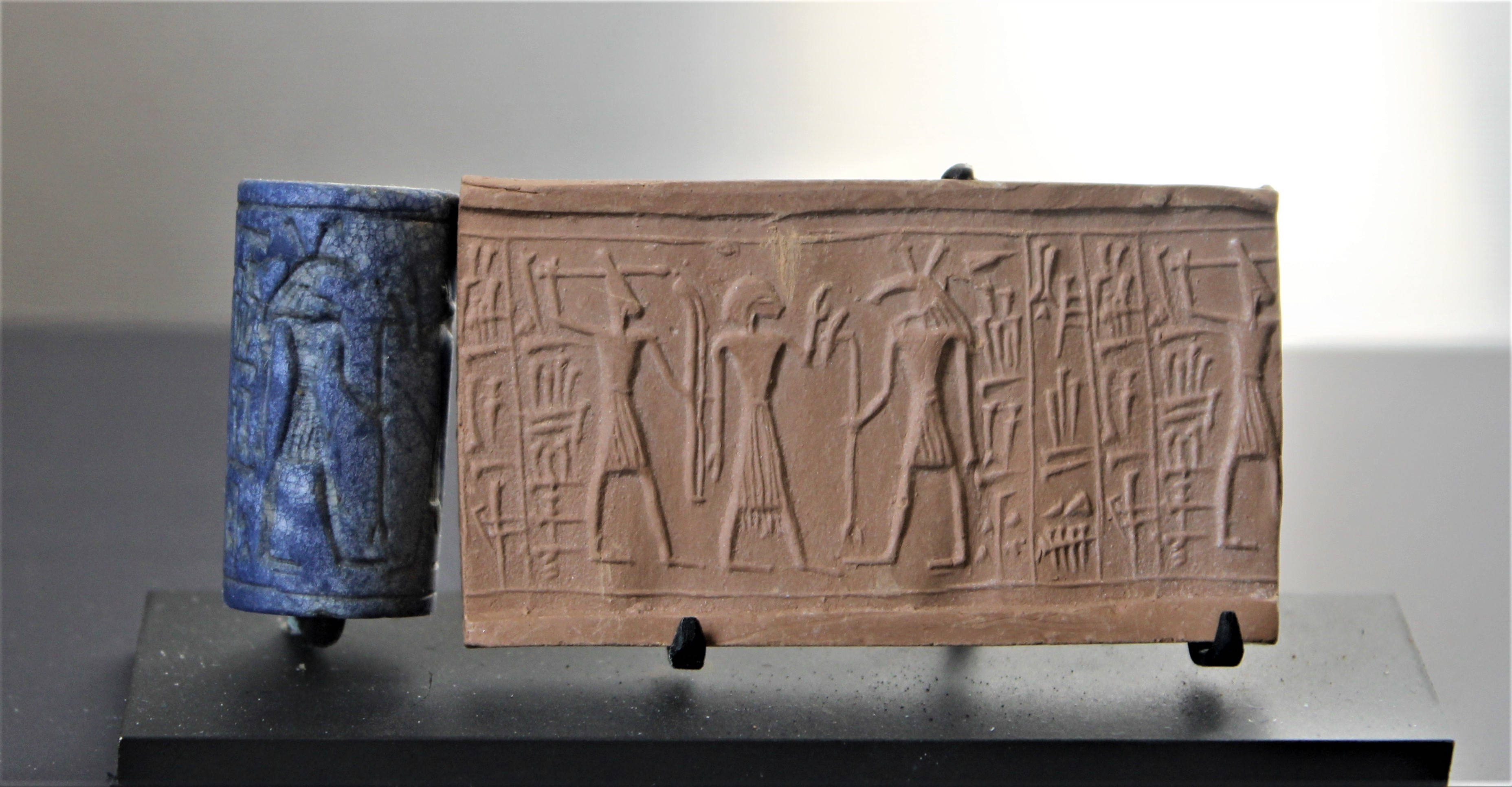
Sceau-cylindre du roi Addumu de Sidon, reprenant une iconographie d'inspiration égyptienne. XIIIe siècle av. J.-C., musée du Louvre.

#### La Babylonie kassite
La Babylonie connaît au milieu du IIe millénaire av. J.-C. une grave crise politique, économique et peut-être aussi écologique. Elle est partagée entre une dynastie fondée par des Kassites (peuple apparemment originaire du Zagros) qui règne sur Babylone, et la première dynastie du Pays de la Mer qui domine le sud. Les premiers l'emportent et réunifient le sud mésopotamien, avant d'entreprendre la reconstruction de ces grandes villes et la remise en valeur de ses campagnes. La dynastie kassite de Babylone (v. 1595-1155 av. J.-C.) est celle qui occupe le plus longuement le trône de cette cité, asseyant ainsi son autorité et son prestige en tant que capitale politique et aussi ville sacrée. Bien que d'origine étrangère, les rois kassites se fondent dans le moule culturel babylonien, qui connaît alors un rayonnement sans précédent. La langue babylonienne sert de langue diplomatique dans tout le Moyen-Orient, et est enseignée dans les principales chancelleries, y compris en Égypte ; ses textes littéraires phares, tels que l’Épopée de Gilgamesh, se diffusent en même temps et avec eux l'influence culturelle babylonienne.

Localisation des principaux sites de la Mésopotamie durant l'âge du bronze récent.
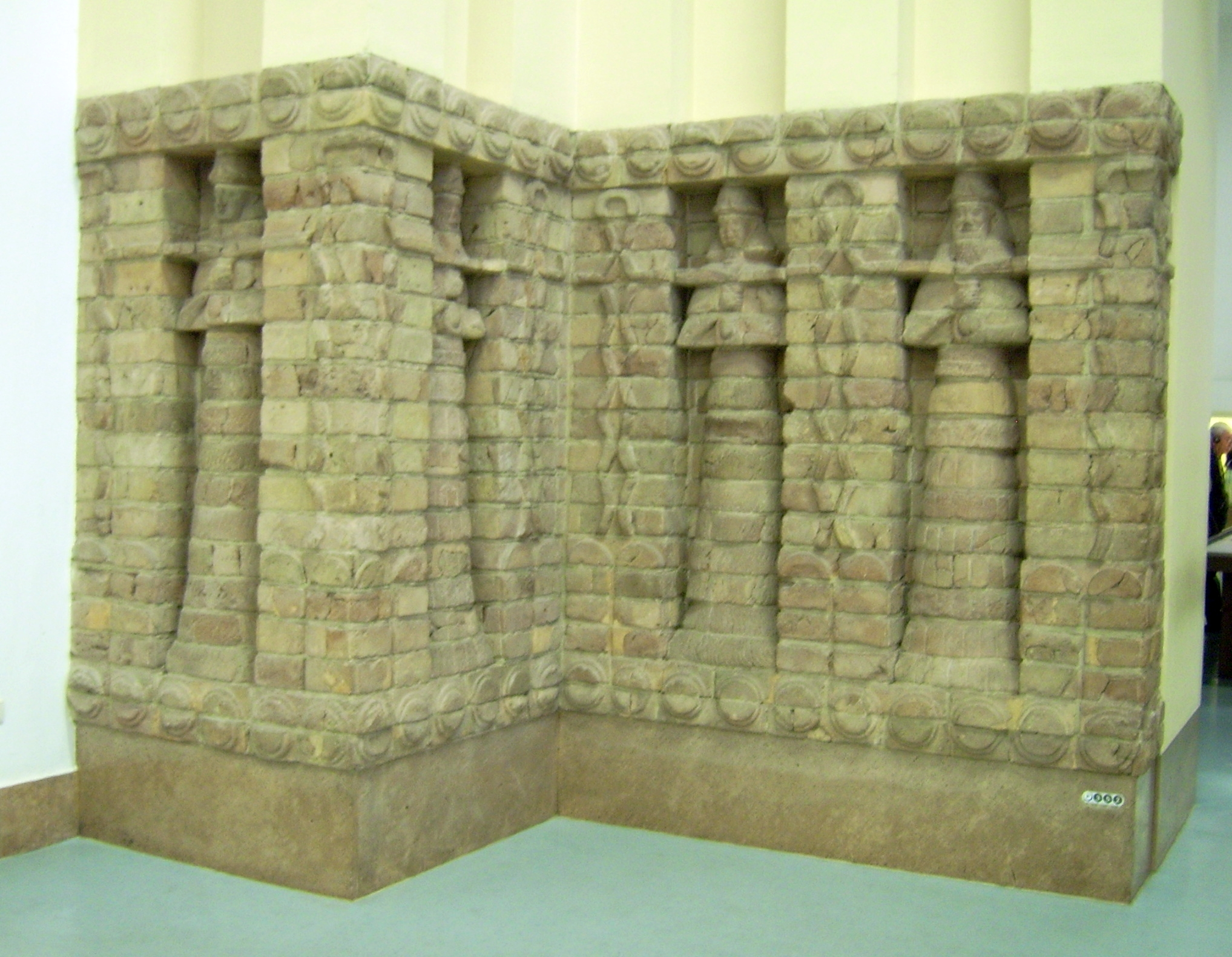
Reliefs en briques cuites du temple construit par le roi kassite Kara-indash à Uruk, au milieu du XVe siècle Pergamon Museum.
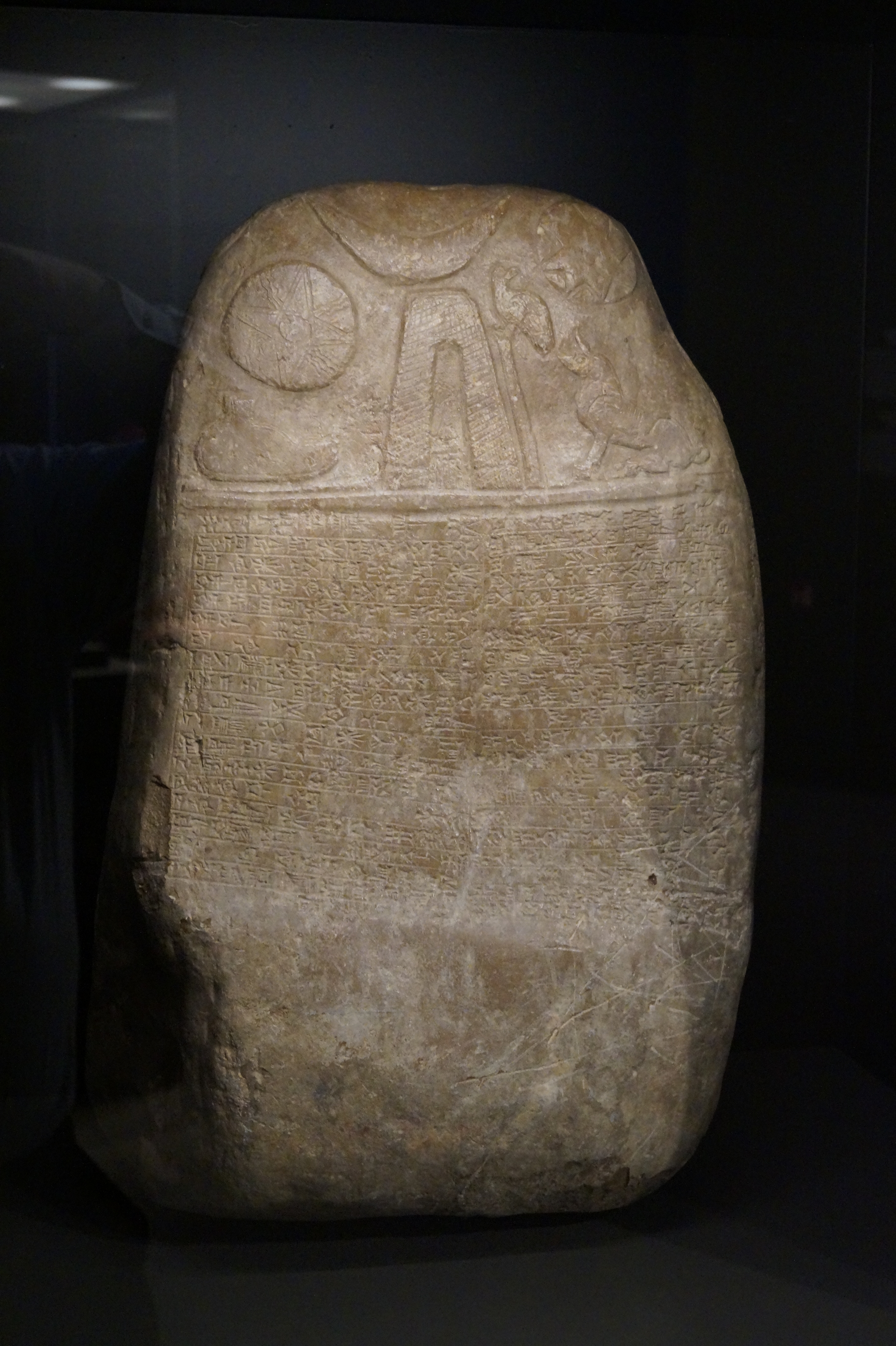
Kudurru, stèle commémorant une donation royale, édictée par le roi kassite Marduk-apla-iddina (1171-1159 av. J.-C.).

#### Diplomatie et échanges
Une des caractéristiques de cette période est en effet l'existence d'un concert diplomatique de grande ampleur, contrepartie aux affrontements militaires. Il est documenté notamment par les lettres d'Amarna, des tablettes cunéiformes retrouvées en Égypte relevant de la correspondance officielle des rois Amenhotep III, Akhénaton et Toutankhamon, et aussi des textes diplomatiques hittites mis au jour à Hattusa. Les « grands rois » (Égypte, Babylone, Hittites, Mittani puis Assyrie) s'échangent régulièrement des messages et des présents suivant des principes implicites devant respecter le rang de chacun, et concluent à plusieurs reprises des alliances matrimoniales, ainsi que des traités de paix. Ils dominent une myriade de petits royaumes vassaux, qu'ils se disputent régulièrement. Les plus grandes interactions entre les différentes parties du Moyen-Orient et ses régions voisines sont également visibles dans l'essor des échanges de biens (notamment les métaux tels que le cuivre de Chypre et l'étain du plateau Iranien, aussi des pierres telles que le lapis-lazuli d'Afghanistan) ; cette période voit le développement du commerce maritime en Méditerranée orientale, reposant sur des ports animés par des groupes marchands dynamiques (Ugarit, Tyr, Byblos), illustré aussi par l'épave d'Uluburun.

La situation politique au Moyen-Orient durant la première moitié du XIVe siècle av. J.-C., au début de la période couverte par les Lettres d'Amarna.
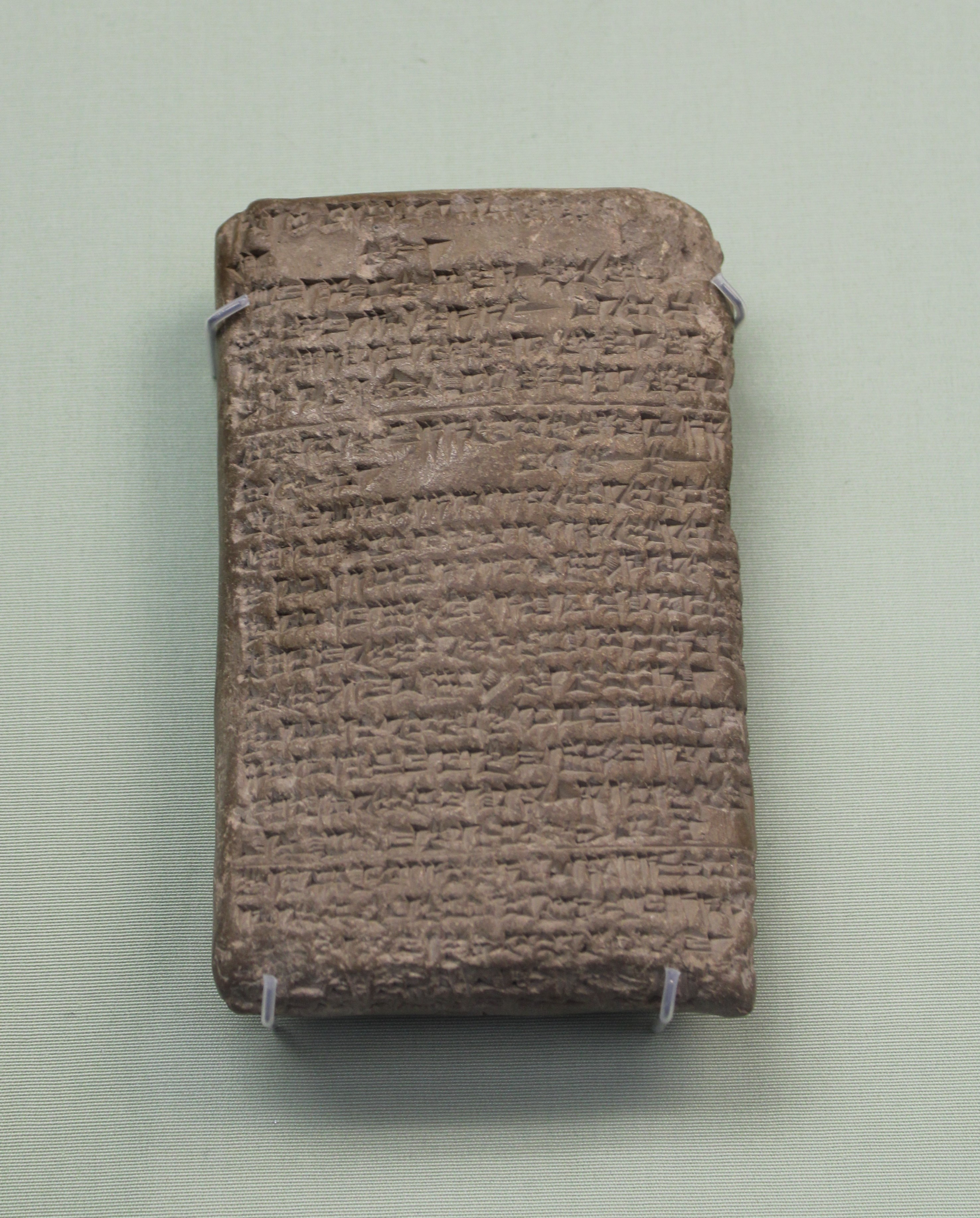
Une lettre de la correspondance diplomatique entre Burna-Buriash II et le pharaon Nibhurrereya (Toutânkhamon ?) retrouvée à Tell el-Amarna (EA 9). British Museum.
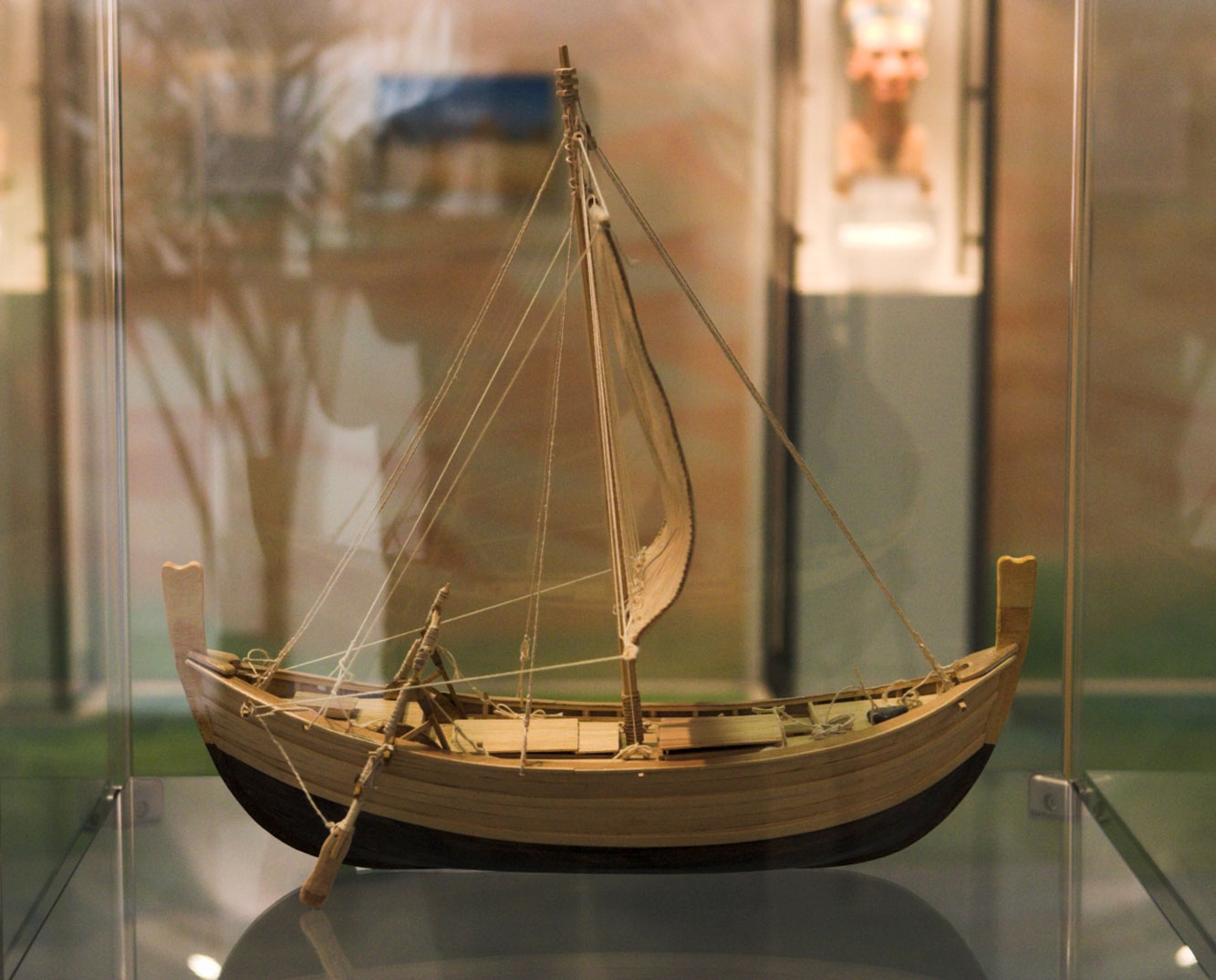
Maquette du bateau échoué à Uluburun.
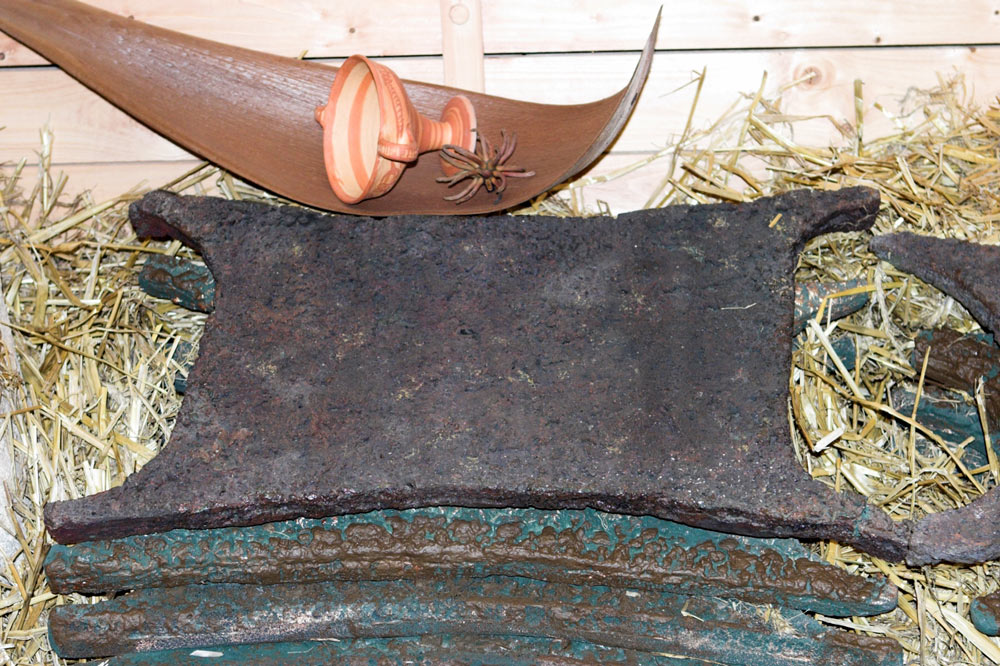
Lingot de cuivre provenant de l'épave d'Uluburun.
La situation au XIIIe siècle av. J.-C. après l'expansion des Assyriens.

#### Chypre
Chypre occupe une place importante en tant que lieu d'extraction du cuivre, exporté sous la forme de lingots vers les pays voisins (c'était la principale cargaison de l'épave d'Uluburun). Jusqu'alors peu urbanisée, l'île se dote de premiers centres urbains (Enkomi, Kition). C'est une terre de rencontre entre Levant, Anatolie et Égée qui développe de ce fait un profil culturel bigarré. Elle développe sa propre écriture, le chypro-minoen, non déchiffré. Dans la documentation cunéiforme, il est généralement considéré qu'elle correspond au pays d'Alashiya, dont le souverain est un interlocuteur des pharaons dans la documentation d'Amarna.

#### L'essor de l'Assyrie
La défaite du Mittani face aux Hittites rabat les cartes du jeu politique proche-oriental, en ouvrant la voie aux ambitions d'un autre royaume de Mésopotamie du nord, l'Assyrie. Il est formé à partir de sa capitale éponyme, Assur, ce nom désignant aussi le dieu national Assur, considéré comme le véritable souverain du royaume (royaume médio-assyrien, v. 1400-1050 av. J.-C.). En quelques années dans la seconde moitié du XIVe siècle av. J.-C. ce royaume s'affirme comme une puissance militaire rivalisant avec les Hittites et Babylone. Puis au XIIIe siècle av. J.-C. ses rois consolident leur emprise sur la Haute Mésopotamie en annexant ce qu'il restait du Mittani puis en implantant des lieux de pouvoir dans la région (Dur-Katlimmu, Tell Sabi Abyad, Tell Chuera, etc.) et infligent des défaites cinglantes aux deux autres grandes puissances rivales.

Extension approximative du royaume médio-assyrien entre la fin du XIIIe et le début du XIe siècle.
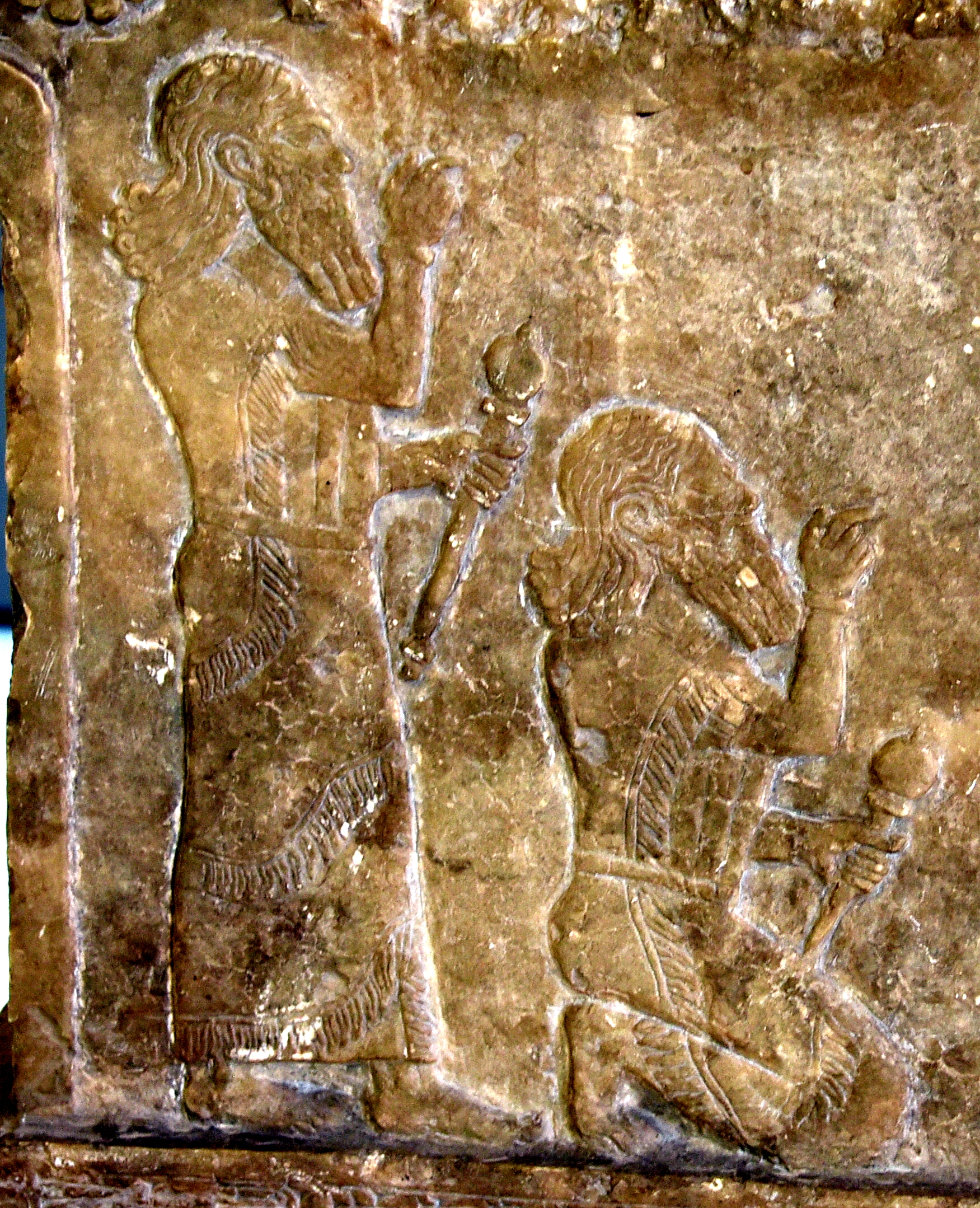
Double représentation du roi assyrien Tukulti-Ninurta Ier (1233-1197), debout et assis, sur un autel sculpté (copie). Pergamon Museum.
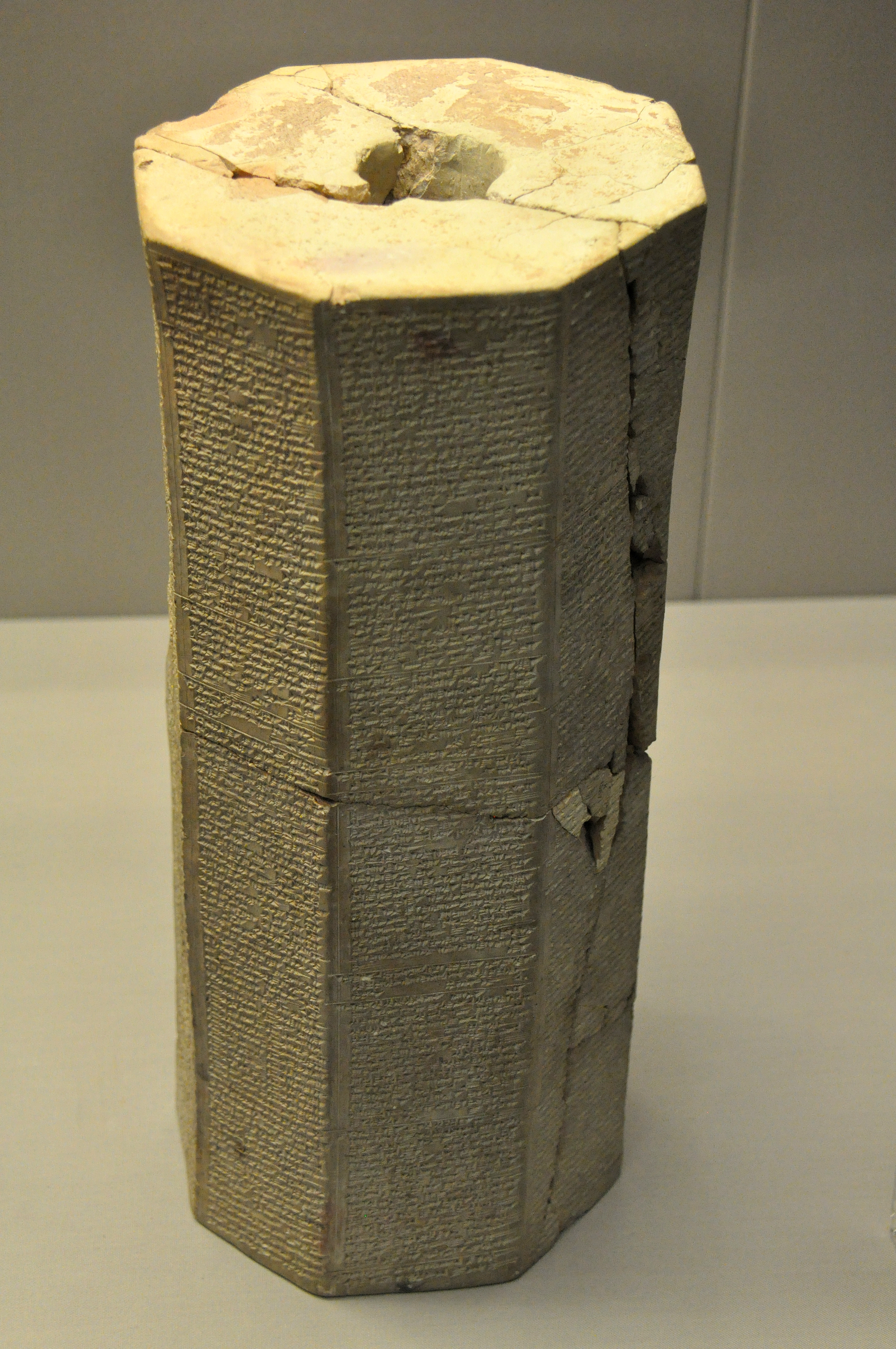
Prisme octagonal comportant une inscription de Tiglath-Phalasar Ier . British Museum.

#### Élam et Babylonie post-kassite
Du côté de l'Iran, l'Élam est sorti des âges obscurs grâce à une série de rois dynamiques, qui entreprennent d'importants travaux à Suse et dans sa région (Chogha Zanbil, fondée par le roi Untash-Napirisha). Puis au début du XIIe siècle av. J.-C. une nouvelle lignée de rois, les Shutrukides, met sur pied une redoutable machine de guerre, qui s'étend vers la Mésopotamie. En 1155, ils s'emparent de Babylone et mettent fin à la dynastie kassite, emportant de nombreux trésors depuis la Babylonie, dont la stèle du Code de Hammurabi. Mais ils ne sont pas en mesure de capitaliser sur leur succès, battent en retraite avant de subir la revanche babylonienne lors d'une offensive conduite par le roi Nabuchodonosor Ier (vers 1100). Cette victoire donne un regain de dynamisme à Babylone, notamment grâce à la récupération de la statue du grand dieu national Marduk qui avait été emportée en butin par les Élamites ; c'est sans doute à cette période qu'est écrit Enuma elish, le principal texte mythologique babylonien, célébrant la toute-puissance de cette divinité et de sa ville.

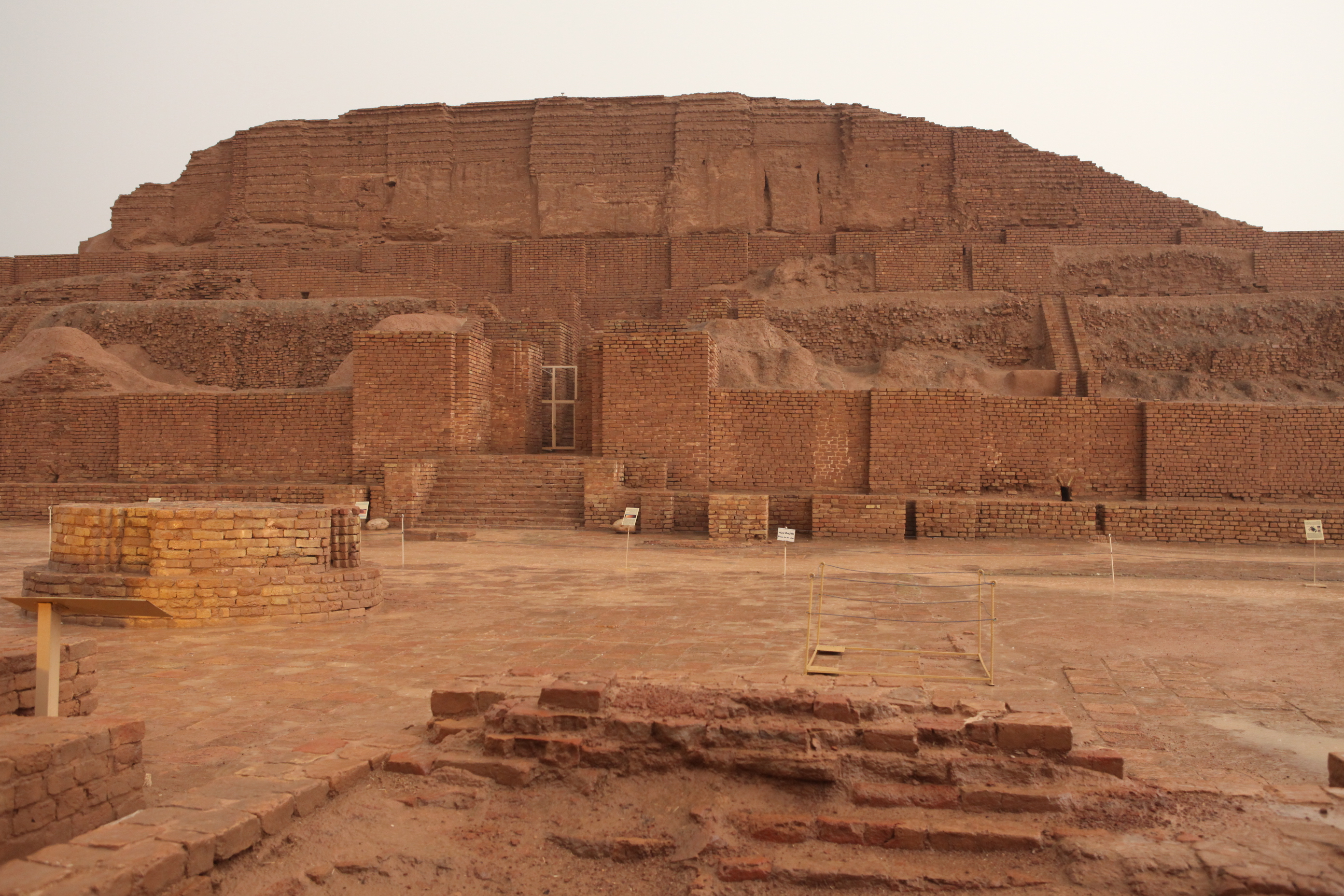
La ziggurat de Chogha Zanbil (Iran), XIVe siècle av. J.-C.
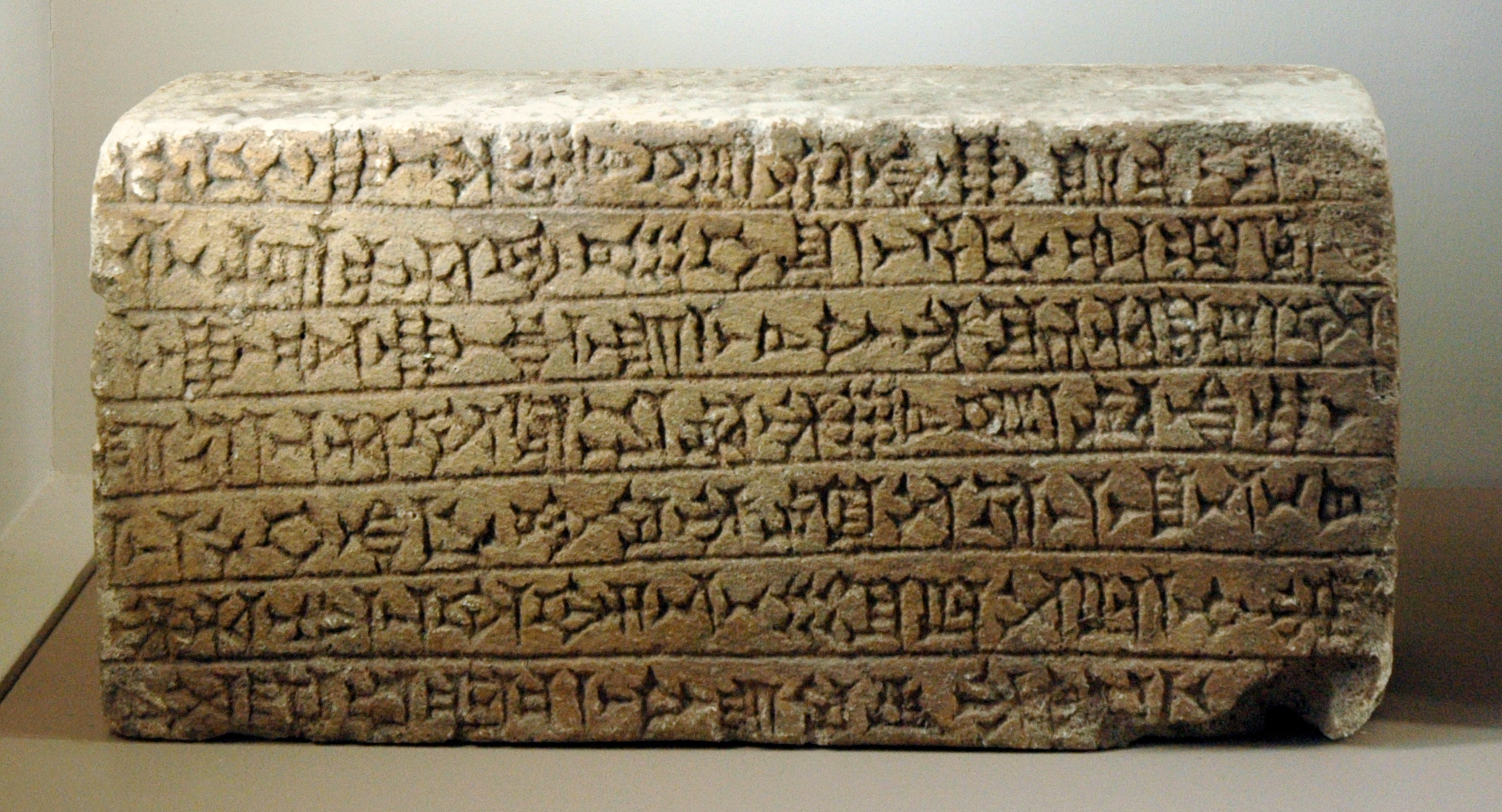
Brique portant une inscription commémorative du roi élamite Shilhak-Inshushinak, vers 1140. Musée du Louvre.
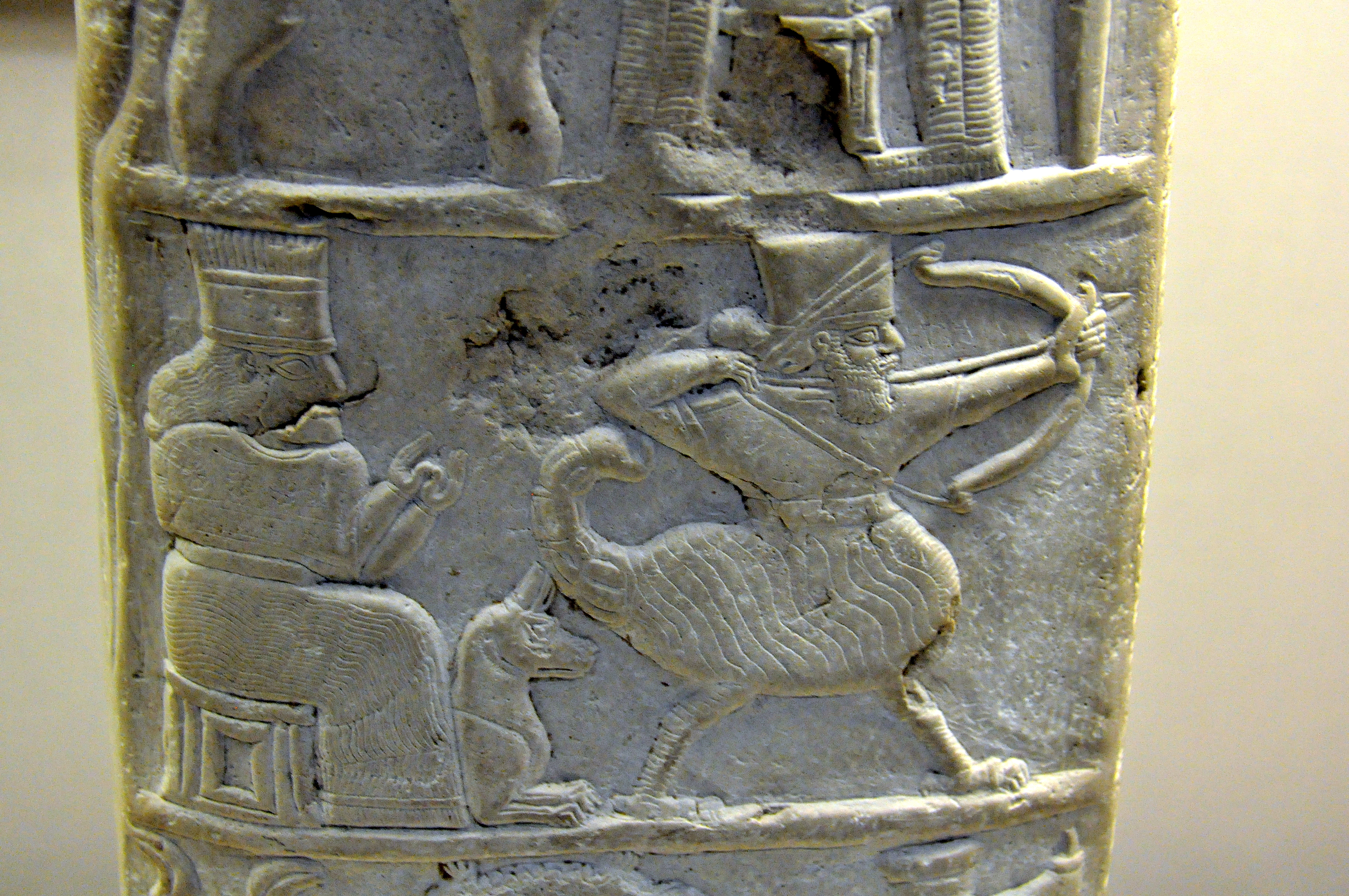
Détail d'une stèle (kudurru) rapportant les gratifications octroyées par Nabuchodonosor Ier à un de ses officiers à la suite de la victoire contre l'Élam ; représentations de divinités. British Museum.

### Effondrement et recompositions

#### La fin de l'âge du bronze

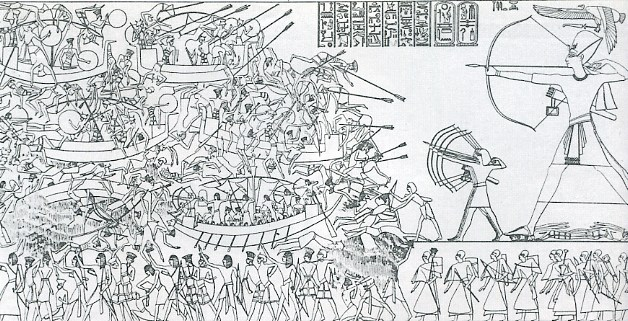
Ramsès III face aux Peuples de la mer, d'après un bas-relief de Médinet Habou.

La fin de l'âge du bronze et la période de transition vers l'âge du fer, au début du XIIe siècle av. J.-C., voient de grands bouleversements se produire dans tout le Moyen-Orient et en Méditerranée orientale. Le point de rupture est ce qui est souvent caractérisé comme un « effondrement », parfois comme une crise « systémique », qui voit la fin des grands royaumes du Bronze récent. L'empire hittite disparaît définitivement dans des conditions obscures et sa sphère de domination plonge dans le chaos. Les palais de la civilisation mycénienne ont eux aussi cessé d'être occupés dans des conditions tout aussi énigmatiques, et ne sont pas rebâtis, ce qui se traduit au bout de quelques décennies par la fin pure et simple de cette civilisation. L'Égypte est assaillie par des Libyens venus de l'ouest et les « Peuples de la mer », une sorte de coalition de peuples dont on situe les origines vers le monde égéen ou l'Anatolie orientale, voire Chypre. Ils sont repoussés. La vallée du Nil est donc épargnée, mais une partie des assaillants se retrouve vers le Levant méridional, où l'administration égyptienne perd pied (sans que l'on sache bien pourquoi ni comment). Plus au nord sur le littoral syrien les villes d'Ugarit et d'Alalakh sont détruites, peut-être par d'autres Peuples de la mer, et définitivement abandonnées. Et en Syrie émerge à la fin du XIIe siècle av. J.-C. un nouveau groupe de populations turbulentes, les Araméens, qui secouent la domination assyrienne sur la Haute Mésopotamie occidentale, puis se retrouvent aussi en Babylonie où ils rajoutent au chaos déjà existant en raison de l'instabilité dynastique succédant à la chute des Kassites. La conjugaison de ces catastrophes a incité à chercher des causes globales, au-delà des problèmes inhérents à chaque royaume. On a pu mettre en avant l'impact de migrations de divers « Barbares » mis en mouvement par des crises (causées par des sécheresses ?), qui, par effet domino, se répercutent depuis le monde égéen jusqu'au Levant ; ou des crises sociales internes aux royaumes levantins, où sont attestées durant tout l'âge du bronze des populations vivant aux marges et causant potentiellement des troubles (Habiru, tribus nomades). Encore une fois le phénomène admet des variations géographiques, certaines régions résistant mieux que d'autres (cités phéniciennes, Assyrie). En tout cas c'est tout le monde des palais de l'âge du bronze qui connaît sa fin, ouvrant la voie à une période de recompositions majeures qui est fondamentale pour la suite de l'histoire antique, connaissant d'importantes innovations comme la diffusion de la métallurgie du fer et de l'alphabet, des chameaux et dromadaires domestiqués, et l'apparition de nombreuses « nations »,.

#### Néo-hittites et royaumes anatoliens
Si l'empire hittite s'effondre, plusieurs royaumes vassaux de Syrie du nord et d'Anatolie orientale occupés par des branches cadettes de la famille royale hittite survivent à cette période, en premier lieu Karkemish et Melid (Malatya). Ils servent de base à la formation d'entités politiques dites « néo-hittites », qui sont en fait surtout peuplées de locuteurs du louvite (une langue parente du hittite), et aussi d'autres populations (notamment des Araméens). Bien que divisés politiquement, ils ont une culture commune, vénérant des dieux issus du fonds anatolien (en premier lieu le Dieu de l'Orage), érigeant des citadelles où ils bâtissent des monuments décorés de bas-reliefs sur pierre, faisant évoluer les traditions artistiques hittites. Les inscriptions des souverains emploient les hiéroglyphes hittites, système hérité des Hittites, transcrivant du louvite. 
Le reste de l'Anatolie connaît d'importants changements après la disparition du royaume hittite. En Anatolie centrale, l'ancien pays hittite est occupé par de nouveaux arrivants, les Phrygiens, qui seraient venus du sud des Balkans, qui donnent leur nom à une région. Ils y fondent un royaume autour de la ville de Gordion, développent une culture caractérisée par des tombes royales à tumulus et des sculptures sur roche. Les textes assyriens qui documentent cette région y mentionnent la présence des Mushki, apparemment une population qui s'est mêlée aux Phrygiens. Leur roi le plus fameux est Midas (Mita dans les textes assyriens), qui dans la seconde moitié du VIIIe siècle av. J.-C. domine un territoire allant jusqu'en Cappadoce. Après avoir subi des offensives assyriennes, le royaume phrygien est détruit par de nouveaux arrivants, les Cimmériens, en 695 av. J.-C.. 
Plus à l'ouest s'est formé vers la même période le royaume de Lydie, autour de sa capitale Sardes, dont le roi le plus célèbre est son dernier, Crésus (v. 561-547). Cet État doit également lutter contre les assauts des Cimmériens, qui sont finalement chassés d'Anatolie au début du VIe siècle av. J.-C. C'est là qu'auraient été mises au point les plus anciennes pièces de monnaie. Dans le sud-est, la Lycie est occupée par une population mêlant éléments anatoliens et égéens (les « Lyciens » des Grecs), qui constitue des cités (notamment Xanthos).

Carte des États néo-hittites et araméens vers 900-800 av. J.-C.
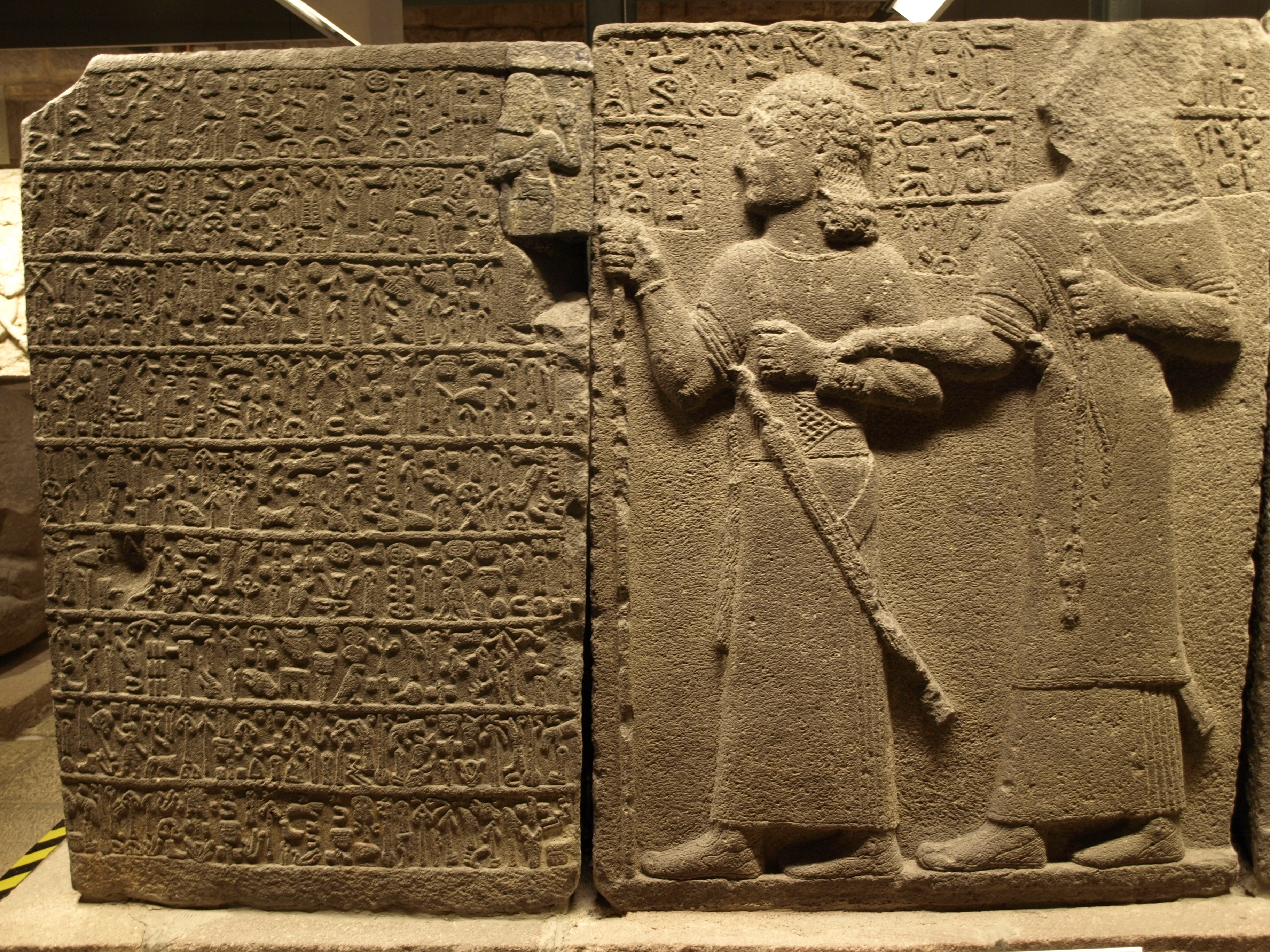
Bas-relief accompagné d'une inscription en hiéroglyphes hittites provenant de Karkemish. Musée des civilisations anatoliennes d'Ankara.
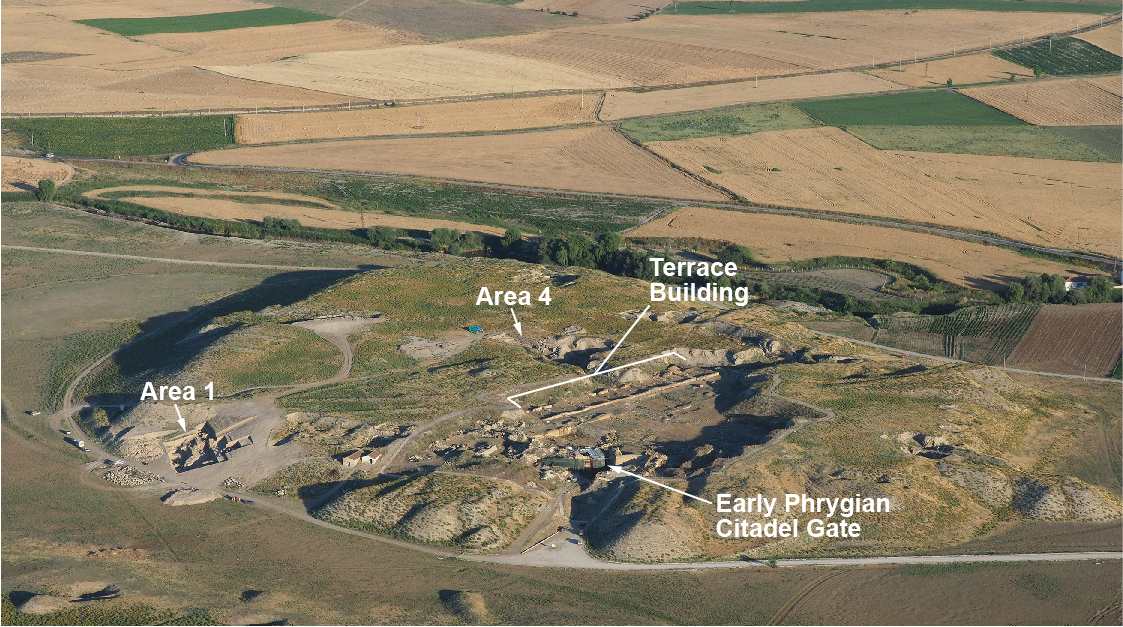
La citadelle de Gordion.
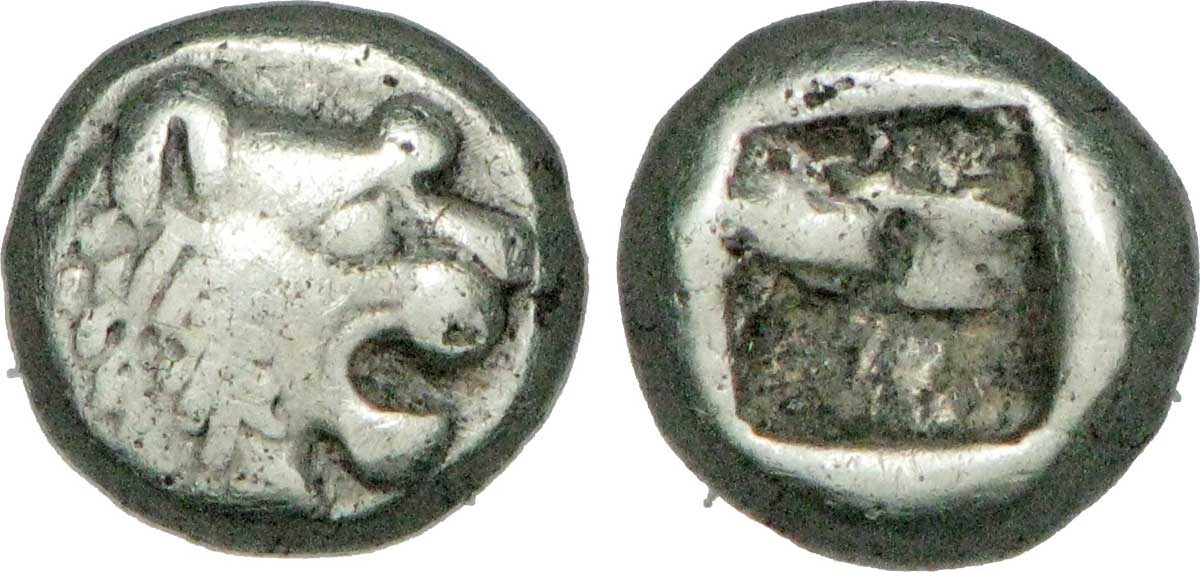
Monnaie en électrum à tête de lion, une des plus anciennes émises en Lydie (v. 610-550 avant notre ère)

#### Royaumes araméens
En Syrie intérieure émerge dès la fin de l'âge du bronze une nouvelle population ouest-sémitique, les Araméens, groupe semi-nomade qui connaît une expansion rapide et s'implante dans les villes syriennes. Leur essor se fait aux dépens des Assyriens qui perdent une grande partie de la Djézireh, et plus à l'ouest en Syrie centrale après le retrait des Hittites. Ils constituent plusieurs royaumes, souvent mêlés à des éléments louvites (Sam'al, Arpad, Hamath, Damas, Guzana). Ils fondent des capitales organisées autour de citadelles disposant de palais et de temples, développant un art caractérisé notamment par la sculpture sur pierre, mêlant héritage syrien et inspirations anatoliennes et assyriennes. Les Araméens s'étendent aussi en Babylonie orientale, où ils causent de nombreux troubles avant de coexister plus pacifiquement avec les populations locales ; ils y conservent un mode de vie tribal et semi-nomade à la différence de ce qui se passe plus au nord. Les Araméens de Syrie sont les principaux adversaires des Assyriens durant leur première phase d'expansion, étant soumis puis absorbés, pour finalement former une communauté culturelle assyro-araméenne. Bien que dominés politiquement, les Araméens ont une influence considérable puisque leur langue et leur alphabet se diffusent dans tout le Moyen-Orient à partir de cette période.

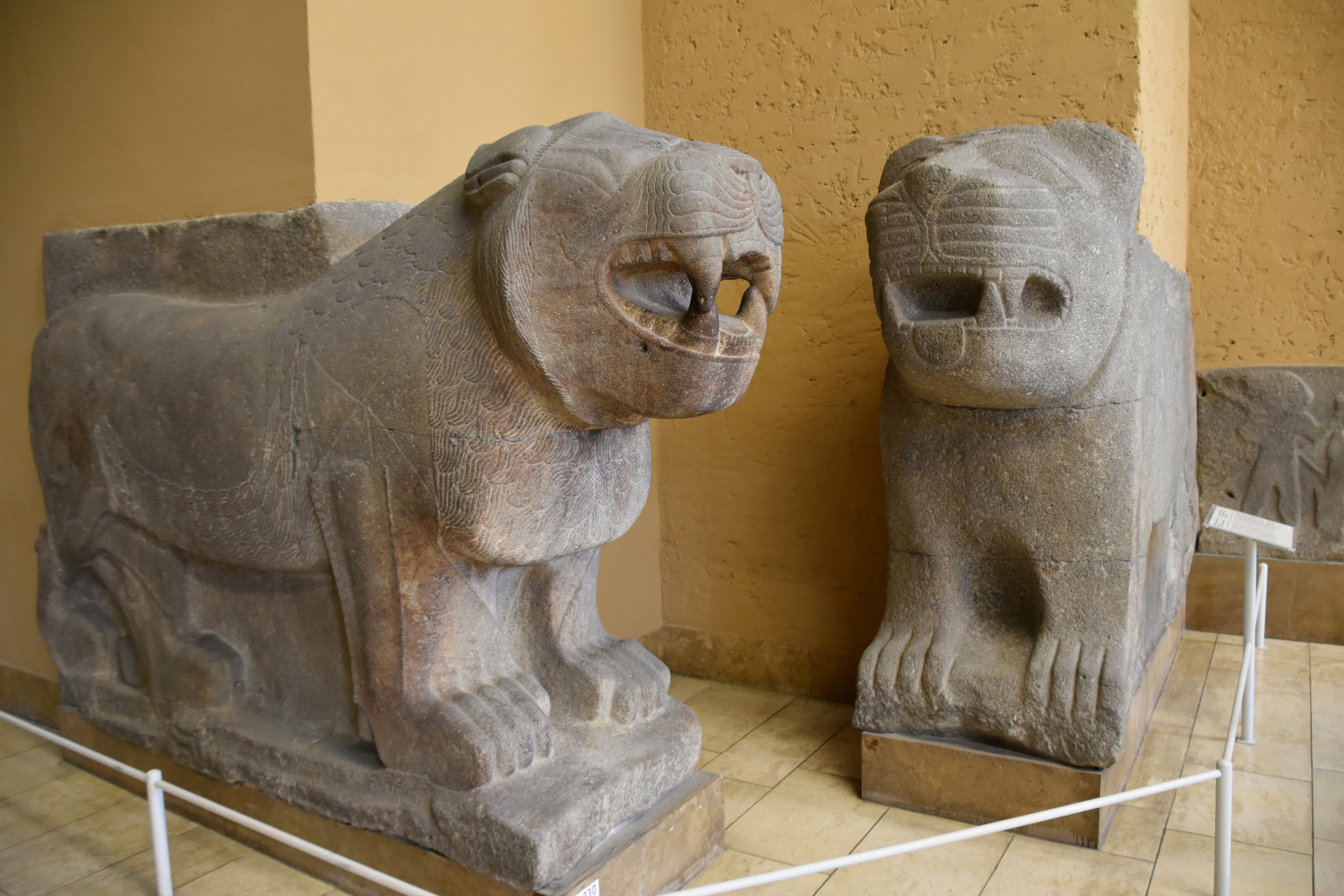
Lions gardiens de portes. Zincirli, ancienne Sam'al, Pergamon Museum.
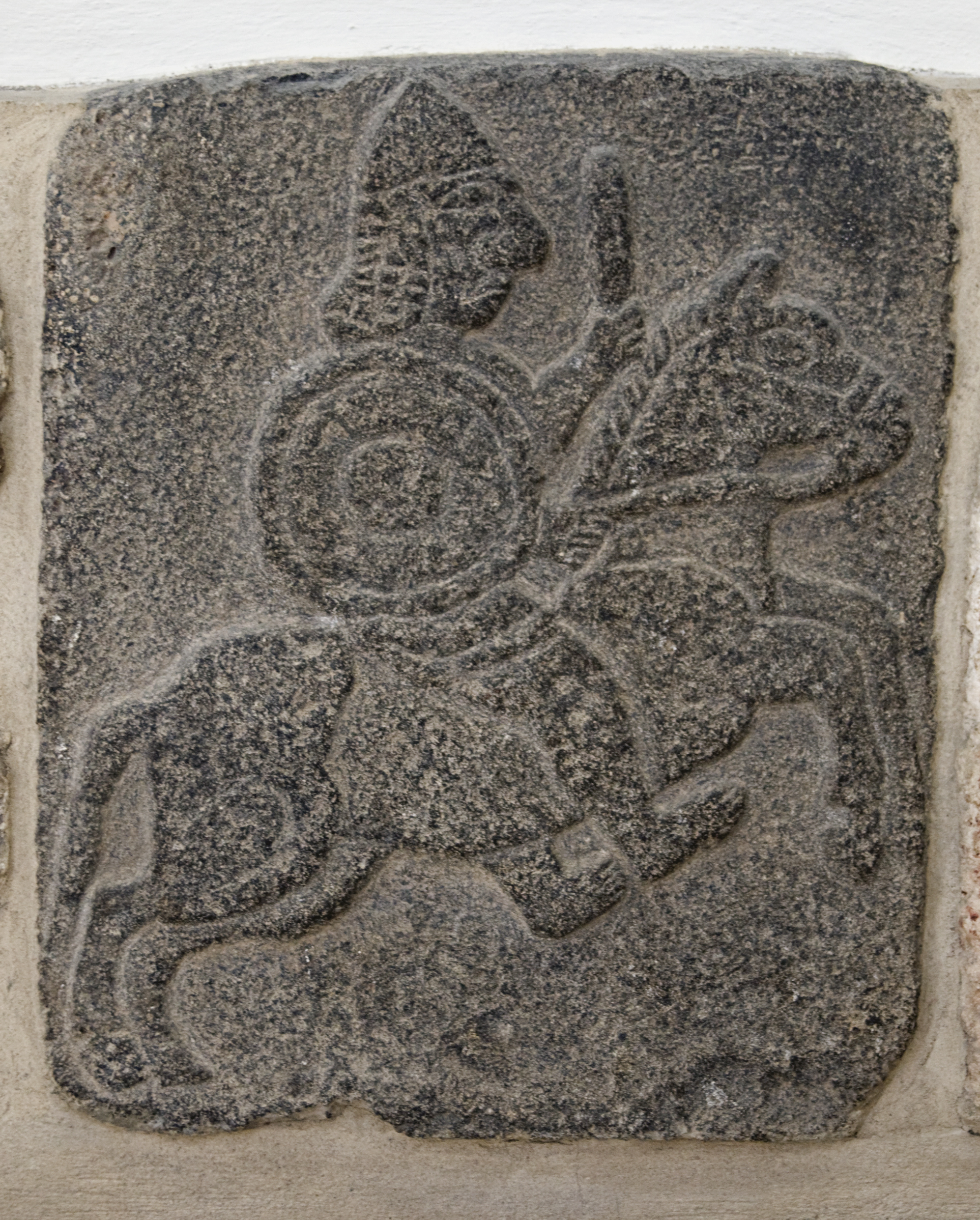
Cavalier, bas-relief sur orthostate de Tell Halaf (Guzana). Pergamon Museum.
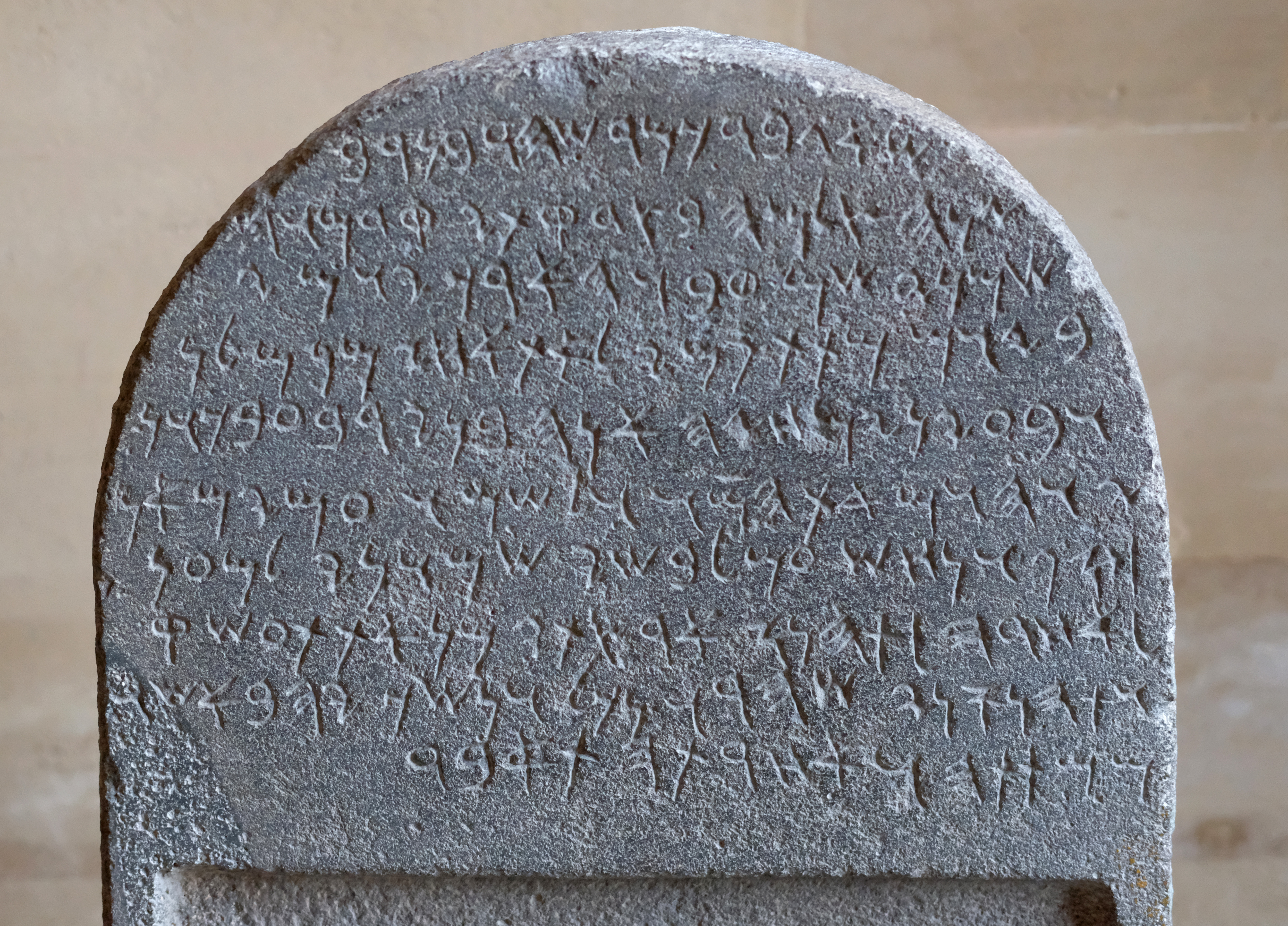
Stèle funéraire surmontée d'une inscription en alphabet araméen, début du VIIe siècle av. J.-C., Neirab. Musée du Louvre.

#### Babylonie et Assyrie
En Babylonie à la même période arrive une autre population, sans doute d'origine ouest-sémitique et liée aux Araméens, les Chaldéens. Ils forment des entités politiques organisées autour de villes et villages, pratiquant l'agriculture et le commerce, prospérant rapidement au point de jouer un rôle majeur dans la vie politique de la région à partir du IXe siècle av. J.-C. Ils sont très actifs dans la résistance face à l'Assyrie.
Il en résulte un temps d'épreuves pour les deux principaux royaumes mésopotamiens, Babylone et l'Assyrie, qui survivent durant cette période mais avec des fortunes diverses. En Babylonie plusieurs dynasties se succèdent à la tête du royaume, certaines parvenant à restaurer un ordre temporaire, mais jamais de façon durable,. L'Assyrie parvient à préserver son cœur historique autour de ses principales villes (Assur, Ninive, Arbèles) et sans doute des têtes de pont dans les régions voisines. C'est sur cette base qu'elle peut partir à la reconquête des territoires perdus dès la seconde moitié du Xe siècle av. J.-C., marquant le début de l'époque néo-assyrienne (qui va jusqu'en 612/609). Se met progressivement en place une organisation militaire très efficace, appuyée sur des campagnes annuelles visant à prélever le tribut de ceux qui se soumettent, et à châtier très brutalement ceux qui résistent. Les souverains assyriens font coucher par écrit puis sculpter sur des bas-reliefs leurs faits militaires, y compris leurs exactions (destructions, pillages, massacres, déportations). Ils se rendent rapidement hégémoniques en Syrie face aux royaumes araméens et néo-hittites, puis atteignent la côte méditerranéenne, et reprennent aussi leurs tentatives d'expansion en Babylonie. Ils ne parviennent cependant pas à asseoir leur domination, suscitant contre eux de nombreuses révoltes, qui rassemblent dans des coalitions de plus en plus de royaumes hostiles à leurs ambitions. Mais ils sortent la plupart du temps vainqueurs de ces affrontements,.

L'empire assyrien à l'époque de la reconquête (934-830 av. J.-C.).
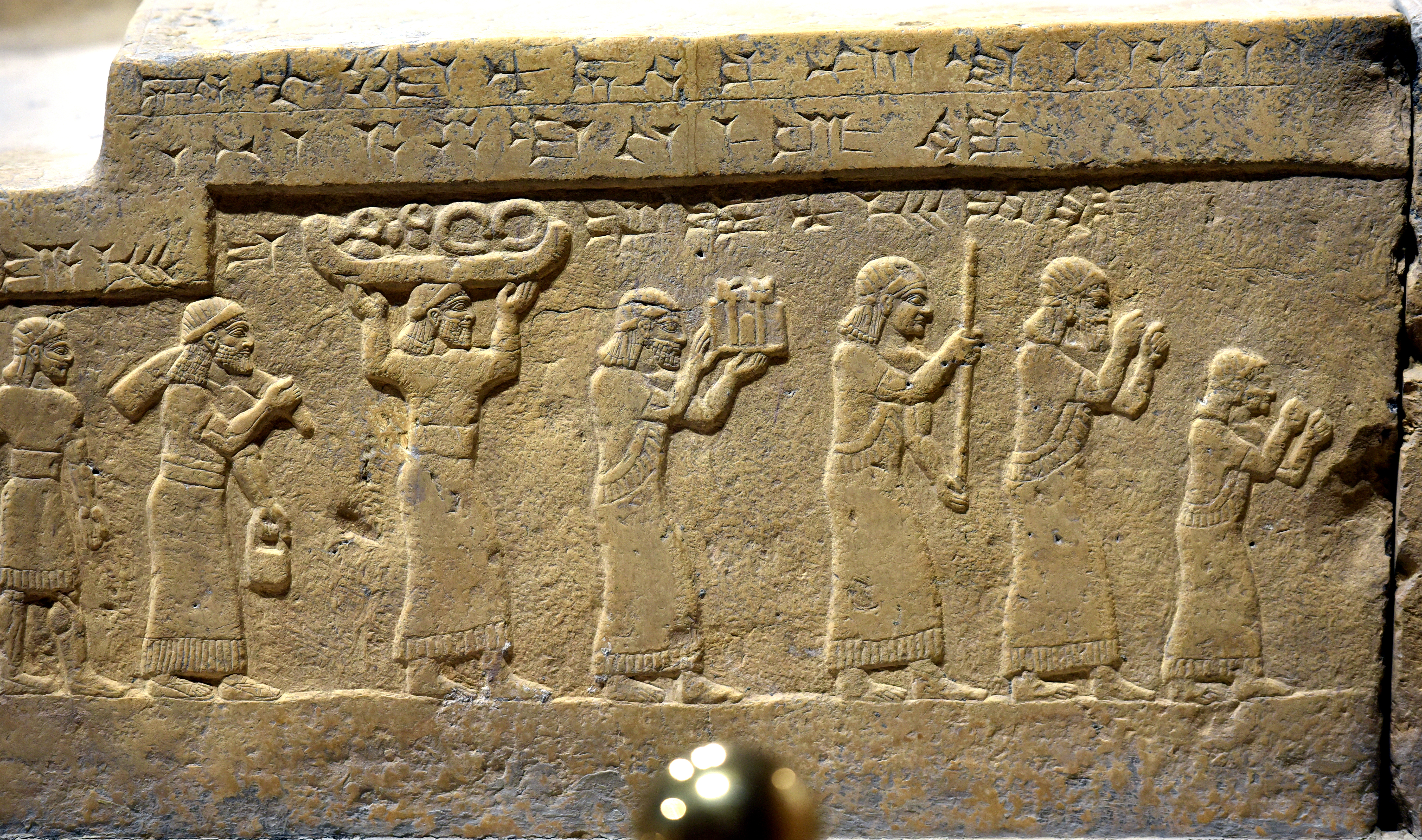
Bas-relief du podium du trône assyrien du palais du Fort Salmanazar de Nimroud, face sud : le roi Salmanazar III reçoit le tribut de Chaldéens, comprenant de l'étain, du bois précieux et de l'ivoire. Musée national d'Irak.
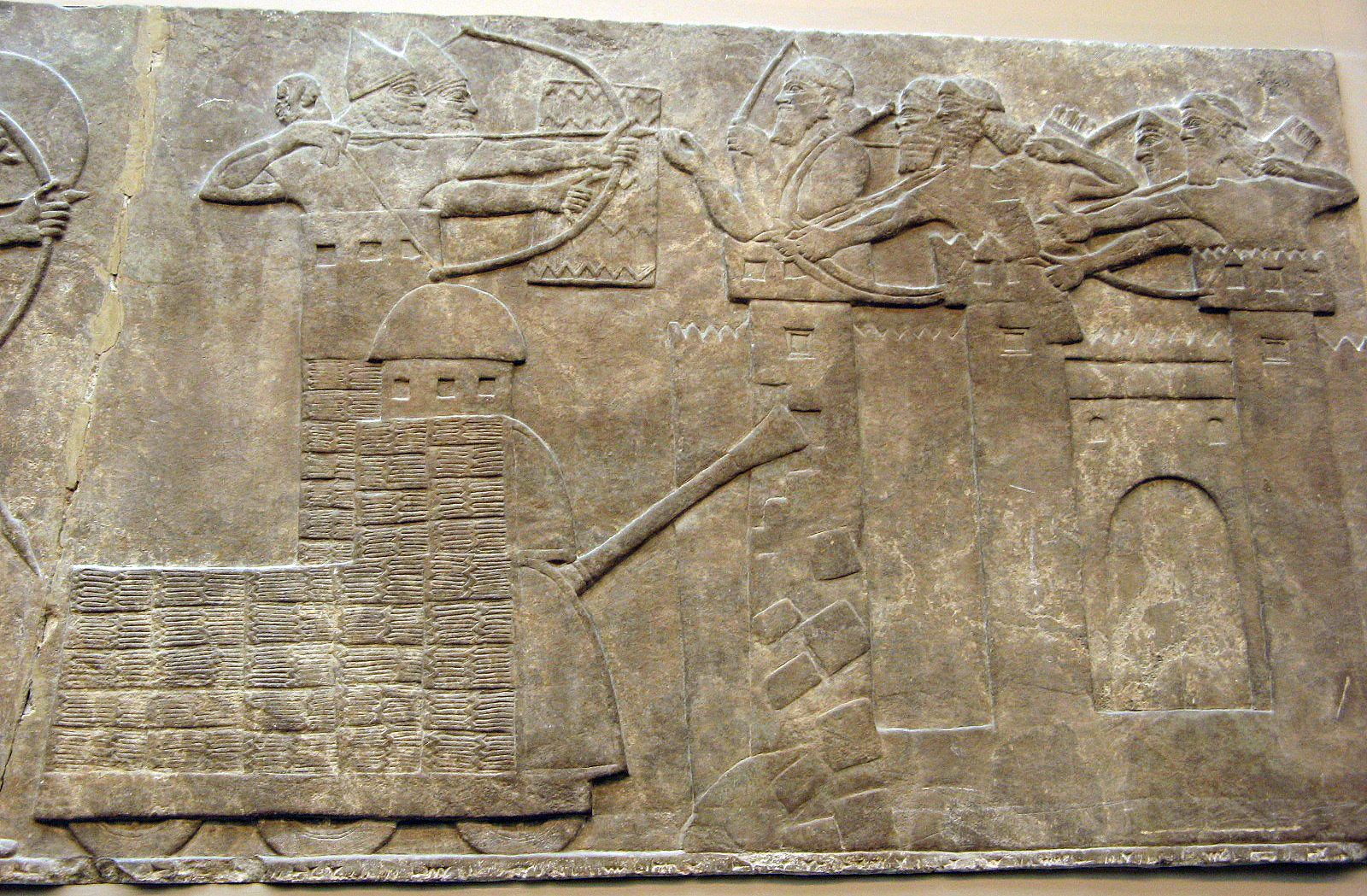
Représentation du siège d'une ville par les Assyriens, avec tour de siège et bélier. Bas-relief de Nimroud, IXe siècle av. J.-C. British Museum.
La Babylonie des premiers siècles du Ier millénaire av. J.-C.
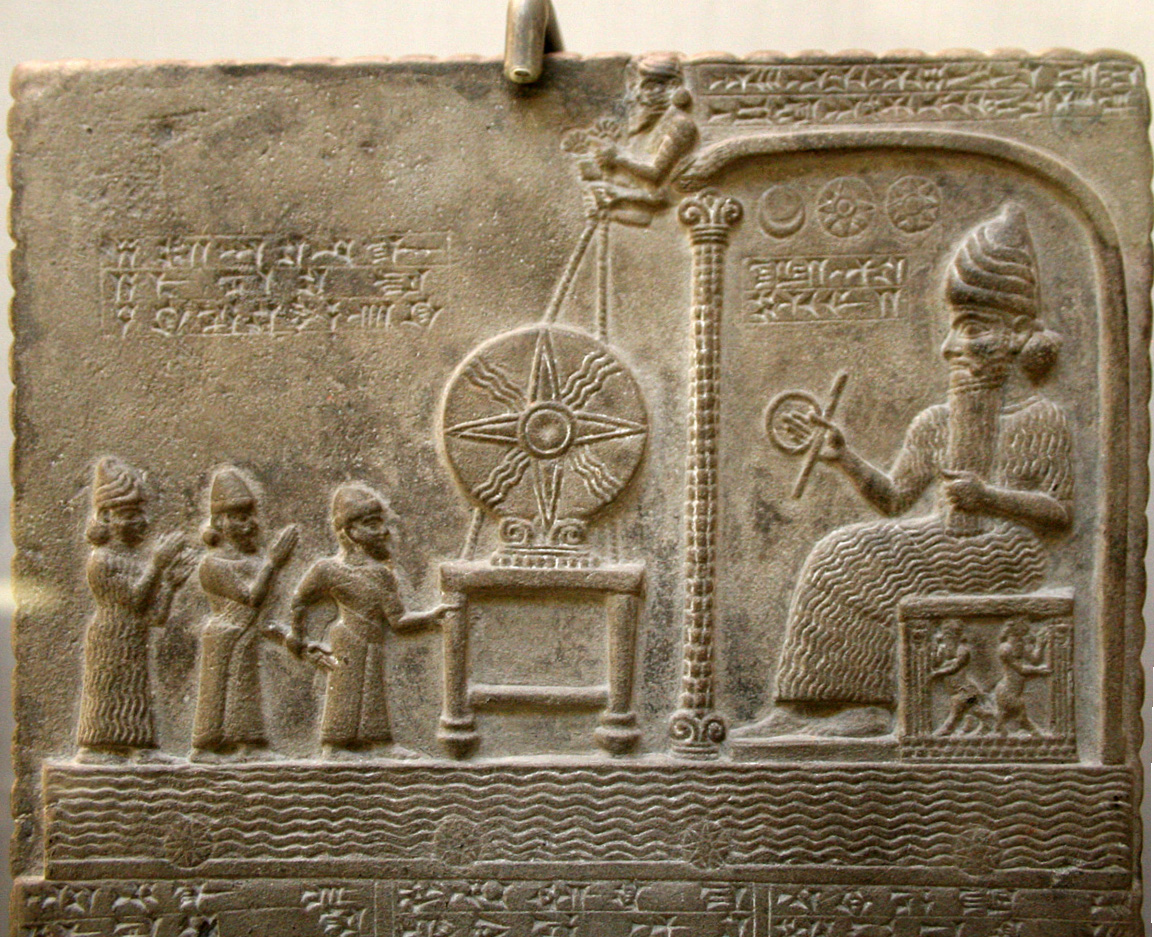
Bas-relief représentant le dieu Shamash faisant face au roi babylonien Nabû-apla-iddina (888-855 av. J.-C.). Sippar, British Museum.

#### Urartu
L'Anatolie orientale connaît aussi une période de développement politique, autour du lac de Van où émerge dans le courant du IXe siècle av. J.-C. le royaume d'Urartu. Suivant en grande partie le modèle de l'Assyrie (au moins sur le plan idéologique), et une organisation territoriale adaptée à son territoire montagneux, ses rois conquièrent les régions alentour. Ils y implantent des forteresses pour les diriger, où ils entassent les ressources prélevées sur les campagnes, qui font également l'objet d'aménagements. Ils se posent en rivaux des Assyriens, leur disputant l'hégémonie sur les régions hautes du Tigre et de l'Euphrate, et leur causant quelques revers au début du VIIIe siècle av. J.-C.,.

En foncé : extension approximative de l'Urartu au VIIIe siècle av. J.-C. et dans la première moitié du VIIe siècle av. J.-C. En clair : extension approximative des zones sous influence urartéenne vers 750 av. J.-C.
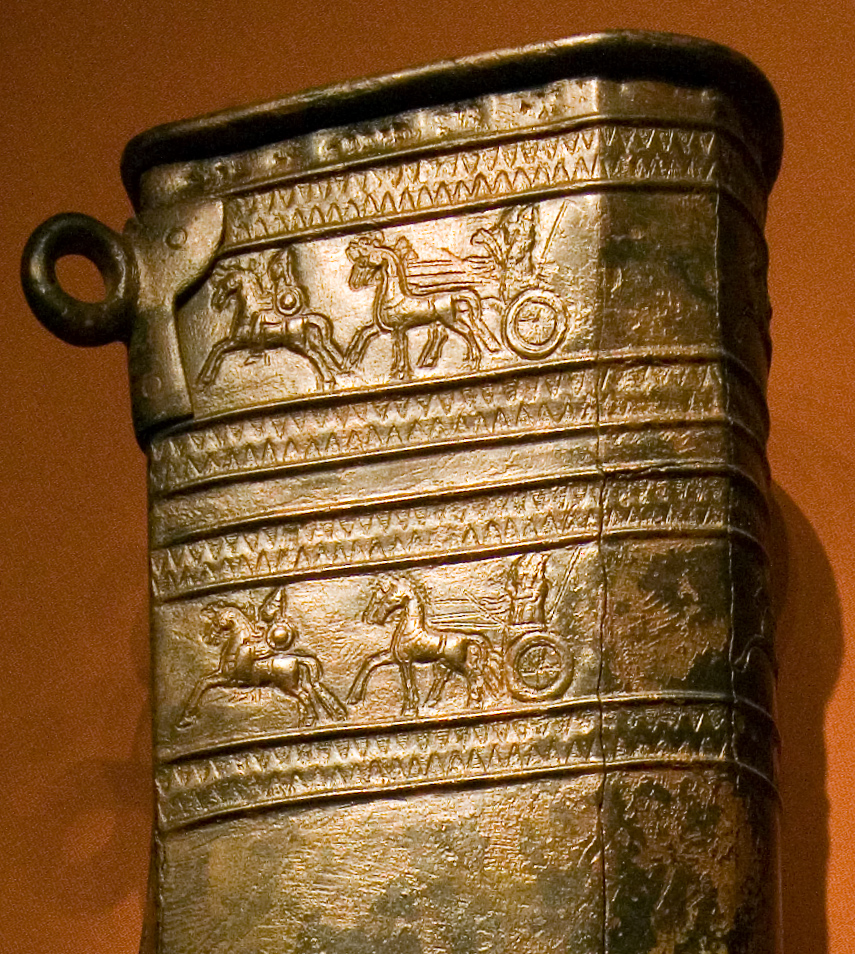
Haut d'un carquois en bronze de Sarduri II d'Urartu (764-735 av. J.-C.) gravé de frises représentant le roi sur son char. Musée de l'Ermitage.
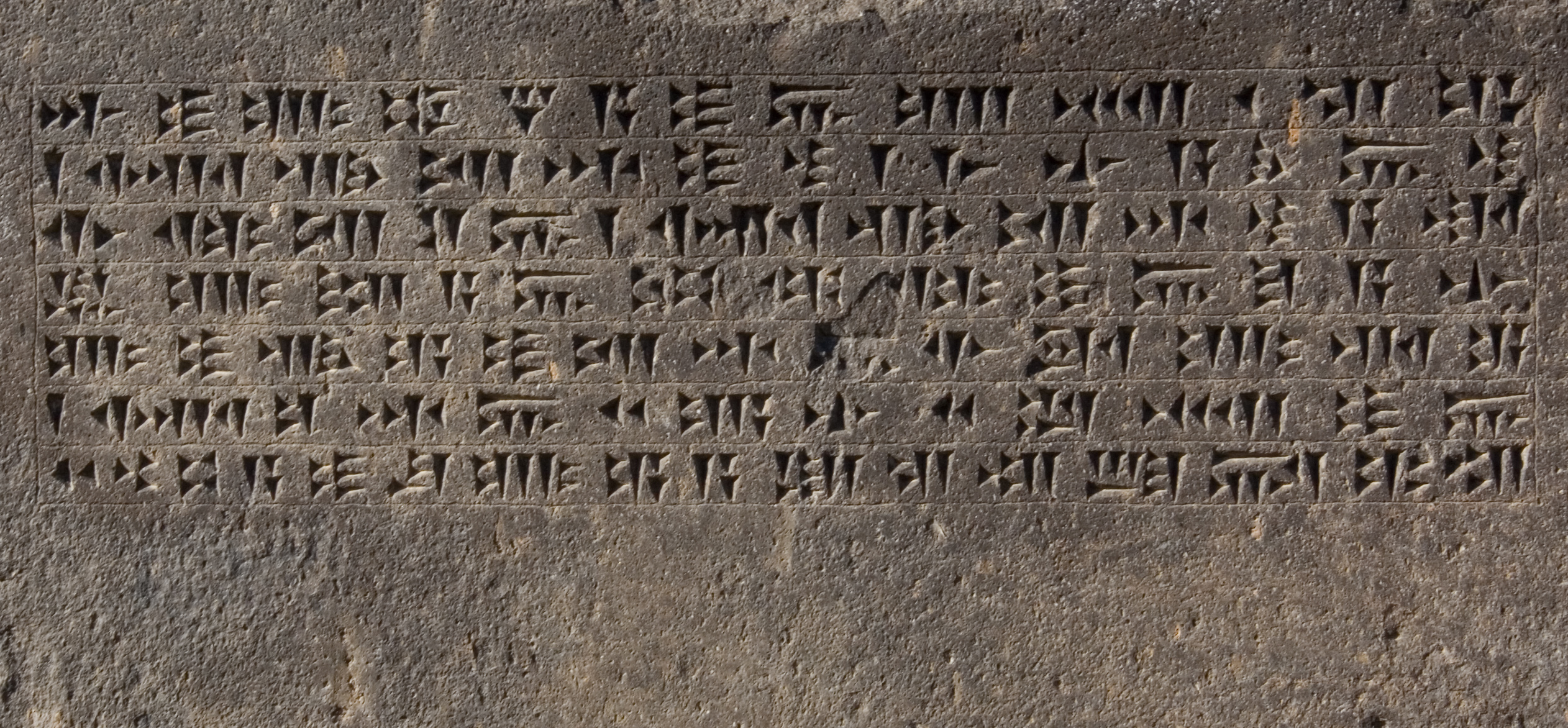
Inscription sur roche du roi Argishti Ier, musée Erebouni.

#### Cités phéniciennes

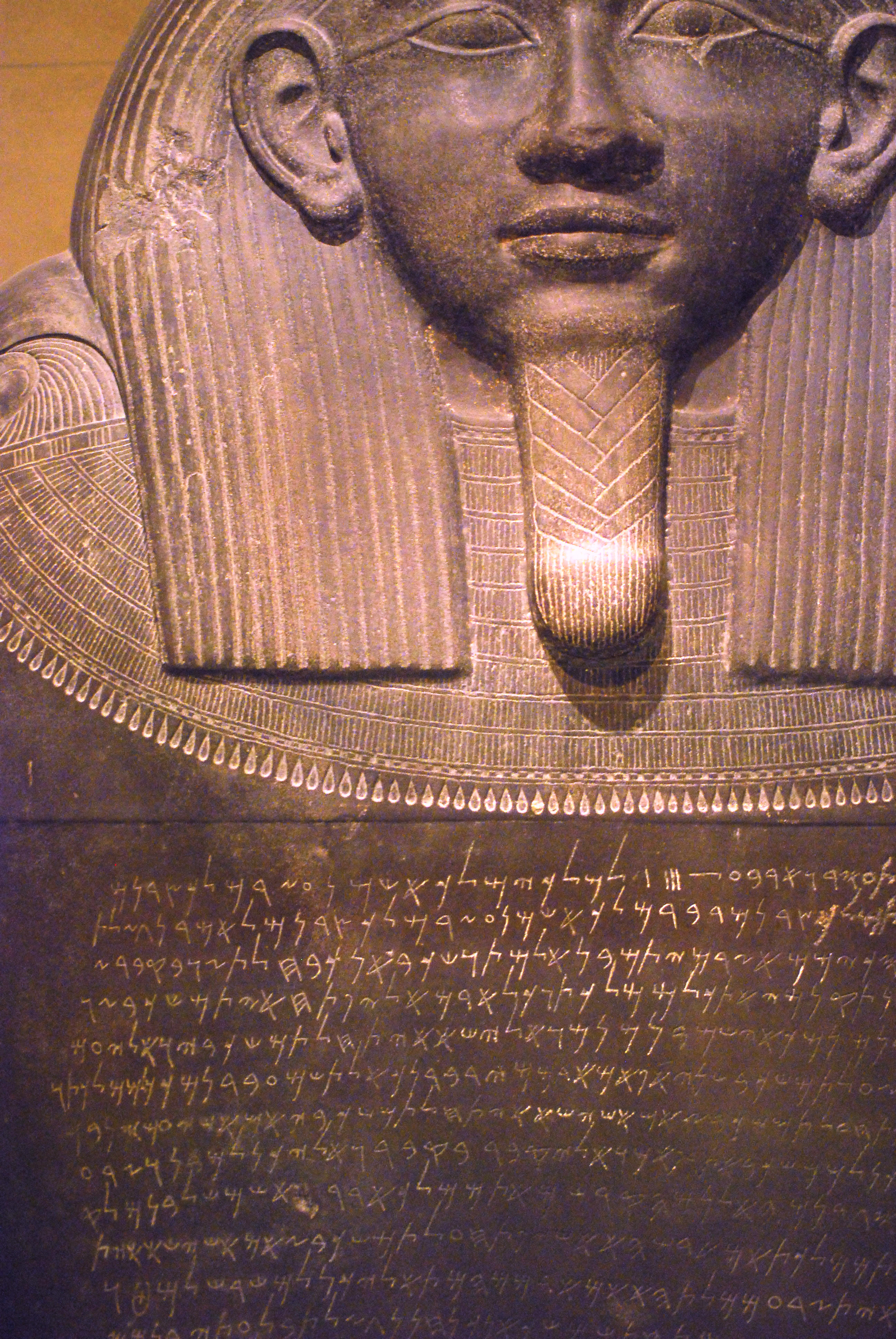
Détail du sarcophage d'Eshmunazar de Sidon et de son inscription en alphabet phénicien, Musée du Louvre.

Les cités côtières de la côte libanaise sont celles qui parmi les cités cananéennes de l'âge du bronze ont le mieux résisté aux troubles de la fin de la période. Au début de l'âge du fer elles forment un ensemble prospère et dynamique, divisé en plusieurs royaumes, en premier lieu Tyr qui a une position prééminente, avec aussi les cités d'Arwad, Sidon et Byblos. Ils développent une écriture alphabétique qui sert de modèle aux autres alphabets qui vont se diffuser durant l'âge du fer et asseoir le triomphe de cette forme d'écriture. Les Grecs nomment cet espace-là Phénicie, et leurs habitants les Phéniciens. On ne sait pas comment ils s'appelaient eux-mêmes, si tant est qu'ils se soient perçus comme un ensemble culturel cohérent dépassant le cadre des royaumes. Les Grecs les connaissent surtout par le biais de leurs marins et marchands présents dans tout le monde méditerranéen. En effet, à compter de la fin du IXe siècle av. J.-C. les Phéniciens implantent des comptoirs et des cités autour de la Méditerranée (Chypre, Tunisie, Malte, Sicile, Sardaigne, Tunisie), y formant une diaspora. Ils font du commerce avec plusieurs régions méditerranéennes, notamment en Grèce, où leur alphabet sert de modèle à l'alphabet local. La prospérité des cités phéniciennes en fait des cibles toutes désignées pour l'Assyrie,.

#### Levant méridional: Philistins et Israélites
Plus au sud la côte méridionale de Canaan est la région qui a connu les bouleversements les plus importants, puisque c'est là qu'est la plus visible l'implantation des Peuples de la mer, par le biais de différents éléments matériels rappelant les cultures du monde égéen, notamment la poterie peinte. Les Philistins sont ceux dont l'implantation a eu le plus de succès (mais il s'en trouvait d'autres, comme les Tjeker). Ils s'emparent de plusieurs cités de Canaan, dont les principales deviennent les capitales de royaumes philistins (la « Pentapole » : Gaza, Ekron, Ashkelon, Gath, Ashdod), et le pays prend le nom de Philistie. Ils se fondent rapidement dans la population locale, au point que leur langue, sans doute indo-européenne, disparaît rapidement et que les dialectes sémitiques restent dominants. De même la culture matérielle prend un profil local, et les dieux vénérés sont surtout sémitiques (Dagon, Baal-zebub). Les Philistins sont connus par la Bible comme de redoutables guerriers, s'étendant en direction de l'intérieur, devenant les ennemis mortels des Israélites qui ne parviennent à les repousser qu'après une longue période de conflits.
En effet dans les hautes terres du Levant méridional émerge au même moment l'Israël antique. Son histoire est certes documentée par la Bible, mais il est difficile de retrouver la vérité historique derrière des textes écrits et remaniés tardivement (surtout à compter du VIe siècle av. J.-C.) pour former un discours théologique articulé autour de l'Alliance entre Dieu et le peuple d'Israël. La critique textuelle des livres bibliques, les découvertes archéologiques et l'apport des textes provenant des régions voisines permettent d'affiner un peu la connaissance de cette période. En gros tout ce qui est relaté dans la Torah (époque des Patriarches, esclavage en Égypte, Exode hors d'Égypte et conquête de Canaan) est renvoyé au rang de récits légendaires ayant au mieux un rapport lointain avec des personnes et des faits ayant réellement existé ; cela est cependant présenté comme historique par les approches plus conservatrices et fondamentalistes. On retient en revanche que les conflits contre les Philistins rapportés dans les livres des Juges et des Rois contiennent le souvenir d'un contexte conflictuel ayant motivé les populations des hautes terres à mieux s'organiser, ce qui contribue fortement à l'émergence d'une identité collective et à l'apparition de l'État. L'archéologie identifie après la fin du Bronze récent une phase de très faible peuplement sédentaire des hautes terres, puis une réoccupation, avec une croissance progressive de l'habitat et l'apparition de sites fortifiés, se dotant d'une architecture monumentale au moins dans la seconde moitié du Xe siècle av. J.-C. Les sources textuelles extra-bibliques indiquent assurément la présence au IXe siècle av. J.-C. de deux royaumes, Israël au nord autour de Samarie, plus riche et urbanisé, et Juda au sud autour de Jérusalem, moins peuplé et plus rural, dont l'histoire correspond au moins dans les grandes lignes à ce qui est rapporté dans les deux Livres des Rois (l'existence de la monarchie unifiée de Saül, David et Salomon étant en débat). Leur culture matérielle est similaire (par exemple maison à quatre pièces), de même que leur religion, issue du fonds cananéen, avec pour dieu national Yahweh. Les premières formes de l'alphabet hébreu sont développées durant cette période, et la pratique de l'écriture se diffuse, permettant l'émergence d'une littérature qui comprend les plus anciens textes qui devaient par la suite être intégrés au corpus biblique.
À l'est du Jourdain se développent également plusieurs entités politiques, peu documentées : Édom, Moab et Ammon.

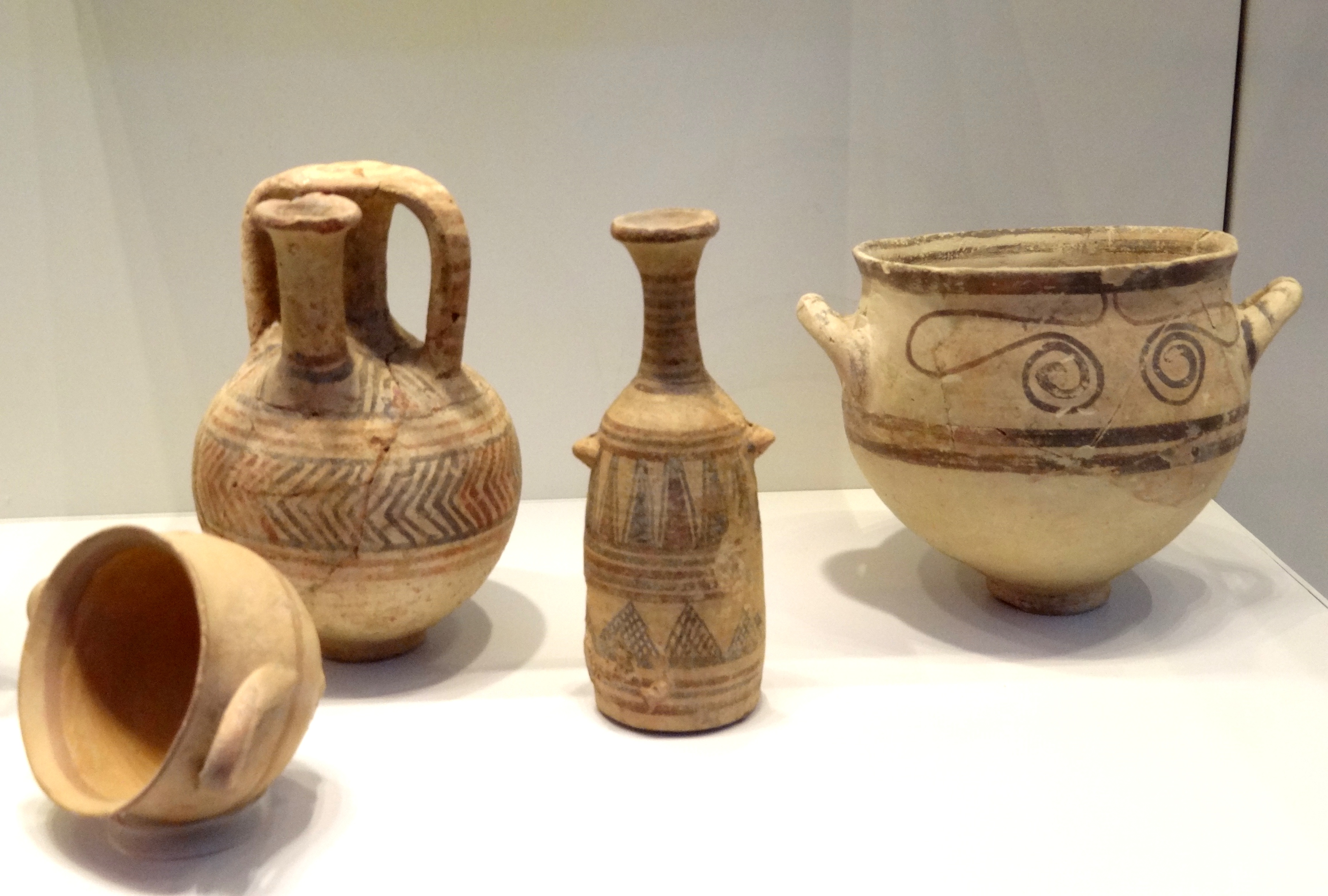
Poterie peinte monochrome de type « philistine I », avec une inspiration égéenne, XIIe siècle av. J.-C. Musée d'Israël.
Les royaumes d'Israël et de Juda et leurs voisins vers 850 av. J.-C.
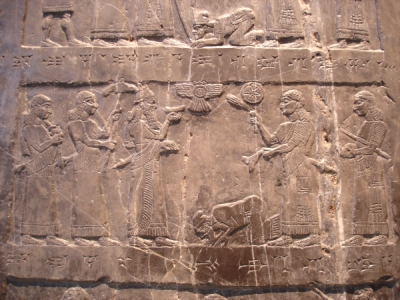
Le roi Jéhu d'Israël aux pieds de Salmanazar III d'Assyrie, v. 825 av. J.-C. Détail de l'« obélisque noir », British Museum.
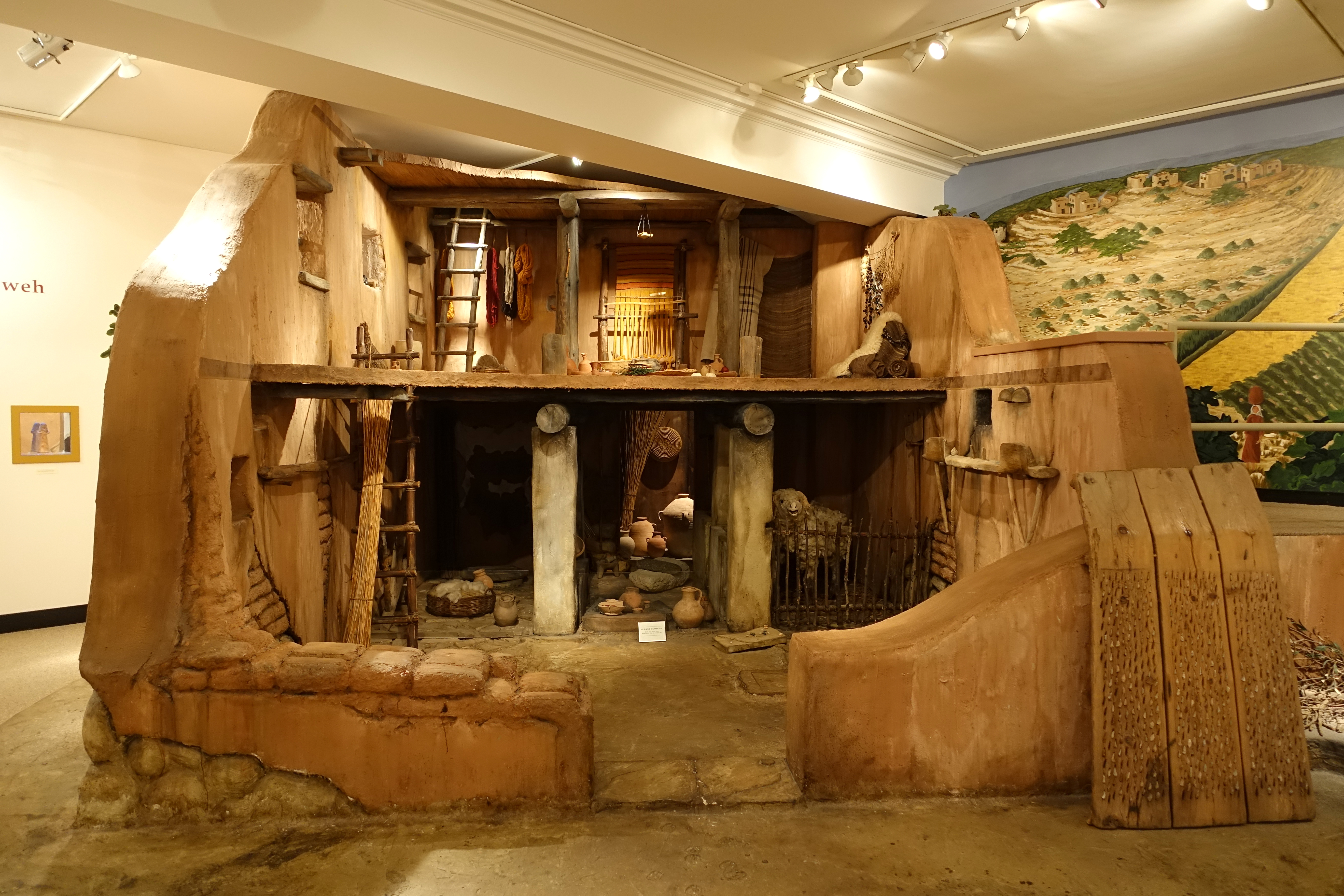
Reconstitution d'une « maison à quatre pièces » typique de Juda à l'âge du fer. Harvard Semitic Museum.
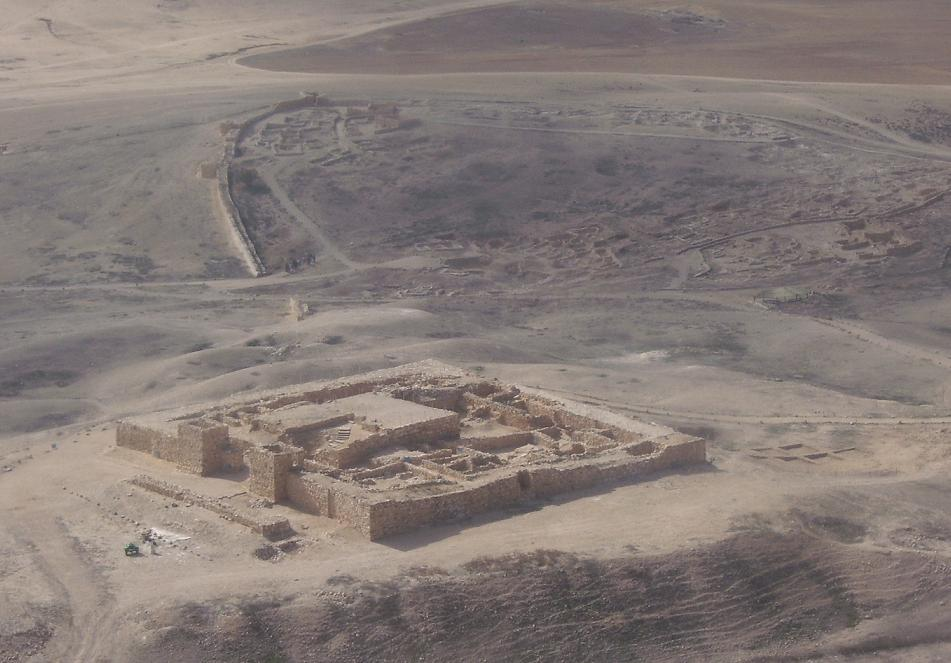
Ruines de la forteresse de Tel Arad, royaume de Juda, VIIIe siècle av. J.-C.
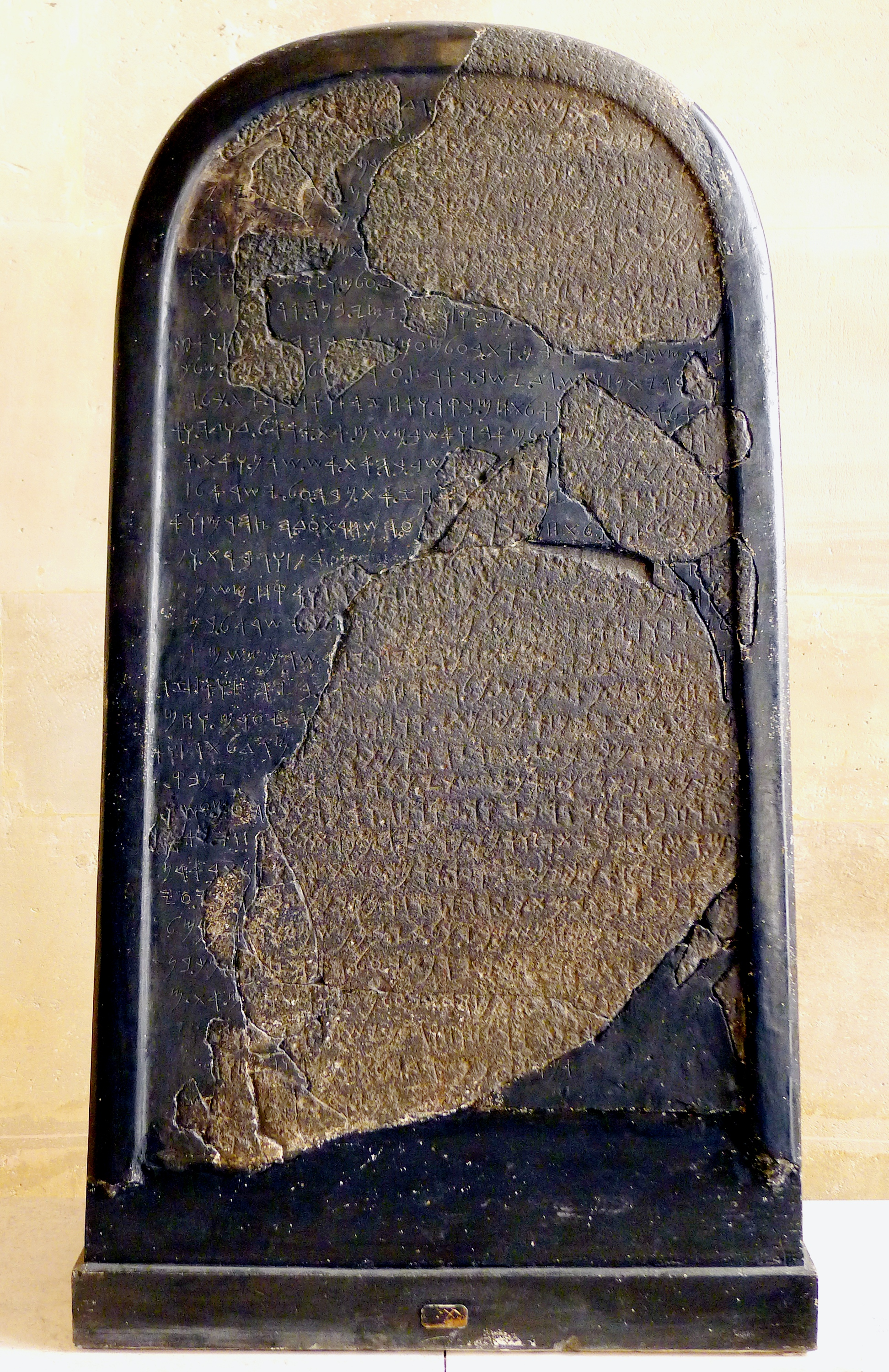
Stèle de Mesha, roi de Moab, milieu du IXe siècle av. J.-C. Musée du Louvre.

#### Chypre
Chypre, qui a été très bouleversée par la période de la fin de l'âge du bronze, reçoit manifestement un important afflux de populations grecques, à qui sont attribuées les fondations de plusieurs cités (Salamine de Chypre, Amathonte, Paphos, Kourion, Idalion, etc.). L'île est aussi une région d'accueil de la diaspora phénicienne, avec la fondation de Kition, et apparemment l'intégration d'Amathonte dans sa sphère culturelle. Se forme ainsi un réseau urbain important, marqué par la coexistence de petits royaumes de culture grecque ou phénicienne, souvent prospères mêlant divers éléments. Cela donne une nouvelle facette au profil culturel original de l'île, pont entre les mondes égéen et levantin. Ces royaumes attirent l'attention des puissances continentales qui proclament la dominer (Assyrie, peut-être aussi Tyr, puis l'Égypte).

#### Iran: Élamites, Mèdes, Perses, Mannéens
Dans le plateau Iranien de profonds changements surviennent également à cette époque. Le royaume élamite a décliné et s'est divisé en plusieurs entités politiques, qui poursuivent les traditions antiques et connaissent une phase de reprise au VIIIe siècle av. J.-C. même si cette contrée semble alors marquée par l'instabilité politique. Les Élamites deviennent des alliés des Babyloniens face aux Assyriens, et ils en payent à plusieurs reprises les conséquences. 
De nouvelles populations sont arrivées depuis l'Asie centrale, parlant des langues iraniennes. Les plus dynamiques dans un premier temps sont les Mèdes, installés dans la région de Hamadan. Les Assyriens les rencontrent pour la première fois au milieu du IXe siècle av. J.-C., et ils constituent progressivement des petits royaumes appuyés sur des sites fortifiés. Selon le récit de Hérodote ils connaissent un processus d'unification et forment un empire dominant la région, mais la fiabilité historique de ce récit a été mise en doute, le soi-disant empire mède restant élusif dans la documentation. 
L'autre peuple iranien qui apparaît à cette période sont les Perses, qui se fixent plus au sud dans la région qui prend leur nom (l'actuel Fars), jusqu'alors un territoire de tradition élamite ; il semble d'ailleurs que se produise rapidement un mélange entre les deux populations. La région est divisée en plusieurs entités politiques, semble un temps dominée par les Mèdes, jusqu'à ce qu'une dynastie perse, passée à la postérité sous le nom d'Achéménides, ne prenne le dessus au milieu du VIe siècle av. J.-C.. 
Autour du lac d'Ourmia les sources assyriennes et urartéennes documentent un autre peuple, les Mannéens, dont les origines sont obscures. Ils sont divisés en plusieurs royaumes qui opposent souvent une résistance difficile aux Assyriens avant de devenir leurs alliés.

### L'essor des empires

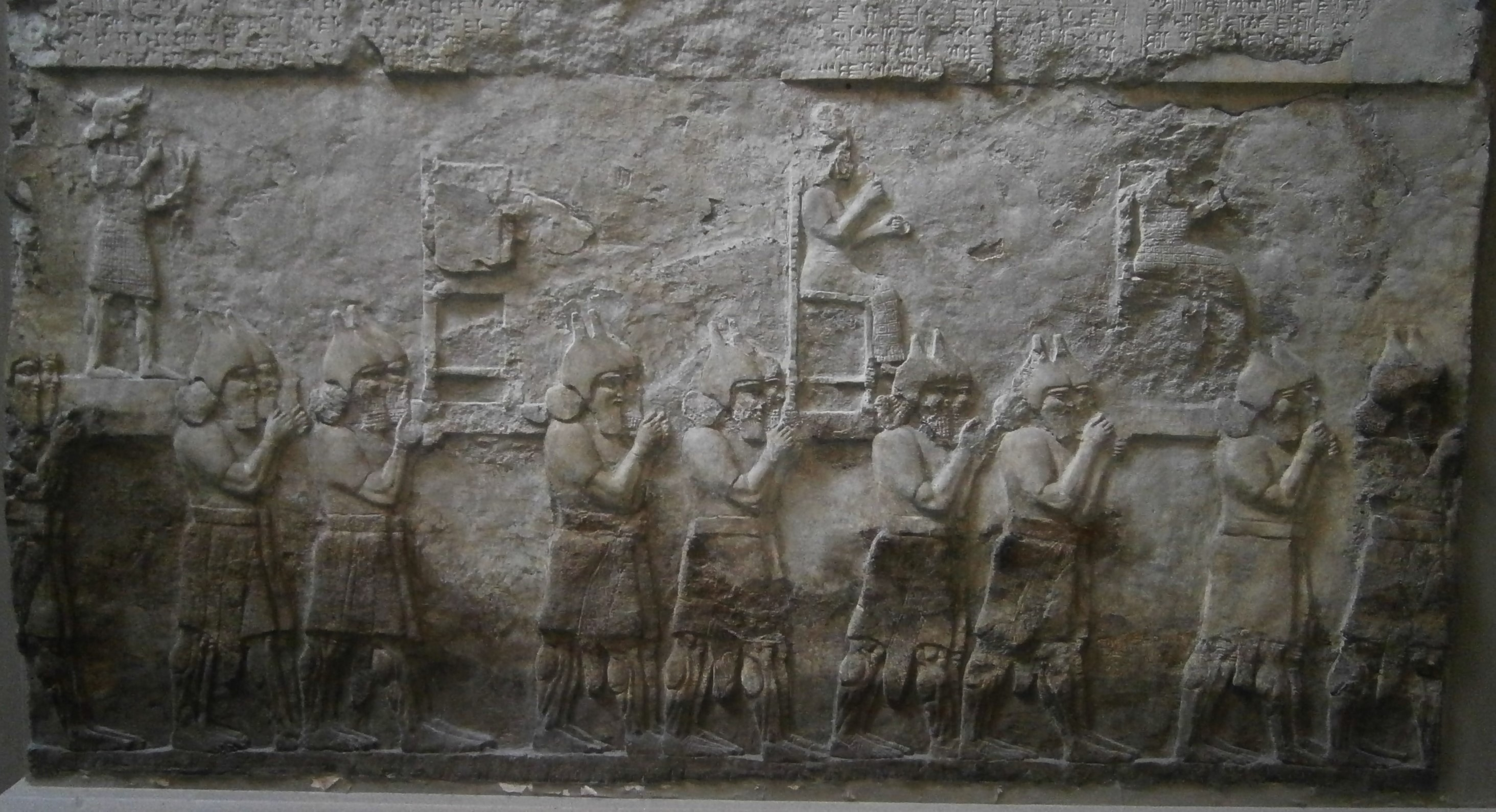
Soldats assyriens emportant des statues de divinités de vaincus. Bas-relief du palais central de Nimroud, règne de Tiglath-Phalazar III (745-727 av. J.-C.). British Museum.

Au fil du temps, les royaumes les plus puissants ont pris un aspect impérialiste affirmé, au point qu'on a coutume de désigner nombre d'entre eux comme des empires. Les empires peuvent être définis comme des « formations politiques hiérarchisées qui, par le biais des conquêtes militaires et des formes d'allégeance plus ou moins contraignantes, agrègent des populations et des territoires divers au profit d'un centre. » Les premiers empires existent au moins sur le plan des idées, nombre de rois mésopotamiens à la suite de ceux d'Akkad au XXIIIe siècle av. J.-C. se proclamant « roi du Monde » (plus exactement « roi des quatre parties (du Monde) », puisqu'ils se représentaient le Monde comme un espace plan divisé en quartiers). Mais si on prend en considération l'étendue territoriale et la nature du pouvoir, il y a beaucoup d'écart entre ces empires et ceux qui apparaissent à partir de la Mésopotamie durant la première moitié du Ier millénaire av. J.-C., qui sont multiethniques, exercent une hégémonie sur une majeure partie de leur monde connu, et disposent de centres du pouvoir d'une toute nouvelle dimension. Ce sont les prototypes des grands empires qui dominent les périodes suivantes de l'Antiquité et au-delà.

#### L'empire néo-assyrien
Les conflits du IXe siècle av. J.-C. ont permis à l'empire néo-assyrien de s'affirmer comme la principale puissance militaire du Proche-Orient, aucun autre royaume ou coalition n'étant en mesure de s'opposer durablement à son expansion. Cela rompt la situation de fragmentation et d'équilibre politique qui avait dominé les premières phases de l'âge du fer. À ce stade cependant les annexions sont plus l'exception que la norme, les rois assyriens se contentant d'une soumission des rois vaincus (si besoin remplacés par une autre personne jugée plus fidèle) et du prélèvement d'un tribut. La phase de reconquête est achevée et l'Assyrie s'étend sur des territoires qu'elle n'avait jamais dominés par le passé. Cet essor profite à un groupe de hauts dignitaires qui dispose de grands pouvoirs, alors que l'autorité du centre s'affaisse dans la première moitié du VIIIe siècle av. J.-C., que l'Urartu se fait plus menaçant, et que les révoltes de pays vassaux sont toujours monnaie courante. Mais le pouvoir royal ne semble jamais menacé, et les frontières du royaume sont maintenues.. Tiglath-Phalazar III (747-722) infléchit la politique impérialiste assyrienne vers la construction d'un véritable empire territorial, en procédant à l'annexion des vaincus, alors que le pouvoir royal se renforce, réduisant la marge de manœuvre des grands personnages du royaume. Cette politique est poursuivie par ses successeurs, les rois « Sargonides » (Sargon II, Sennachérib, Assarhaddon et Assurbanipal) qui portent l'empire néo-assyrien à son apogée. L'Urartu, la Babylonie, l'Élam puis l'Égypte sont vaincus à plus d'une reprise, les royaumes de Syrie et du Levant annexés l'un après l'autre, une partie de leur population déportée et délocalisée dans d'autres provinces, ou en Assyrie même.
Dans ce pays sont érigées des capitales de plus en plus monumentales : après Nimroud (Kalkhu) au IXe siècle av. J.-C., Khorsabad (Dur-Sharrukin) à la fin du VIIIe siècle av. J.-C. et enfin Ninive juste après, capitale d'une taille sans équivalent, dont la citadelle voit l'érection de deux palais monumentaux où les bas-reliefs glorifient la puissance des monarques assyriens. Le pouvoir de ces derniers a pris un tournant plus autoritaire que jamais. On y collecte aussi des tablettes savantes, notamment depuis la Babylonie (qui reste en position dominante culturellement), constituant la « Bibliothèque d'Assurbanipal » qui ouvre la tradition des grandes bibliothèques savantes antiques.

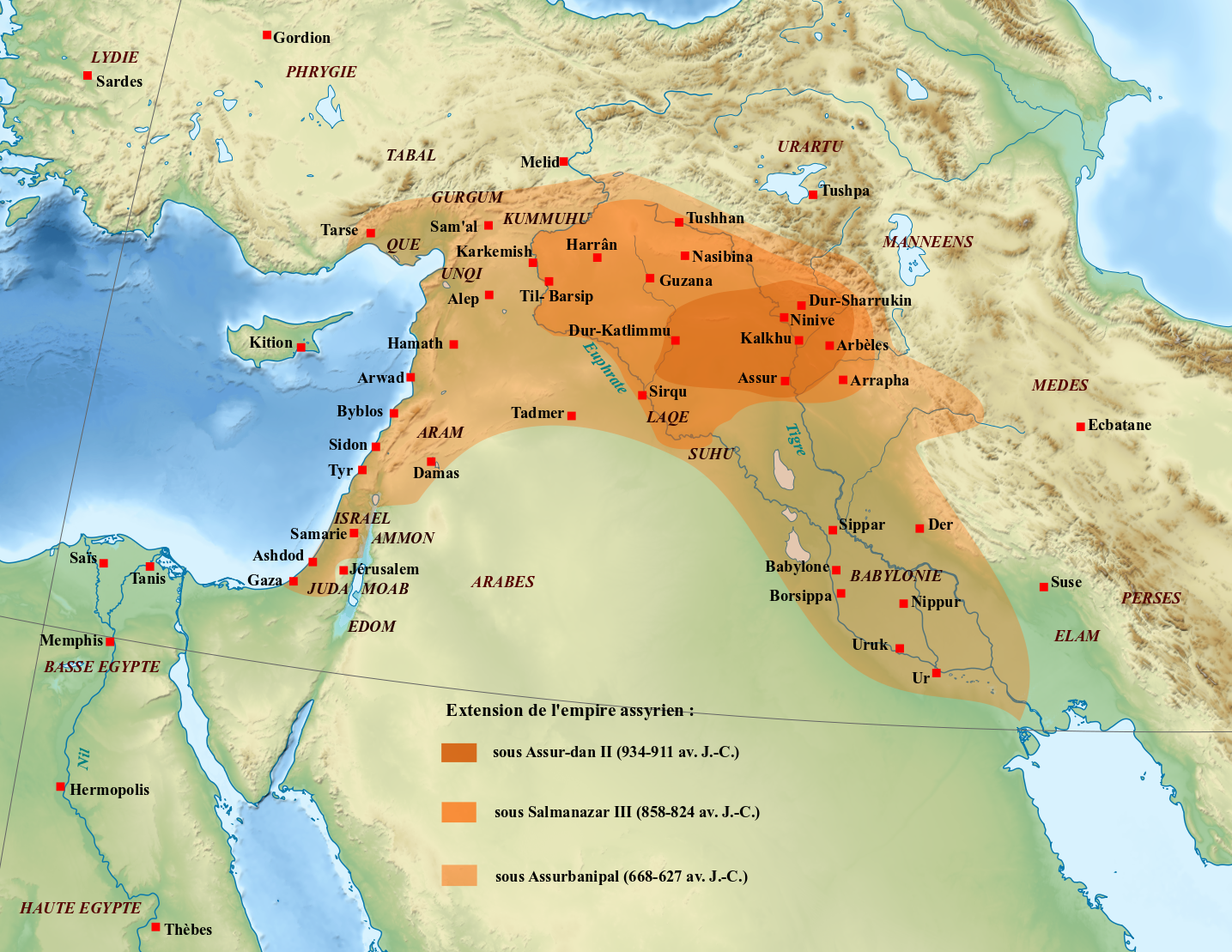
Carte des différentes phases d'expansion de l'empire néo-assyrien.
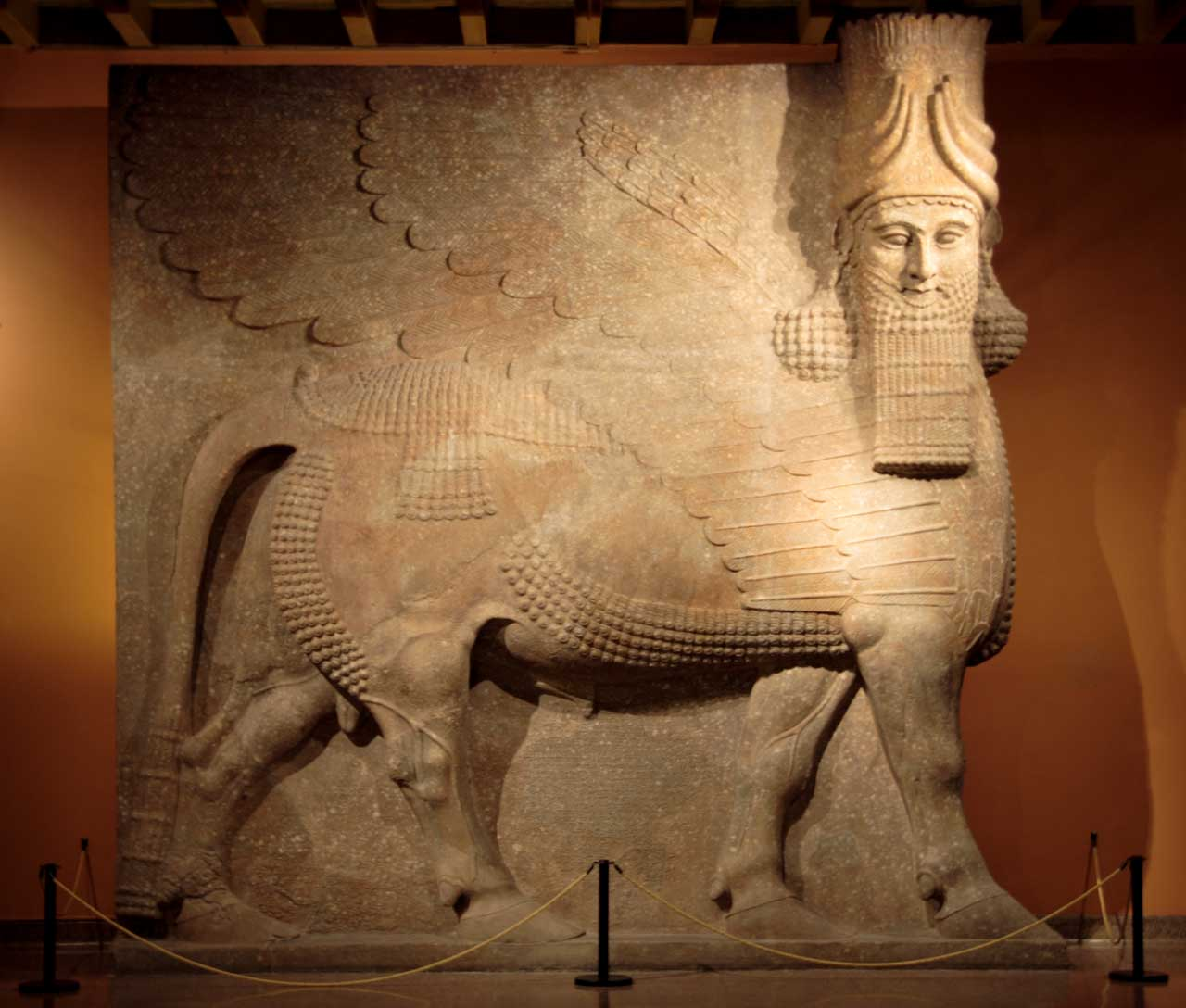
Taureau androcéphale ailé colossal du palais royal de Khorsabad. Musée de l'Oriental Institute de Chicago.
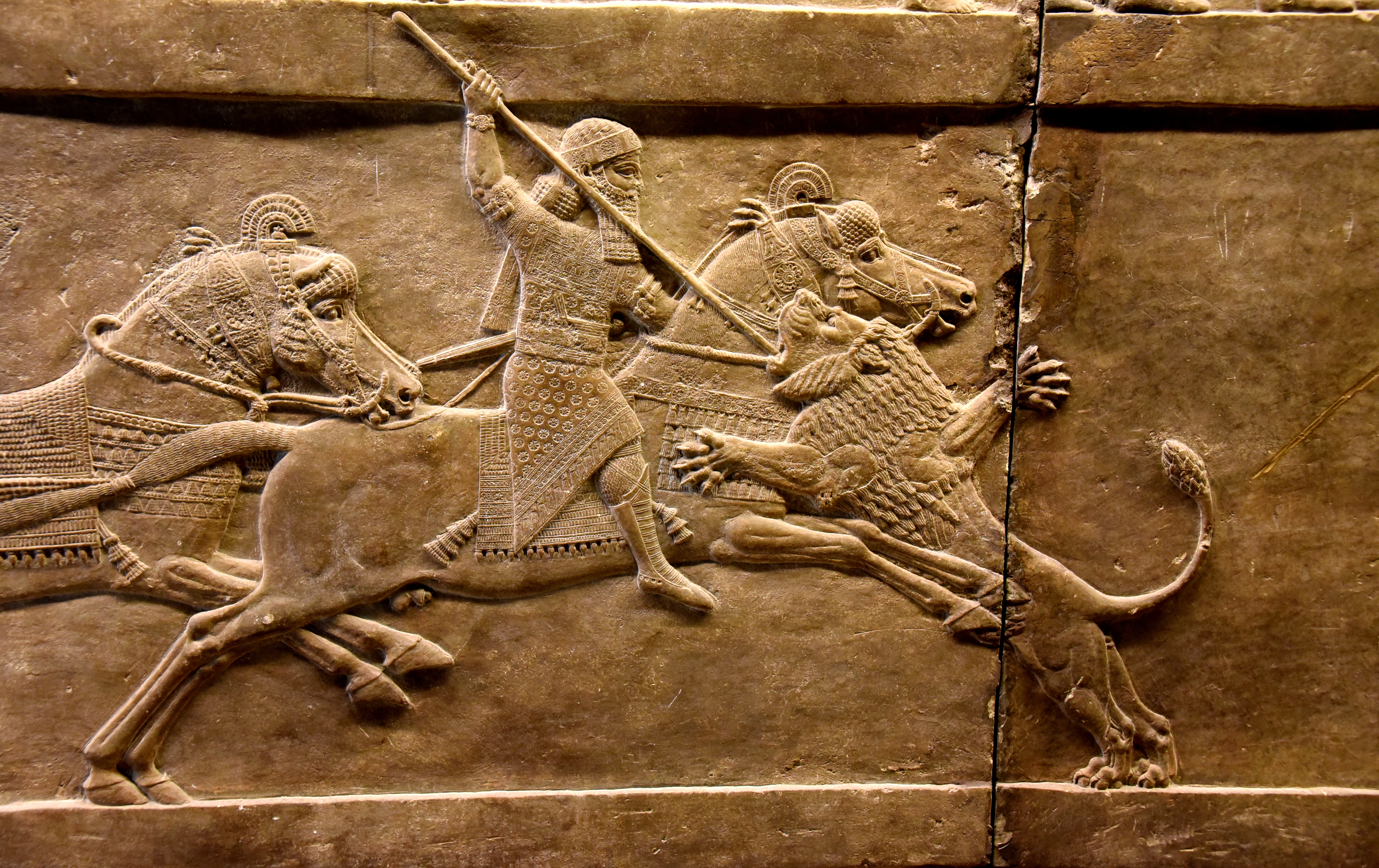
Assurbanipal à cheval contre un lion. Palais nord de Ninive, British Museum.
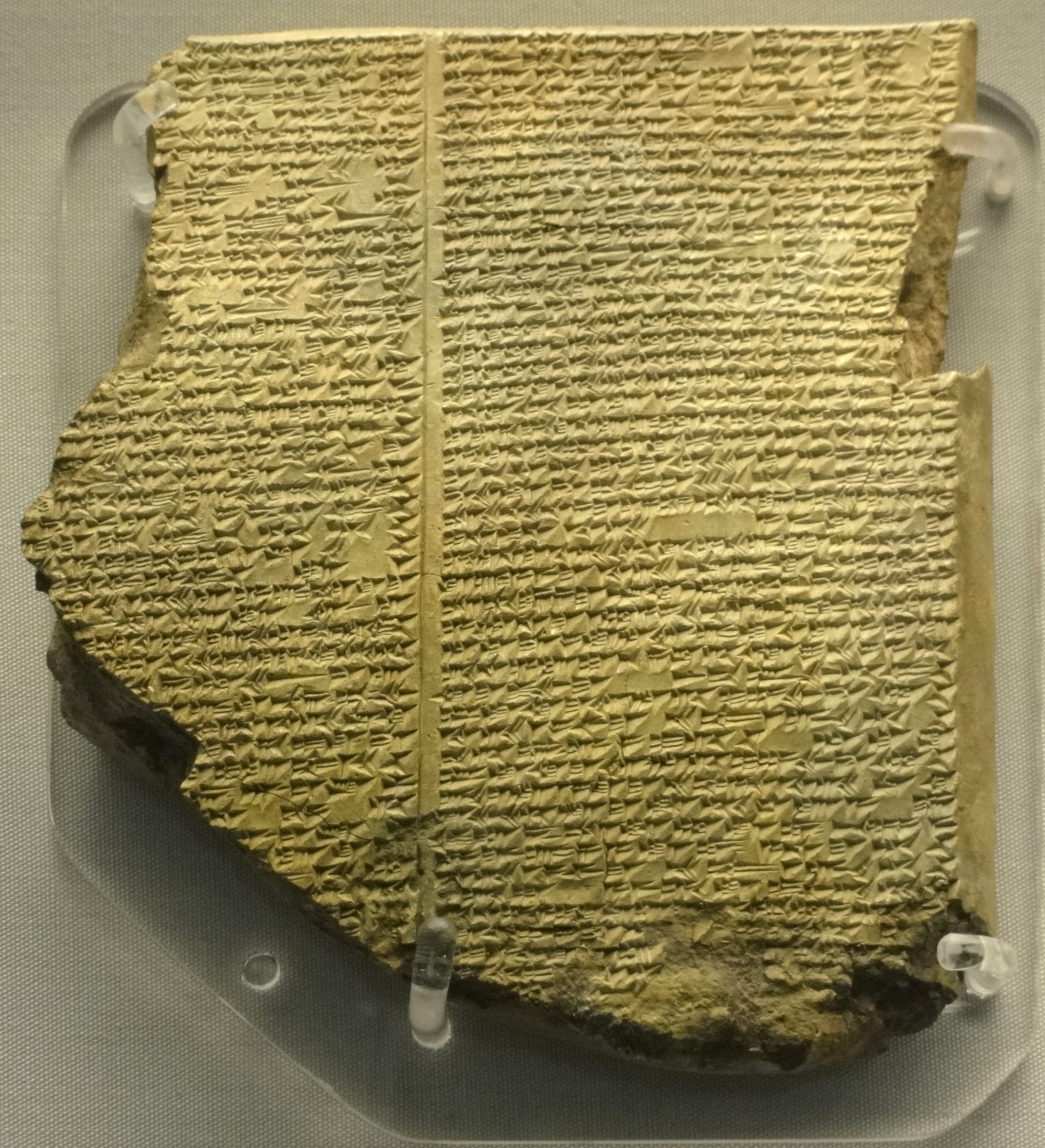
Tablette de Ninive racontant le mythe du Déluge dans sa version de l'Épopée de Gilgamesh. British Museum.
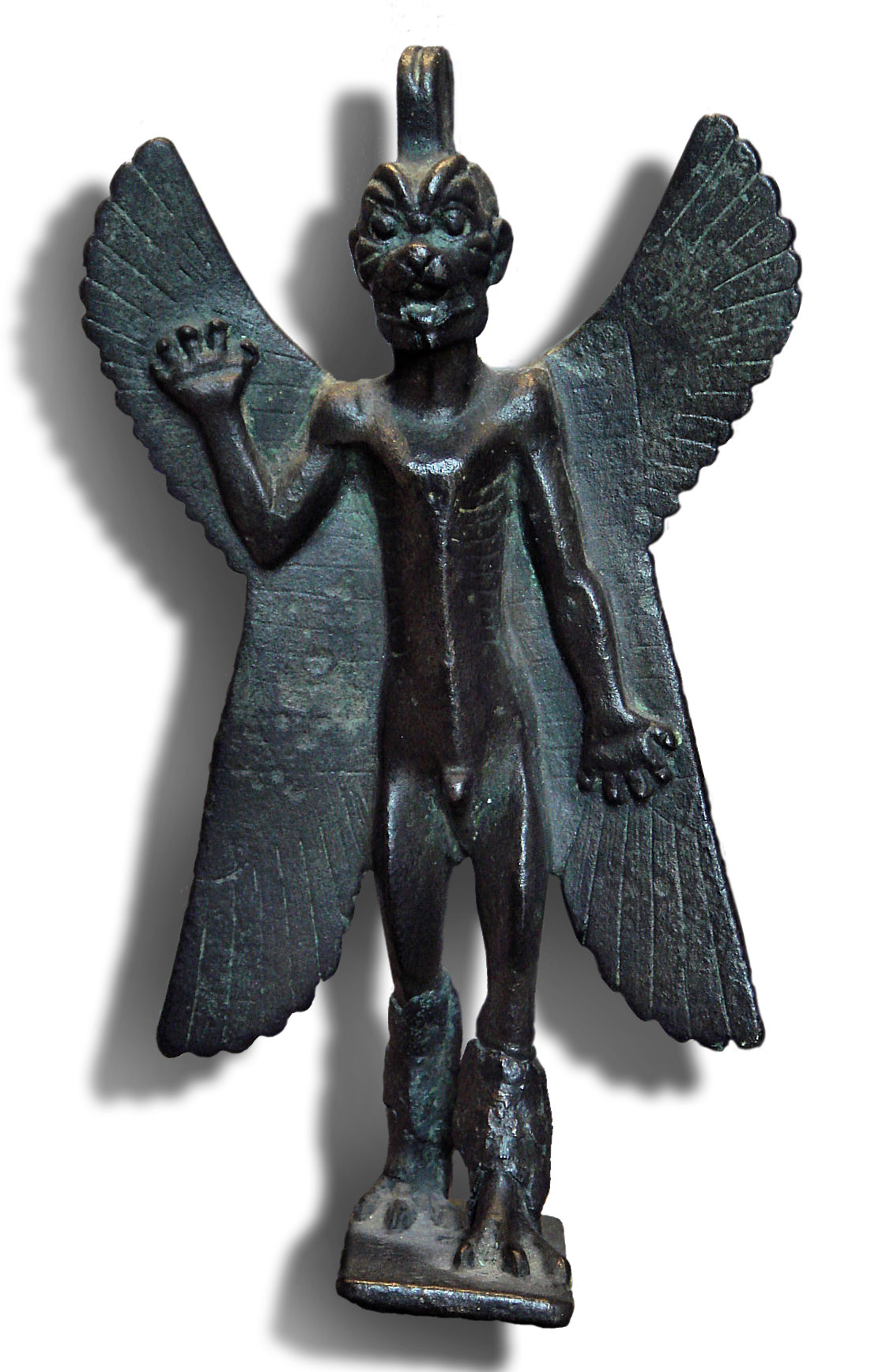
Statuette protectrice du démon Pazuzu, musée du Louvre.

Mais la domination assyrienne n'est jamais acceptée et les rois sont confrontés à des révoltes dans à peu près toutes leurs provinces, y compris en Assyrie même, où les successions engendrent à plusieurs reprises des crises. Après la mort d'Assurbanipal vers 630 ces problèmes éclatent à nouveau, mais cette fois-ci aucun des rois qui se succède ne parvient à rétablir la situation. Cela profite à un rebelle babylonien, Nabopolassar, qui repousse les Assyriens avant de les attaquer chez eux. Il est rejoint par les Mèdes, et l'alliance des deux scelle la fin de l'empire assyrien, dont les métropoles sont détruites impitoyablement entre 615 et 609 av. J.-C.,

#### L'empire néo-babylonien
L'empire néo-babylonien succède à l'empire assyrien dont il reprend à peu de chose près l'extension, même si son rayon d'action est moins étendu. Son principal souverain, Nabuchodonosor II (604-569 av. J.-C.), s'assure la domination du Levant face à l'Égypte durant les dernières années du règne de son père. Il y retourne pour soumettre brutalement les cités de Phénicie, de Philistie et de Juda. L'afflux de richesses et d'hommes en Babylonie à la suite des pillages et déportations (sur lesquelles les rois babyloniens ne se sont pas étendus dans leurs textes et leur art à la différence de leurs prédécesseurs assyriens) permet à Nabopolassar et Nabuchodonosor II d'y entreprendre de grands travaux, dominés par la restauration des principaux monuments de Babylone, qui devient alors une véritable « mégapole », et affirme son statut de cité sainte et de haut lieu de la culture autour du grand temple du dieu national Marduk, l'Esagil. Les campagnes babyloniennes font également l'objet de travaux de mise en valeur, et sont très productives. En revanche le développement des provinces ne semblent pas vraiment avoir préoccupé les rois babyloniens, qui se sont certes appuyés sur la prospérité des cités phéniciennes mais ont laissé plusieurs régions dans la désolation après leurs destructions (Assyrie, Juda, Philistie). Après la mort de Nabuchodonosor II, les successions sont houleuses, et le seul roi à rester durablement sur le trône, Nabonide (556-539 av. J.-C.) est très contesté par une partie de l'élite babylonienne, en particulier le clergé,.

L'extension approximative de l'empire néo-babylonien.
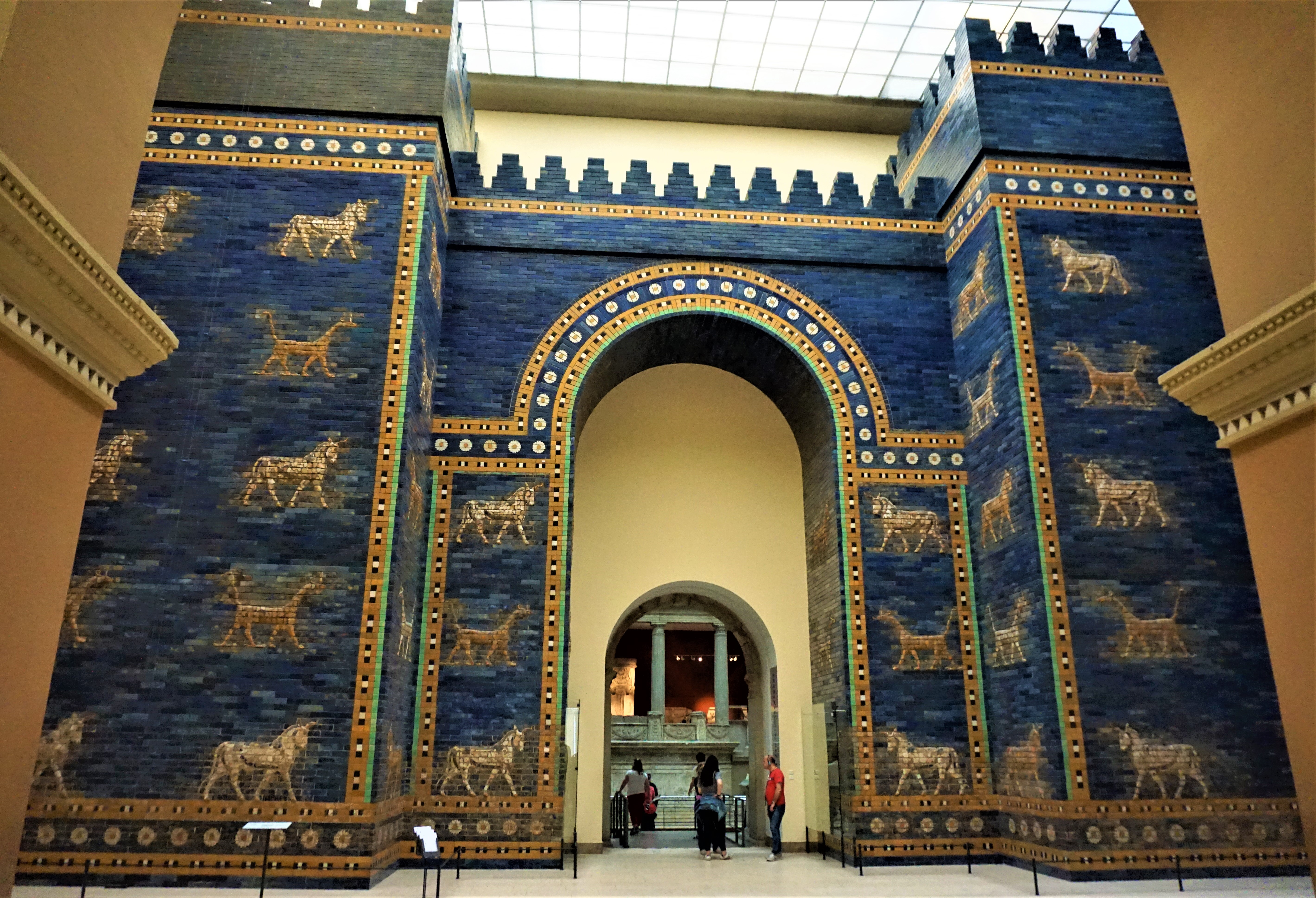
La Porte d'Ishtar de Babylone, VIe siècle av. J.-C., reconstituée au Pergamon Museum de Berlin.
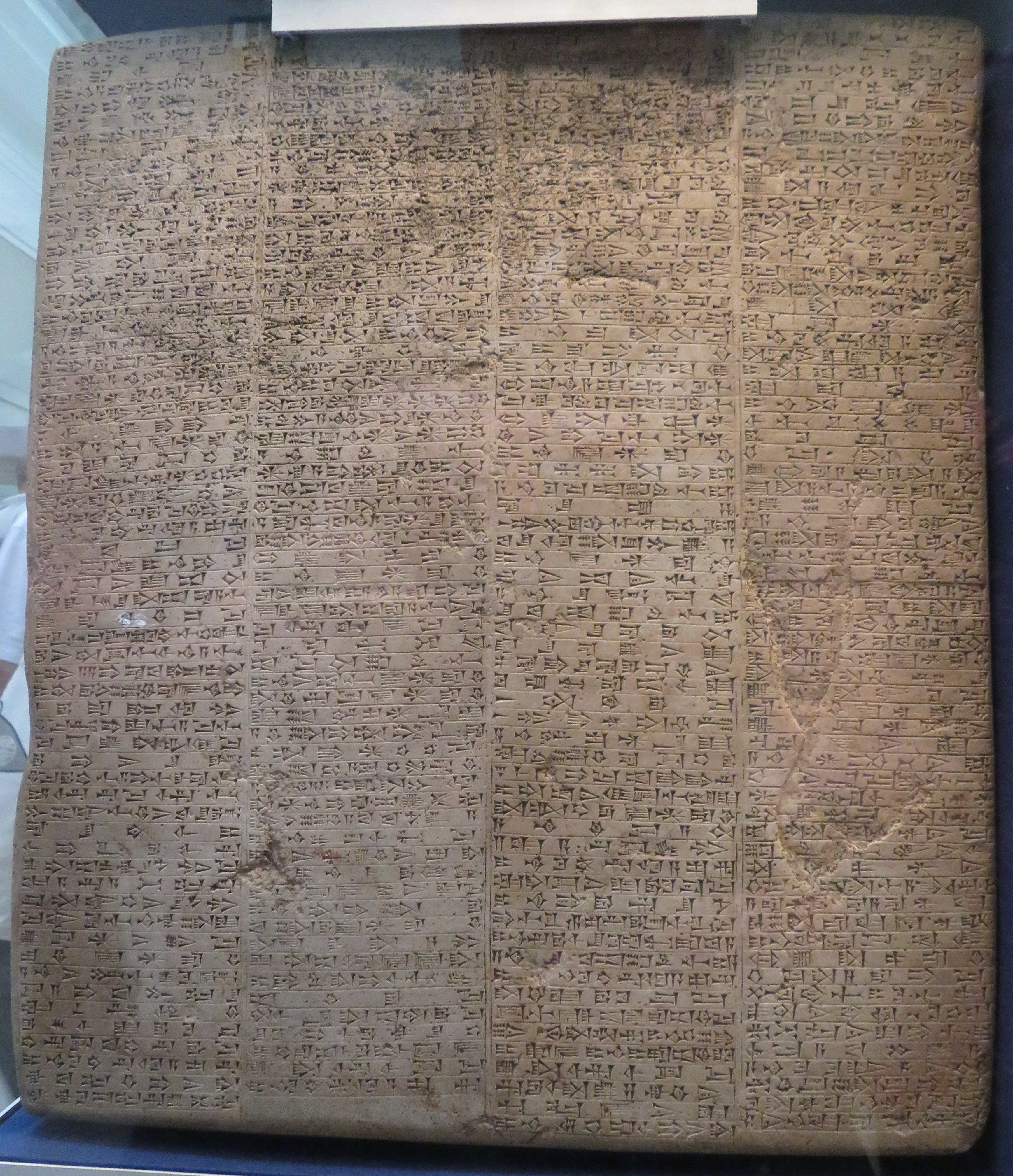
Inscription sur pierre du roi Nabuchodonosor II de Babylone (605-562 av. J.-C.). British Museum.

#### L'empire achéménide
Le second vainqueur des Assyriens, les Mèdes, sont très peu documentés. Si on suit Hérodote ils auraient constitué un véritable empire après leur victoire, mais cela ne ressort d'aucune autre source de l'époque,. Quoi qu'il en soit au milieu du VIe siècle av. J.-C. les Perses de la lignée des Achéménides conduits par Cyrus II se révoltent contre leur domination et les battent, posant alors les bases de leur empire (vers 550). Les troupes perses se dirigent ensuite en Anatolie où elles défont les Lydiens, avant d'instaurer leur autorité sur l'Ionie. Après avoir étendu son territoire vers l'Asie centrale, Cyrus s'empare de Babylone en 539, mettant ainsi fin au dernier grand royaume mésopotamien. Il prend alors possession de tout son territoire. Son fils Cambyse II conquiert l'Égypte en 525, mettant fin à la dynastie saïte. Sa mort aboutit à une révolte et à l'intronisation de Darius Ier. Celui-ci et son fils Xerxès Ier sont connus pour leurs échecs à soumettre la totalité de la Grèce lors des Guerres médiques, mais à l'échelle de leur empire cet échec est très relatif puisqu'ils portent ses frontières à leur maximum d'extension. Les règnes suivants sont marqués par plusieurs troubles successoraux, des revers militaires tels que celui ouvrant une nouvelle période d'indépendance de l'Égypte (de 404 à 343), mais l'édifice impérial perse est solide. Il repose sur l'héritage des empires mésopotamiens, même si les Perses ont érigé de grandes capitales en Perse (Pasargades, Persépolis, Suse). Les rois perses sont à leur tour des monarques absolus, gouvernant au nom de leur grand dieu, Ahura Mazda. Ils dirigent en s'appuyant sur l'élite perse, qui dispose notamment de la direction des satrapies, grandes provinces qui sont la base de l'organisation territoriale perse, qui à l'échelle inférieure s'appuie sur les structures locales, dont les traditions ne sont pas bousculées du moment qu'elles respectent l'autorité perse. C'est donc manifestement une organisation du pouvoir souple, mais qui réagit avec brutalité lorsqu'elle est contestée,.

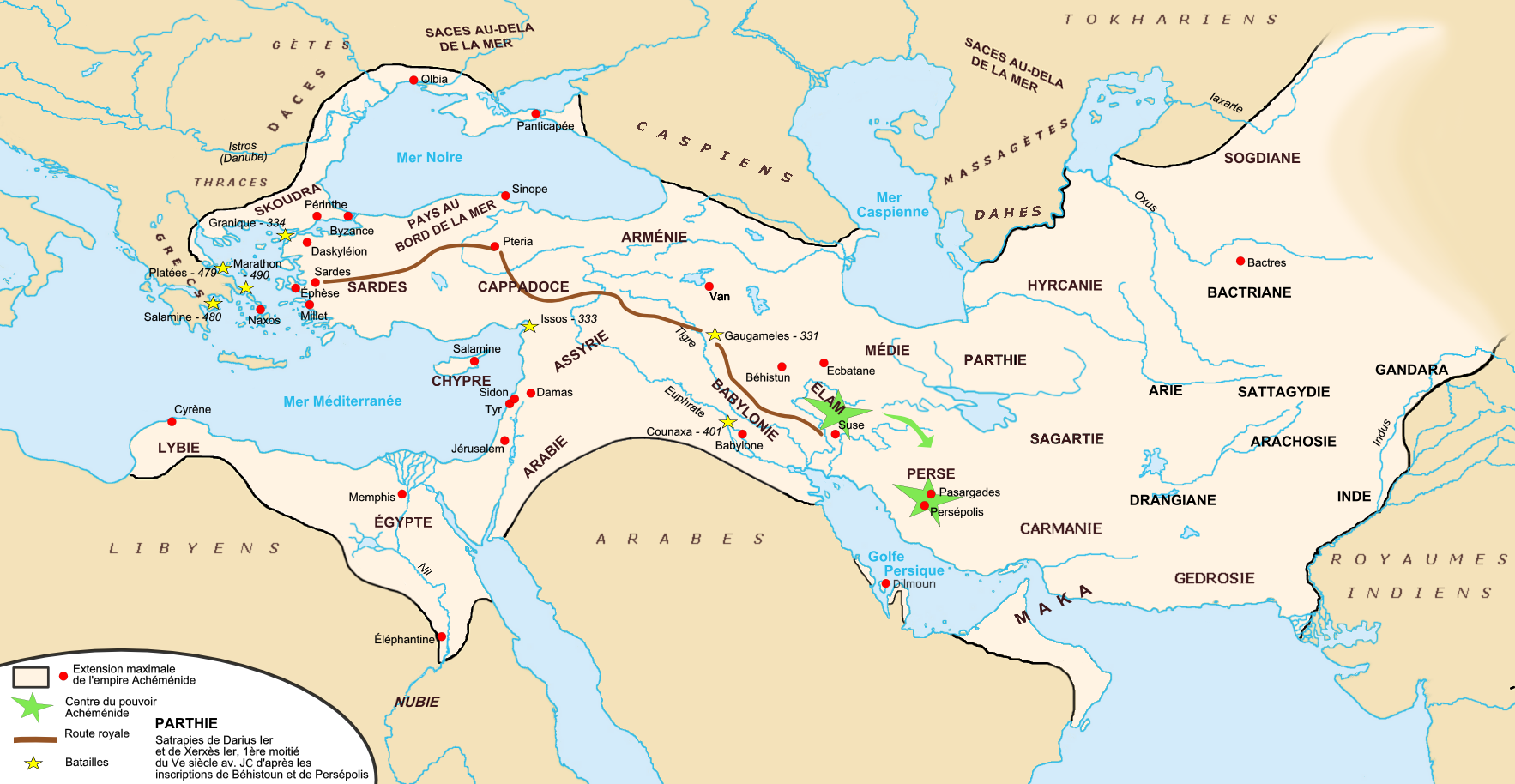
L'Empire achéménide sous Darius Ier.
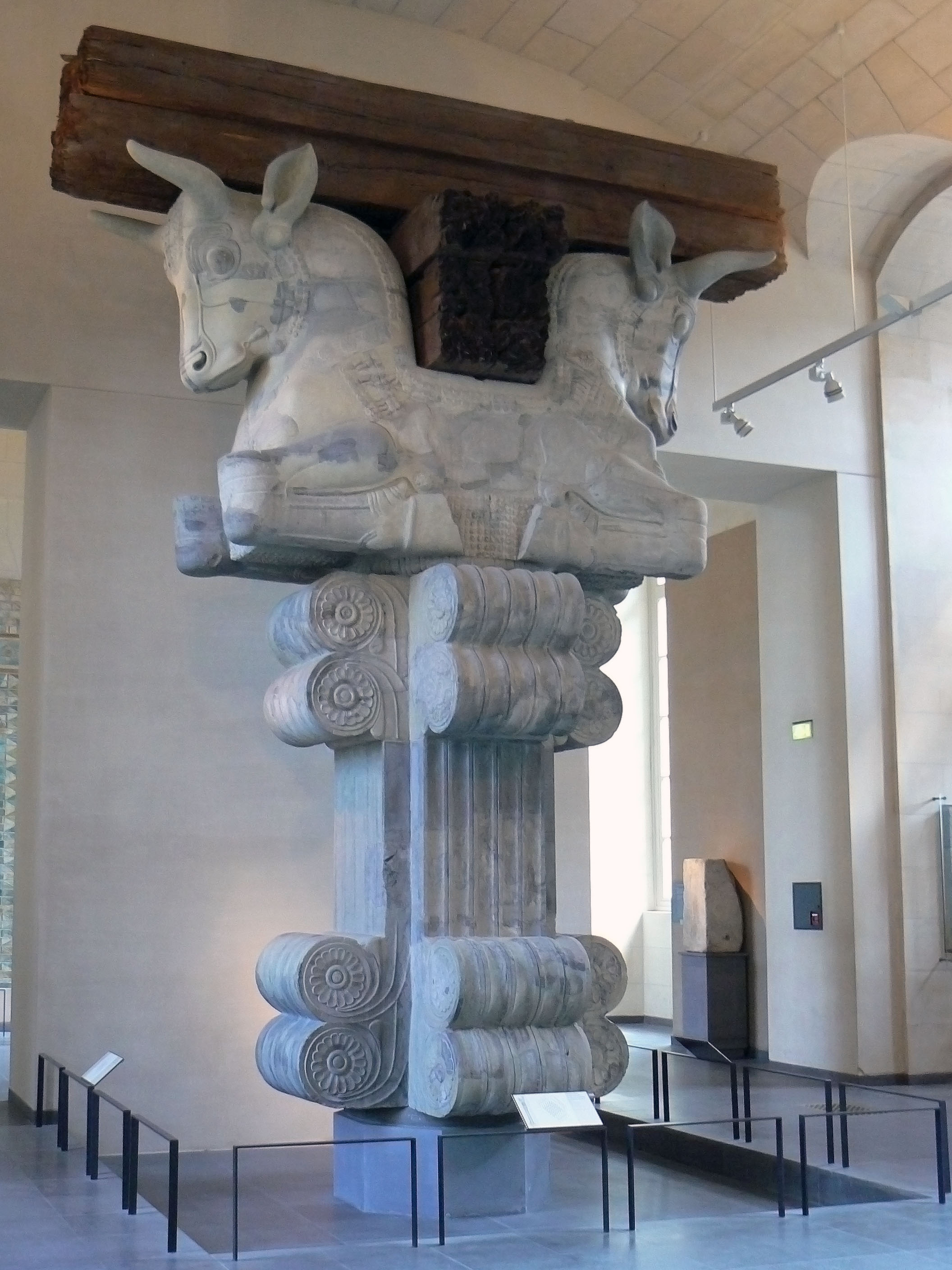
Chapiteau en forme de taureaux du palais de Suse. Musée du Louvre.
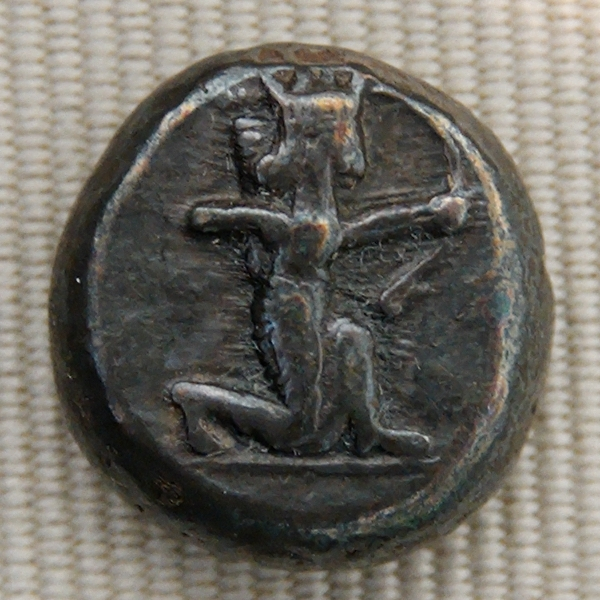
Sicle d'argent (droit) du règne de Darius Ier montrant le roi en train de tirer à l'arc, Cabinet des médailles de la Bibliothèque nationale de France.
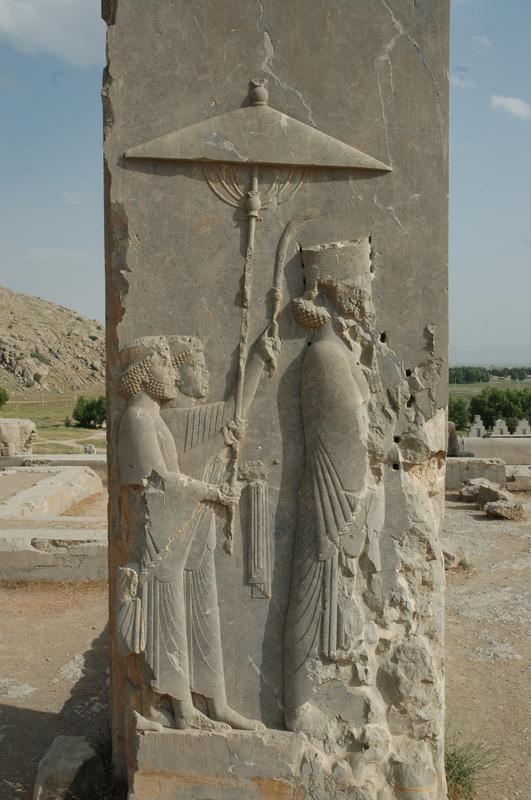
Le roi Xerxès Ier, un bas-relief d'une porte de son palais de Persépolis.

#### La diaspora judéenne et la composition de la Bible
Dans le Levant méridional, la fin du royaume d'Israël en 722 av. J.-C. s'est accompagnée de l'essor de celui de Juda, où se produisent sans doute les premières phases rédactionnelles de nombreux textes bibliques (notamment sous le règne de Josias, 640-609), en particulier ceux proclamant la centralité du temple Yahweh de Jérusalem, maintenant que la cité rivale de Samarie est tombée. Puis les deux prises de Jérusalem qui ont lieu sous le règne de Nabuchodonosor II, qui succèdent à plusieurs défaites de Juda face à l'Assyrie, se soldent par la destruction du grand temple. Les déportations qui s'ensuivent sont certes des événements qui ont bien d'autres équivalents à la même époque, mais leur impact sur le futur est considérable. Le retour de certains d'entre eux à Juda, autorisé après la chute de Babylone, pour reconstruire le temple de Jérusalem (débutant la période du Second Temple), achève la constitution d'une diaspora judéenne, dont les pôles sont la Judée, la Babylonie, et également l'Égypte qui a accueilli des réfugiés après les destructions babyloniennes. C'est durant les époques néo-babylonienne et achéménide que le monothéisme apparaît définitivement, et que des scribes entreprennent une phase décisive de révision, rédaction et de compilation des textes constituant la Bible hébraïque, repensés à la lumière de la défaite et de l'exil : cela concerne en premier lieu le récit de la Torah (à commencer par la Genèse et l'Exode), mais aussi les livres prophétiques de Jérémie, d'Esdras, de Néhémie, d'Isaïe, ou encore le livre de Job,.

#### L'expansion de l'araméen
Du point de vue linguistique, cette période voit l'araméen se répandre et devenir la langue vernaculaire de la Mésopotamie et aussi du Levant méridional, en plus de la Syrie. Il devient en plus progressivement la lingua franca du Moyen-Orient : l'« araméen d'empire » est ainsi la variante de l'araméen employée par l'administration perse achéménide pour les communications entre provinces (alors qu'à l'intérieur de celle-ci chaque région écrit suivant ses propres habitudes). Cette évolution est en bonne partie le produit de l'expansion du peuplement araméen, notamment à la suite des déportations entreprises par les Assyriens. C'est dont une situation paradoxale dans laquelle la langue des vaincus a pris le pas sur celles des conquérants. L'araméen garde ce statut jusqu'à l'essor du grec à l'époque hellénistique.

### L'époque hellénistique et parthe

#### Alexandre et les Séleucides, l'hellénisme

L'empire d'Alexandre le Grand.
Les royaumes des Diadoques.
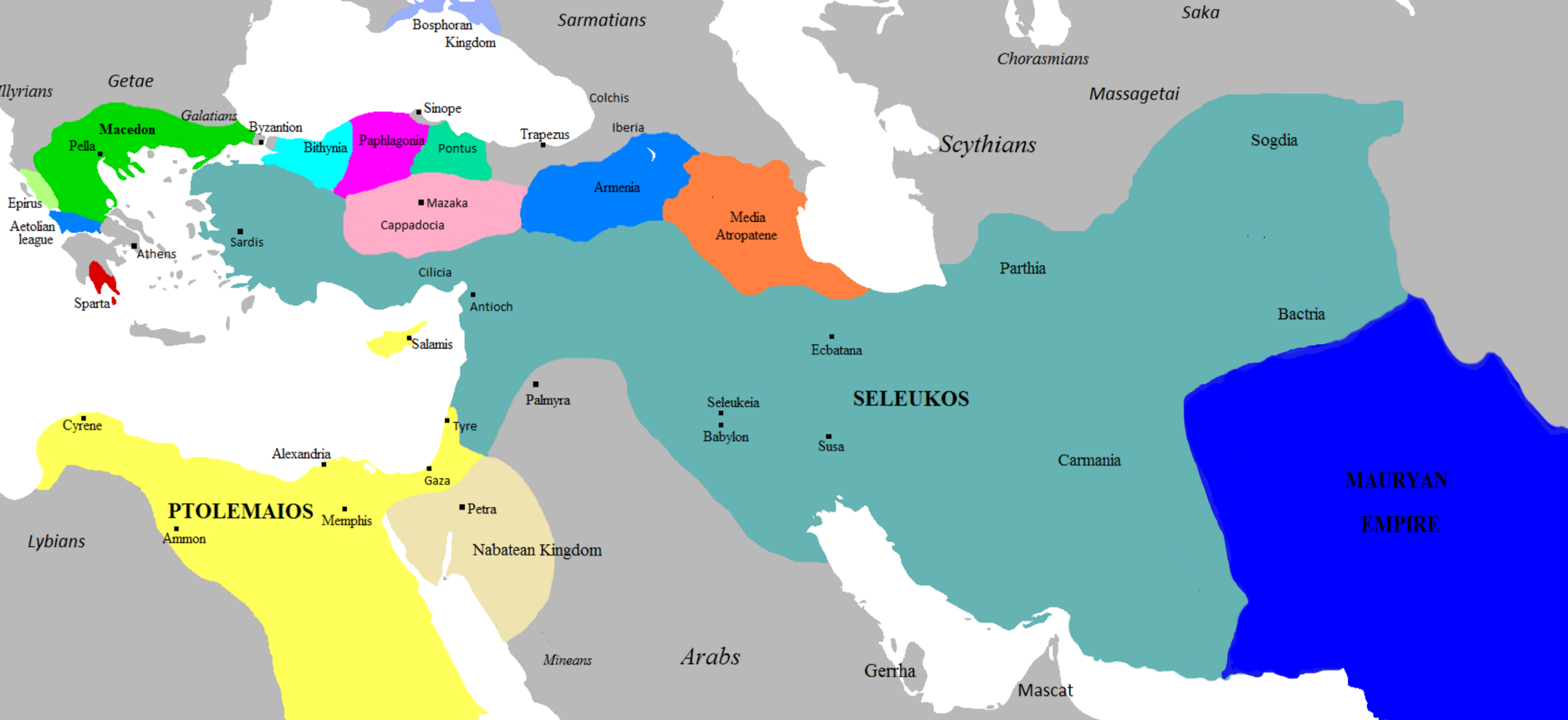
Le monde hellénistique vers 281 av. J.-C.

Après la mise au pas de la Grèce par la Macédoine et sa puissante armée (reposant notamment sur la phalange), son roi Alexandre (III) part à l'assaut de l'empire perse en 336 av. J.-C. Il lui faut à peine cinq ans pour faire tomber son rival Darius III (bataille de Gaugamèles puis entrée dans Babylone en 331), et dominer l'Anatolie, le Levant, l’Égypte, et la Mésopotamie. Il poursuit sur sa lancée en emmenant ses troupes à travers le plateau Iranien, jusqu'en Asie centrale et dans la vallée de l'Indus en 326-325, avant que celles-ci ne le forcent à rebrousser chemin après une dizaine d'années de campagnes sans interruption. Entre-temps il a fondé plusieurs colonies, cités grecques dans les zones conquises, récompenses pour ses soldats et instruments de domination, la première et la plus fameuse étant Alexandrie d'Égypte. De retour en Perse puis en Babylonie, il s'attelle à l'organisation de son empire, notamment par une politique d'intégration de l'élite perse dans son appareil politique, mais sa mort en 323 laisse son héritage incertain,.
Après la mort d'Alexandre, comme il n'avait pas de successeur désigné, ses généraux macédoniens, les Diadoques, combattent pour se partager son empire. Aucun ne l'emportant, celui-ci est divisé, et s'installent trois royaumes dominants dirigés par des dynasties macédoniennes, la Macédoine, le royaume des Lagides, et celui des Séleucides. Ils contrôlent des territoires majoritairement peuplés de non-grecs, et coexistant avec beaucoup d'autres formations politiques plus ou moins autonomes (royaumes, cités, ligues). S'ouvre alors la « période hellénistique » (323-31/30 av. J.-C.).
Le Levant, la Mésopotamie et l'Iran sont le domaine des Séleucides, dynastie fondée par Séleucos Ier, qui est la plus marquée par l'héritage institutionnel et politique achéménide, repose en bonne partie sur les richesses de la Babylonie, aussi sur la Syrie du nord où se trouve la « Tétrapole », cités fondées par Séleucos pour servir de centres de pouvoir, les Séleucides employant à leur tour une politique de colonisation et de fondation de cités grecques (« poliadisation ») active. Mais sa domination sur le Levant est menacée par les Lagides jusqu'à la fin du IIIe siècle av. J.-C. (les « guerres syriennes »). La taille du territoire et l'autonomie large laissée aux gouverneurs ainsi que les conflits à répétition fragilisent l'édifice séleucide, qui se morcelle dès la fin du IVe siècle av. J.-C. avec la perte de l'Indus au profit des rois indiens de l'empire Maurya. Puis à la fin du IIIe siècle av. J.-C. c'est la Bactriane qui est perdue, et au début du siècle suivant c'est Rome qui commence à empiéter sur son territoire en lui prenant l'Anatolie, tandis qu'à l'est émerge une nouvelle menace, les Parthes, qui lui enlèvent leurs possessions orientales, puis la Babylonie en 141 av. J.-C., initiant une série de conflits. Les offensives des Romains et des Parthes des deux côtés du royaume érodent progressivement l'assise territoriale séleucide, jusqu'à l'annexion de ce qu'il en reste (en Syrie) par Rome en 64 av. J.-C.,

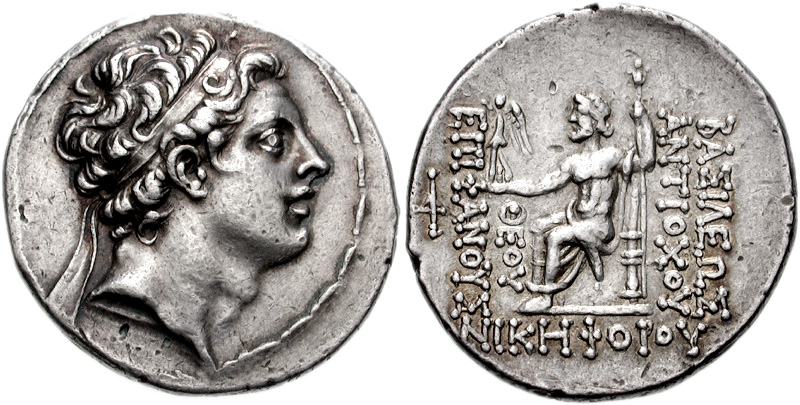
Monnaie à l'effigie du roi séleucide Antiochos IV Épiphane (175-164 av. J.-C.).
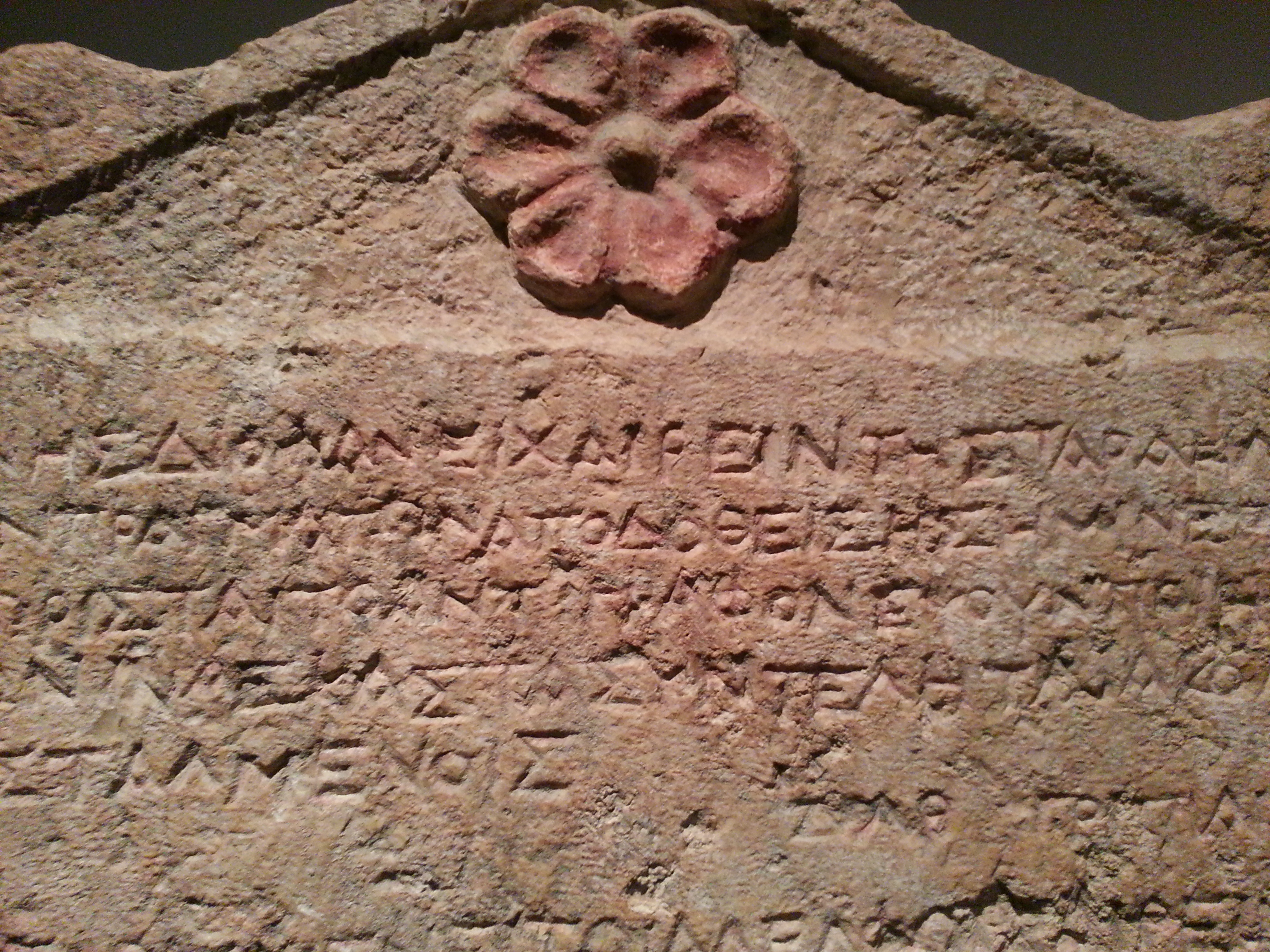
Détail de la stèle d'Héliodore, portant une inscription en grec rapportant des lettres du roi Séleucos IV. Musée d'Israël.
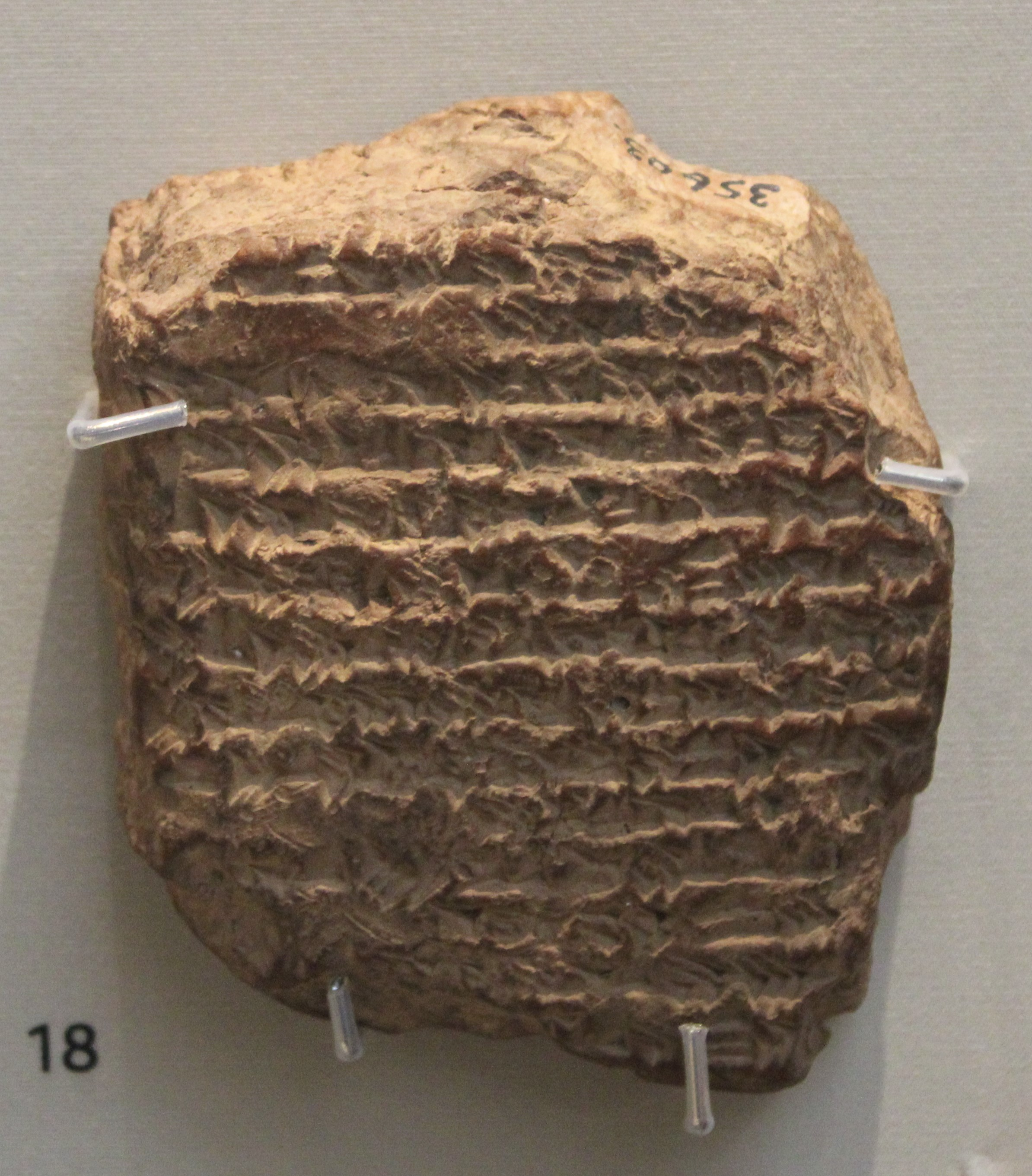
Tablette cunéiforme comportant la liste des rois séleucides. IIe siècle av. J.-C., Babylone. British Museum.

La tendance marquante de la période hellénistique est donc l'expansion du peuplement grec et de la culture grecque en Asie, ce que l'on regroupe sous le terme d'« hellénisation ». Il ne faut évidemment pas surévaluer cette influence, qui varie fortement selon les contextes, a connu des résistances, l'acculturation des populations non-grecques restant globalement limitée et les clivages ethniques marqués, et de toute manière les rois grecs n'essayèrent jamais d'imposer leur culture. Du reste les Grecs ont intégré de nombreux éléments orientaux à cette période (cultes « orientaux », pratiques de gouvernement perses et égyptiennes).

#### L'empire parthe
Les Parthes sont à l'origine un groupe formé par des guerriers issus de la tribu des Parnes, parlant une langue iranienne, installés vers le milieu du IIIe siècle av. J.-C. dans la satrapie de Parthie (au bord de la mer Caspienne) dont ils reprennent le nom. Ils sont dirigés par la dynastie des Arsacides. Les Parthes se rendent indépendants des Séleucides, puis se soumettent à nouveau à eux vers 210, avant de rompre définitivement avec eux en profitant de leur affaiblissement consécutif à la paix d'Apamée en 188. Mithridate Ier pose les bases de l'État parthe, et conquiert le plateau Iranien puis la Mésopotamie. S'ensuit une réplique séleucide qui reprend une grande partie des conquêtes, et des troubles pour la dynastie parthe, qui se relève et prend le dessus sous Mithridate II. Les Parthes deviennent alors des rivaux de Rome, auxquels ils commencent à disputer l'Arménie. Leur armée écrase les Romains à Carrhes en Haute Mésopotamie en 53 av. J.-C., mais les Romains rétablissent progressivement la situation en leur faveur. Trajan échoue cependant à leur enlever la Mésopotamie (campagne de 117-123) et les derniers conflits entre les deux superpuissances au début du IIe siècle ne changent pas la situation. Apparemment affaiblis, les Parthes sont renversés en 220 par un de leurs vassaux, le Perse Ardashir, qui fonde la dynastie sassanide.
Le pouvoir parthe semble avoir été peu centralisé, laissant la place aux domaines des sept grands clans parthes (Suren, Karen, etc.) et à divers royaumes vassaux plus ou moins autonomes (Characène, Sistan), du moins tant qu'ils reconnaissaient la suprématie des Arsacides. Ces rois sont souvent présentés comme « philhellènes », notamment parce qu'ils adoptent un monnayage et des éléments culturels de type grec, mais ils se revendiquent également de l'héritage iranien (perse) et mettent en avant la religion zoroastrienne dans la seconde partie de la dynastie. L'art parthe mêle donc influences iraniennes, mésopotamiennes et grecques. Leur armée s'appuie sur leur redoutable cavalerie lourde, les cataphractes.

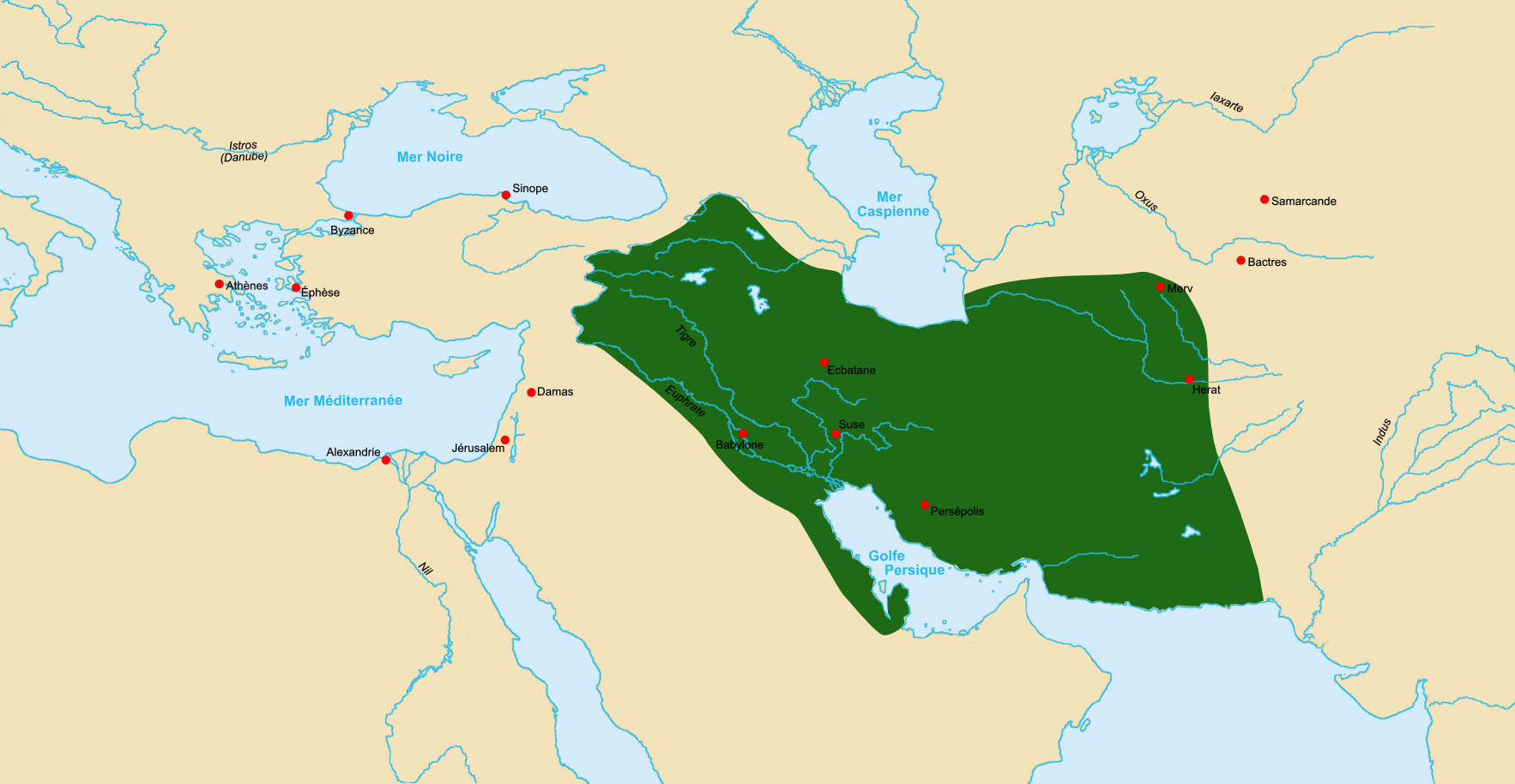
Extension de l'empire parthe vers 60 av. J.-C.
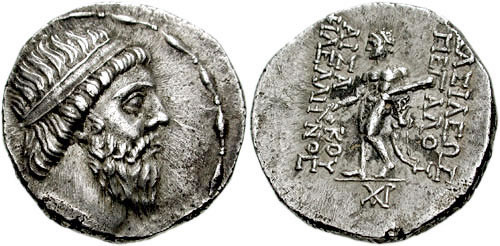
Tétradrachme montrant Mithridate Ier avec une barbe et un diadème royal, inscription grecque en revers : ΒΑΣΙΛΕΩΣ ΜΕΓΑΛΟΥ (du grand roi).
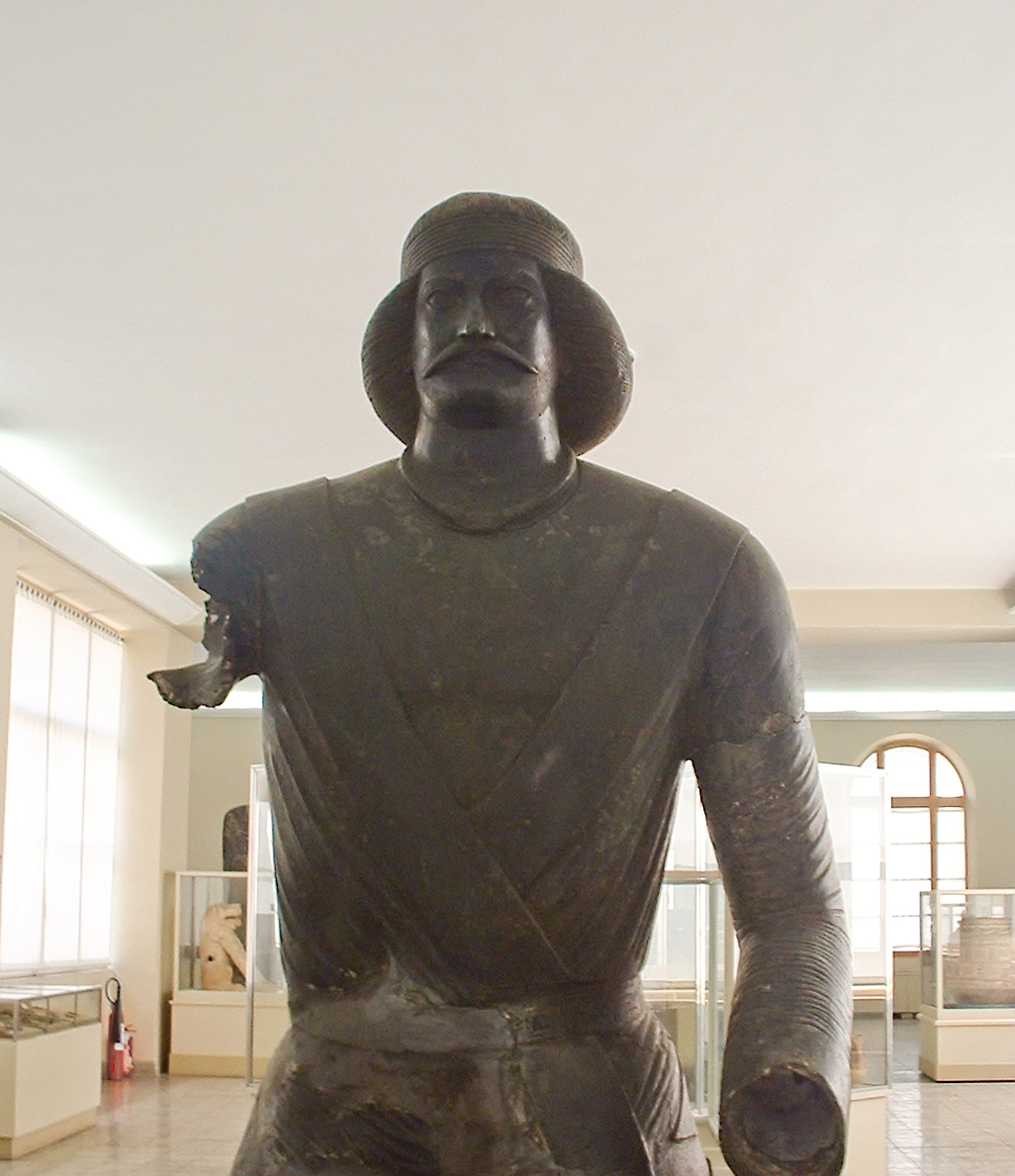
Statue d'un prince parthe, en bronze, provenant du sanctuaire de Shami en Élymaïde (Khuzestan). Musée national d'Iran.
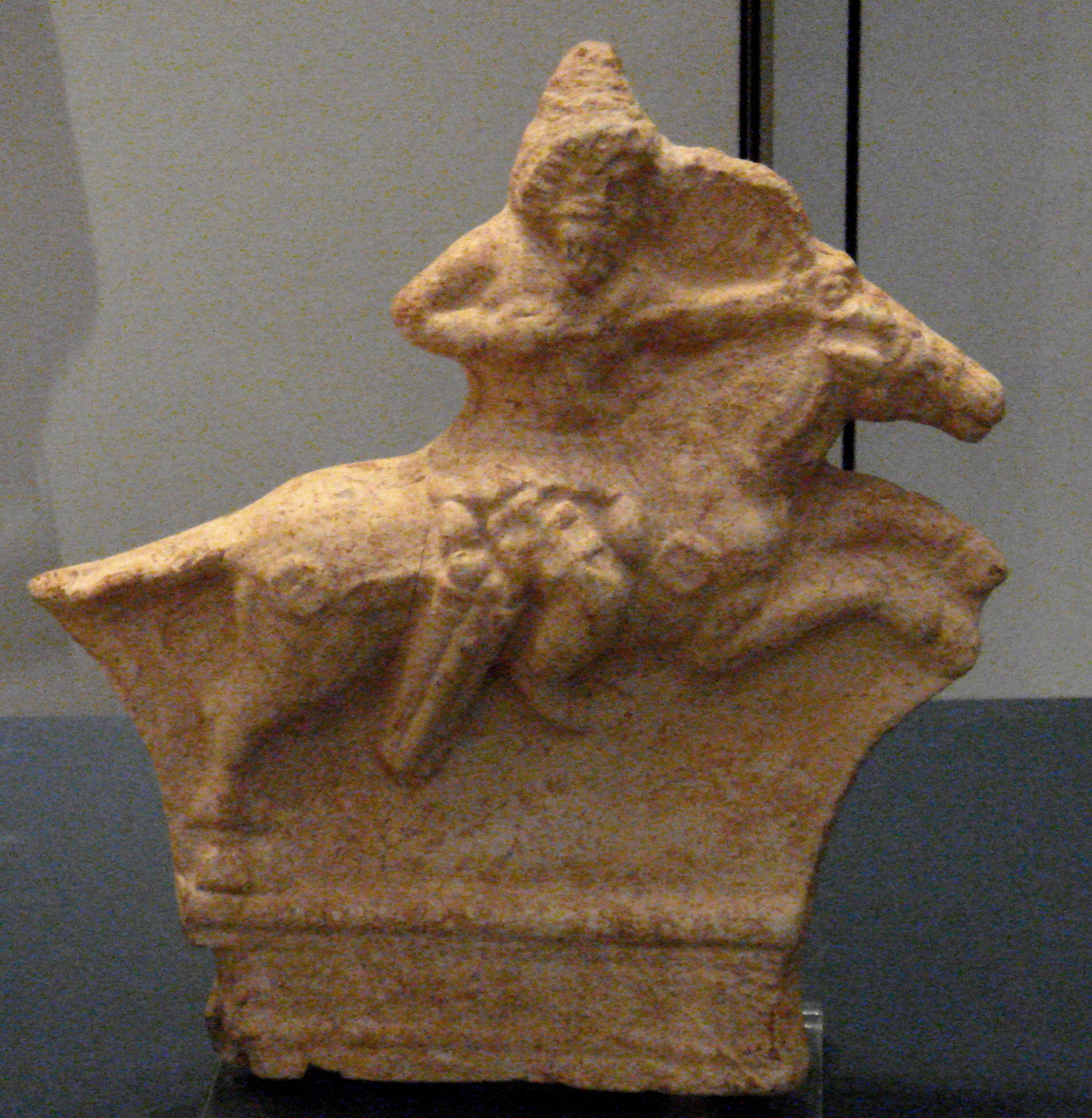
Cavalier parthe armé d'un arc, Ier – IIIe siècles. British Museum.

#### Rome au Proche-Orient
Les Romains s'implantent fermement au Proche-Orient en 64/63 av. J.-C., quand ils annexent ce qu'il restait de l'empire séleucide. Ils mettent alors la main sur des régions hellénisées depuis longtemps, dominées par des cités grecques, qui continuent d'être l'unité politique et culturelle de base. Même si des colonies romaines y sont fondées et que le culte impérial y rencontre un grand succès, l'Orient romain reste de culture dominante grecque, ne connaissant pas la romanisation culturelle expérimentée par les provinces occidentales de l'empire. Antioche prend une place importante dans l'empire romain, dont elle est une des plus vastes cités, et des citoyens originaires de Syrie intègrent l'élite sénatoriale. Les populations non-grecques (souvent locutrices d'une variante de l'araméen) restent nombreuses, surtout dans les arrière-pays. Du reste les Romains n'intègrent pas toutes les régions dominées dans leur système provincial, préférant laisser en place des États clients, au moins dans un premier temps (Judée, Émèse, Commagène). Ces régions sont marquées par les affrontements avec les Parthes, ce qui conduit progressivement à la constitution d'une frontière militaire avec de nombreuses garnisons (limes), où l'élément culturel latin est plus visible qu'ailleurs. La période de la pax romana conduit à une phase de prospérité, qui voit un essor sans précédent des villes, des productions et des échanges, en particulier au IIe siècle. Puis les Perses Sassanides entrent en scène après 224, contribuant à déstabiliser la partie orientale de l'empire durant la crise du IIIe siècle (qui voit la tentative de Palmyre de supplanter l'hégémonie romaine).

#### La fin de la culture mésopotamienne
La Babylonie reste une région prospère sous les Achéménides et les Séleucides et au début de la période parthe, fournissant d'importants revenus à ces empires, qui installent des résidences royales dans la région, à Babylone, puis dans deux nouvelles fondations, Séleucie du Tigre (capitale séleucide) et Ctésiphon (capitale parthe, voisine de la dernière). L'hellénisation reste superficielle mais des cités grecques sont fondées (Séleucie du Tigre, Babylone). Une fois le pouvoir monarchique autochtone disparu, les sanctuaires prennent une importance croissante dans la gestion des villes. Ils restent des centres intellectuels actifs jusqu'au moins le IIe siècle av. J.-C., en particulier à Uruk et à Babylone, préservant la tradition savante cunéiforme. Mais ils sont de plus en plus isolés, car cette écriture n'est plus employée dans la vie courante, au profit des alphabets araméen et grec. Les astronomes babyloniens, issus du milieu des temples, que les Grecs appellent « Chaldéens », atteignent alors un niveau de compétence très élevé, et leur influence se retrouve dans l'astronomie hellénistique. Le dernier texte cunéiforme connu et daté avec assurance date de 75 de notre ère, et provient de Babylone. Cela marque symboliquement la fin définitive de la civilisation mésopotamienne antique.

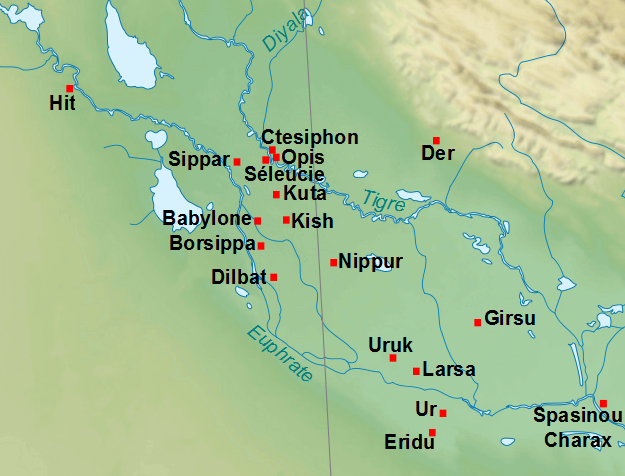
Les principales villes de la Babylonie tardive.
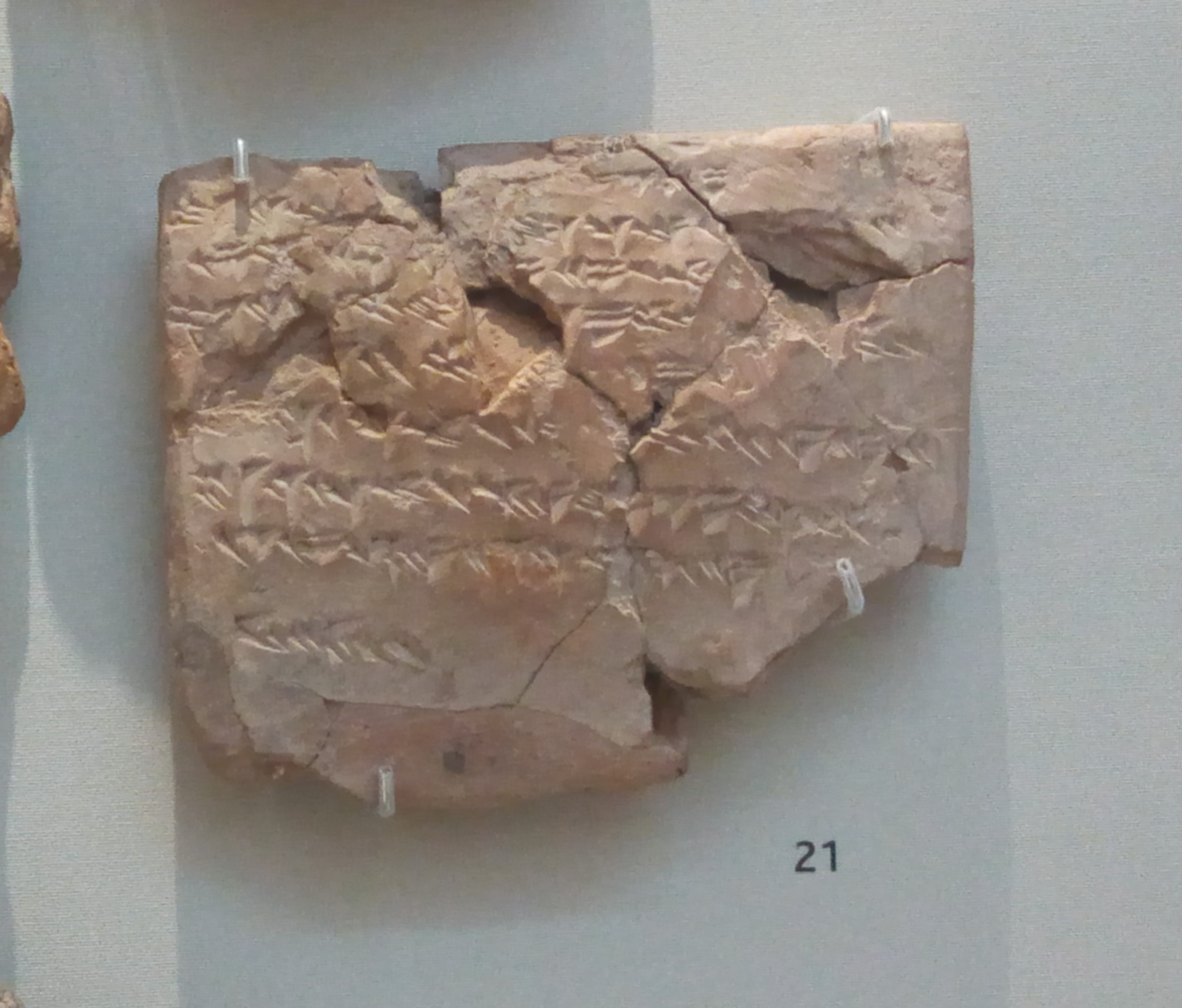
Tablette cunéiforme astronomique, Babylone, 61 ap. J.-C. British Museum.
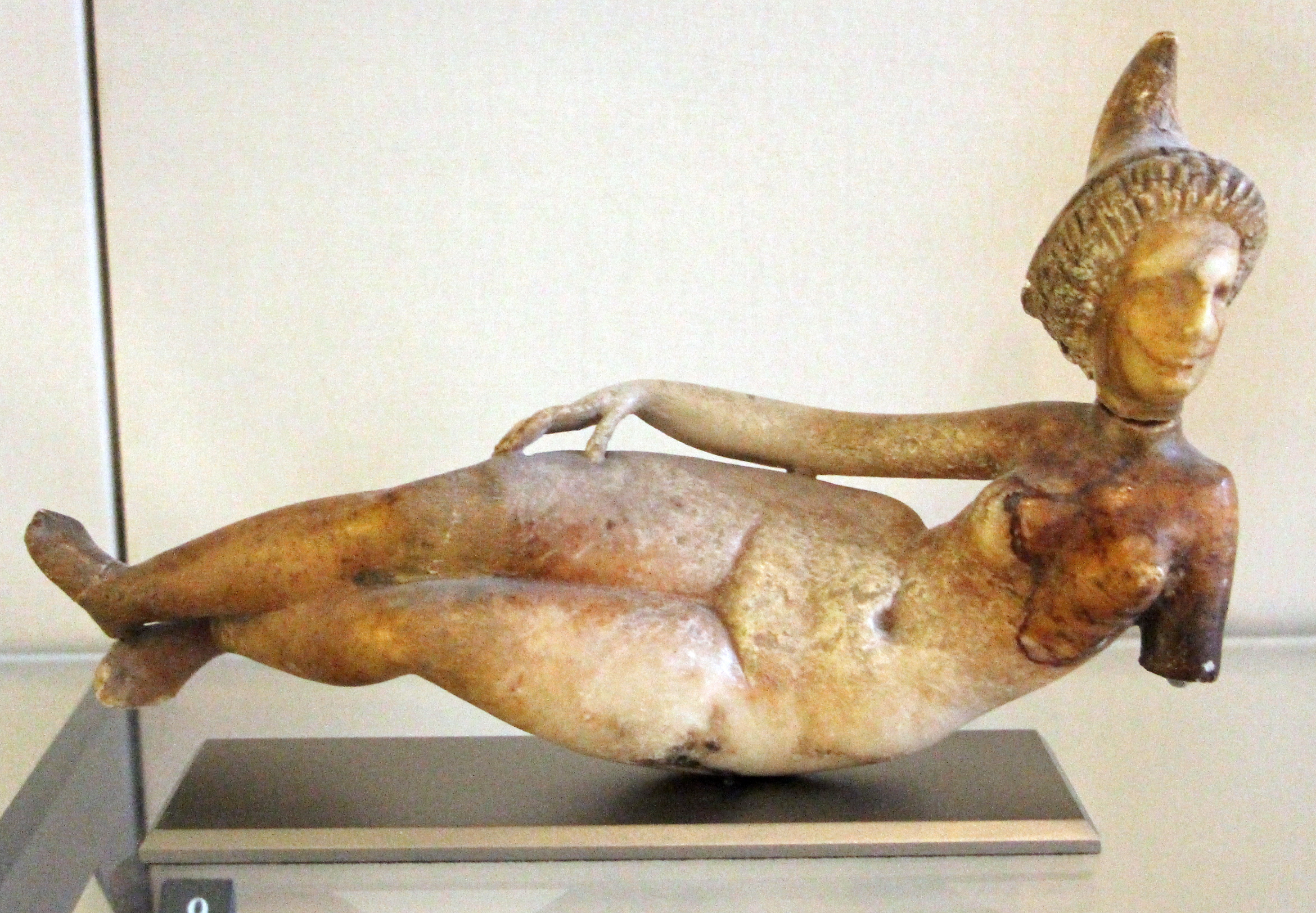
Statuette en albâtre d'une femme allongée (déesse ?). Babylone, Ier – IIe siècle. Musée du Louvre.

#### Iran et Arménie
Dans le sud-ouest iranien, une autre des plus anciennes civilisations antiques, l'Élam, connaît une survivance sous la forme d'une nouvelle entité culturelle et politique, l'Élymaïde, alors que la vieille capitale élamite et perse de Suse est devenue une colonie grecque, et perd en importance. Les Élyméens, implantés dans une région montagneuse au-dessus de la Susiane, se rendent autonomes des rois Parthes et prennent Suse. Ils sont finalement soumis par les Sassanides.
Le royaume d'Arménie, dirigé à partir du début du IIe siècle av. J.-C. par la dynastie des Artaxiades, devient un État-tampon entre Rome et les empires iraniens (Parthes puis Sassanides). Il connaît son apogée territorial sous le règne de Tigrane II (95-55 av. J.-C.), également connu pour son philhellénisme. Au début de notre ère l'Arménie passe sous le contrôle d'une dynastie arsacide, issue de la lignée royale parthe. Cela n'en fait pas pour autant un allié fidèle de cet empire, l'Arménie continuant à basculer entre allégeance aux Romains et aux Iraniens.

#### Phénicie et Chypre
Sur la côte libanaise, les cités de Phénicie restent prospères durant l'Antiquité classique, leurs talents de marchands et de marins étant très valorisés. Aux périodes hellénistique et romaine, les élites des cités de Phénicie sont parmi les groupes les plus hellénisés du Proche-Orient, tout en conservant une identité phénicienne propre. On suppose que la langue phénicienne disparaît durant les premiers siècles de notre ère, mais cela reste peu documenté.
Chypre, soumise aux Lagides puis aux Romains, connaît une importante hellénisation et perd une partie de sa personnalité culturelle particulière. Son histoire politique durant la domination romaine est calme, elle semble prospère si on en juge par les monuments de ses villes principales (Salamine, Kourion, Nea Paphos).

#### Le judaïsme antique

Rouleau du livre d'Isaïe trouvé à Qumran, un des manuscrits de la mer Morte.

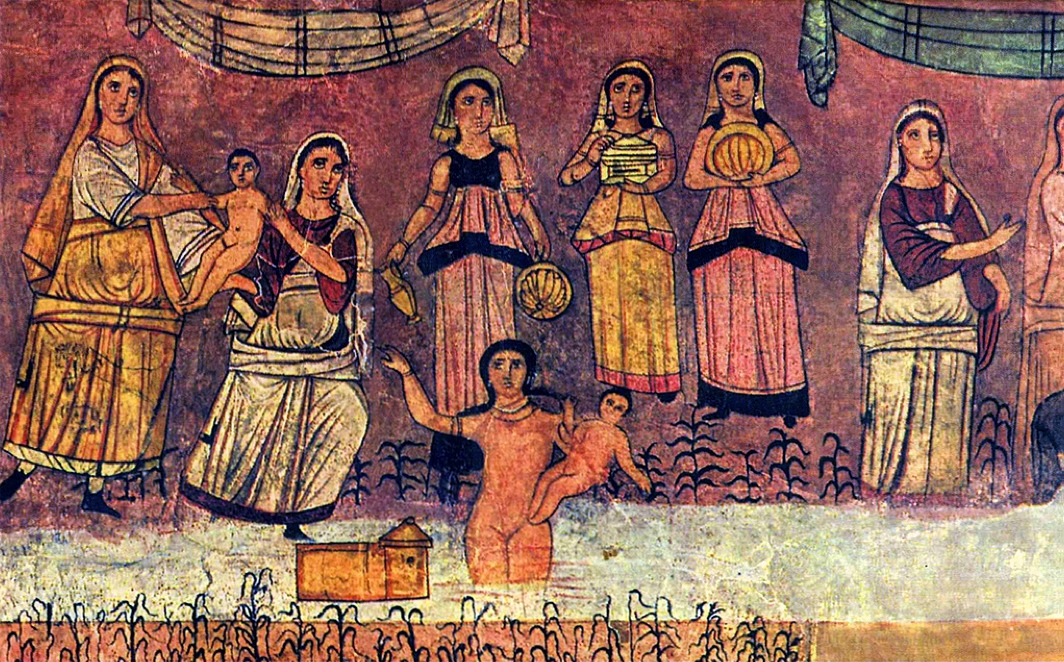
Fresque de la synagogue de Doura Europos, v. 244-245 : la fille du Pharaon recueille Moïse bébé d'un panier flottant sur un cours d'eau.

Le Levant méridional, que l'on commence alors à appeler Palestine (bien que les Philistins qui sont l'origine de ce nom aient disparu), passe sous domination lagide après la conquête grecque, puis à partir de 200 av. J.-C. les Séleucides prennent leur place. Cela s'accompagne à Juda par une tentative d'hellénisation forcée, avec la transformation de Jérusalem en cité grecque, ce qui suscite une réaction à partir des cercles religieux juifs, la révolte des Maccabées, qui parvient à chasser les Grecs. Sur le plan politique l'indépendance est acquise durablement (les Séleucides étant affaiblis après leurs défaites face à Rome), sous la dynastie des Hasmonéens, en revanche l'hellénisme judéen est consolidé par les nouveaux souverains. Ceux-ci réalisent des conquêtes, notamment l'Idumée (Édom) et l'Iturée, où se produisent des conversions au judaïsme, en bonne partie forcées. Puis, après le règne de Hérode (37-4 av. J.-C.), le royaume passe sous domination romaine et devient une province en 6 de notre ère. Dans le même temps la diaspora juive s'est étendue ; elle est notamment bien implantée à Alexandrie (où aurait été réalisée la traduction en grec de la Torah, la Septante, au IIe siècle av. J.-C.), organisée autour de synagogues, sortes de temples miniatures qui se développent alors, tout et conservant des liens avec le grand temple de Jérusalem. Sur le plan religieux, le Judaïsme a alors achevé de se constituer, les derniers textes bibliques sont rédigés durant l'époque hellénistique. Des courants religieux juifs sont apparus (Pharisiens, Sadducéens, Esséniens), cette religion étant alors marquée par la diversité, comme l'attestent les manuscrits de la mer Morte. C'est dans ce contexte qu'il faut replacer la prédication du galiléen Jésus, aux alentours de 30 de notre ère, qui est à l'origine du Christianisme. En 70 de notre ère, Jérusalem et son temple sont détruits à la suite de la répression d'une révolte. Il ne sera pas reconstruit, et la dispersion qui s'ensuit donne un nouvel élan à la diaspora, et recentre le judaïsme sur la synagogue, qui devient son lieu identitaire par excellence. Une dernière révolte, dite de Bar-Kokhba, en 132-135, s'achève par l'éviction des Juifs de Jérusalem. C'est à ce moment que s'affirme le judaïsme rabbinique, qui met l'accent sur l'apprentissage, amené à devenir la forme dominante, et que se produit la canonisation définitive de la Bible hébraïque, autour des trois ensembles Loi/Prophètes/Écrits (Tanakh), et que s'amorce la constitution du corpus talmudique,. 
Quant au Christianisme, il s'est détaché progressivement du Judaïsme, notamment à la suite de Paul, et a commencé à élaborer les livres qui deviendront son « Nouveau Testament », à prêcher auprès des Juifs et non-Juifs, réalisant de nombreuses conversions dans plusieurs régions de l'Empire romain (surtout à l'est) grâce à l'activité de ses prédicateurs, y constituant des communautés.

#### L'essor des royaumes arabes
L'Antiquité classique coïncide avec une période d'expansion des populations arabes dans plusieurs parties du Levant et de la Mésopotamie. Bien que ces groupes soient souvent des tribus nomades, en plusieurs endroits émergent des dynasties arabes sédentaires fortement araméisées, inscrites dans la continuité des cultures précédentes, tout en étant marquées par la culture gréco-romaine.
Les Nabatéens sont l'exemple le plus connu. Établis autour de la Jordanie (où ils ont supplanté les Iduméens), entre le Hauran syrien et les oasis du nord de l'Arabie (Hégra), dominant des routes commerciales très lucratives, ils deviennent un royaume client de Rome durant le Ier siècle av. J.-C. La manifestation la plus évidente de leur prospérité est les monuments de Pétra, leur capitale. Leur culture présente de nombreux traits arabes, notamment visibles dans leur religion, mais ils écrivent en araméen, et leurs constructions présentent une très forte dette à l'architecture gréco-romaine. En 106 Trajan annexe le royaume.

La Syrie et son voisinage durant les premiers siècles de notre ère.

Dans le Liban intérieur, la plaine de la Bekaa a vu l'installation des Ituréens, tribu d'origine arabe, et prend le nom d'Iturée, pays dont la capitale est Baalbek. Soumis par les rois de Judée, puis les Romains, leur territoire est dépecé vers 20 av. J.-C. (notamment au profit de la Judée), puis Baalbek devient une colonie de soldats romains vétérans. Grand centre du culte du dieu soleil (les Grecs et les Romains la connaissent sous le nom Héliopolis, « Ville du Soleil » en grec), elle devient un centre religieux majeur, couvert de temples monumentaux comptant parmi les plus beaux exemples de l'architecture à la grecque du Proche-Orient des premiers siècles de notre ère.
En Haute Mésopotamie, Édesse, est un autre centre très dynamique. Promue cité grecque sous les Séleucides, elle devient la capitale du royaume d'Osroène en 132 av. J.-C. Située entre Romains et Parthes, elle profite de la situation pour s'étendre, mais cela entraîne son sac par les Romains en 116, et sa conversion en colonie romaine. Elle devient un centre majeur du premier christianisme. Plus à l'est, la cité de Hatra est un autre siège d'une dynastie arabe, à l'émergence plus tardive, au Ier siècle de notre ère. Au siècle suivant, elle se couvre d'un impressionnant complexe monumental centré sur le temple du dieu-soleil Shamash, et s'y développe une culture reprenant des éléments mésopotamiens, gréco-romains et parthes, où on écrit en araméen. Vassale des Parthes, elle est à plusieurs reprises menacée par les Romains. Elle est détruite en 240 par les Sassanides après un long siège et désertée.
Un autre centre majeur arabo-araméen est Palmyre (Tadmor) en Syrie, vieille cité caravanière d'oasis déjà attestée durant l'âge du bronze. Elle connaît une croissance rapide après la fin de la domination séleucide en 64/3 av. J.-C., appuyée sur ses réseaux commerciaux. Elle passe sous contrôle romain aux débuts de notre ère, ce qui entraîne un nouvel essor et attire des populations de tous horizons. Palmyre devient un centre culturel majeur, d'écriture araméenne, avec des monuments et un art d'inspiration gréco-romaine (par exemple ses portraits funéraires), même si l'arrière-plan culturel syro-mésopotamien reste important (visible en particulier dans sa religion, avec le temple dédié au dieu Bêl) et qu'on décèle aussi des influences parthes/iraniennes. Profitant des difficultés romaines au milieu du IIIe siècle, Palmyre tente de constituer un empire, pris en main par la reine Zénobie (267-273), mais elle est vaincue par Aurélien en 272-273, puis convertie en ville de garnison romaine.
En Arabie du nord, plusieurs oasis ont connu un développement marqué depuis l'époque assyrienne qui les a vus entrer en contacts plus poussés avec le Proche-Orient, ce qui a été accéléré par des conquêtes babyloniennes puis perses et le développement du commerce caravanier parcourant toute l'Arabie, les lucratives routes de transit de produits aromatiques (encens et myrrhe notamment) se dirigeant vers la corne de l'Afrique ou d'Asie du sud. Tayma est l'oasis septentrionale la plus mentionnée dans la documentation, un temps résidence du roi babylonien Nabonide au VIe siècle av. J.-C., puis un important carrefour commercial par la suite, dont la culture est très influencée par les pays araméens puis plus tard nabatéens. Durant la seconde moitié du Ier millénaire av. J.-C., un royaume s'est développé à Dadan (al-'Ula, site d'al-Khuraybah), dirigé par la dynastie Lihyanite (une tribu du Hejaz), qui dure au moins deux siècles et parvient à son apogée à dominer des oasis voisines, dont Tayma, et s'y développe une écriture (dadanite) et un art influencés par les cultures voisines. Ce royaume à l'histoire très mal comprise décline peut-être à la suite de l'expansion nabatéenne, qui est visible à proximité à Hégra (Madâin Sâlih). Les inscriptions mentionnent surtout la vie religieuse des communautés vivant dans ces oasis, dont des religions arabes anciennes.
Les routes d'Arabie conduisent vers l'est en direction de la cité de Gerrha sur le golfe Persique, non identifiée, et vers les pays d'Arabie méridionale, l'« Arabie heureuse » des Romains, autour de l'actuel Yémen. Après le déclin du royaume d'Awsân (v. 800-500 av. J.-C.), les principaux royaumes sont Saba, Qataban, Maïn et Hadramaout. Leur histoire est mal connue, surtout documentée par des inscriptions locales en alphabets sud-arabiques, et semble émaillée de conflits entre royaumes sud-arabiques et aussi le royaume éthiopien d'Axoum, autour du contrôle du commerce reliant la mer Rouge et l'océan Indien. Saba étend un temps son influence sur les royaumes voisins au début de notre ère, et implante des comptoirs sur la côte africaine, subit par la suite la domination du royaume éthiopien d'Axoum, et après c'est Himyar qui passe au premier plan.

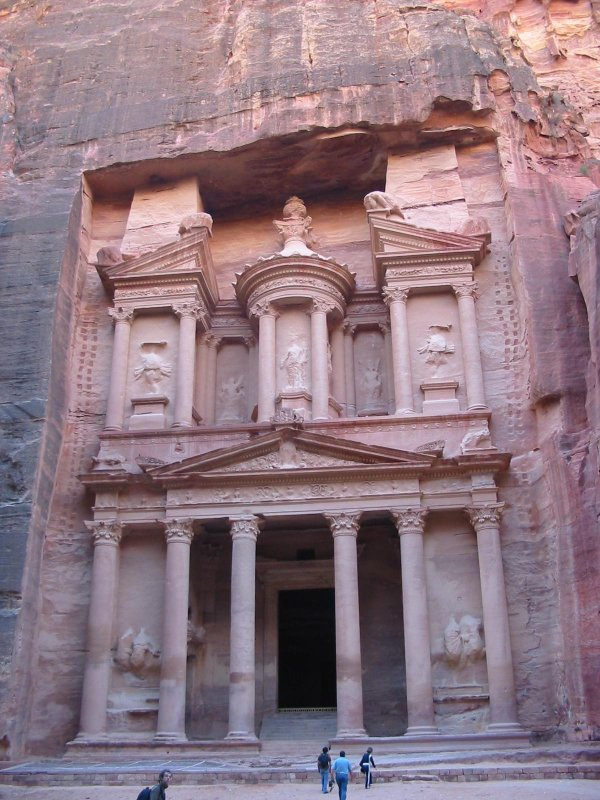
La Khazneh de Pétra.
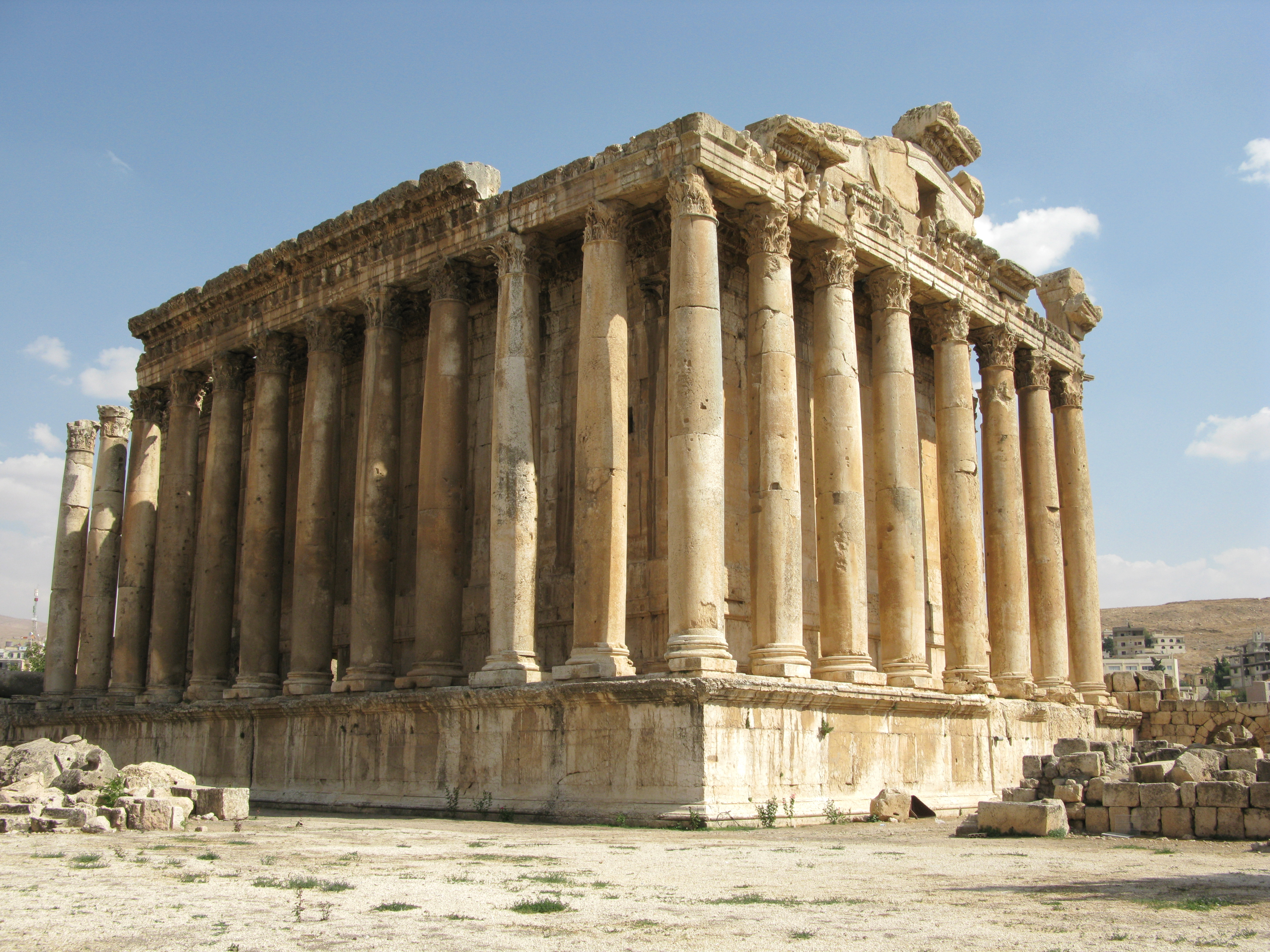
Le temple de Bacchus de Baalbek.
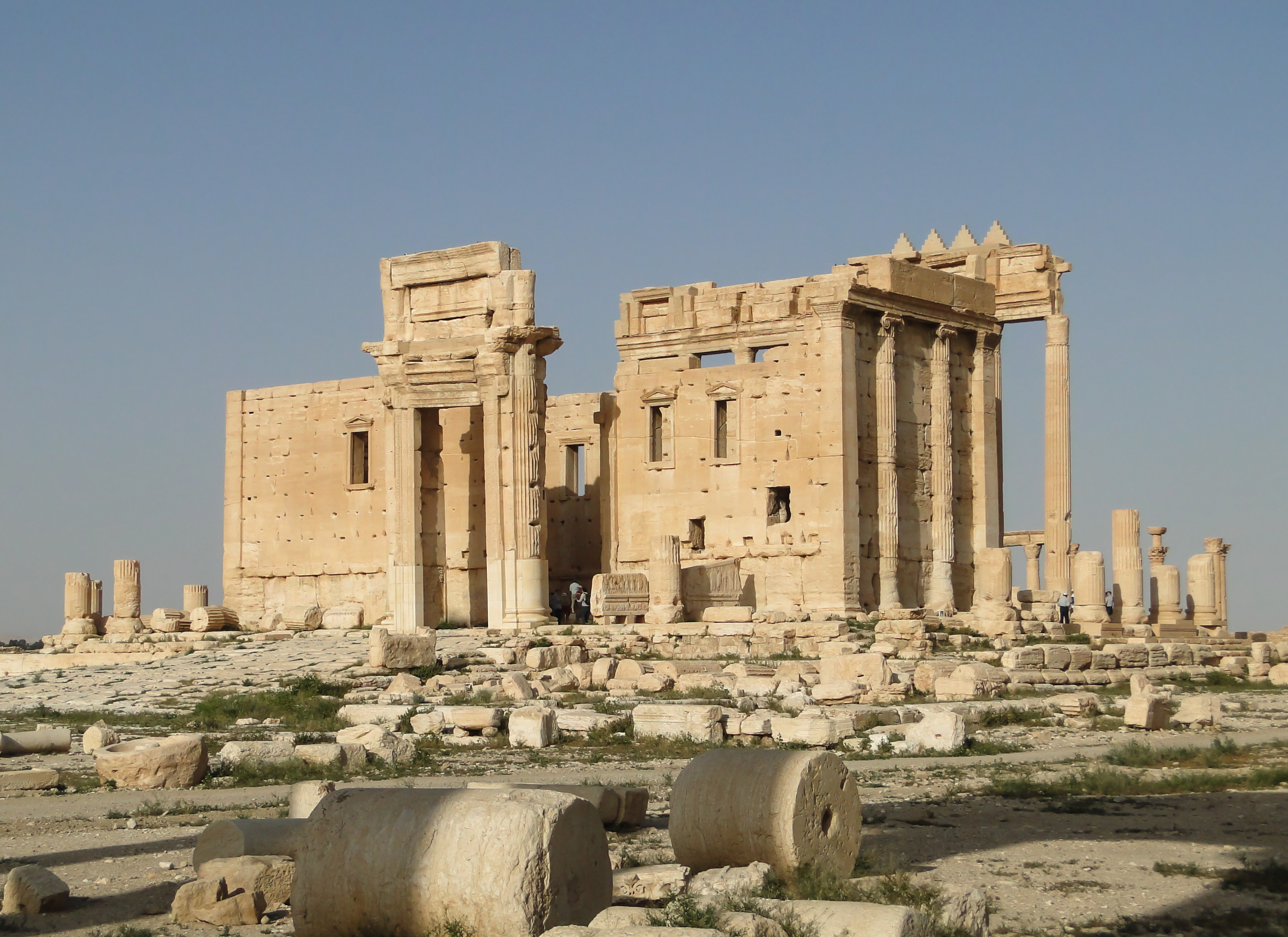
Le temple de Bêl de Palmyre en 2010 (avant sa destruction par l'État islamique).
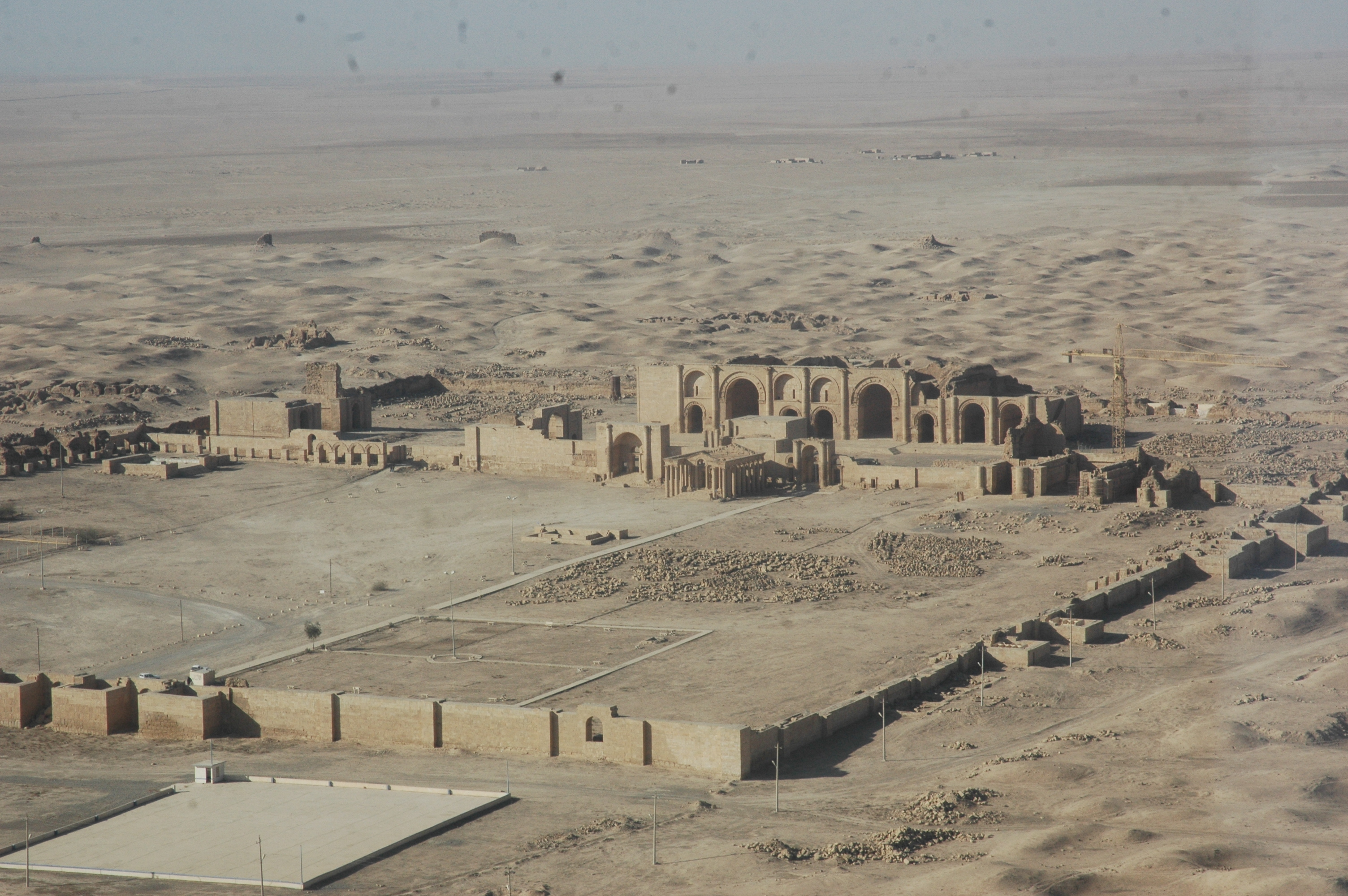
Vue aérienne de l'enceinte sacrée de Hatra en décembre 2007 (avant sa destruction par l'État islamique).
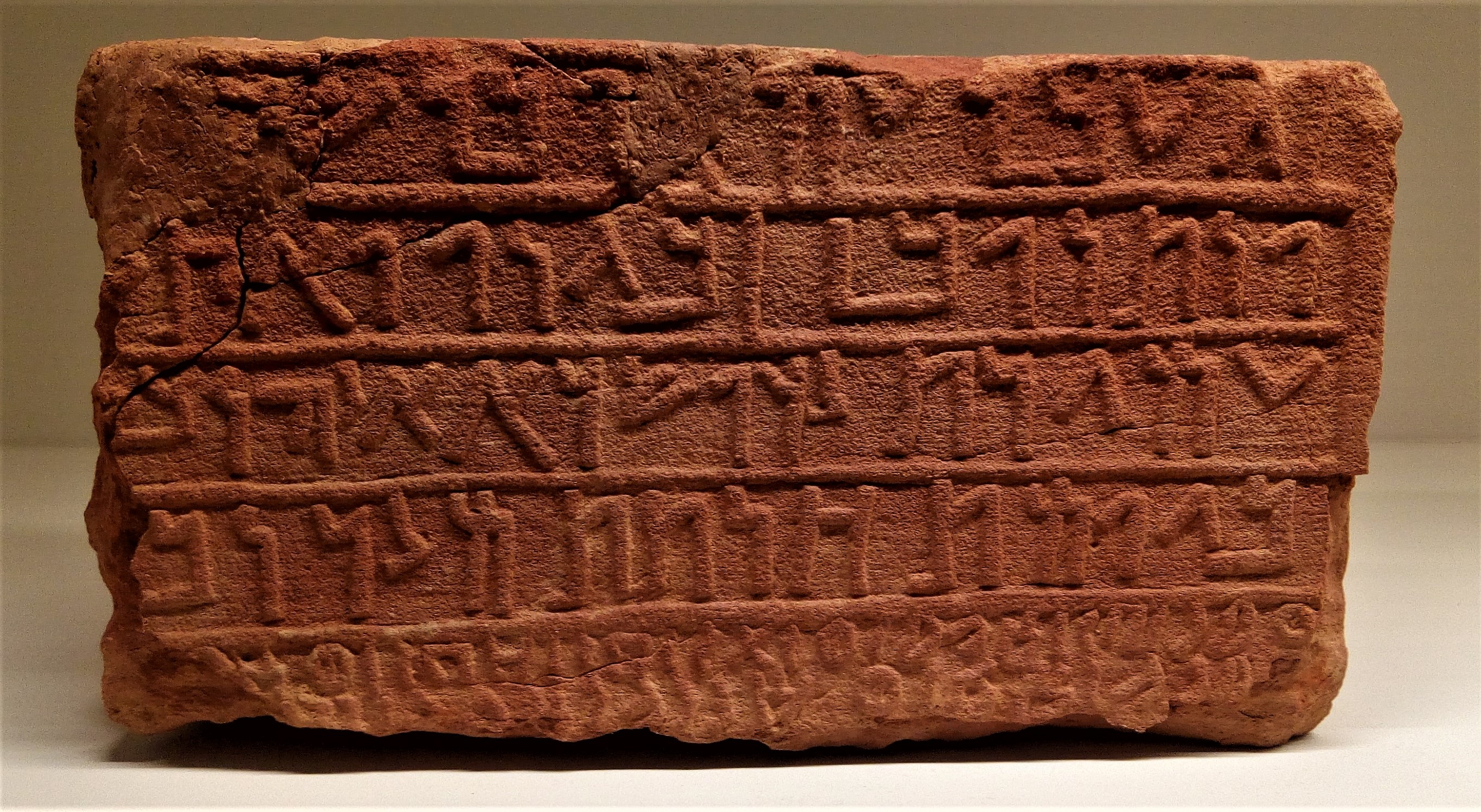
Inscription bilingue en dadanite et araméen, provenant du sanctuaire de Dadan (al-'Ula, al-Khuraybah).
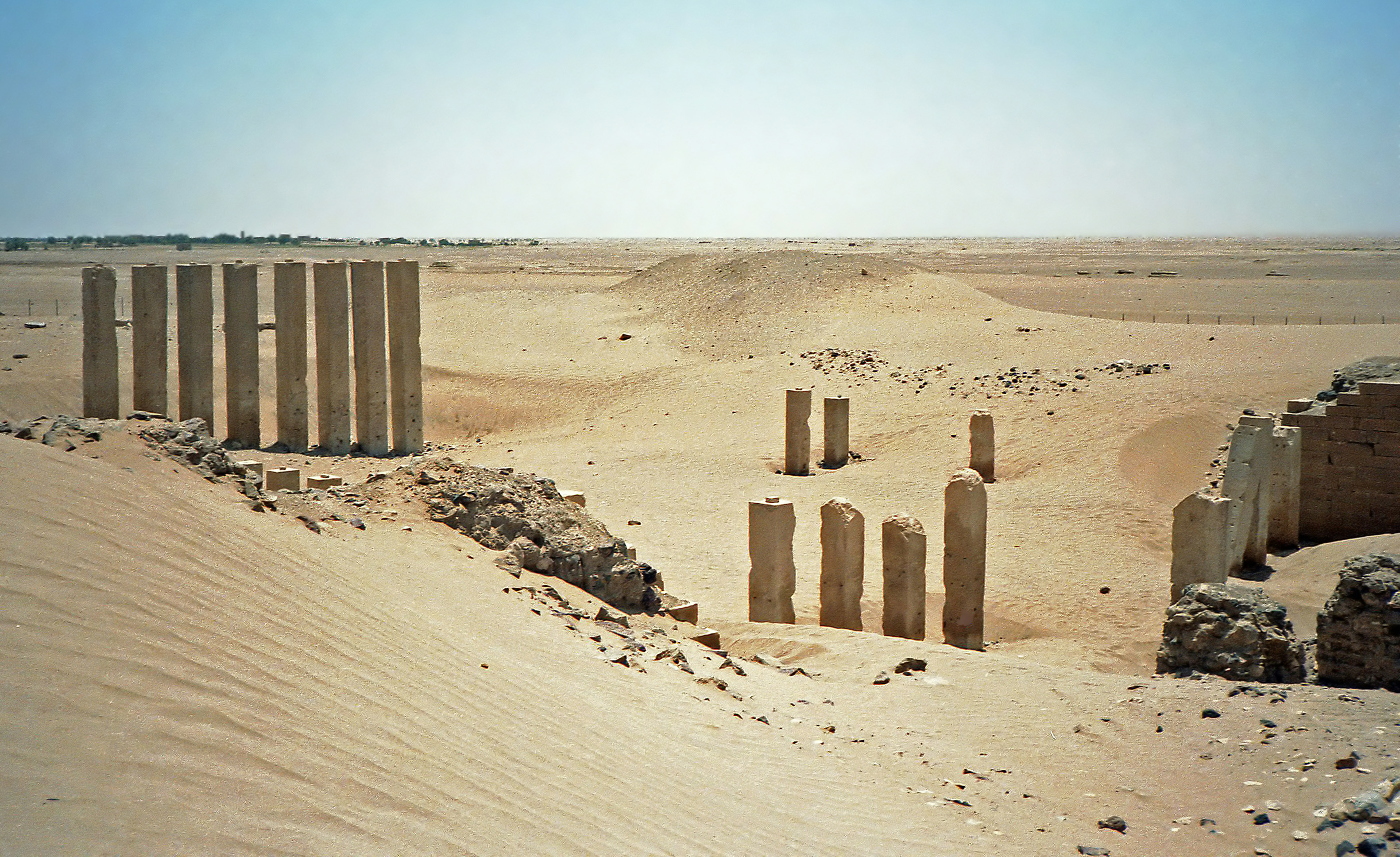
Ruines du temple de Bar'an à Marib, la capitale du royaume de Saba.

### L'Antiquité tardive: Romains orientaux, Sassanides et Arabes
La phase située à la charnière de l'histoire antique et de l'histoire médiévale est désignée comme une « Antiquité tardive », dont les contours chronologiques sont assez flous : elle débute entre la fin du IIIe siècle et le début du IVe siècle, et se prolonge jusqu'à la conquête musulmane si ce n'est un peu plus tard, au maximum à la fin du VIIIe siècle. Cette période est marquée par la domination d'empire plus centralisés que par le passé, dirigés par des monarques dont le pouvoir se teinte d'aspects religieux plus prononcés. Cette période est marquée sur le plan culturel par le triomphe des religions monothéistes reposant sur des livres sacrés et d'un clergé disposant d'une autorité forte sur les communautés de croyants, conduisant à l'affirmation d'identités religieuses. Ces aspects créent une rupture claire avec les cultures antiques, les polythéismes s'effaçant progressivement.

#### L'empire sassanide
En 224, le perse Ardashir Ier, un roitelet du Fars vassal des Parthes, se soulève contre ses suzerains et les renverse. Il est le fondateur de l'empire des Sassanides, qui prend possession de tout l'empire parthe et se pose rapidement comme rival de Rome, qu'il bouscule sur les fronts de Mésopotamie et d'Arménie, poussant jusqu'en Syrie et en Cilicie. La capture de l'empereur Valérien en 260 est un fait sans précédent, sous le roi Shapur Ier (240-272), dont le territoire va de la Mésopotamie jusqu'à la vallée de l'Indus (où les Kouchans ont été mis au pas). Des troubles dynastiques permettent à Rome de rétablir la situation en sa faveur et à reprendre l'Arménie. Les conflits se poursuivent au IVe siècle, avec l'Arménie qui balance d'une allégeance à l'autre. Cette période voit la Shapur II résister à la campagne de Julien (363) dont il tire parti pour négocier une paix favorable. Dans la seconde moitié du Ve siècle les Sassanides font face à leur tour à des « invasions barbares » depuis le nord, les offensives des Huns blancs (Hephtalites) venus depuis l'Asie centrale, qui leur causent plusieurs revers, mal documentés. L'empire entre dans une période de crise, marquée par des révoltes, avant que Khosro Ier (531-579) ne rétablisse la situation. Après plusieurs affrontements contre Byzance il obtient de Justinien une paix très favorable, vainc les Hephtalites, et étend son territoire en l'Arabie du sud. Après une nouvelle période de troubles internes, Khosro II se lance au début du VIIe siècle dans une série de campagnes contre Byzance, qui devaient s'avérer extrêmement destructrices pour les deux superpuissances.
« Roi des rois », le souverain sassanide domine plusieurs rois vassaux, opérant une distinction entre son territoire dirigé en propre, l’Iran (Eran), notion mise en avant pour la première fois avec un sens « national » et culturel, et le « Non-Iran » (An-Eran) laissé aux dynasties soumises. Il s'appuie sur une élite constituée des grandes maisons perses et parthes, à qui sont confiées les plus hautes fonctions administratives et militaires. Le haut clergé zoroastrien occupe également une place importance, cette religion bénéficiant d'un soutien fervent de la part des souverains. Les autres religions de l'empire (judaïsme, christianisme, manichéisme) font à plusieurs reprises l'objet de persécutions, ce qui a valu aux Sassanides une réputation d'intolérance, par rapport aux dynasties iraniennes précédentes.

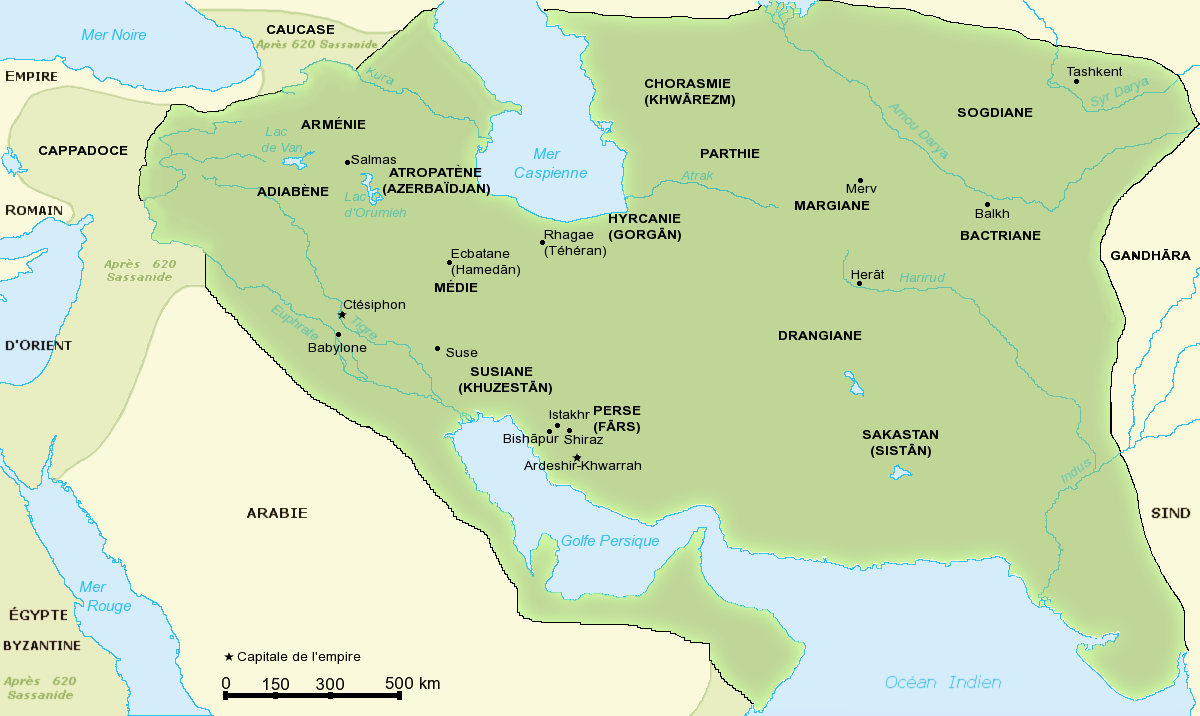
L'empire sassanide à la fin du VIe siècle.
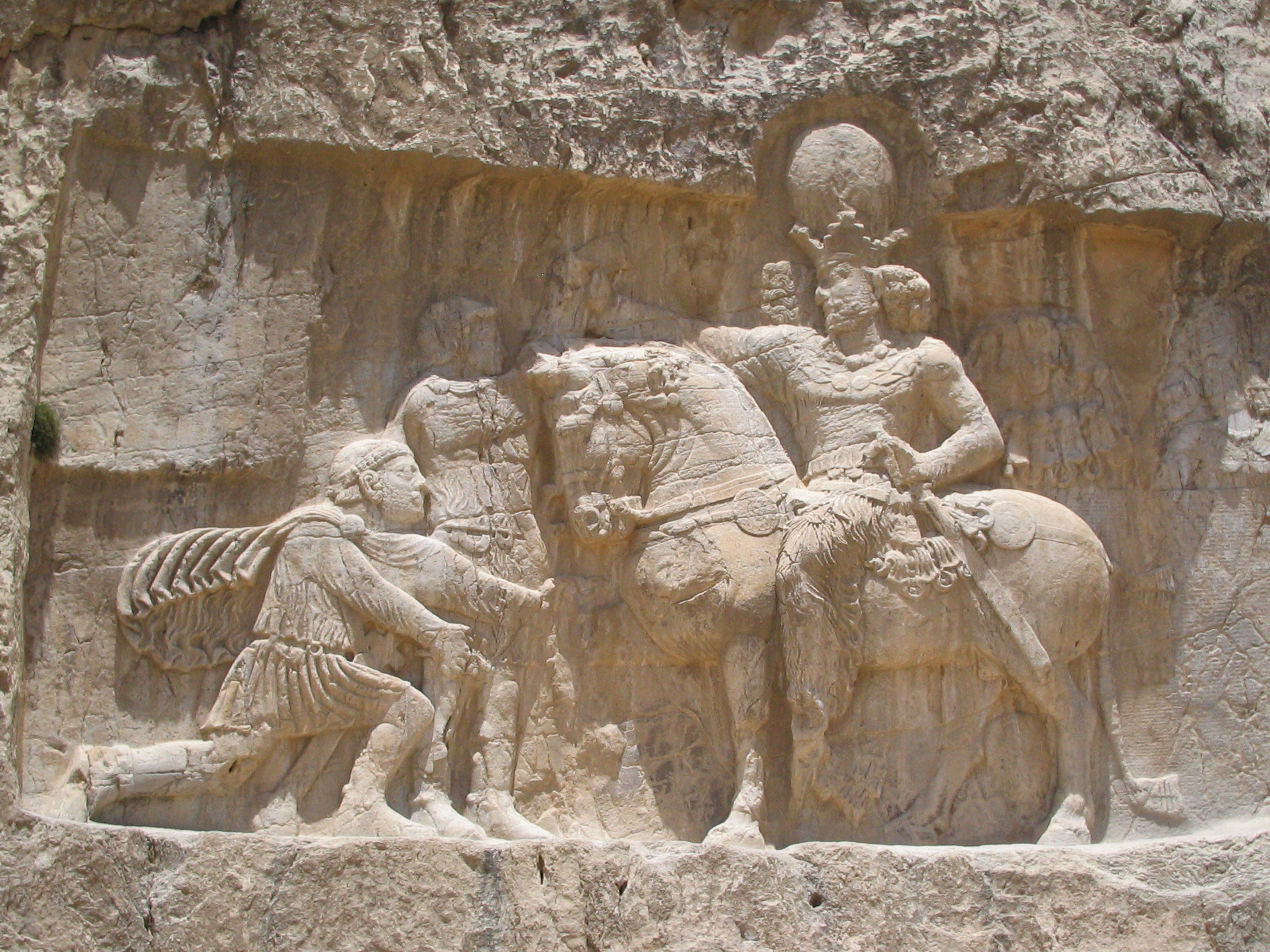
Triomphe de Shapur Ier devant les empereurs Valérien et Philippe l'Arabe (relief de Naqsh-e Rostam).
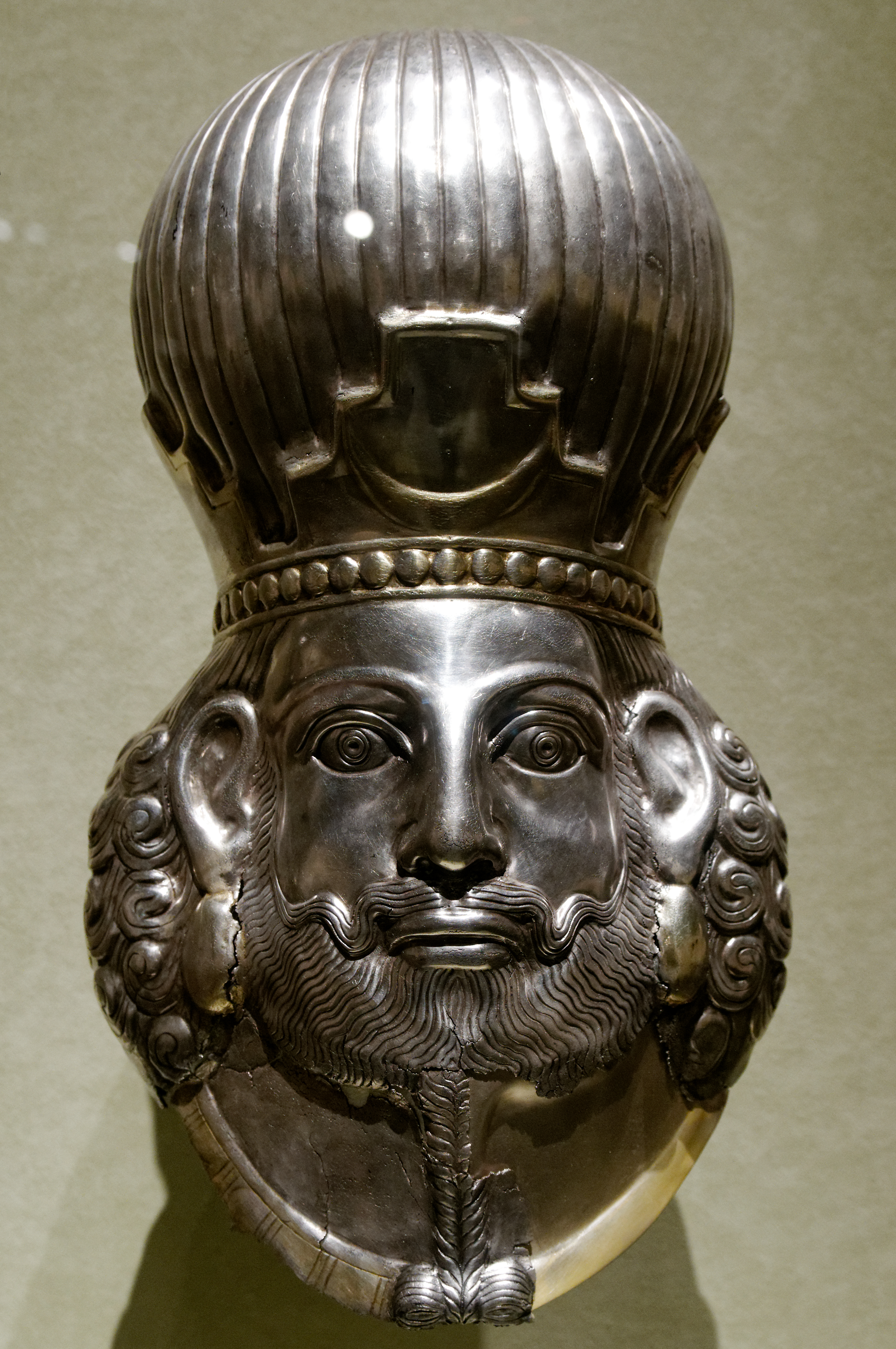
Tête en argent d'un roi sassanide, IVe siècle Metropolitan Museum of Art.
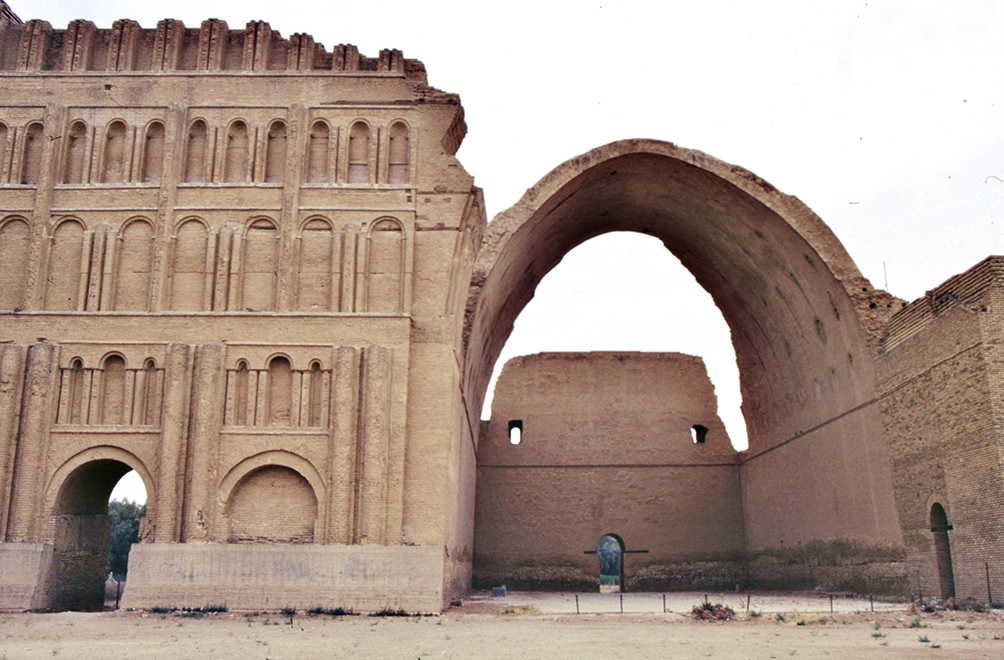
La grande arche Taq-e Kisra à Ctésiphon (Irak), milieu du VIe siècle.
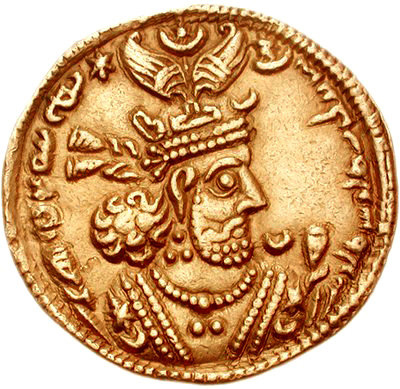
Pièce de monnaie en or à l'effigie de Khosro II, datée de 611.

#### L'Orient romain/byzantin
L'empire romain connaît une nouvelle stabilité dans les dernières décennies du IIIe siècle, en particulier sous la direction de Dioclétien, qui réorganise ses institutions, renforce l'appareil militaire, et fait la paix avec les Sassanides. La Syrie est alors à nouveau en sécurité pour plusieurs décennies, et connaît une nouvelle prospérité. Mais les différents conflits entre les troupes romaines qui peuvent commencer à être désignées comme byzantines au IVe siècle) et perses font payer un coût humain et économique important à la frontière orientale de l'Empire. 
Au début du IVe siècle, Constantin Ier a fondé une capitale à son nom pour la partie orientale de l'empire, Constantinople (l'ancienne Byzance), qui devient rapidement le pôle de cet ensemble, qui devient de plus en plus autonome, devenant un Empire romain d'Orient, ou « byzantin ». Cette période est marquée par le triomphe du christianisme, qui devient la religion officielle de l'empire. Les évêques chrétiens prennent un rôle important dans la vie des communautés, dans le domaine religieux comme politique. Mais différentes dissensions divisent les Chrétiens, l'orthodoxie étant bousculée (nestorianisme, monophysisme). Jusqu'au VIe siècle les cités et les campagnes du Proche-Orient byzantin restent dynamiques, mais cette prospérité est brisée à partir de l'époque de la peste justinienne (à partir de 541, avec des répliques pendant plusieurs décennies) et la grande guerre contre les Perses qui ravagent plusieurs régions d'Anatolie et du Levant. Cela explique en bonne partie la faible résistance que ces régions opposent à l'invasion musulmane.

#### L'époque de l'expansion arabo-musulmane

Carte de l'histoire de l'expansion de l'islam jusqu'en 750.

Le tout début du VIIe siècle est marqué par un conflit d'une intensité rarement atteinte auparavant entre Perses sassanides et Romains d'Orient, qui a pu être qualifié de « dernière grande guerre de l'Antiquité » (J.-C. Cheynet). Khosro II tire parti de luttes successorales chez son rival pour lancer les hostilités. Héraclius, qui prend le pouvoir en 610, organise la résistance. Dans un premier temps l'avancée perse est considérable, Jérusalem étant prise en 614 et la Vraie Croix emportée à Ctésiphon, une des capitales perses. Puis l'Anatolie est ravagée par les troupes perses qui s'approchent dangereusement de Constantinople, alors qu'au même moment les Avars lancent une autre offensive depuis le nord. Malgré cette situation désespérée, Héraclius parvient à renverser la situation, bénéficiant de l'appui des Khazars venus du Caucase. Il reprend le Proche-Orient, envahit la Mésopotamie, ramène la Croix, alors que l'empire perse s'enfonce dans une guerre de succession après l'assassinat de Khosro II.
En Arabie, où la puissance dominante au début de l'Antiquité tardive, Himyar, avait connu un déclin à la suite des conflits avec Axoum, les autres royaumes connus pour ces périodes semblent également connaître une phase de reflux. L'influence des Byzantins et des Perses s'exerce sur les marges, notamment par le biais de deux groupes arabes rivaux, les Lakhmides établis au contact de l'Irak et alliés des Perses avant que ceux-ci ne les éliminent en 602, et les Ghassanides situés au contact du Proche-Orient et plutôt alliés des Byzantins (et convertis au christianisme). L'absence de puissance politique dominante dans le centre de la péninsule laisse la place à l'essor commercial et militaire de La Mecque, cité d'oasis dirigée par la tribu des Quraych. Une identité et une culture arabes semblent commencer à se forger dans ce contexte, en particulier dans le nord et l'est, avec la fin de la position prééminente des royaumes méridionaux. Elle est notamment marquée par le développement de son écriture et d'une poésie au VIe siècle.
À compter de 622, Mahomet unifie les tribus arabes depuis Médine et La Mecque autour d'une nouvelle religion, l'Islam, et soumet la majeure partie de l'Arabie. Il meurt en 632, et ses successeurs les Califes « bien guidés » lancent des raids vers les territoires byzantin et perse, exsangues après le conflit entre les deux superpuissances. Leurs succès les mènent vers une série de conquêtes sans précédent, appuyés sur une armée efficace tactiquement, sans doute aussi renforcée par la ferveur religieuse, et bénéficiant de l'épuisement de ses adversaires. Les raids sont menés dans plusieurs directions et conduisent rapidement à des gains territoriaux considérables, qui les incitent à pousser toujours plus loin. Après la bataille du Yarmouk en 636 les grandes villes du Proche-Orient (Jérusalem, Damas, Antioche) passent sous contrôle musulman, l’Égypte en 641, les armées byzantines se repliant sur la défense de l'Anatolie. L'empire perse s'effondre dès 637 après l'invasion de la Mésopotamie, et la dynastie sassanide perd tout pouvoir dans la décennie suivante. Une guerre successorale entre chefs musulmans éclate sous le règne d'Ali, portant au pouvoir en 661 la dynastie des Omeyyades.

## Aspects culturels

### Écritures
- Débuts de l'écriture en Mésopotamie
- Écriture cunéiforme
- Hiéroglyphes hittites
- Alphabet ougaritique
- Alphabet phénicien
- Alphabet araméen
- Alphabet hébreu

### Religions
- Religion en Mésopotamie
- Mythologie mésopotamienne
- Religion élamite
- Religion hittite
- Mythologie hittite
- Religion de la Perse achéménide
- Religion ougaritique

### Textes
- Épopée de Gilgamesh
- Code de Hammurabi
- Cycle de Baal
- Lettres d'Amarna
- Bible hébraïque

### Autres
- Droit du Proche-Orient ancien
- Diplomatie dans le Proche-Orient ancien
- Animaux dans le Proche-Orient ancien

## Source
- Cet article est partiellement ou en totalité issu de l'article intitulé « Antiquité » (voir la liste des auteurs).

### Introductions
- Pierre Amiet, L'Antiquité orientale, Paris, Presses universitaires de France, coll. « Que-sais-je ? » (no 185), 2021 (1re éd. 1971)
- (en) Amanda H. Podany, Ancient Near East : A Very Short Introduction, Oxford, Oxford University Press, 2013
- (en) Daniel C. Snell, Ancient Near East : The Basics, Londres et New York, Routledge, 2014

### Dictionnaires
- (en) Eric M. Meyers (dir.), Oxford Encyclopaedia of Archaeology in the Near East, Oxford et New York, Oxford University Press, 1997 (ISBN 0-19-506512-3)
- Francis Joannès (dir.), Dictionnaire de la civilisation mésopotamienne, Paris, Robert Laffont, coll. « Bouquins », 2001.
- Jean Leclant (dir.), Dictionnaire de l'Antiquité, Paris, Presses universitaires de France, coll. « Dictionnaires Quadrige », 2011
- (en) Trevor Bryce et al., The Routledge Handbook of the Peoples and Places of Ancient Western Asia, Oxon et New York, Routledge, 2009.
- (en) Simon Hornblower, Antony Spawforth et Esther Eidinow (dir.), The Oxford Classical Dictionary, Oxford, Oxford University Press, 2012, 4e éd.

### Atlas
- Michael Roaf (trad. de l'anglais par Philippe Tallon), Atlas de la Mésopotamie et du Proche-Orient ancien, Turnhout, Brepols, 1991, 237 p. (ISBN 2-503-50046-3)
- (en) Trevor Bryce et Jessie Birkett-Rees, Atlas of the Ancient Near East : From Prehistoric Times to the Roman Imperial Period, New York, Routledge, 2016
- Martin Sauvage (dir.), Atlas historique du Proche-Orient ancien, Paris, Les Belles Lettres, 2020, 207 p. (ISBN 978-2-251-45113-8)

### Présentations d'ensemble
- Pierre Amiet, L'Art antique du Moyen-Orient, Paris, Citadelles et Mazenod, 1977
- (en) Jack M. Sasson (dir.), Civilizations of the Ancient Near East, New York, Scribner, 1995.
- Paul Garelli, Jean-Marie Durand, Hatice Gonnet et Catherine Breniquet, Le Proche-Orient asiatique, tome 1 : Des origines aux invasions des peuples de la mer, Paris, Presses universitaires de France, coll. « La Nouvelle Clio », 1997.
- Paul Garelli et André Lemaire, Le Proche-Orient Asiatique, tome 2 : Les empires mésopotamiens, Israël, Paris, Presses universitaires de France, coll. « La Nouvelle Clio », 2001.
- Agnès Benoit, Art et archéologie : les civilisations du Proche-Orient ancien, Paris, RMN, coll. « Manuels de l'école du Louvre », 2003.
- Jean-Louis Huot, Une archéologie des peuples du Proche-Orient : t.I, Des peuples villageois aux cités-États (Xe-IIIe millénaire av. J.-C.), Paris, Errances, 2004.
- Jean-Louis Huot, Une archéologie des peuples du Proche-Orient, tome II, Des hommes des Palais aux sujets des premiers empires (IIe-Ier millénaire av. J.-C.), Paris, Errances, 2004.
- Pierre Bordreuil, Françoise Briquel-Chatonnet et Cécile Michel (dir.), Les débuts de l'histoire : Le Proche-Orient, de l’invention de l’écriture à la naissance du monothéisme, Paris, Éditions de la Martinière, 2008
- Jean-Claude Margueron et Luc Pfirsch, Le Proche-Orient et l'Égypte antiques, Paris, Hachette Éducation, 2012
- (en) Daniel T. Potts (dir.), A Companion to the Archaeology of the Ancient Near East, Malden et Oxford, Blackwell Publishers, coll. « Blackwell companions to the ancient world », 2012
- (en) Mario Liverani, The Ancient Near East : History, society and economy, Londres et New York, Routledge, 2014
- Bertrand Lafont, Aline Tenu, Philippe Clancier et Francis Joannès, Mésopotamie : De Gilgamesh à Artaban (3300-120 av. J.-C.), Paris, Belin, coll. « Mondes anciens », 2017, 1040 p. (ISBN 978-2-7011-6490-8)
- (en) Daniel C. Snell (dir.), A Companion to the Ancient Near East, Malden et Oxford, Blackwell Publishing, 2020 (1re éd. 2005)
- (en) Marc van de Mieroop, A history of the ancient Near East, ca. 3000-323 BC, Malden et Oxford, Blackwell Publishers, 2016, 3e éd.
- (en) Karen Radner, Nadine Moeller et D. T. Potts (dir.), The Oxford History of the Ancient Near East, Oxford, Oxford University Press, 2020-2023 (5 volumes)
- (en) Amanda H. Podany, Weavers, Scribes, and Kings : A New History of the Ancient Near East, Oxford, Oxford University Press, 2022